# Úbeda
Úbeda es una ciudad y municipio español de la provincia de Jaén, capital de la comarca de La Loma, en la comunidad autónoma de Andalucía. Tiene una población de 33 674 habitantes (INE 2024). La ciudad, junto a la cercana Baeza, fue declarada Patrimonio Cultural de la Humanidad por la Unesco el 3 de julio de 2003, debido a la calidad y buena conservación de sus numerosos edificios renacentistas y de su singular entorno urbanístico.
Llamada «la ciudad de los cerros», constituye un importante centro de atracción. Cuenta con hospital comarcal, centros educativos y escuelas universitarias —UNED y SAFA—, delegaciones de Hacienda y de la seguridad social, juzgados, capitanía de zona, Centro del Profesorado (CEP), etc., derivando en uno de los índices de centralidad más altos de toda Andalucía. Según el anuario de La Caixa (año 2009), se trata de la capital de una de las provincias económicas de España, con una zona de influencia de cerca de 200 000 habitantes que acude habitualmente a comprar en ella.
Su riqueza de hoy corresponde a su esplendor antiguo. Úbeda vive principalmente del sector terciario, el comercio y la administración, que ocupan el 49 % de la población activa. Pero además el peso de la agricultura ocupa a más de un 50 % de la población, siendo el centro neurálgico del olivar y de la producción aceitera, siendo uno de los mayores productores y envasadores de aceite de oliva de la provincia de Jaén, piedra angular de toda su economía. De hecho, la comarca de La Loma viene siendo la mayor productora mundial, con un 15 % de toda la producción aceitera mundial. Otras actividades complementarias son la industria, la ganadería y un incipiente turismo cultural.

## Toponimia
Por su ancestral historia, el origen etimológico del topónimo Úbeda conduce a pensar en su significado en alguna lengua paleohispánica, concretamente la que corresponde a la cultura oretana. Al existir documentación sobre la ciclópea «Torre de Ibiut» asumimos que de esta milenaria construcción defensiva en la Loma, surgió la ciudad y el topónimo. Después el tiempo corrompió el topónimo hasta llegar a Bahud, Betul, Betulon, Betula, Ebdete, Idubea, Obdah, Ubadzza y por fin castellanizando como Vbeda.

## Símbolos

### Escudo

Escudo de la ciudad.

En campo de gules, una corona real de oro y doce leones rampantes en gules en bordura de plata. Al timbre, corona real cerrada. El escudo fue concedido por Enrique III de Castilla el 12 de agosto de 1369 y en él se hace referencia mediante los doce leones a los caballeros ubetenses presentes frente a las murallas de Algeciras durante el sitio establecido entre 1342 y 1344 por Alfonso XI.

### Bandera

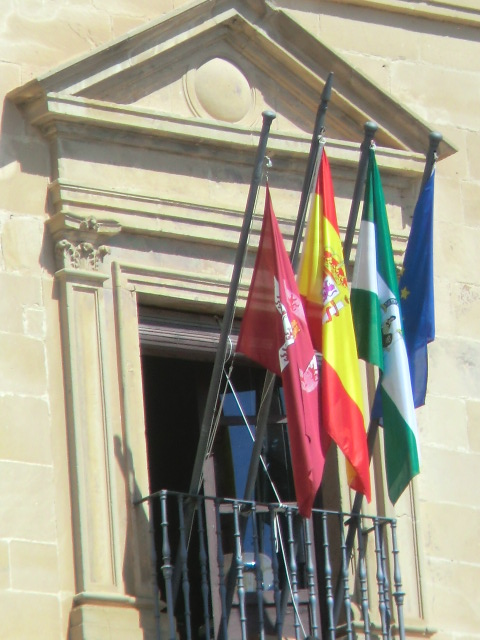
Banderas en el Ayuntamiento de Úbeda, en primer término la bandera de la ciudad.

Tal como aparece en el Boletín Oficial de la Junta de Andalucía, la bandera de Úbeda consiste en un: «Paño rectangular, de proporción entre anchura y longitud de 3 a 5 m, en color granate con el escudo de la ciudad centrado verticalmente y desplazado en la horizontal a una distancia de la vaina equivalente a 2/3 del ancho de la bandera. El tamaño del escudo será equivalente a dos quintos de la anchura del paño».

### Himno
El himno de Úbeda, fue declarado himno oficial de la ciudad por el pleno del ayuntamiento el 14 de mayo de 1982. La letra fue escrita por Antonio Parra Cabrera, mientras que la música fue compuesta por el maestro Emilio Sánchez Plaza.

## Geografía
Úbeda está enclavada sobre una eminencia en la famosa comarca de La Loma, volcada hacia el valle del Guadalquivir, frente a la imponente Sierra Mágina y cerca del centro geográfico de la provincia de Jaén.
| Noroeste: Rus, Linares, Arquillos y Vilches | Norte: Navas de San Juan            | Noreste: Villacarrillo                      |
| Oeste: Baeza                                |                                     | Este: Torreperogil, Sabiote y Santo Tomé    |
| Suroeste Jimena                             | Sur: Cabra del Santo Cristo y Jódar | Sureste: Peal de Becerro, Quesada y Cazorla |

### Término municipal
El término municipal de Úbeda está dedicado en su mayor parte a la agricultura, sobre todo olivar, el más productivo del mundo. Hasta los años setenta del siglo xx el cultivo de la aceituna era importante pero se alternaba con otros como el cereal o la vid, pero a partir de entonces un mar de olivos ha inundado la loma de Úbeda. En las vegas del Guadalquivir y Guadalimar aún predomina la agricultura intensiva de regadío —algodón, cebolla, tabaco, remolacha, etc.—.
Se encuentra dividido el término municipal en tres partes separadas, una isla principal y dos exclaves.

#### Isla de Úbeda
La isla de Úbeda o isla municipal principal, se sitúa prácticamente en el centro de la provincia, limitada por los municipios de Baeza, Rus, Arquillos, Vilches, Navas de San Juan, Torreperogil, Sabiote, Villacarrillo, Peal de Becerro, Quesada, Cazorla, Santo Tomé, Jódar, Cabra del Santo Cristo y Jimena. En ella se encuentran la ciudad de Úbeda, y sus anejos Santa Eulalia, Guadalupe, El Donadío, San Miguel y San Bartolomé.

#### Rincón de Úbeda
El Rincón de Úbeda se sitúa en la orilla norte del río Guadalquivir, limitado por los municipios de Torreperogil, Sabiote, Villacarrillo, Santo Tomé y Cazorla. En este exclave se encuentran los anejos de Veracruz y Solana de Torralba.

#### Rincón de Olvera
El Rincón de Olvera se sitúa en la orilla norte del río Guadalimar, entre los municipios de Navas de San Juan y Sabiote. Si bien existió una fortaleza y aldea en este exclave, no está conformado por ningún núcleo de población actual.

#### Núcleos
Además del núcleo principal, el municipio comprende otros seis núcleos de población, anejos en los que residen algo más de 1000 habitantes en total. Por tamaño son:
1. Santa Eulalia (Santolaya)
2. El Donadío
3. Solana de Torralba
4. Veracruz
5. San Miguel
6. San Bartolomé.

Otras aldeas completamente despobladas antes del siglo xix son el poblado de Olvera, Torre de San Juan —donde existió la ermita de San Juan Bautista— y Villarpardillo.

### Hidrografía
Cuatro ríos riegan las tierras ubetenses: Guadalquivir, Guadalimar, Guadiana Menor y Jandulilla, pero ninguno de ellos baña la ciudad. También en su territorio se encuentran los embalses del Giribaile, Doña Aldonza, Pedro Marín y Puente de la Cerrada.

### Clima
Según la clasificación climática de Köppen, Úbeda tiene un clima Csa (clima mediterráneo). Climatológicamente, los inviernos son suaves y los veranos calurosos y secos.

### Dehesas
La Cañada Real de El Paso se encuentra al este del municipio y es una zona de dehesa que cumplía la función de paso para la Mesta, y que actualmente es un parque periurbano y área recreativa. A unos kilómetros se encuentra el monte Palomarejo, junto al arroyo del Villarejo.

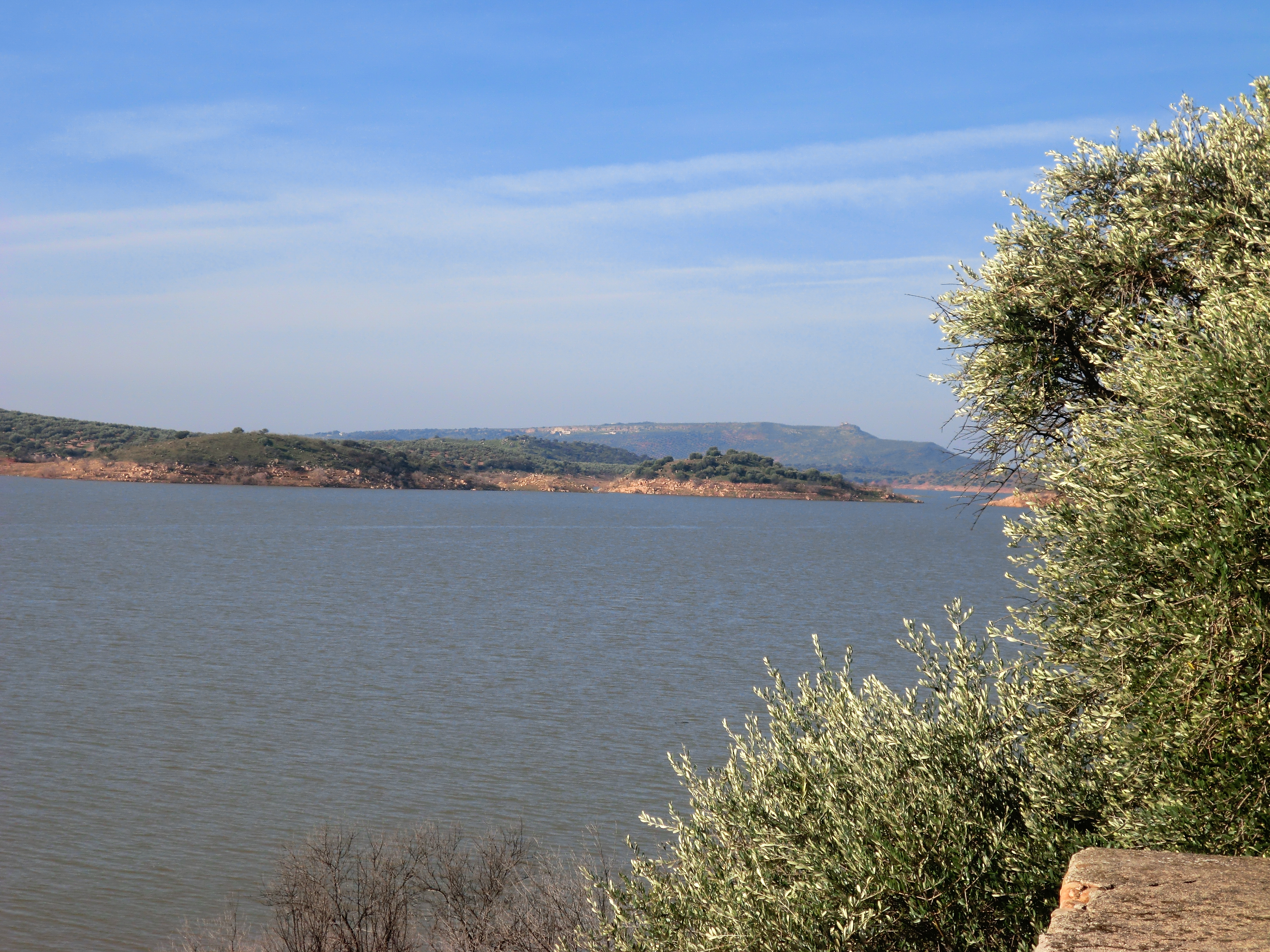
Embalse de Giribaile

La Dehesa de la Torrecilla y Dehesa del Moro se encuentran al norte. Buscando las estribaciones de Sierra Morena, van saliendo en las zonas donde todavía la agricultura no ha podido llegar, preciosas zonas de vegetación autóctona, quejigal, encinas y alcornoques. En esta zona se encuentra el llamado «mar de la loma», un inmenso lago formado por el embalse del Giribaile.

### Zonas protegidas
En el municipio también hay zonas declaradas paraje natural y de especial protección (ZEPA), como es el Paraje Natural del Alto Guadalquivir al sur del municipio: los embalses de Doña Aldonza, Pedro Marín y Puente de la Cerrada (Puente la Cerrá, en el habla local). Estos embalses están fuertemente colmatados, por lo que ha resurgido una gran cantidad de vegetación lacustre, y en ellos se pueden encontrar fauna diversa como la focha común, patos, flamencos o el calamón, con su vivo plumaje azul.

## Historia

### Origen
La leyenda dice que Úbeda fue fundada por Tubal, un descendiente de Noé. Del mítico torreón del rey Ibiut derivaría el nombre de la ciudad.
Si nos restringimos a la arqueología, los primeros asentamientos en Úbeda se remontan a la Edad del Cobre, en el actual cerro del Alcázar. De hecho, las últimas investigaciones arqueológicas han arrojado seis mil años de antigüedad; Úbeda es la «ciudad más vieja —científicamente documentada— de Europa occidental». Lo asegura el equipo dirigido por el catedrático Francisco Nocete a la luz de los resultados que han arrojado 35 dataciones de Carbono-14 en el yacimiento de las Eras del Alcázar.
Existen restos calcolíticos, argáricos, oretanos, visigodos y tardorromanos, en el solar actual donde se asienta. A su vez había con anterioridad un importante oppidum ibero de población autóctono, llamado Iltiraka en lengua íbera, y después dependiente de la colonia romana de Salaria, es conocido como Úbeda la Vieja —o Ubeda Vethula—, estando situado frente a la desembocadura del río Jandulilla en el Guadalquivir. En busca de intercambios llegan a Úbeda los griegos y más tarde los cartagineses con propósitos imperialistas, siendo vencidos por los romanos tras largas guerras.
Bajo el imperio romano, a partir de la batalla de Ilipa en 206 a. C., la antigua ciudad-estado íbera se romaniza, ya sería conocida como la Betula —Baetula—, siendo el centro de numerosa población diseminada. En tiempos de godos, los vándalos destruyeron la región al completo y sus moradores pasaron a concentrarse al sitio que hoy conocemos, llamado de Bétula Nova, por motivos más bien ignorados.
La ciudad como entidad con una cierta importancia reaparece con la llegada de los árabes, en particular con Abderramán II, quien la refunda con el nombre de Ubbada o Ubbadat Al-Arab —Úbeda «de los árabes»—, con la intención de controlar desde aquí a los revueltos mozárabes de Baeza. En el siglo xi es objeto de disputa entre los reinos de taifa de Almería, Granada, Toledo y Sevilla, hasta su conquista por los almorávides. Como ciudad musulmana, se rodeó de más murallas defensivas y se convirtió en una de las ciudades de mayor importancia de Al-Ándalus, debido a su artesanía y comercio. Así llegó a convertirse en un rico e importante bastión que poseer.

### Edad Media
Durante el año 1091 el rey de Toledo, Al-Mamún, lucha contra la rebelión interna de los moros andalusíes siendo Úbeda rendida por la fuerza a manos de Alfonso VI. A partir del siglo xii los reyes castellanos aumentan progresivamente la presión sobre el Alto Guadalquivir y Úbeda solo es mencionada en las fuentes escritas como escenario de episodios bélicos, por ejemplo cuando la región fue objeto de los ataques de Alfonso VII de León, primero en 1137 y posteriormente en 1147, momento en el que se apoderó de Úbeda, Baeza y Almería. Durante diez años la ciudad permaneció en manos de los castellanos, hasta que la contraofensiva almohade les obligó a retirarse en 1157. Reconquistada y devastada por Alfonso VIII tras la batalla de las Navas de Tolosa y la batalla de Úbeda, es perdida al poco tiempo. Entretanto la ciudad es saqueada y arrasada en varias ocasiones más, siendo definitivamente su población masacrada por los cruzados en la batalla de 1212.
En el año 1233, Úbeda es definitivamente conquistada por Fernando III de Castilla tras seis meses de largo asedio, convirtiéndose en ciudad realenga y titular de un arciprestazgo:

«...Fernando III desde Toledo se dirigió con su ejército contra Úbeda, ciudad que por la situación entre Muhammad ibn Hûd y Muhammad ibn Yusuf ibn Nasr ibn al-Ahmar no recibía socorro. Puso sitio a la misma el 6 de enero de 1233. Cuando los defensores de la ciudad se convencieron de que no tenían posibilidad de abastecimiento ni ayuda; capitularon, saliendo salva su población con los bienes que pudieron llevar, bajo protección cristiana hasta la ciudad musulmana a que quisiesen ir...»
Ramón Menéndez Pidal

Un hecho destacable es que la toma de Úbeda se realizó mediante capitulación, evitando una nueva matanza y posibilitando la coexistencia de distintas etnias que formaban una población de varias culturas (árabe, judía y cristiana). Durante más de dos siglos la ciudad participa activamente en la lucha contra los musulmanes, gozando de amplia autonomía en su gobierno local, regido por el Concejo apoyado por la veinticuatría.
Factor decisivo en este período es su importante valor geoestratégico. Durante casi tres siglos fue población fronteriza, primero de avanzada y luego muy cercana a la frontera entre los reinos de Granada y Castilla. Este hecho determina que los sucesivos reyes castellanos le otorguen numerosos privilegios y concesiones, como el Fuero de Cuenca, para favorecer la fijación de una población, formada por castellanos y navarro-aragoneses, que permanezca frente a circunstancias de vida adversas propias de una zona fronteriza. Así llegó a ser una de las cuatro «ciudades mayores de la reconquista de el Andalucía».
Episodios como el de 1368, en el que la ciudad es asolada con motivo de la guerra civil entre Pedro I de Castilla y Enrique II de Trastámara, y el posterior saqueo de Pero Gil y los ejércitos de Muhammed V de Granada avivó la rivalidad entre los bandos locales, Traperas contra Arandas primero, luego Cuevas contra Molinas y Moyas contra Padillas, tiñen de sangre su historia hasta las postrimerías del siglo xv. De hecho dieron lugar a que, a semejanza de lo ocurrido en Baeza, las murallas y torres del alcázar fuesen demolidas en 1506 por orden real, a fin de poner paz entre dichos bandos.
La provincia de la jurisdicción de Úbeda se extendía desde Torres de Acún (Granada) hasta Santisteban del Puerto, pasando por Albanchez de Úbeda, Huesa y Canena, y a mitad del siglo xvi también incluía en su partido jurisdiccional a las villas de Cabra del Santo Cristo, Jimena, Quesada, Peal, Sabiote y Torreperogil.

### Esplendor
Este cúmulo de factores —situación geográfica y consiguiente dominio de vías de comunicación, su extensa y rica jurisdicción, gran alfoz y presencia de una nobleza cada vez más poderosa— sentó las bases a lo largo de los siglos xiv y xv del esplendor de la Úbeda del siglo xvi. Al finalizar la conquista de Granada, asistimos a un desarrollo económico de la ciudad basado en la agricultura y en una importante ganadería caballar y mesta propia, que fundamenta el periodo de mayor esplendor de la ciudad, siendo muy importante la roturación de bosques y puesta en valor de nuevas tierras. La paz y el desarrollo económico lleva consigo un aumento demográfico, alcanzando la ciudad una población de 18 000 habitantes, siendo una de las más populosas de toda España. Comenzando con Ruy López Dávalos, Condestable de Castilla con Enrique III y Beltrán de la Cueva, valido de Enrique IV, sus nobles encuentran acomodo en altos cargos de la administración imperial.
Tras la nobleza ubetense, y las órdenes de caballería, el siguiente gran estamento privilegiado es el clero. La diócesis de Jaén es enormemente rica, su mitra, posiblemente, fuera una de las más ricas de España, y el clero ubetense tenía altos cargos en ella. También hallamos un colectivo de vecinos que han prosperado —judíos o muladíes mayormente— y que genéricamente hubieran sido el germen de una incipiente burguesía. Se trata de profesionales, tales como médicos, sastres, escribanos, boticarios y, naturalmente, un estimable número de mercaderes ricos. Más abajo, existía todo un variado repertorio gremial propio de un núcleo de población rico y expansivo, mención especial al gremio de los pastores y ganaderos. El ejército y la milicia cerraban este grueso estamento. El tercer estamento era un número vasto de labriegos de las tierras de los nobles y pequeños campesinos.
Especialmente destacable es el papel de Francisco de los Cobos, secretario del emperador Carlos V. Con él entra el gusto por el arte en Úbeda, y como si fuera una pequeña corte italiana, de manos del arquitecto Andrés de Vandelvira y sus seguidores, Úbeda se llena de palacios. Su sobrino, Juan Vázquez de Molina, secretario de Estado de Carlos I, y de su hijo, Felipe II, continúa lo iniciado. En toda Úbeda arraigan fuerte las corrientes humanistas del Primer Renacimiento.
En 1526 el emperador Carlos visita la ciudad y jura guardar los privilegios, fueros y mercedes concedidas a Úbeda.

### Declive
Los siglos xvii y xviii son de decadencia para la ciudad, inmersa en la crisis general de España, que ve cómo su pasado esplendor se apaga. La falta de una política proteccionista para la artesanía, las importaciones de la lana de Burgos, la subida de los precios por las malas cosechas, la injusta presión fiscal para las guerras, la corrupción, el poder del Clero, el proceso inflacionista por abundancia de metales, las continuas levas militares, las epidemias, y la emigración a Indias son algunos de los factores que contribuyeron a esa merma. Úbeda perdió hasta el control del tráfico de madera de los robles y pinos del Segura, en favor de comerciantes sevillanos. Todo ello va descapitalizando a la ciudad, agudizando las diferencias sociales e incrementando la miseria de la mayoría. Algunas fechas de los desastres que asolaron la ciudad en esta etapa fueron las pestes de 1585 y 1681 y el terremoto de Lisboa de 1755, que quebranta bastantes casas de la ciudad. Para rematar, la persecución de los cristianos nuevos y la expulsión de los moriscos en 1609 va a ser seriamente lamentado por el Concejo, por el impacto económico al perder su más valioso tejido económico.
La cruda decadencia se hace manifiesta a partir de 1700 con la larga Guerra de Sucesión. Los vecinos de Úbeda vivirán la Guerra de Sucesión con intensidad creciente. Sus aportaciones en caballos, armas, municiones, dinero o tropas son continuas, resultando difícil en ocasiones comprender de dónde provienen tales fuerzas en un pueblo debilitado por el hambre y la enfermedad. Tal fue la presión impositiva y la injusticia al quedar exentas las clases poderosas, que la población hambrienta se amotinó el 19 de marzo de 1706, contra los cobradores de las rentas reales. Como consecuencia de la guerra, Úbeda se empobreció en extremo y aumentó la conflictividad a límites desconocidos. El concejo tuvo que vender sus mejores fincas de propios para afrontar urgentes pagos de milicias. Sin duda hubo recesión demográfica, al coincidir la guerra con crisis de hambre y enfermedades generalizadas. En estos años, muchas villas de su territorio se independizan. Se puede concluir, que Úbeda sufre uno de los peores momentos de su historia, solo tocando fondo hacia 1735. Pero el mal en Úbeda y otros lugares estaba hecho, y era difícil dar marcha atrás al reloj de la Historia.
Posteriormente, con la guerra de la Independencia española, durante la que los franceses permanecen entre 1810 y 1813 en la ciudad, se trunca la recuperación, las penalidades vuelven, se ocasionan saqueos y grandes perjuicios económicos. La situación llevó a Úbeda a un estado de ruina económica, que la había conducido a extremos tales como la absoluta carencia de ganados para laborear el campo, de semillas para efectuar la siembra y aún de los medios más precisos para la subsistencia de la población.
Las desamortizaciones eclesiásticas de 1820 y 1836, supondrían que todos los conventos de la ciudad —con excepción de Santa Clara y las Carmelitas— fueran expropiados y vendidos en subasta pública. Ello significaría la total transformación de espacios urbanos de la ciudad, cambiando de uso algunos de estos edificios para albergar colegios, cuarteles, cárceles, etcétera y, en el peor de los casos, que fueran demolidos sus viejos inmuebles por amenaza de ruina. En suma, la ciudad vuelve a recuperarse hasta finales del siglo xix; es cuando comenzó a experimentar un pequeño resurgir con la mejora en avances técnicos, que llegan con retraso a la ciudad, que sigue siendo un medio rural no afectado apenas por la revolución industrial y cada vez más alejado de los centros de poder.
Úbeda continúa una larga existencia anodina, y sus palacios ya vacíos de lujos, permanecen abandonados.

### Recuperación
Quedaban aún por sufrir los efectos de las guerras carlistas y las sucesivas revoluciones liberales que convulsionaron la vida de la ciudad. Las bases del liberalismo en Úbeda se basan en el predominio en la política de los grandes propietarios agrarios, y se instaura el caciquismo y el falseamiento electoral. A finales del siglo xix la pequeña burguesía con algunos terratenientes ubetenses hacen renacer la actividad en la ciudad gracias a la agricultura y la industria. Durante la década de 1920, la retórica regeneracionista, cuya ambiciosa idea era lanzar a Úbeda a un nuevo Renacimiento, pone en práctica numerosos proyectos de reformas y mejoras en la ciudad. En estos años, se extiende la educación y los servicios básicos. Fue también en esta época cuando empezaron las obras de la línea ferroviaria Baeza-Utiel, que habría llevado el ferrocarril a Úbeda y habría supuesto una importante conexión por ferrocarril con el Levante. Las obras de la ferrocarril, sin embargo, se alargaron durante tres décadas y la línea sería finalmente abandonada hacia 1964, cuando su construcción se encontraba ya muy avanzada. Por esta época fue también muy destacada la actividad del general Leopoldo Saro Marín, que aunque no era jienense, estaba emparentado con la provincia y con Úbeda por vínculos familiares. Además del nonato ferrocarril, la influencia del general Saro facilitó la construcción de la Biblioteca municipal, el Parador de Turismo, la Escuela de Artes y Oficios o la reconstrucción de la Casa de las Torres.
Úbeda llegó a contar con un periódico diario editado en la localidad, La Provincia, entre 1921 y 1936.
Durante la Guerra civil, la violencia, represión y venganza política sumieron a Úbeda en una larga fase de depresión. La ciudad no fue frente de guerra, pero sufrió las sacas de presos de uno y otro bando. Así, empezó en la noche del 30 al 31 de julio de 1936, cuando las milicias republicanas sacaron a los presos políticos que, en número de 47 se encontraban en la cárcel de Partido, y los asesinaron. La posguerra es aún recordada por sus contemporáneos como «los años del hambre».
Durante los años 60 y 70 la industria local tiene un fuerte repunte gracias al tirón desarrollista, pero insuficiente para absorber el fuerte incremento de población, avocada a la emigración. Lentamente, la que fue «la Florencia de la Alta Andalucía», va a ir alcanzando el lugar actual como referente provincial, cabecera de la comarca y como un centro de industria y servicios a nivel regional de importancia creciente.
El 3 de julio de 2003 es nombrada, junto con su vecina Baeza, Patrimonio de la Humanidad.

### Cronología y curiosidades históricas
- 1091: Alfonso VI consuma su discordia con el Cid en Úbeda.
- 1212: Librada la batalla de las Navas de Tolosa, también llamada batalla de Úbeda, la ciudad es asaltada, saqueada y destruida y prácticamente toda la población junto con los refugiados de Baeza, son pasados a cuchillo por las tropas cristianas. Dos años más tarde los Almohades la recuperan.
- 1233: Fernando III toma la ciudad a finales de junio de 1233.
- 1235: Fernando III hace merced a Úbeda del Castillo de Olvera —el actual enclave del rincón de Olvera—.
- 1275: El rey le concede los castillos de Tíscar. Huesa y Belerda.
- 1330: Motín popular contra la nobleza, cuyo cabecilla, Juan Núñez Arquero, paga con la horca.
- 1342-1344: Sitio de Algeciras por el concejo de Úbeda. A raíz de esta contienda surge la leyenda de los doce leones que aparecen en el escudo de Úbeda, que simbolizan a los 12 heroicos caballeros que lograron su conquista.
- 1368: La irrupción de Pedro Gil asuela la ciudad destruyendo los templos y quemando todos los archivos municipales, parroquiales y notariales.
- 1369: Enrique II, le restituye el título de ciudad, otorgándole su actual escudo de armas, distinguiéndola con el Lema de «Muy Noble, Muy Leal y Antigua Cibdad, reparo y ensalzamiento de los Reinos de Castilla»
- 1396: La noche de San Juan, batalla entre los Aranda y Trapera, cerca de la Puente Vieja —lugar de Úbeda la Vieja—. Un siglo después los Cueva y Molina continuarán esta rivalidad mortal.
- 1489: Visita a Úbeda de los Reyes Católicos. Dice la leyenda que frente a la Puerta de Granada, la reina Isabel prometió por primera vez no cambiarse de camisa hasta expulsar a los moros de sus dominios.
- 1526: El emperador Carlos visita solemnemente la ciudad y jura guardar los privilegios, fueros y mercedes concedidas a Úbeda.
- 1530: Se prohibió la construcción de balcones en voladizo para no quitar el sol y la luz a las calles.
- 1562: Diego de Los Cobos redacta los Estatutos Fundacionales del Hospital de Santiago, y comienzan las obras.
- 1591: San Juan de la Cruz entra en la ciudad, donde muere el 14 de diciembre.
- 1845: Richard Ford (1796-1858), el inglés viajero e hispanista, recoge en su Manual de viajeros por Andalucía la imagen monumental de la ciudad aunque lamenta el abandono de las tierras de labor; reflejo de este abandono es su comentario sobre que aún existía el palacio de Francisco de los Cobos, aunque, eso sí, cruelmente degradado.
- 1906: Se publica Apuntes para la Historia de Úbeda, donde se desvela que 248 personas fueron condenadas a la hoguera por la Inquisición en esta ciudad, según los datos recogidos.

### Cerros de Úbeda
El popular dicho de irse o «andarse por los cerros de Úbeda» tiene su origen en la reconquista a los almohades de la ciudad jiennense de Úbeda, acontecida en 1233.
Parece ser que uno de los más importantes capitanes del rey Fernando III «el Santo», el tal Álvar Fáñez —alias «el Mozo»—, desapareció instantes antes de entrar en combate y se presentó en la ciudad una vez que esta había sido reconquistada. Al preguntarle el rey dónde había estado, el otro, ni corto ni perezoso, contestó que se había perdido por los cerros de Úbeda. La frase fue tomada irónicamente por los cortesanos, pues los cerros de Úbeda, aunque tienen entidad, no son suficientemente grandes como para justificar el extravío de los soldados y se perpetuó como signo de cobardía.
Actualmente se usa cuando alguien interviene en una conversación con algo que no tiene nada que ver con lo que se está hablando. Otra versión del mismo hecho cuenta que Álvar Fáñez se había enamorado de una mora, y por eso faltó al ataque, al estar citado a la misma hora con su enamorada.

## Demografía
Úbeda cuenta con una población de 33 674 habitantes (INE 2024).
| Gráfica de evolución demográfica de Úbeda entre 1842 y 2021                                                         |
| |
| Población de derecho según los censos de población del INE Población de hecho según los censos de población del INE |

### Urbanismo

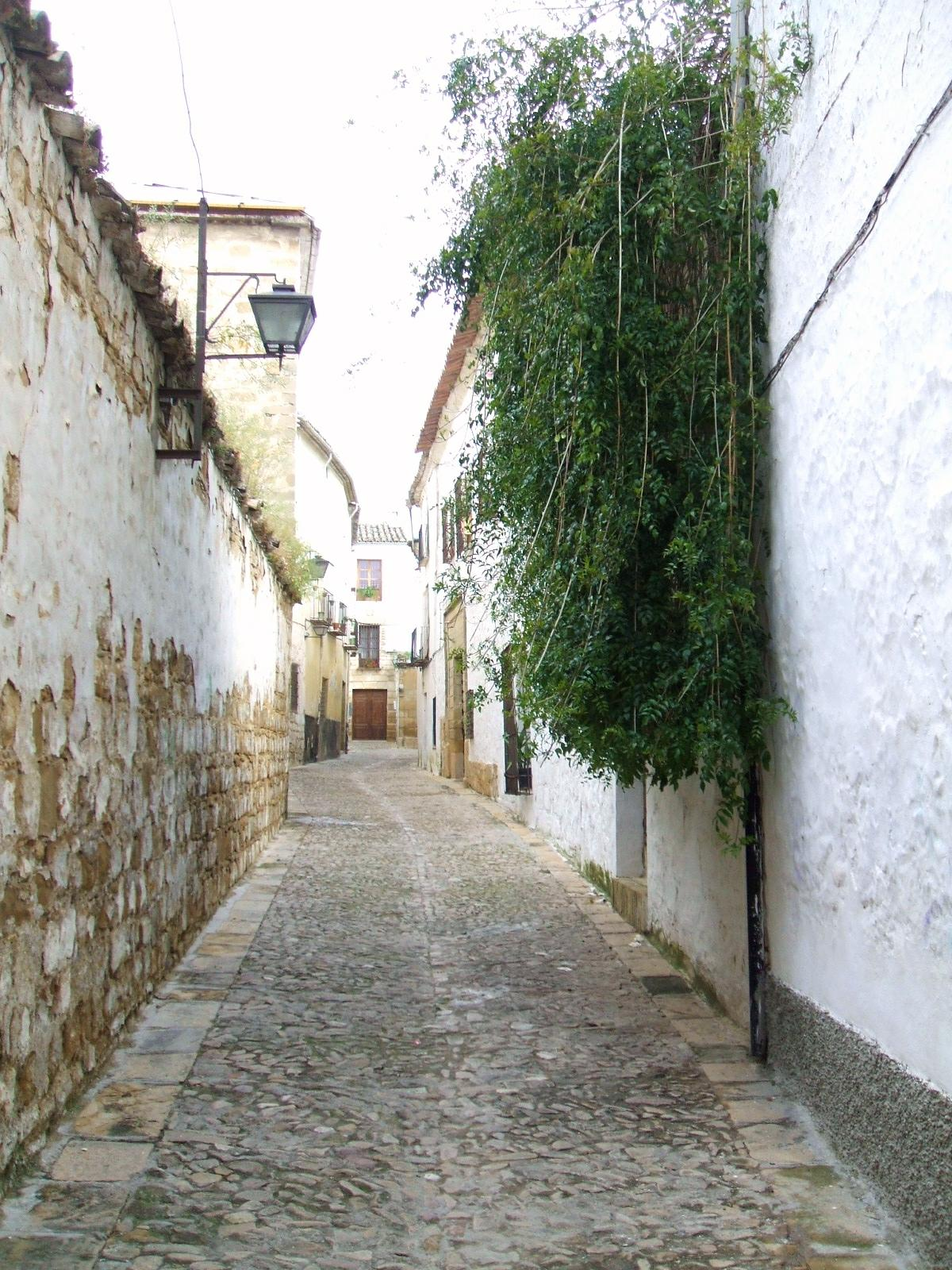
Una calle del barrio de San Pablo

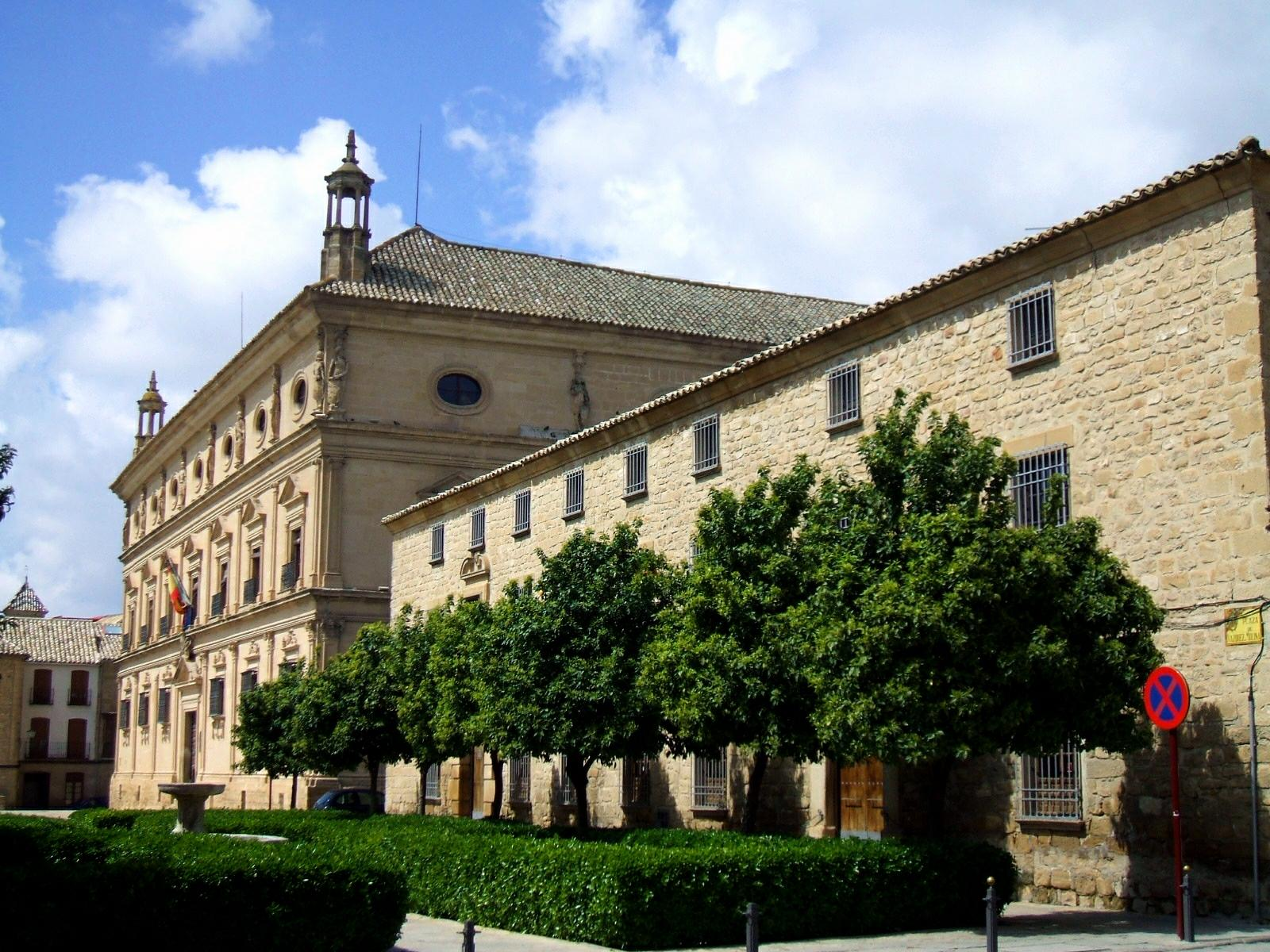
Vista parcial de la plaza Vázquez de Molina

Se resume diciendo que al igual que en el conjunto de Baeza, es un Renacimiento con señas de identidad propias. Estas ciudades aportan una auténtica recopilación de las ideas, soluciones y prácticas del urbanismo renacentista, formulados por los tratadistas italianos del siglo xv, pero adecuándolas a una realidad sociopolítica cultural muy distinta a la italiana. Úbeda es «cátedra del renacimiento». La lección de urbanismo que ofrece la ciudad trasciende lo regional y nacional, valorándose entre el urbanismo más innovador del Renacimiento español que, tras ser reelaborado, tendrá una nueva proyección en Iberoamérica.
El urbanismo de la ciudad, se configura en estas fases principales:
- Ciudad-acrópolis: En torno al cerro de Ibiut, actualmente cerro del alcázar, se fortificó un oppidum ibero que acabó por constituir la matriz de la alcazaba de Úbeda.
- Herencia hispano-musulmana (ix al siglo xiii): la ciudad acrópolis amplia el recinto amurallado con su respectivo alcázar en el reborde de la cornisa natural, medinas con mallas viarias mínimamente estructuradas por los ejes que conectan con las puertas de la ciudad.
- Ciudad mudéjar (siglo xiii al xv): territorio de frontera con el reino Nazarí. La ciudad sigue siendo heredera, en sus líneas básicas, de la estructura islámica: refuerzo del recinto amurallado y cristianización de las antiguas mezquitas.
- Ciudad renacentista (siglo xvi, Edad de oro): el auge socioeconómico explica la inusitada renovación practicada sobre la ciudad mudéjar, las reformas renacentistas se yuxtaponen a la imagen medieval y representan la construcción de espacios simbólicos dirigidos por los poderes civiles. La estructura de la ciudad se consolida y alcanza su plenitud urbana y arquitectónica. Con modelos italianos y notas francesas se construyen los palacios y casas hidalgas ubetenses, —se han catalogado más de 250—, cuyos modelos tienen una continuidad hasta el siglo xviii, inicio de la decadencia de la ciudad.

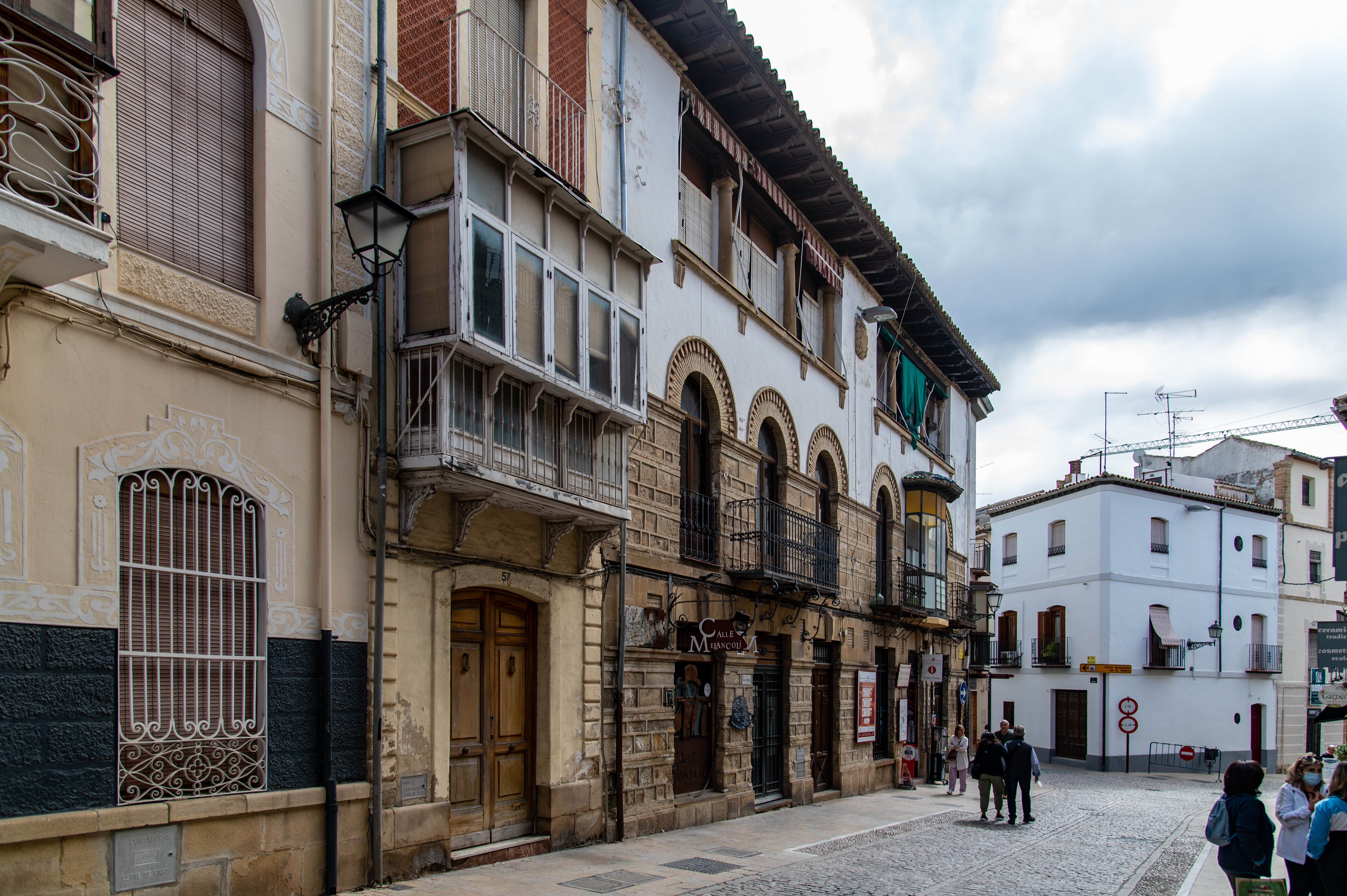
Calle Real, principal acceso al centro histórico

La mayor originalidad de Úbeda se produce en las operaciones de reestructuración interna llevadas a cabo sobre la ciudad mudéjar original:
- Apertura de Placetas: ante los nuevos edificios públicos o residenciales de cierta entidad.
- Arquitectura focalizando visuales: en línea con el fin de perspectiva y con la teoría renacentista de «calle cerrada».
- Soluciones de esquina: torres y brillantes composiciones desarrolladas en aristas de ángulo que contribuyen muy eficazmente a la recalificación de la ciudad mudéjar heredada.
- Una operación urbana inédita en España, la plaza Vázquez de Molina: además de por su extraordinaria calidad arquitectónica, supone una intervención que complejiza la organización urbana para representar el nuevo recinto del poder, concreción espacial y formal de la aristocracia política y económica que se configura durante la etapa renacentista.

El palacio pasa a ser durante los siglos xvi, xvii y xviii el prototipo de la arquitectura señorial e institucional, y destaca como el elemento de mayor significación en el entramado ubetense. Los nobles compiten en la majestuosidad de sus residencias.

#### Recinto intramuros
Tiene una extensión de 35,3 ha, por lo que es uno de los más grandes de España. De ellos el conjunto monumental patrimonio mundial ocupa 2,8 ha.

#### Plazas y calles
La plaza de Andalucía: Como tal, queda abierta en el año 1400, al labrar el recinto amurallado que daba a la collación de San Isidoro. Albergaba la famosa Puerta de Toledo. Fue conocida como «Plaza de Arriba», si bien recibe su histórico nombre de Toledo en razón a su proximidad a la puerta del mismo nombre, principal de la ciudad, enmarcada por un gran arco monumental de Toledo que era el comienzo del importante Camino Real de la Imperial Ciudad. Surgida de manera espontánea en un cruce de caminos en torno a la puerta fue demolida a mitad del siglo xix. En sus portalillos traficaban panaderos, carniceros, pescaderos, hortelanos y demás comerciantes, pues fue mercado de abastos hasta la erección del actual de la Coronada. En 1930 se instaló el conjunto escultórico del ahijado ubetense, el General Saro, razón por la que durante muchos años, hasta la denominación actual, esta plaza fue conocida, y aún son muchos los ubetenses que la llaman así, como plaza del General Saro.
En torno a ella, la ciudad histórica mantuvo hasta el pasado siglo un sistema de crecimiento radial. Desde este antiguo cruce de caminos del centro histórico parten calzadas y carreteras que enlazan con los núcleos vecinos y las ciudades del reino. Este kilómetro 0 ubetense es denominado comúnmente como plaza Vieja; o plaza de Toledo, también plaza de Arriba, plaza del Arrabal, plaza del Comercio, o plaza del Reloj; o del General Saro, o de Andalucía, en sus denominaciones más recientes. Más concretamente, bajo el fresco de la imagen de la Virgen de los Remedios, situado en la torre del reloj, lugar donde el emperador Carlos V jurara los fueros y privilegios de la ciudad, se situaría el simbólico epicentro ubetense. Desde este núcleo radiocéntrico surgirán las principales arterias: al oeste, con la calle Obispo Cobos, dirección al Hospital de Santiago; la calle Trinidad al norte; la calle Rastro, prolongación hacia la calle Cava, al sur; la calle Corredera de San Fernando al este y la calle Real que penetra en el casco histórico intramuros, al sureste. El centro neurálgico de la población se habría desplazado extramuros a esta plaza para siempre, que aún hoy tiene ese carácter de centro vital de la ciudad e indiscutible carácter epicéntrico.

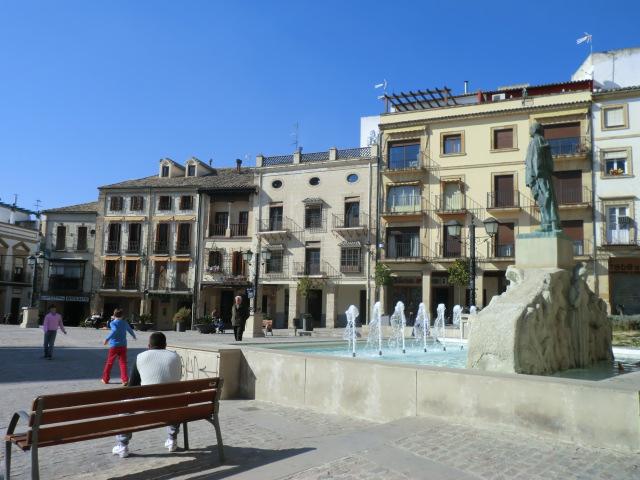
Plaza de Andalucía
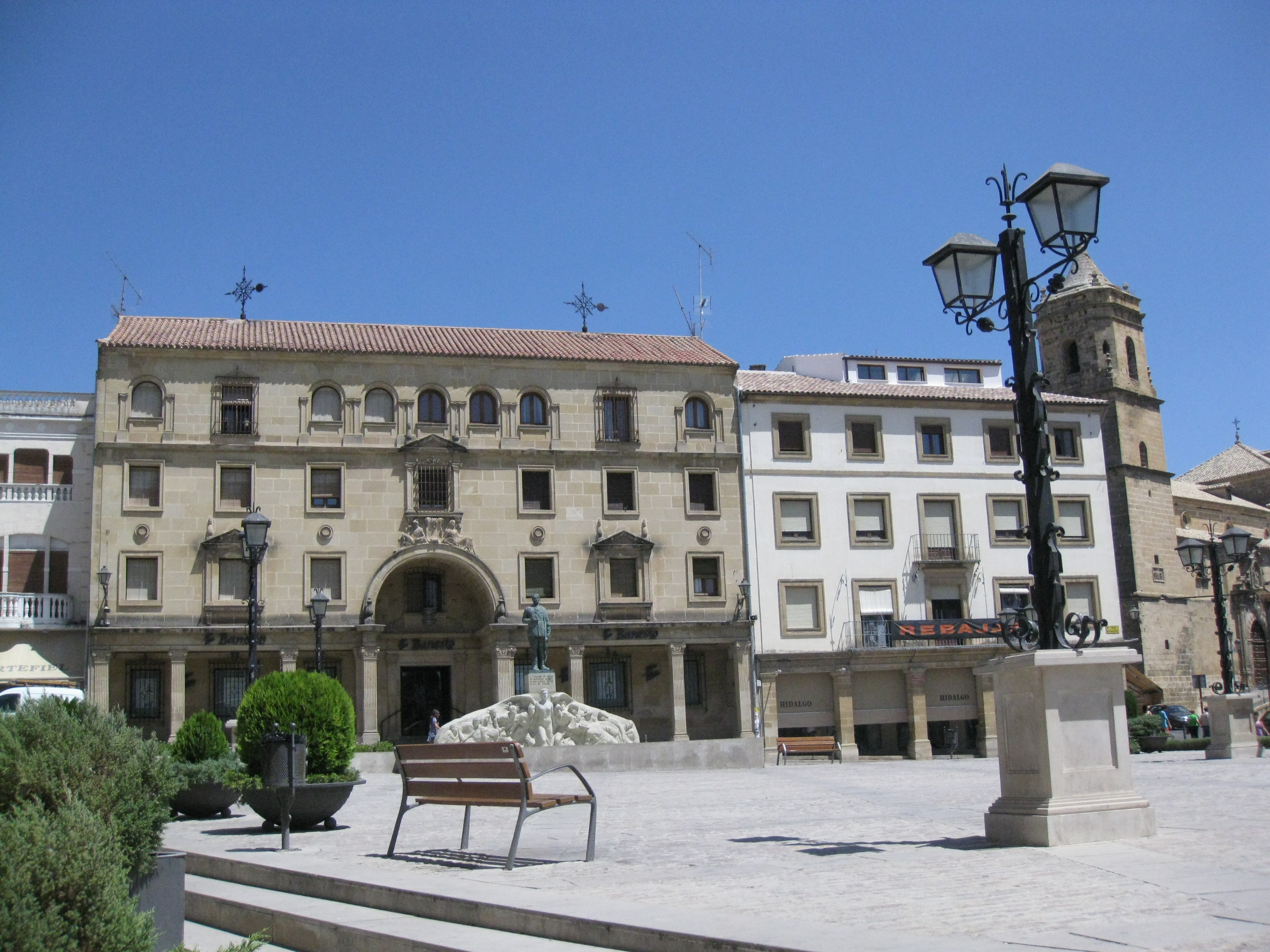
Plaza de Andalucía con la iglesia de la Trinidad al fondo
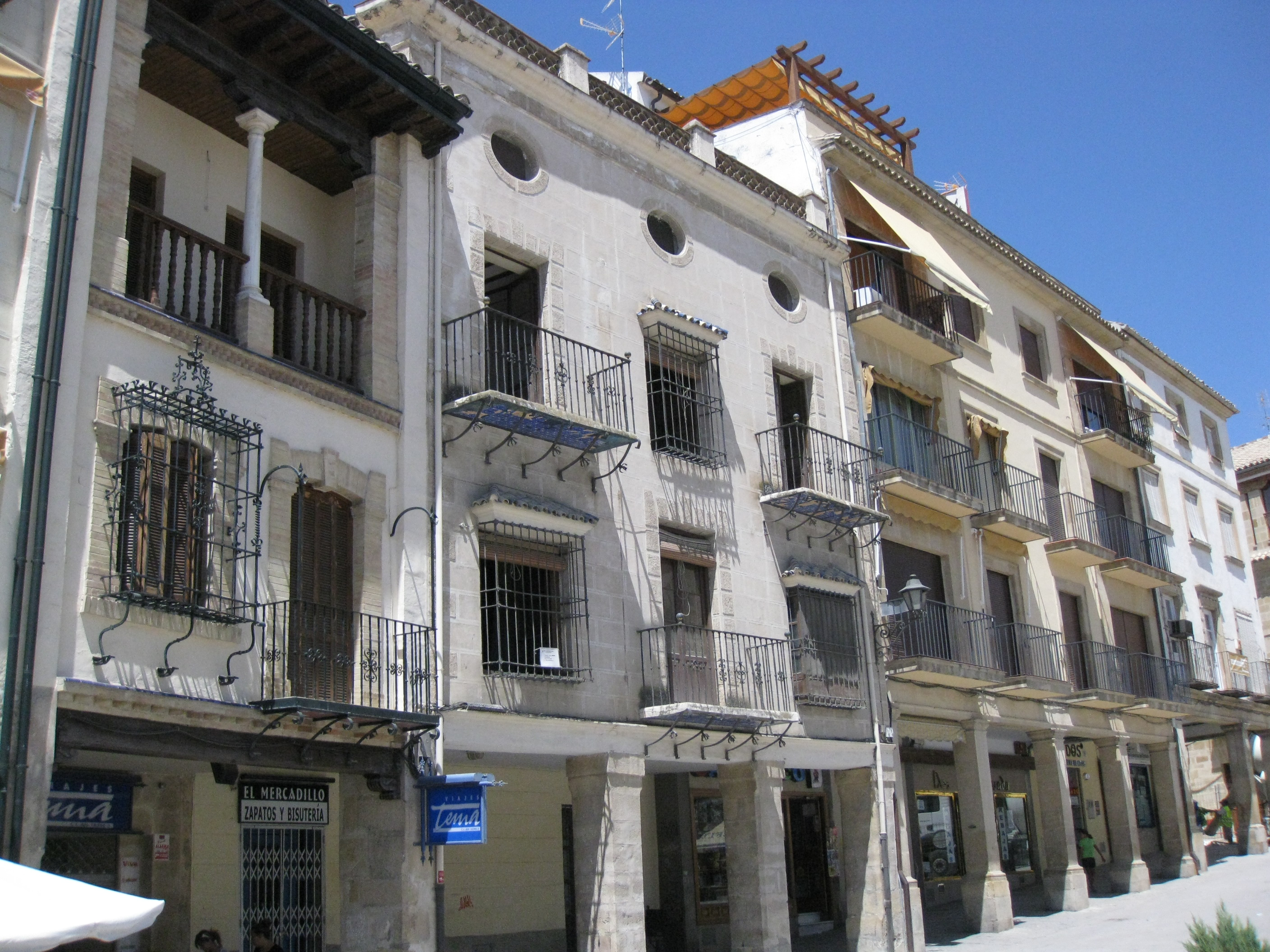
Soportales en la plaza de Andalucía

Las calles Mesones y Obispo Cobos: En este eje se establecieron multitud de mesones, tascas y posadas, que se asentaban en esta transitada vía dada su cercanía con la populosa plaza de Andalucía, en el histórico Camino Real de Toledo, de Baeza y Jaén.
En el siglo xix tras derribar la Puerta Nueva, se abrió un paseo más ancho que llegaría hasta el Hospital de Santiago y que mantenía los esquemas arquitectónicos del Renacimiento: La calle Obispo Cobos, conocida popularmente como «Calle Nueva». Su prolongación fue el paseo del León —actual avenida de Cristo Rey—. Dada su importancia como eje vital de la ciudad, en las últimas décadas se ha convertido en la calle más comercial e importante de la ciudad.

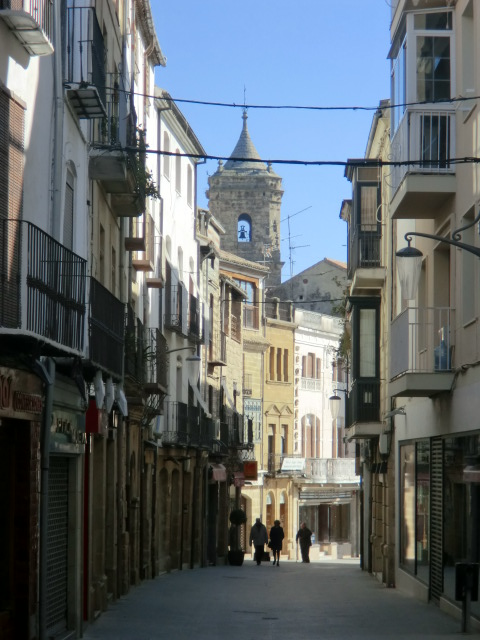
Calle Mesones.
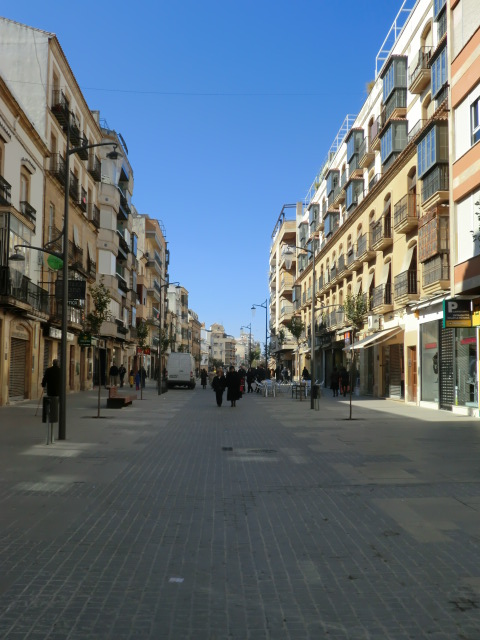
Calle del Obispo Cobos.

A partir de la segunda mitad del siglo pasado a este modelo radial centrado en la plaza de Andalucía, se empieza a superponer el trazado de infraestructuras interurbanas que cortan el modelo radial según ejes transversales de dirección oeste a este.
El sistema principal quedaba definido por la avenida de la Constitución, calle Cruz de Hierro, calle Corredera de San Fernando, calle Rastro, calle Ancha, calle Sagasta y calle Obispo Cobos. Este anillo permite circunvalar el casco histórico, y a él llegan las vías radiales de acceso al casco, y desde él, parten los distintos itinerarios de acceso al caserío y zona monumental.
Úbeda careciendo de un plan de ensanche racional, se fue articulando sobre las primitivas carreteras que atravesaban el municipio; así nació el eje principal: siguiendo la carretera nacional desde el oeste la avenida de la Ciudad de Linares, pasando por la avenida de Ramón y Cajal, que atraviesa el centro moderno de este a oeste, siendo la calle más populosa y transitada de la ciudad, y continuando con la avenida de la Libertad, que sale hacia el este.

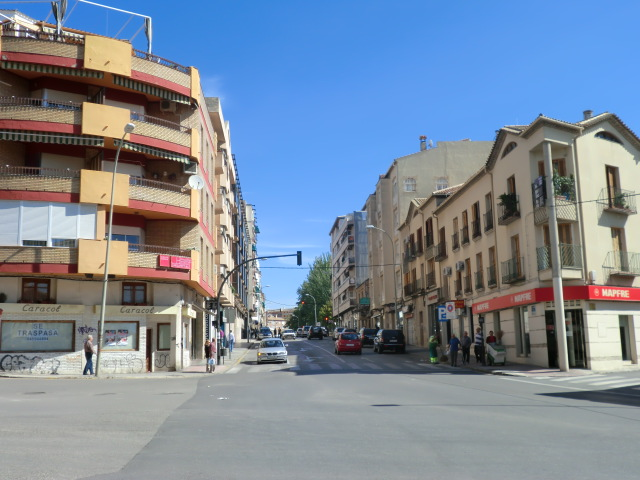
Avenida de Ramón y Cajal
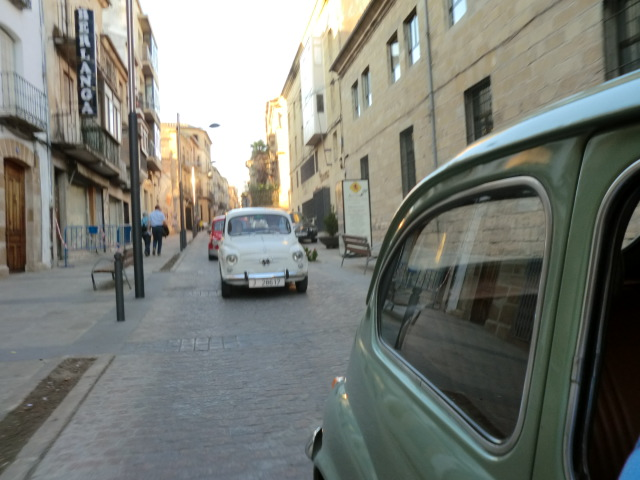
Calle Trinidad
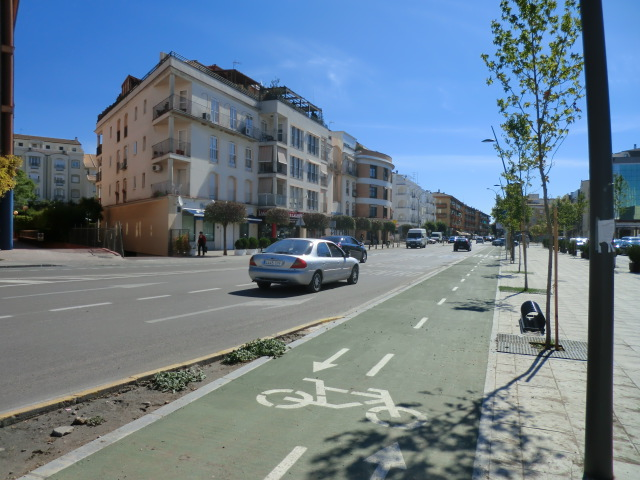
Avenida de la Ciudad de Linares
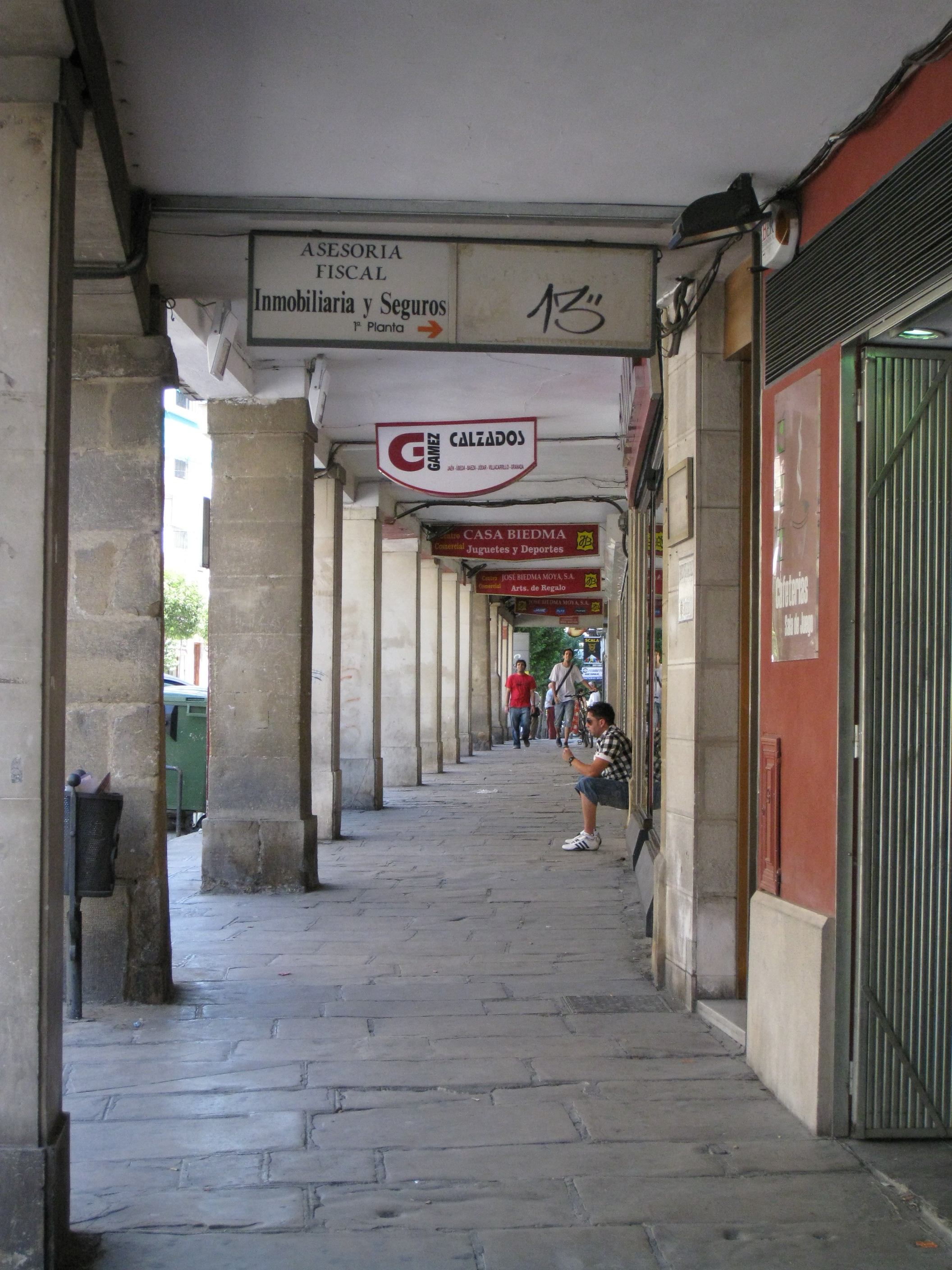
Soportales en la Corredera de San Fernando

Un segundo corredor viario más al norte y paralelo al anterior, lo forman la antigua carretera de circunvalación, configurando el eje calle Cronista Juan de la Torre - avenida de Cristóbal Cantero. De norte a sur, la ciudad se articula en torno a la calle Torrenueva como prolongación de la calle Trinidad, y la avenida de Antonio Machado como prolongación de la calle del Trillo.

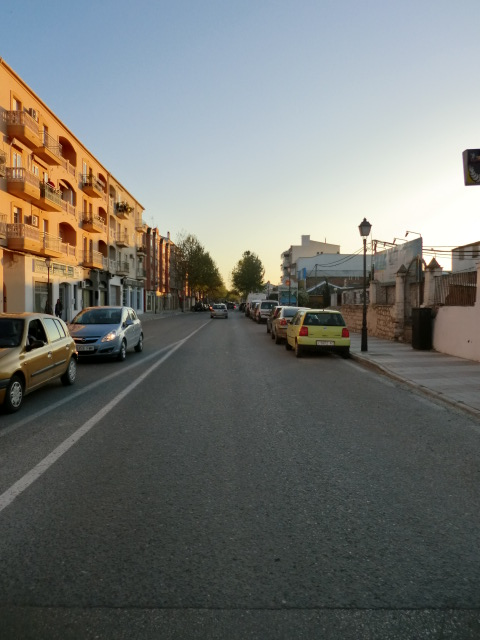
Avenida de Don Cristóbal Cantero
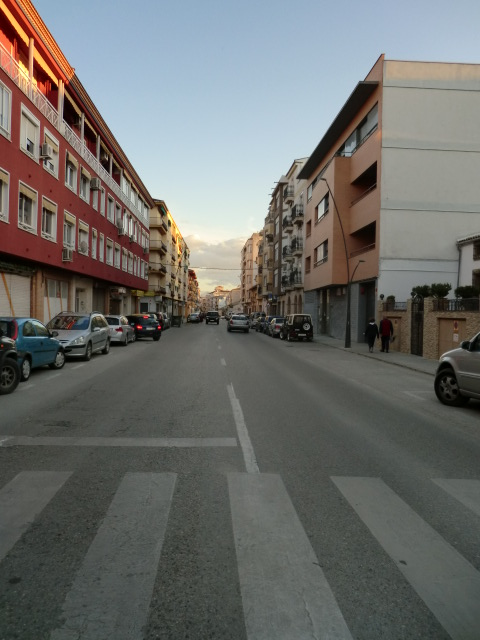
Calle Torrenueva

Recientemente la Ronda de Antonio Muñoz Molina —o Ronda Sur—, es un buen intento aunque parcial de facilitar la entrada al casco histórico desde el oeste y por la cornisa sur, pero quedando por solucionar la continuidad de esta vía hasta salir a la carretera de Torreperogil.
Desde mediados del siglo xx surgirán las expansiones de los barrios de protección oficial y con ellos los edificios y bloques plurifamiliares, los nuevos centros de enseñanza y las iglesias de escasas pretensiones artísticas. El nuevo crecimiento se perfila al noreste, con barrios como el del Cristo del Gallo o San Pedro; al oeste, por la avenida de Cristo Rey, colegio salesiano y, como ejemplo singular de ciudad jardín, al noroeste, con la Colonia de San Rafael. Comienza un nuevo concepto de ciudad y de hombre ya alejados de la tradición.
- Paseo del León: Es el barrio que se levanta a la izquierda del Hospital de Santiago, hasta la carretera de Jódar. Su nombre viene en honor a los leones existentes en el hospital, donde tiene comienzo. Con anterioridad a la invasión francesa, se le conocía como el paseo de la Alameda, del cual el cabildo constata su total tala y destrucción tras la revuelta, ya en 1814.
- La Explanada: Recibió su nombre tras la explanación de unos cerros en 1863. Conseguida la explanación el municipio crea un paseo, llamado de la Torre Nueva. En 1914 la Explanada fue urbanizada perdiendo gran parte de su extensión. Con la construcción sobre el parque del instituto San Juan de la Cruz y del centro de salud, Úbeda ve una vez más mermadas sus zonas verdes.
- El parque Norte: Tras la frustración por la pérdida de la zona verde de La Explanada en los años 1970, surge la idea de buscar una nueva zona para habilitar un gran parque en la ciudad. Así se reservó un enorme terreno de varias hectáreas de extensión. El parque se inauguró tras muchas vicisitudes en 2009, constituyendo una bonita zona de esparcimiento, en torno a la cual se están expandiendo nuevas barriadas de viviendas.
- Zona avenida del 28 de Febrero —antigua carretera de Jódar—: A lo largo de la antigua vía aparecen nuevas promociones de viviendas, como el barrio del Egido de San Marcos, y actividades agroindustriales servidas desde la antigua carretera de Jódar. Desde esta carretera se accede también a la zona del recinto ferial.

#### Polígonos

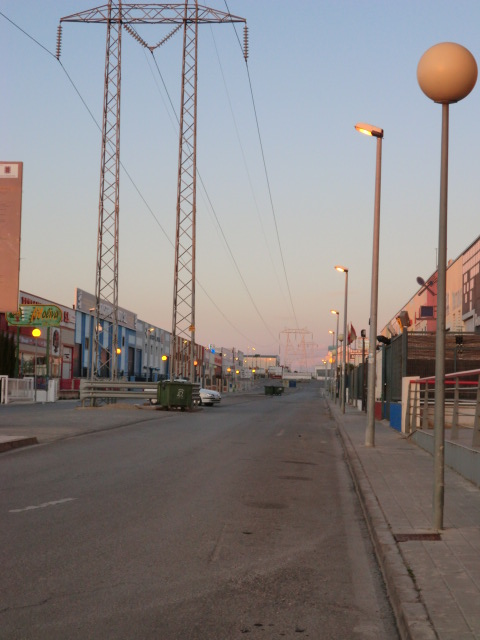
Calle del polígono industrial Los Cerros

En Úbeda existen los siguientes espacios industriales:
- Polígono Industrial Los Cerros, el más importante de todos, situado en la zona norte de la ciudad, recientemente ampliado,
- Polígono Industrial La Alberquilla, la antigua zona industrial, a veces llamado a desaparecer por su cercanía con las barriadas del este.
- Polígono Agrícola San Isidro y Polígono Industrial San Miguel, situado en el norte de la ciudad, apartado del casco urbano, junto a la urbanización de Huertañalda.
- Polígono Agrícola La Unión, de nueva construcción situado entre la carretera de Jódar y la avenida 28 de febrero, en la zona oeste de la ciudad.

Además, se tienen planeados nuevos espacios logísticos e industriales en el municipio, actualmente paralizados o abandonados:
- Parque logístico y empresarial de La Loma, estaba planteada la construcción en colaboración con Baeza, en la confluencia del límite de ambos municipios y potenciado como nexo de unión de las dos nuevas autovías, la Autovía del Olivar y Autovía Andrés de Vandelvira. Ocupará 120 hectáreas entre ambos municipios, siendo un 43 % de estos suelos para usos productivos —la mitad de ellos se destinará a zona tecnológica—, el 41 % a uso industrial y el 4 % a usos terciarios, además de zonas verdes y equipamientos.[18]
- Polígono agroindustrial El Chantre, en El Donadío, promovía la construcción de 46 naves, para facilitar in situ el procesamiento y transformación de los productos hortofrutícolas de las vegas.[19]

## Economía

### Sector agrario

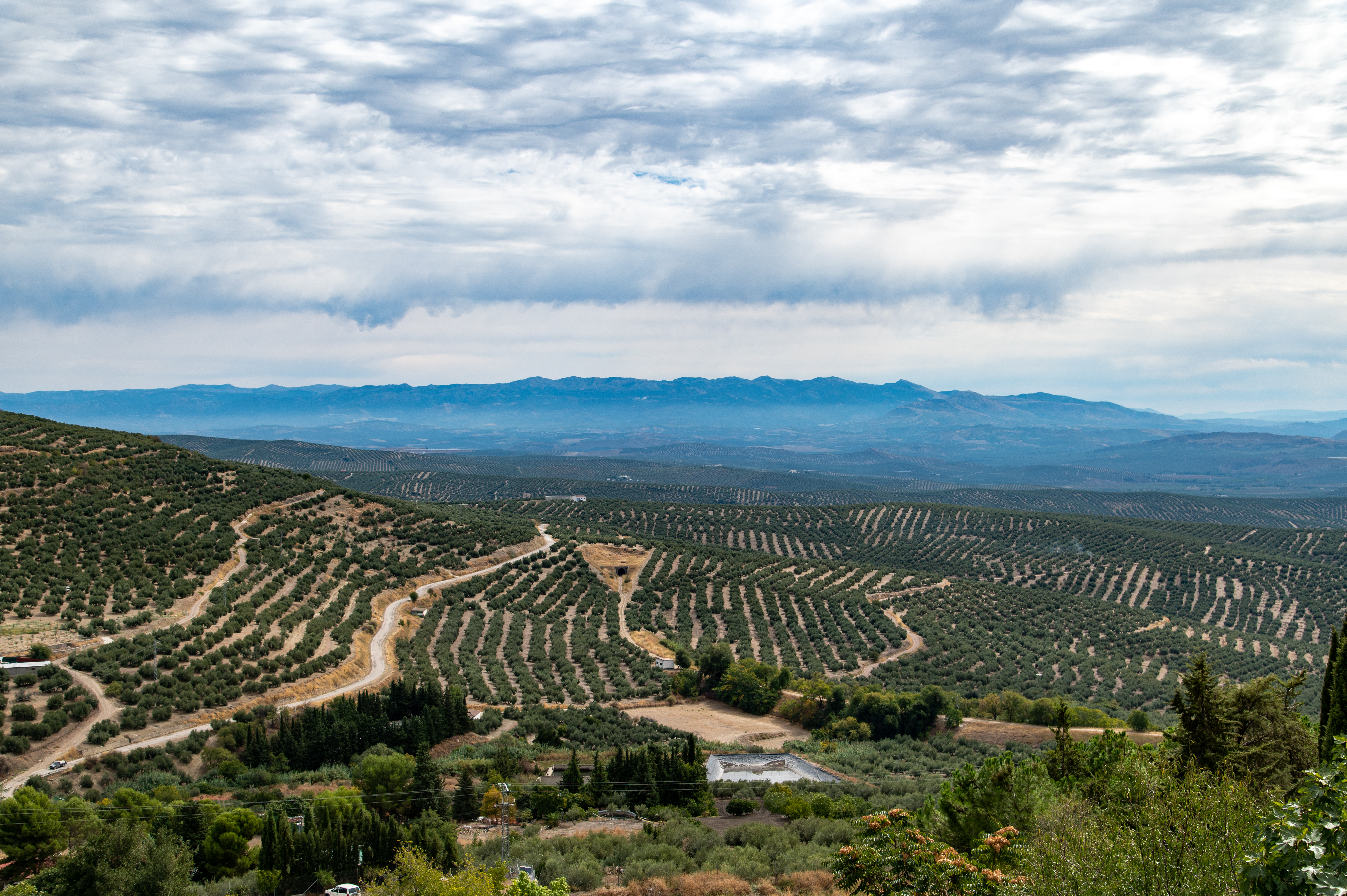
Olivares desde la ciudad

Tras el fracaso de la gran industria local, y debido a la riqueza de su término y a la gran extensión cultivada, la ciudad se ha replegado de nuevo hacia este sector, por lo que ha ampliado una importante base agraria, porcentualmente, pudiendo llegar a ocupar a tiempo completo dos o tres millares de personas. El olivar intensivo y superproductivo es el mayor aportador a la economía familiar y el eje que nutre de actividad de multitud de industrias y servicios afines. Anteriormente la ganadería ovina y la avicultura también habían sido muy significativas, aunque ya están en franca decadencia. Posiblemente es hoy la ciudad con más producción de aceite de oliva del mundo, dado que Villacarrillo como su mayor competidor abarca más allá de su comarca y ese aceite es considerado de su auténtica procedencia y no de Villacarrillo. Por lo tanto es Úbeda el término municipal con la mayor producción de aceite de oliva del mundo.

### Sector secundario
Las industrias más importantes de la vieja Úbeda fueron la de la seda, paños, tintes, estambres y azafranes, bayetas, hilo, lino, cáñamo, cordobanes, cueros y badanas, cerámica y esparto. A excepción del esparto, que no desapareció hasta 1970 —excepto para la artesanía de lujo— y de la cerámica, que subsistió por motivos prácticos, el resto, se pierde a consecuencia del desequilibrio económico de la Guerra de la Independencia, dándose al traste el esfuerzo de siglos. Se habían perdido las moreras que rodeaban la ciudad, y se dejó de cultivar el lino, el cáñamo y el zumaque, dándose la ciudad al hambre. A estas primeras industrias, había que añadir las derivadas del cultivo de la vid —alambiques—, las fábricas de aceites de vigas, las de jabón, velas de sebo, etc., sin olvidar los abundantísimos molinos harineros, los batanes y las tenerías.
Actualmente el sector transformador que ha resurgido tiene el mayor peso en el conglomerado agroindustrial del olivar.
En la ciudad de Úbeda, industriosa por excelencia, algunas de sus actividades artesanales tradicionales abrieron paso a un verdadero desarrollo industrial básico y potente, que pudo generar plantas industriales de considerable tamaño que alcanzaron su auge en el tercer cuarto del siglo xx. La cordelería desarrolló la fabricación de capachos de esparto para los molinos de aceite, y de ahí se produciría la transformación en cordelería sintética y textil; la rejería y la calderería serían el origen de una importante industria de fundición y fabricación de maquinaria industrial y de almazara; la hojalatería está en el origen de la industria de grifería. La artesanía cerámica, que se mantuvo, abrió paso también a la industria de los materiales de construcción, etc. La metalurgia dio lugar a dos grandes industrias: La Fundición Palacín y la Fundición de Fuentes-Cardona.
Ya en 1970 la tercera parte de la población activa se ocupaba en las industrias de la ciudad, de las que algunas llegaron a superar los dos centenares de puestos de trabajo. Pero la crisis industrial, que en España viene a coincidir con la llamada «transición española», se dejó sentir fuerte en Úbeda; aunque eso sí, a diferencia de otros núcleos industriales de más envergadura, aquí sin la apoyatura de las actuaciones políticas de la llamada reconversión industrial. En Úbeda han sido la imaginación y los recursos de los empresarios el resorte que ha permitido superar el desastre de la desaparición de sus industrias más empleadoras, sin la alternativa del apoyo de los planes oficiales del sector público. La escasez de empleo y de oportunidades profesionales ha provocado emigración hacia Madrid y Barcelona.

### Sector terciario
Basado en una antiquísima tradición comercial, ha experimentado una importante diversificación —talleres, actividades financieras, asesorías, inmobiliarias, etc.— y ha ampliado su oferta de empleo por el desarrollo de servicios públicos, como educación y sanidad, que se centralizan en Úbeda para la atención a la población de la mitad oriental de la provincia. La hostelería y restauración, en proceso de expansión junto al turismo, emplea cada vez a más población.

### Evolución de la deuda viva municipal
El concepto de deuda viva contempla sólo las deudas con cajas y bancos relativas a créditos financieros, valores de renta fija y préstamos o créditos transferidos a terceros, excluyéndose, por tanto, la deuda comercial.
| Gráfica de evolución de la deuda viva del Ayuntamiento entre 2008 y 2024                        |
|                                                                                                 |
| Deuda viva del Ayuntamiento de Úbeda, en miles de euros, según datos del Ministerio de Hacienda |

## Monumentos y lugares de interés
La ciudad cuenta con 48 monumentos notables, y más de otro centenar de edificios de interés, casi todos ellos de estilo renacentista, en equilibrio perfecto con volúmenes árabes, góticos o barrocos. Aunque curiosamente a los viajeros románticos de los siglos xviii y xix les impresionó más el sabor musulmán de sus calles que ese esplendor renacentista. Todo este patrimonio llevó a Úbeda a ser la segunda ciudad de España nombrada conjunto histórico-artístico, en el año 1955. En el año 1975 recibió el nombramiento del Consejo de Europa como Ciudad Ejemplar del Renacimiento. Por último, en 2003 fue nombrada Patrimonio de la Humanidad, junto con Baeza, por la Unesco.
Por la ciudad se distribuyen nueve edificios declarados Monumento Nacional, y diecinueve declarados Bien de Interés Cultural (BIC), a los que hay que añadir otros dos en su término municipal. Aunque el patrimonio es inmenso, hay que mencionar que como en otras ciudades históricas, una parte importante del mismo no ha sobrevivido hasta nuestros días, por diversos devenires. Es mucho lo que se ha perdido. En todo caso, del impresionante conjunto actual destaca el grado de conservación de muchos edificios, que aún conservan como detalles dignos de admiración las puertas de madera claveteada y sus aldabas de hierro, los faroles y las rejas.

### Plaza Vázquez de Molina
Constituye el corazón monumental de Úbeda y conforma un modelo de urbanismo y planificación inéditos en España hasta entonces.

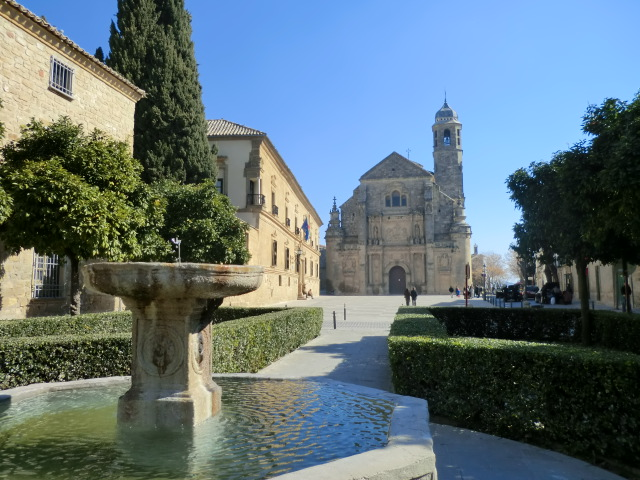
Plaza Vázquez de Molina

- Sacra Capilla del Salvador (BIC): Presidiendo la plaza, es sin duda el monumento más representativo y querido de toda la ciudad. La lonja delante de la Sacra Capilla es, sin duda, uno de los espacios más simbólicos de la ciudad, adoptando la función de teatro sacro, que tenía su proscenio en el atrio del templo y la escena en el retablo litográfico de la portada

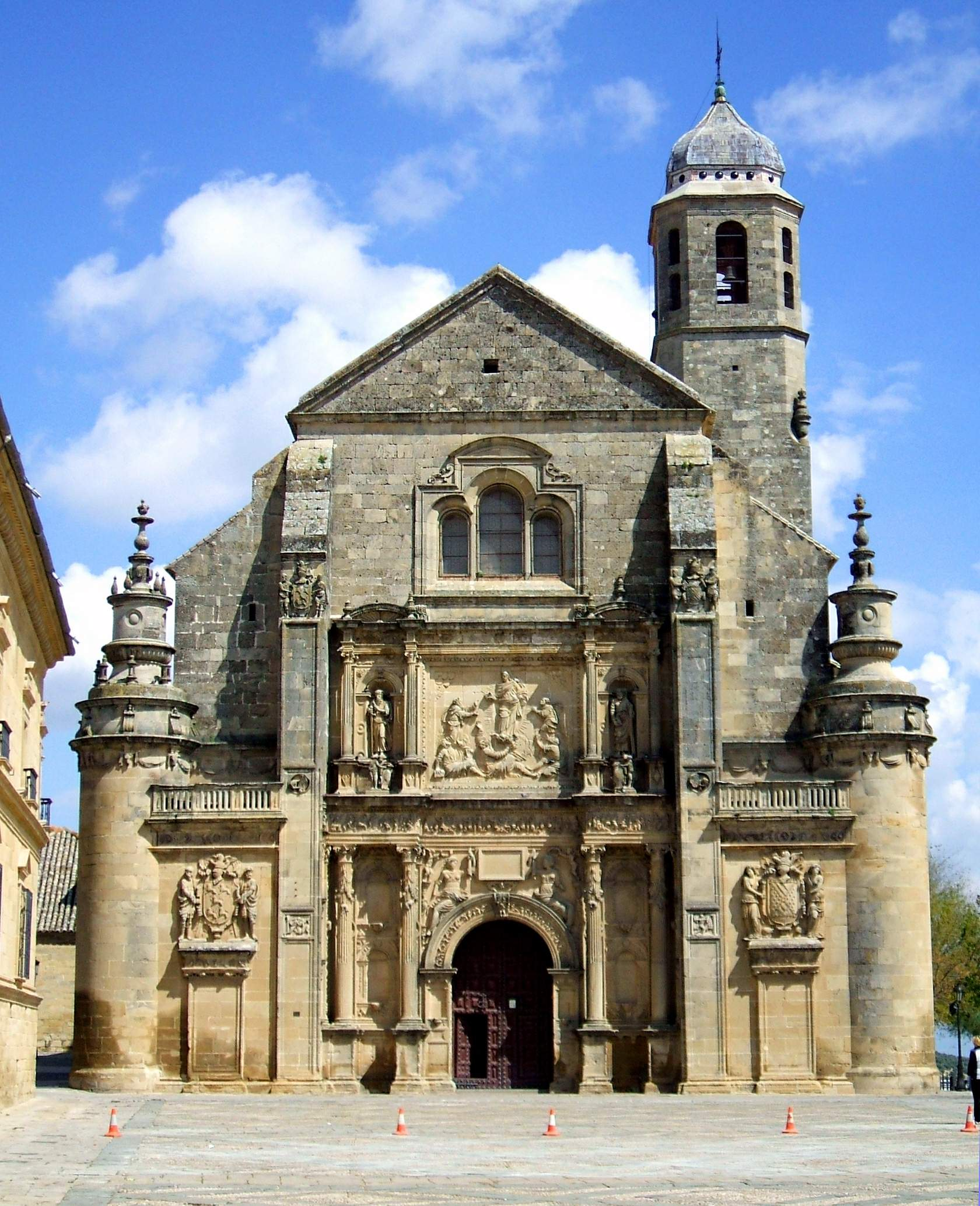
Fachada frontal de la Sacra Capilla de El Salvador
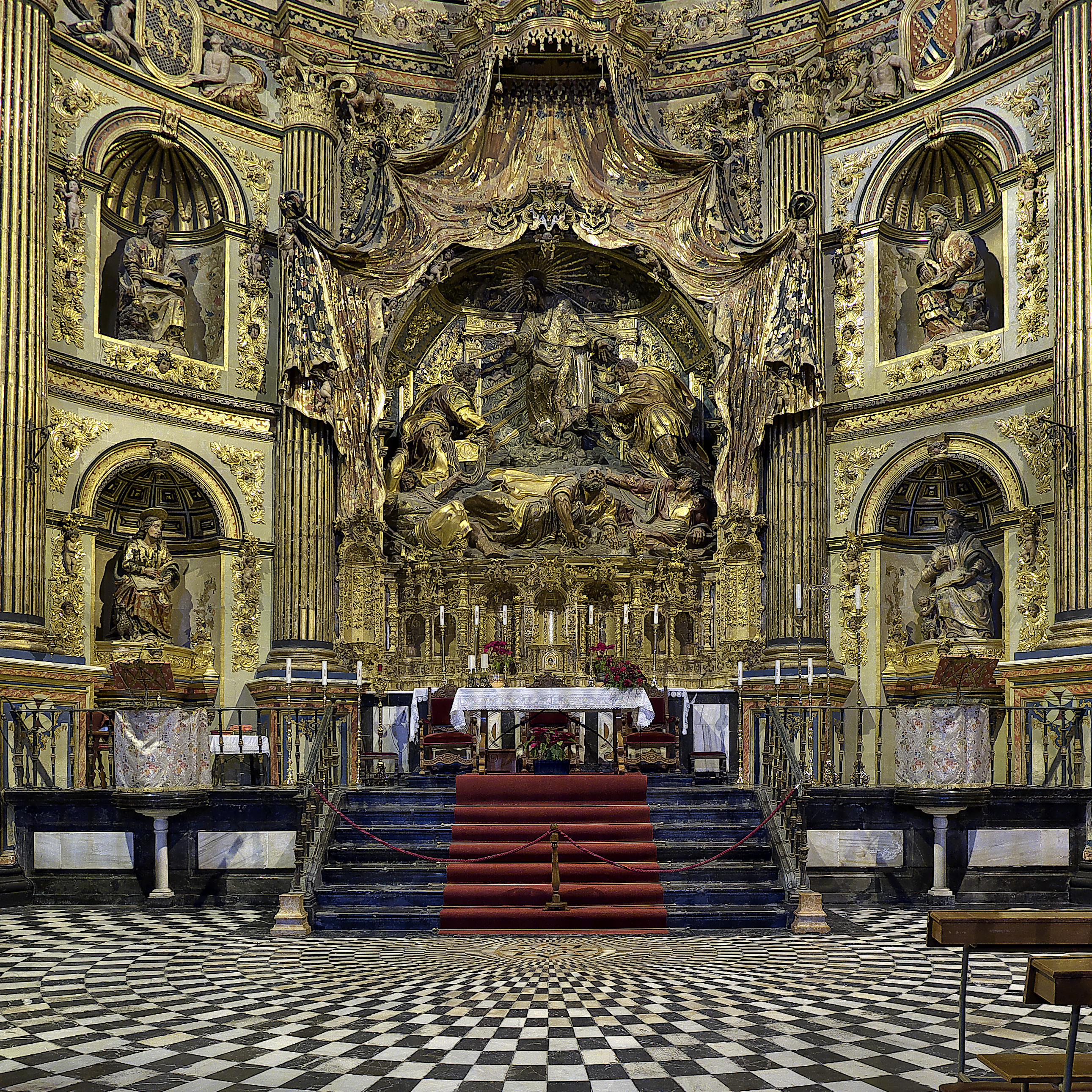
Altar Mayor de la Capilla del Salvador
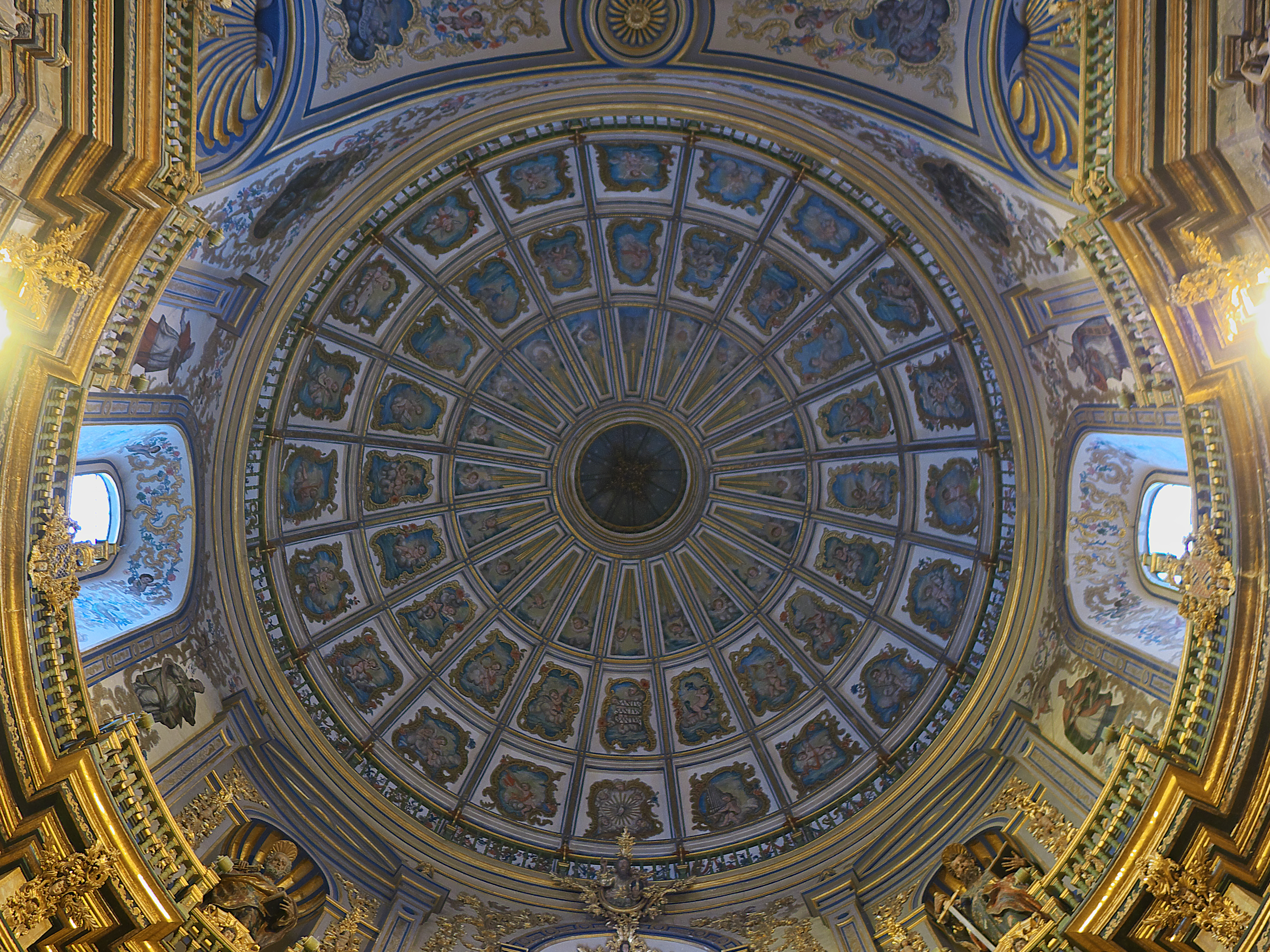
Bóveda de la Sacra Capilla de El Salvador

- Basílica de Santa María de los Reales Alcázares (BIC): La emblemática iglesia Mayor.

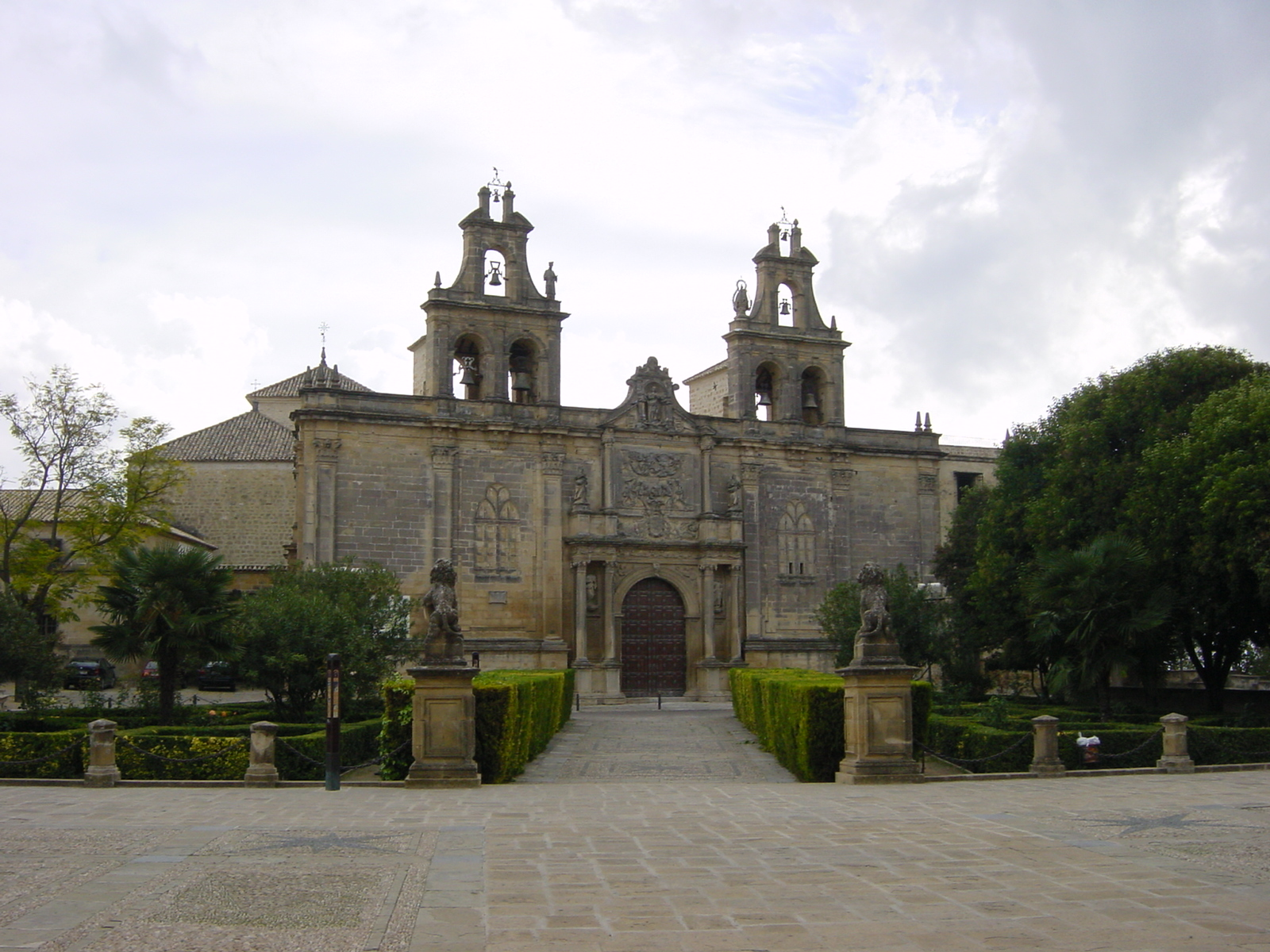
Basílica de Santa María
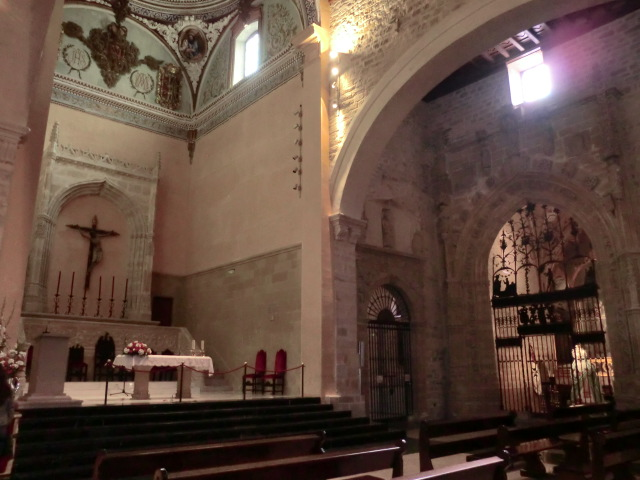
Interior de la Basílica de Santa María

- Palacio de las Cadenas (BIC): Actual sede del Ayuntamiento de Úbeda, también conocido como el palacio Vázquez de Molina

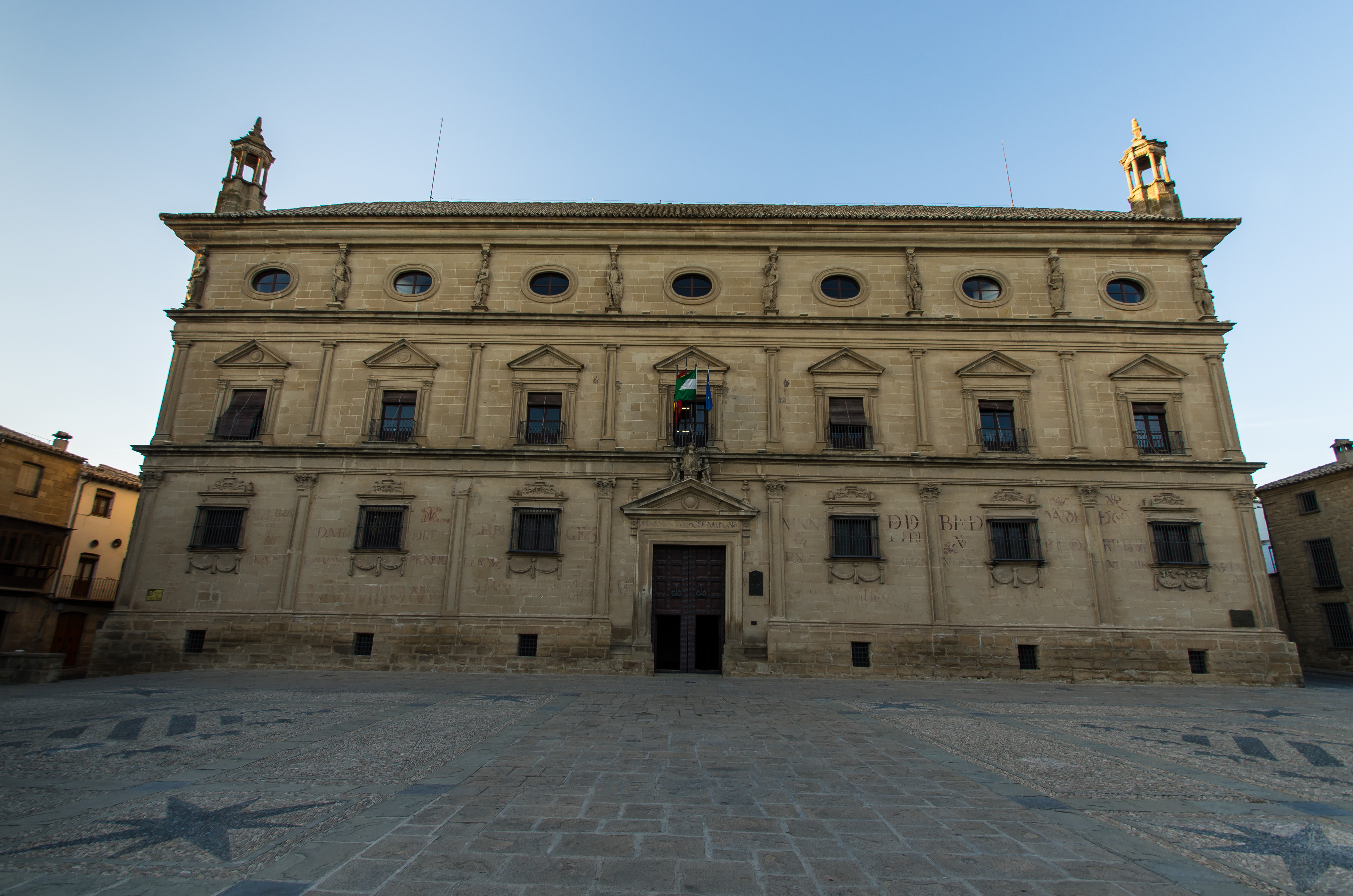
Palacio de las Cadenas
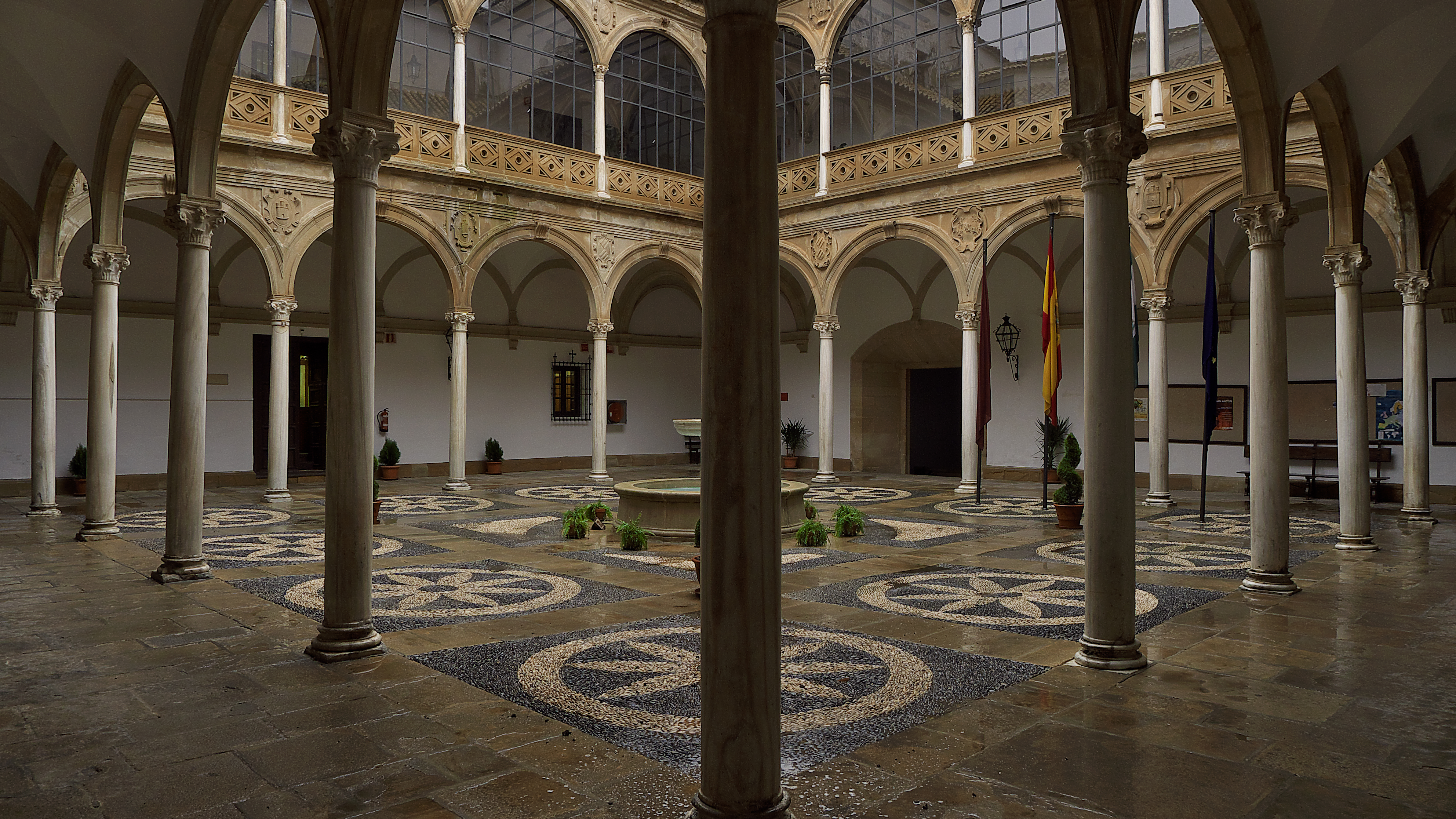
Patio interior del Palacio de las Cadenas
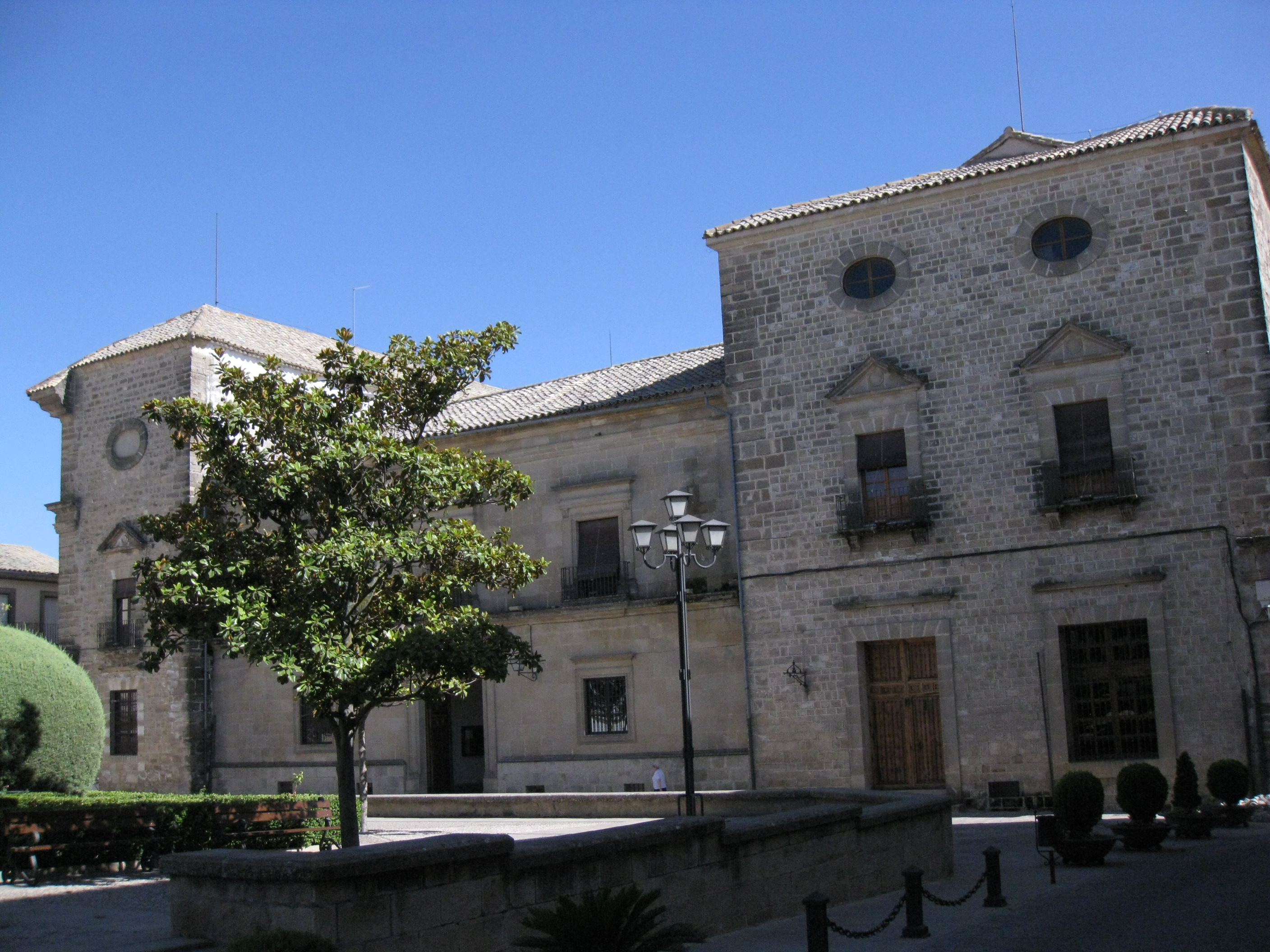
Palacio de las Cadenas desde la plaza del Ayuntamiento

- Palacio del Deán Ortega (BIC): Junto a la Sacra Capilla de El Salvador. Monumento Nacional. Parador de Turismo desde 1928. Hotel musealizado.

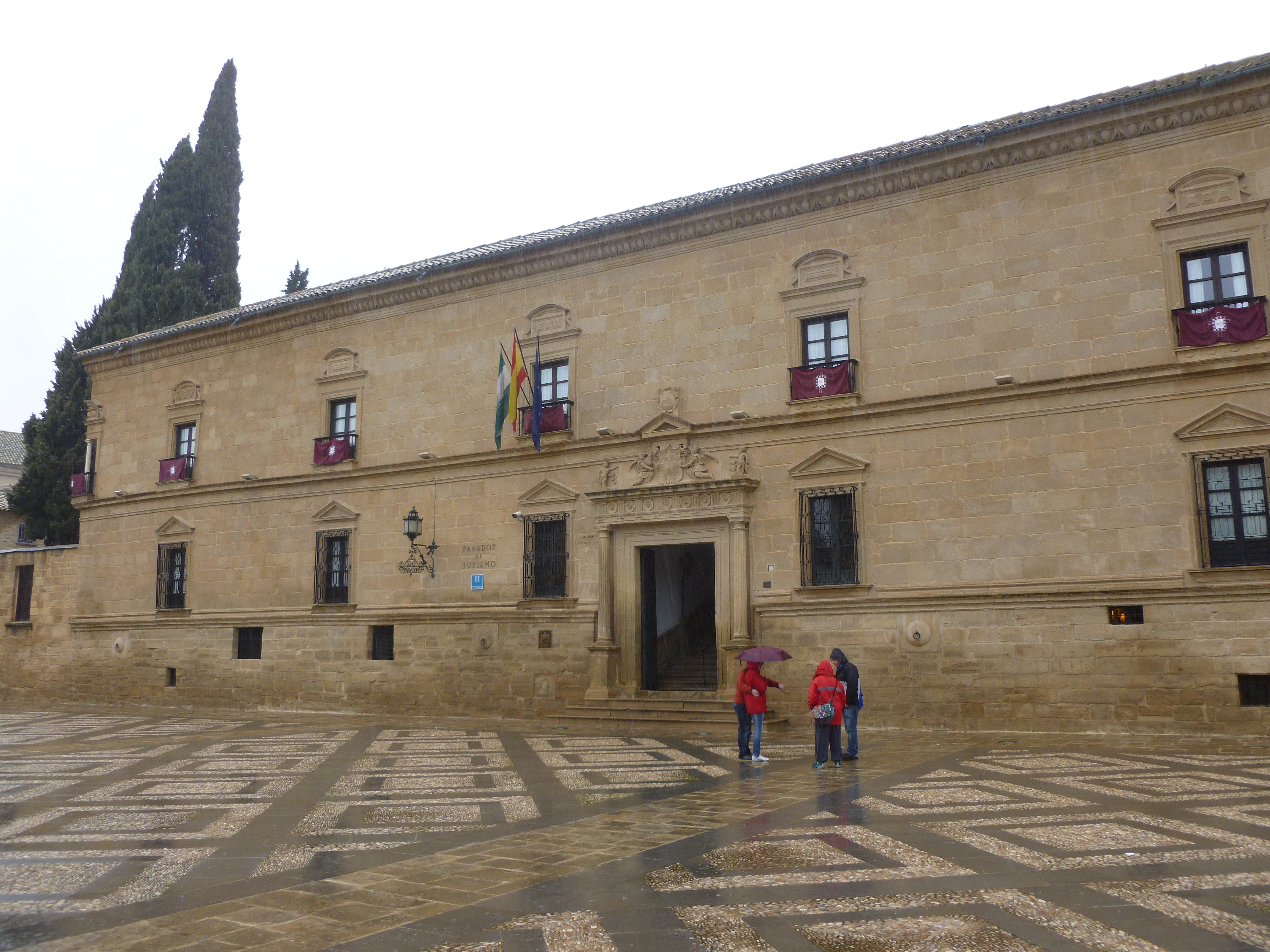
Palacio del Deán Ortega
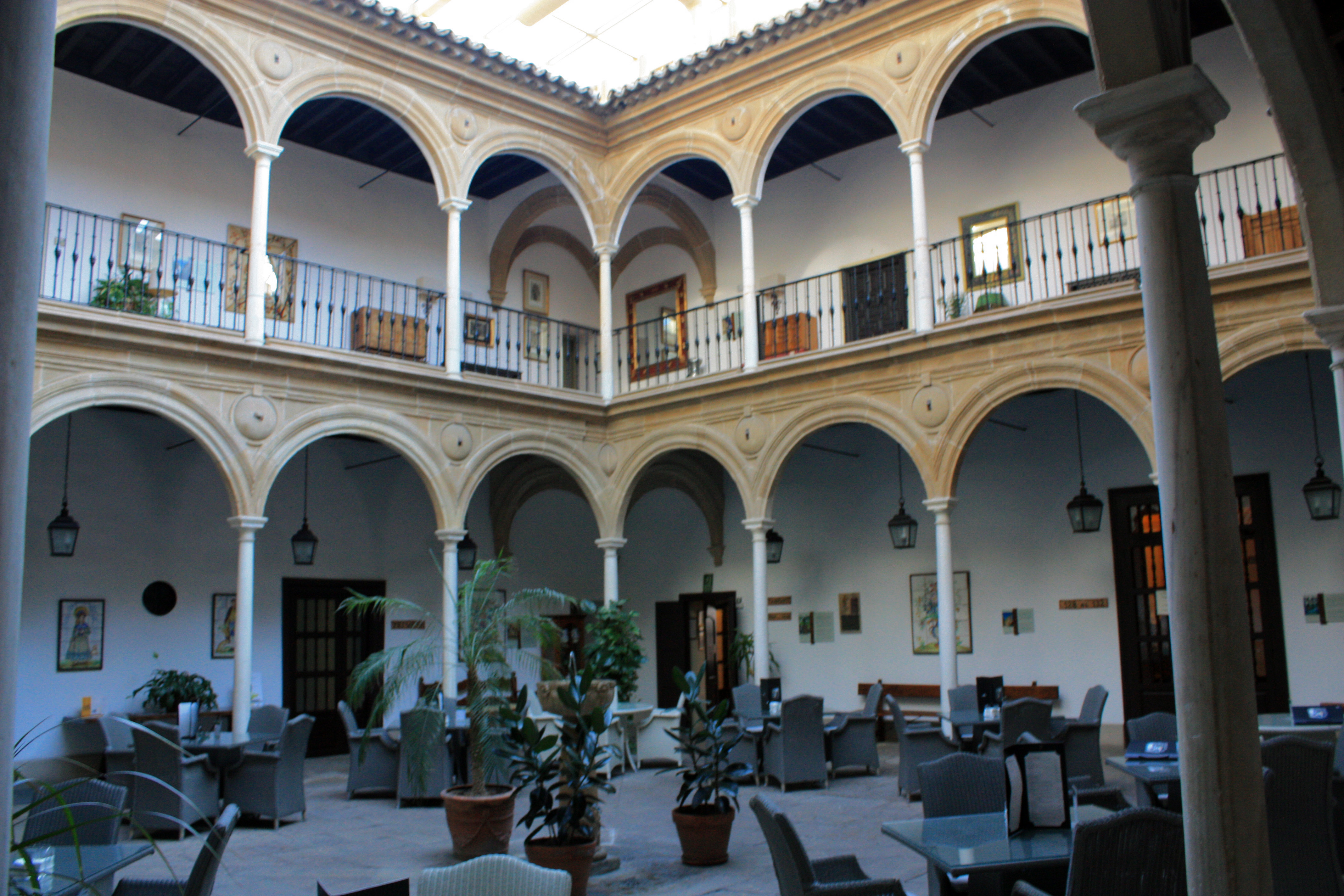
Patio interior del Palacio del Deán Ortega
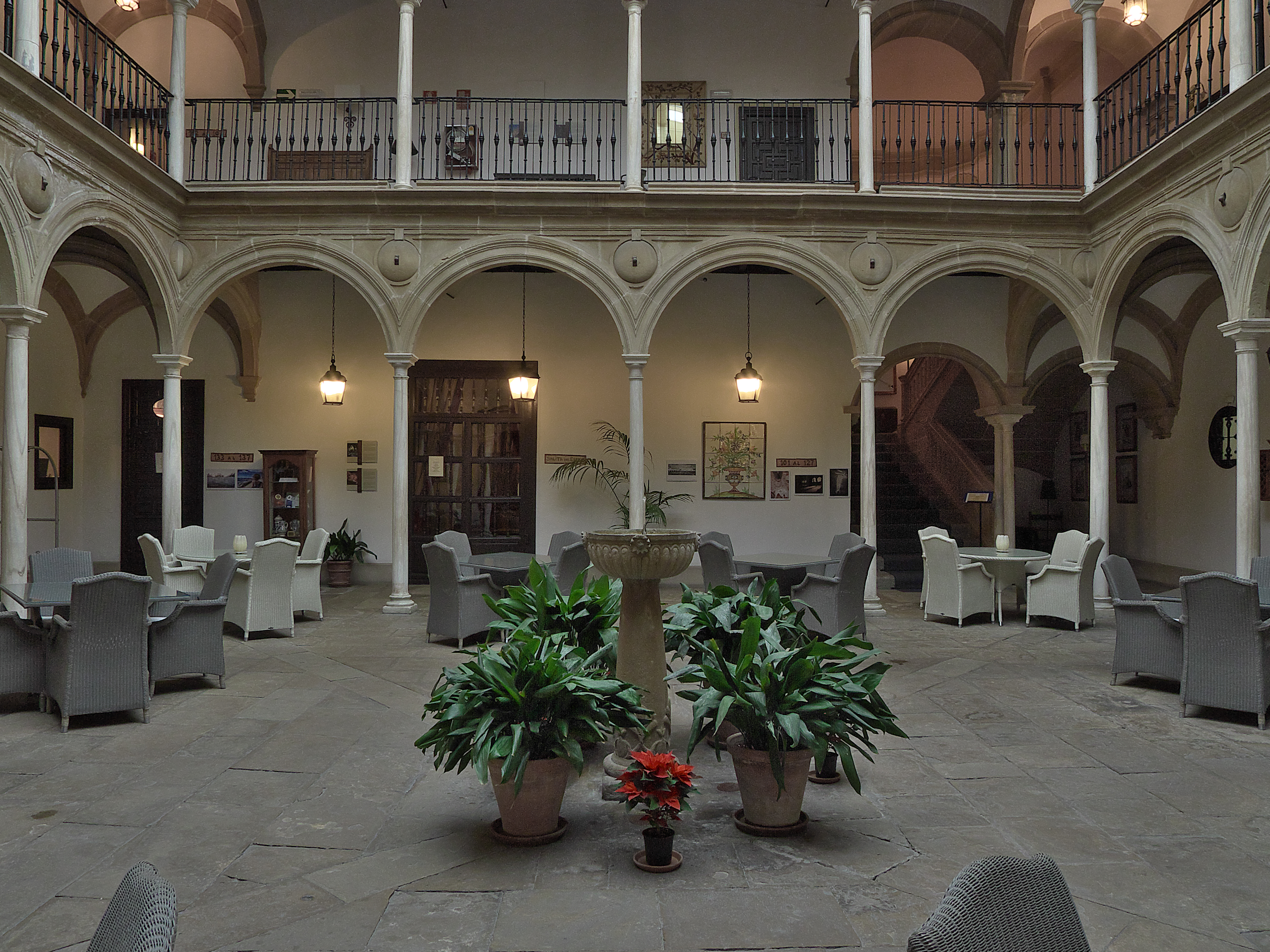
Patio interior del Palacio del Deán Ortega

- Palacio del Marqués de Mancera (BIC): Típico ejemplo de alcázar urbano torreado. Residencia de Pedro de Toledo y Leiva, primer marqués de Mancera, capitán y decimoquinto virrey del Perú. En su torre se reunía el Concejo, llamada del Tesorero, la cual se construyó sobre una antiquísima torre de la propia línea defensiva del alcázar, y montaba sobre el desaparecido arco del alcázar de Úbeda, la puerta de entrada principal al mismo.

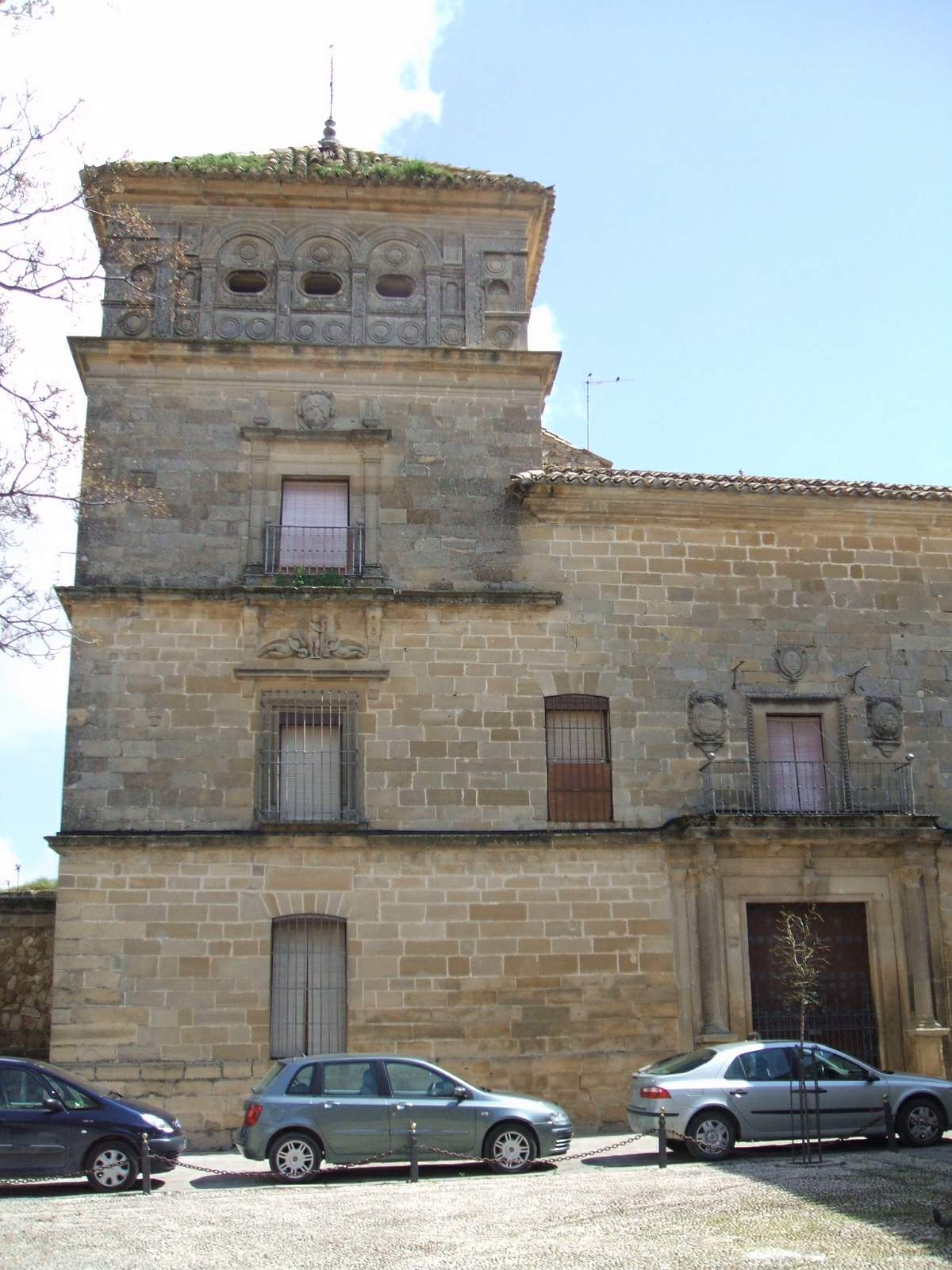
Palacio del Marqués de Mancera
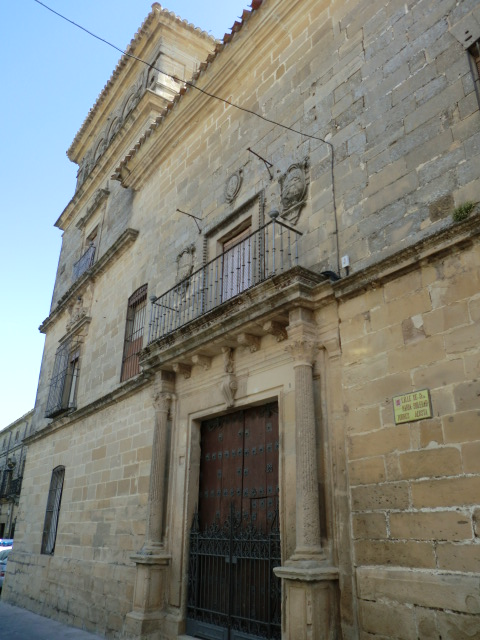
Portada del Palacio del Marqués de Mancera
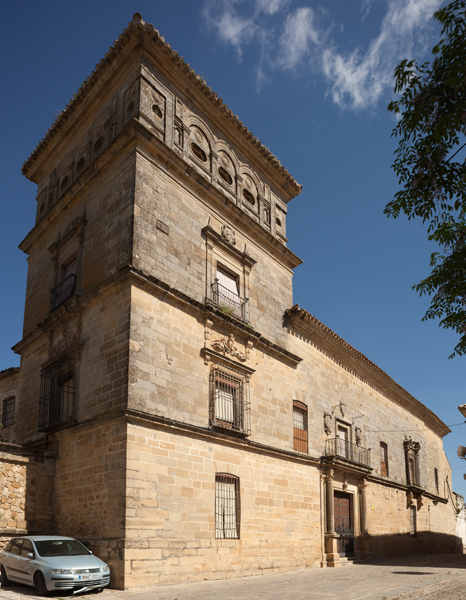
Palacio del Marqués de Mancera

- La Cárcel del Obispo: Conocido como «el Emparedamiento». Hoy juzgados, sobre en lo que anteriormente fue llamado el Palacio del Moro —en el Alcázar—, y bajo este, en las obras del remodelación del juzgado se han encontrado restos de necrópolis íberas que rondan los años 1200-1400 antes de Cristo.

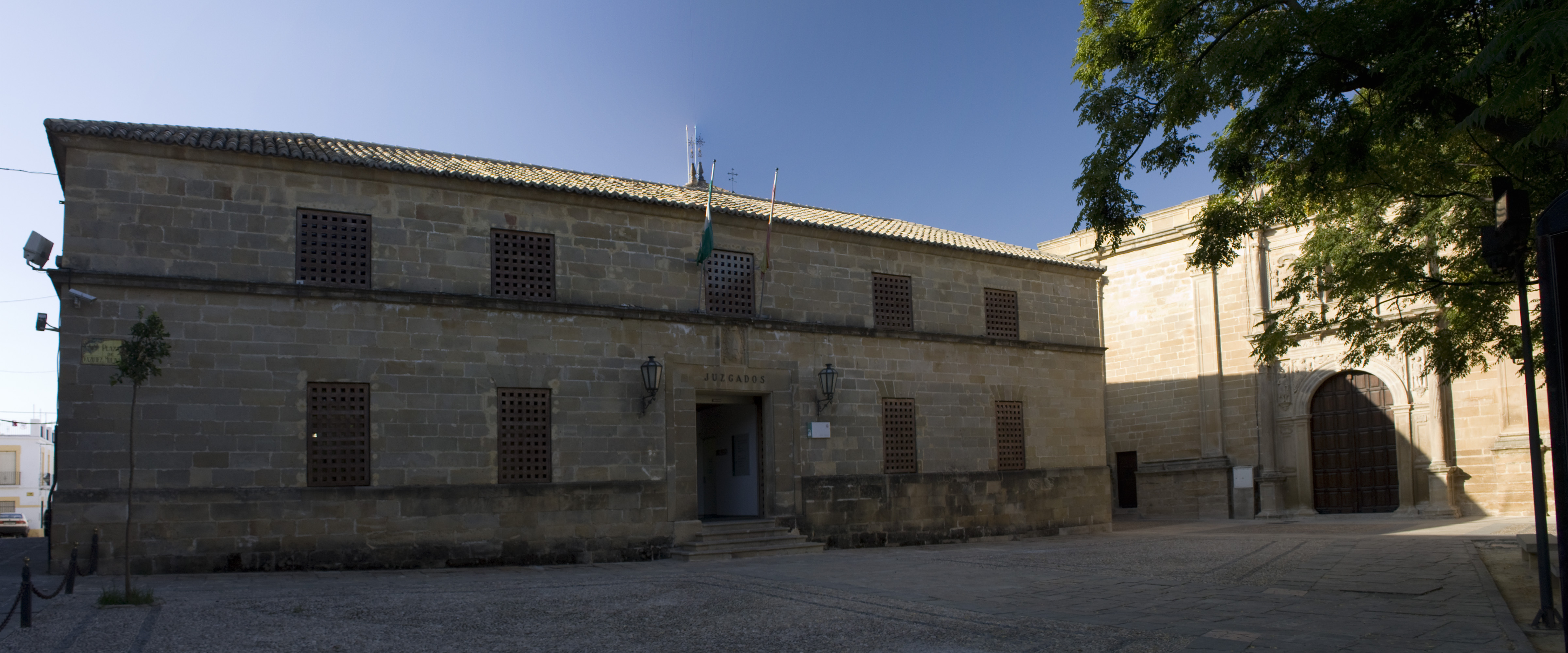
Cárcel del Obispo

- El Pósito: Antiguo pósito reformado en el siglo XIX como cárcel civil. Actual Comisaría del Cuerpo Nacional de Policía.

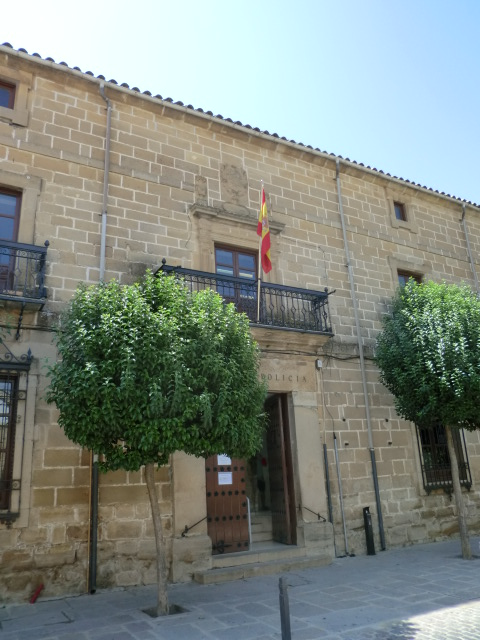
Antiguo pósito

- La Casa de Juan de Medina. Hogar del pensionista desde los años 1930.
- La Fuente veneciana: Sigue un modelo de fuente octogonal simbolizando la fuente de la vida. Un regalo diplomático del senado veneciano al secretario del emperador Carlos V de Alemania, Francisco de los Cobos.[24]

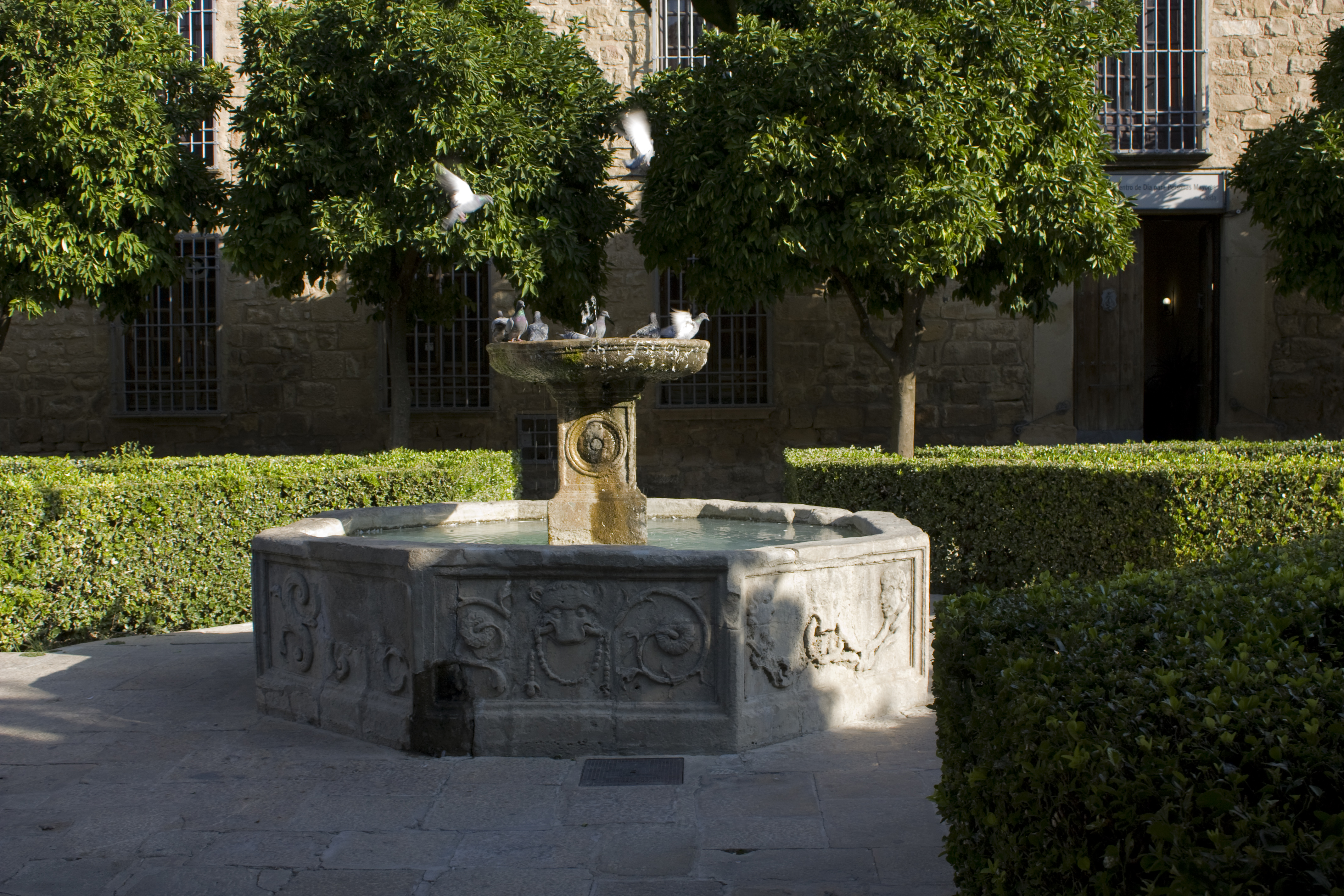
Fuente Veneciana frente la Casa de Juan de Medina

- Ruinas del palacio medieval de Orozco: frente al parador, han aparecido también las ruinas del antiguo Palacio medieval de Orozco, pendiente de excavación y restauración.[25]
- La Casa del Regidor: ña portada plateresca de la Casa del Regidor, situada entre el templo de Santa María y la Cárcel del Obispo

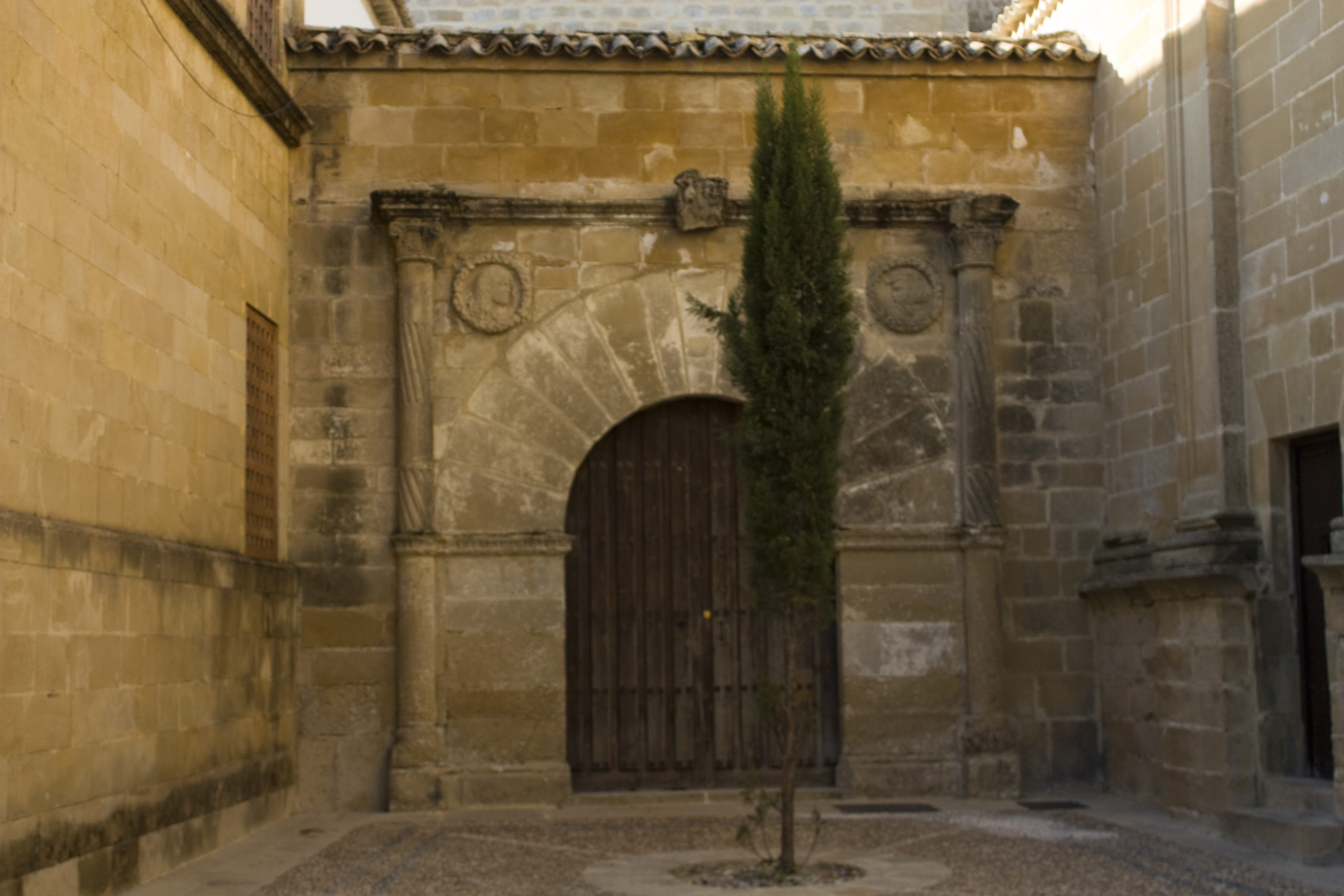
Portada de la Casa del Regidor

- Estatua a Vandelvira: en un espacio central de la plaza, se alza la estatua a al arquitecto Andrés de Vandelvira, obra del escultor Francisco Palma Burgos.

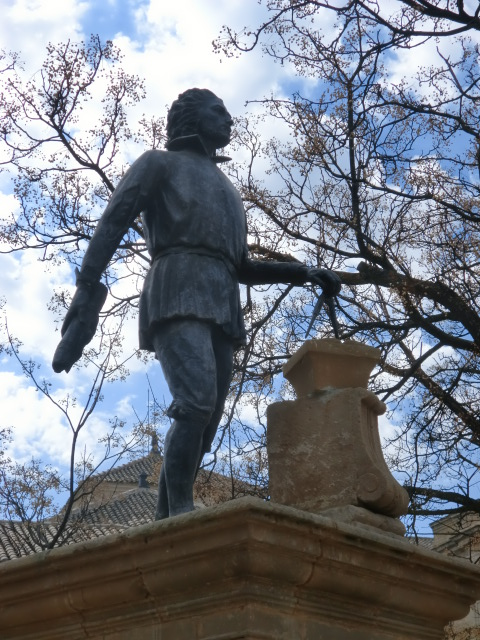
Estatua del arquitecto Andrés de Vandelvira

### Intramuros
- El Hospital de los Honrados Viejos del Salvador (BIC): declarado monumento nacional junto con la Capilla del Salvador. Situado a la derecha de la Sacra Capilla del Salvador está la calle Baja del Salvador, que conduce a un mirador desde el que se ven las Sierras de Cazorla y Mágina.

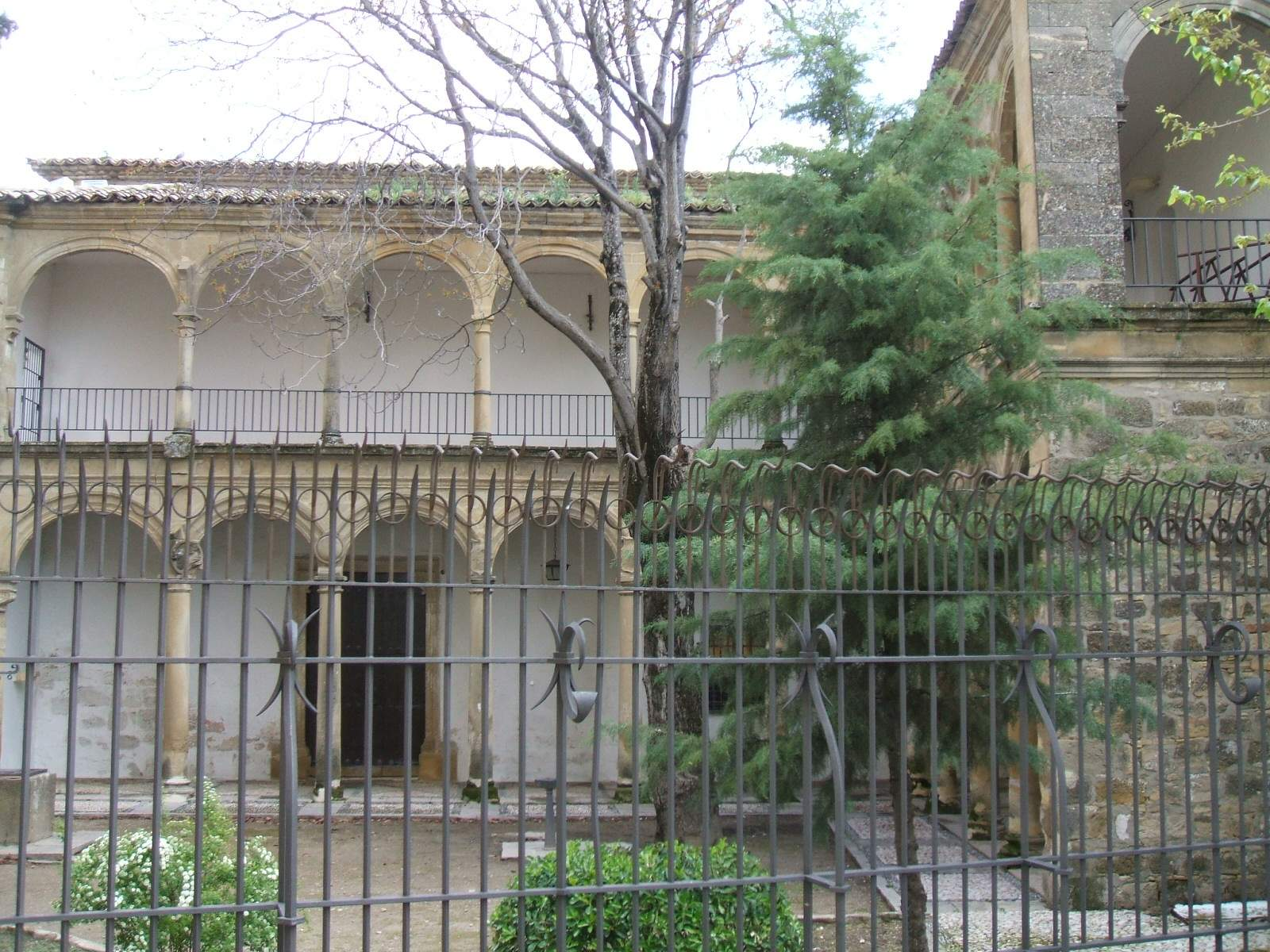
Patio del Hospital de los Honrados Viejos del Salvador

- Plaza del Primero de Mayo: era la plaza Mayor ubetense. Se la conoce coloquialmente como paseo del Mercado. Desde la plaza Vázquez de Molina, por la calle Juan Ruiz González, podemos subir hasta esta gran plaza mayor, que era la principal de la Úbeda medieval.Originalmente seguía el modelo de plaza castellana, y reurbanizada en el siglo xix, de donde viene su actual aspecto, la preside el marmóreo monumento a San Juan de la Cruz —del escultor Francisco Palma Burgos—. En un lateral de la plaza se localiza un instituto de educación secundaria, en uno de los costados de este edificio se encuentra la portada de la desaparecida iglesia de San Andrés. Sí se conservan en la plaza dos edificios notables, la iglesia de San Pablo y las antiguas casas consistoriales.

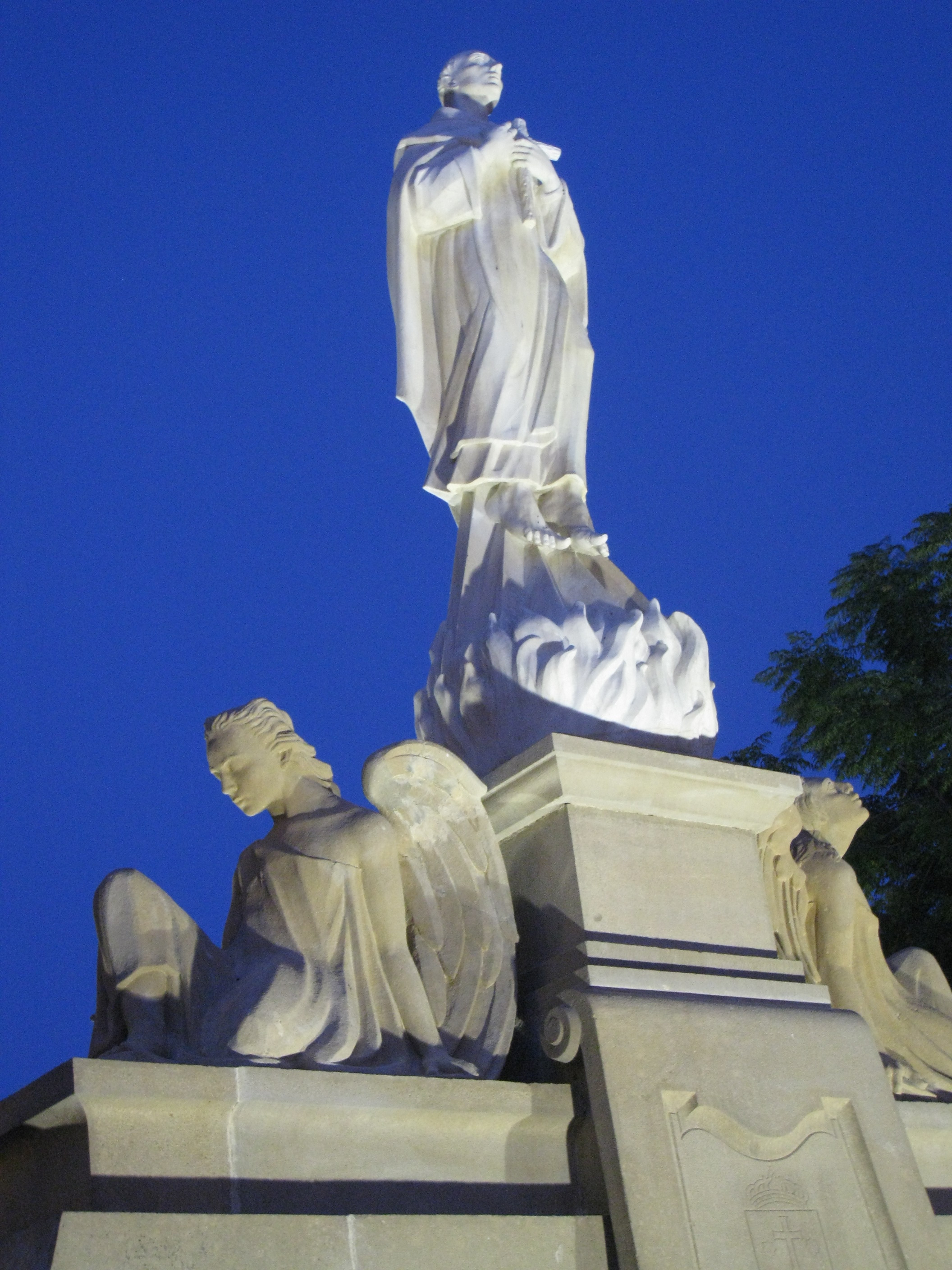
Estatua de San Juan de la Cruz

- La Iglesia de San Pablo (BIC): esta iglesia de cimientos milenarios, de las más bonitas de Úbeda, tuvo el gran privilegio de acoger el Concejo de Úbeda, para siguiendo la costumbre inmemorial, celebrar sus ayuntamientos en la capilla de San Martín.

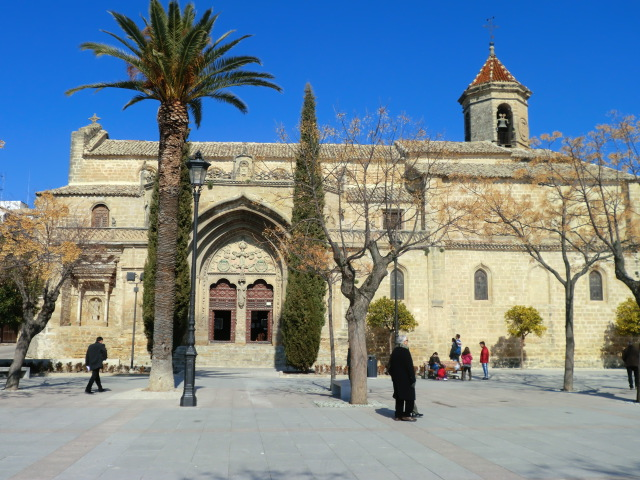
Iglesia de San Pablo
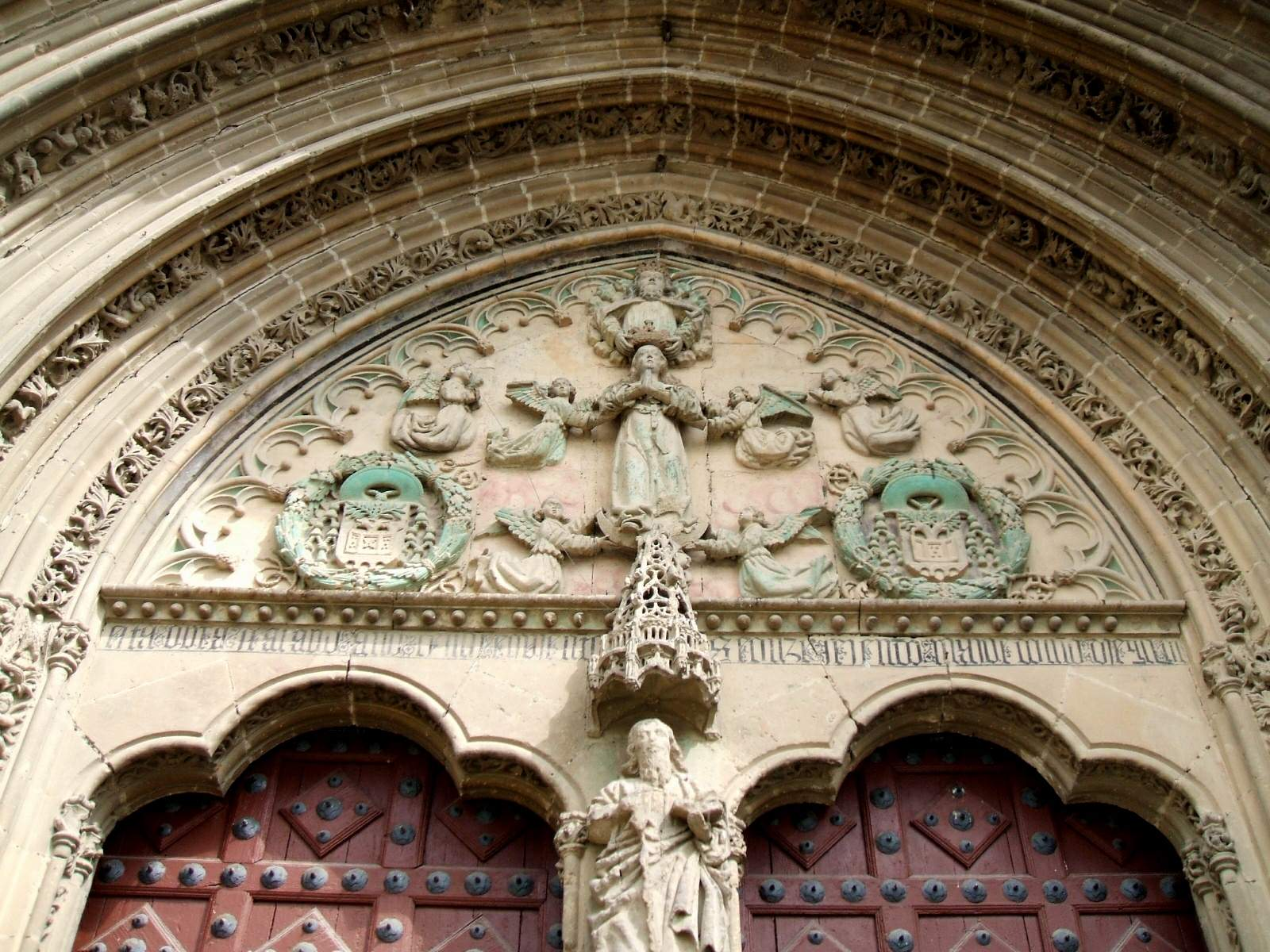
Detalle de la iglesia de San Pablo
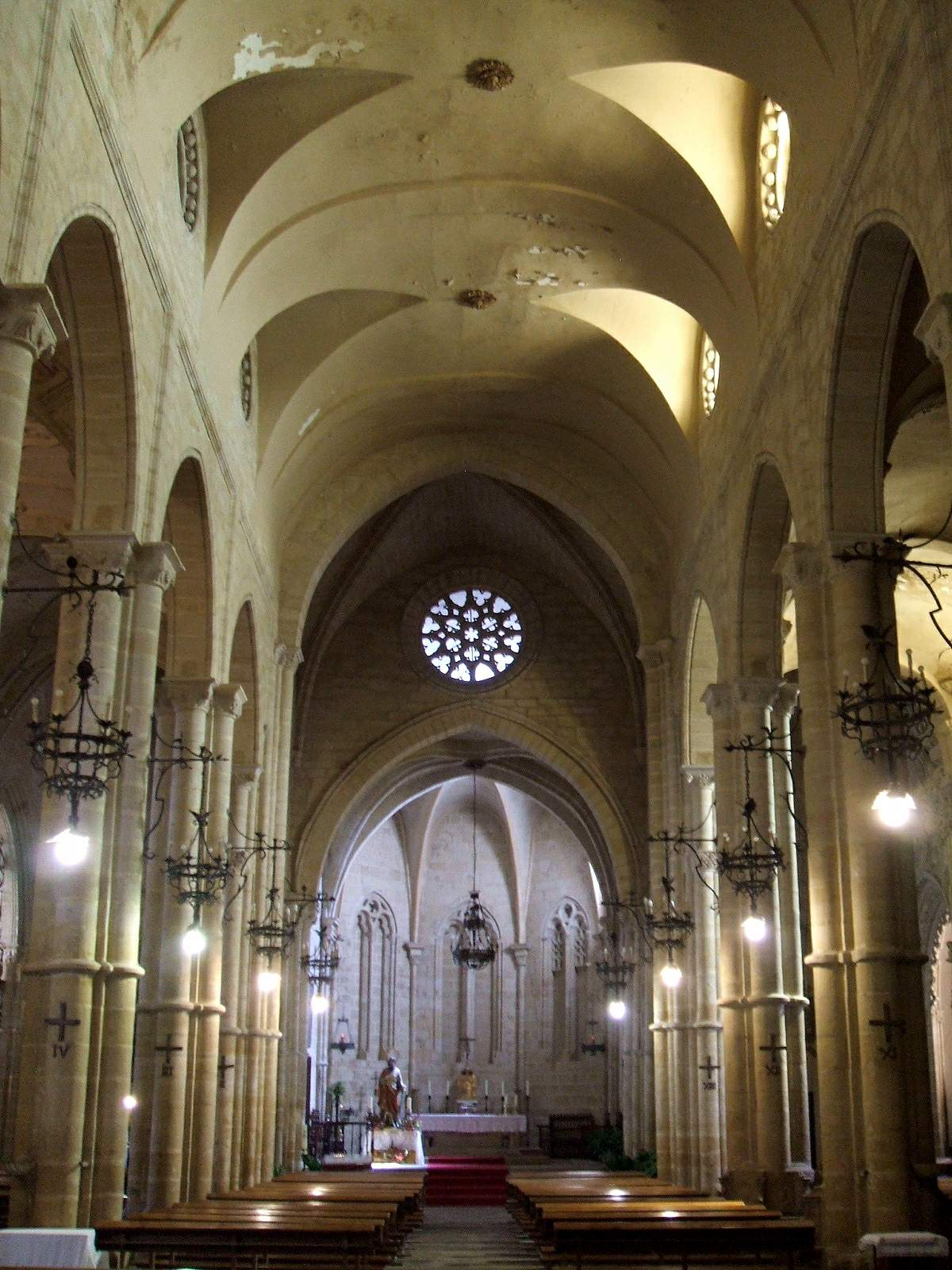
Interior de la Iglesia de San Pablo
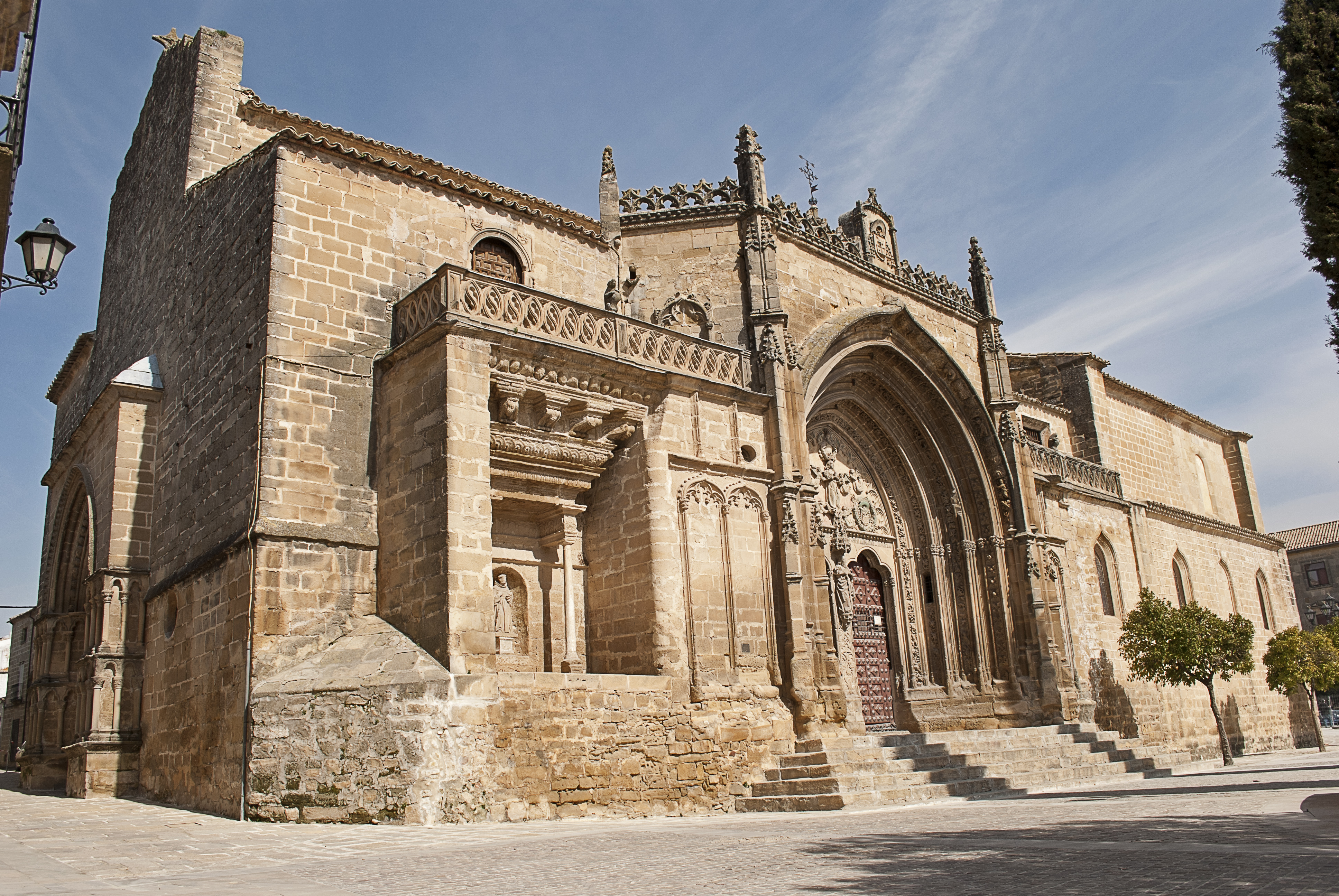
Iglesia de San Pablo

- Las Antiguas Casas Consistoriales —llamado también Palacio del Concejo o Ayuntamiento Viejo—: se atribuye a Francisco del Castillo, con su doble arcada italiana. Los soportales que rodeaban todo su espacio o el contiguo y monumental edificio que fuera la Alhóndiga, en la misma plaza, han desaparecido. Actual conservatorio profesional de música María de Molina.

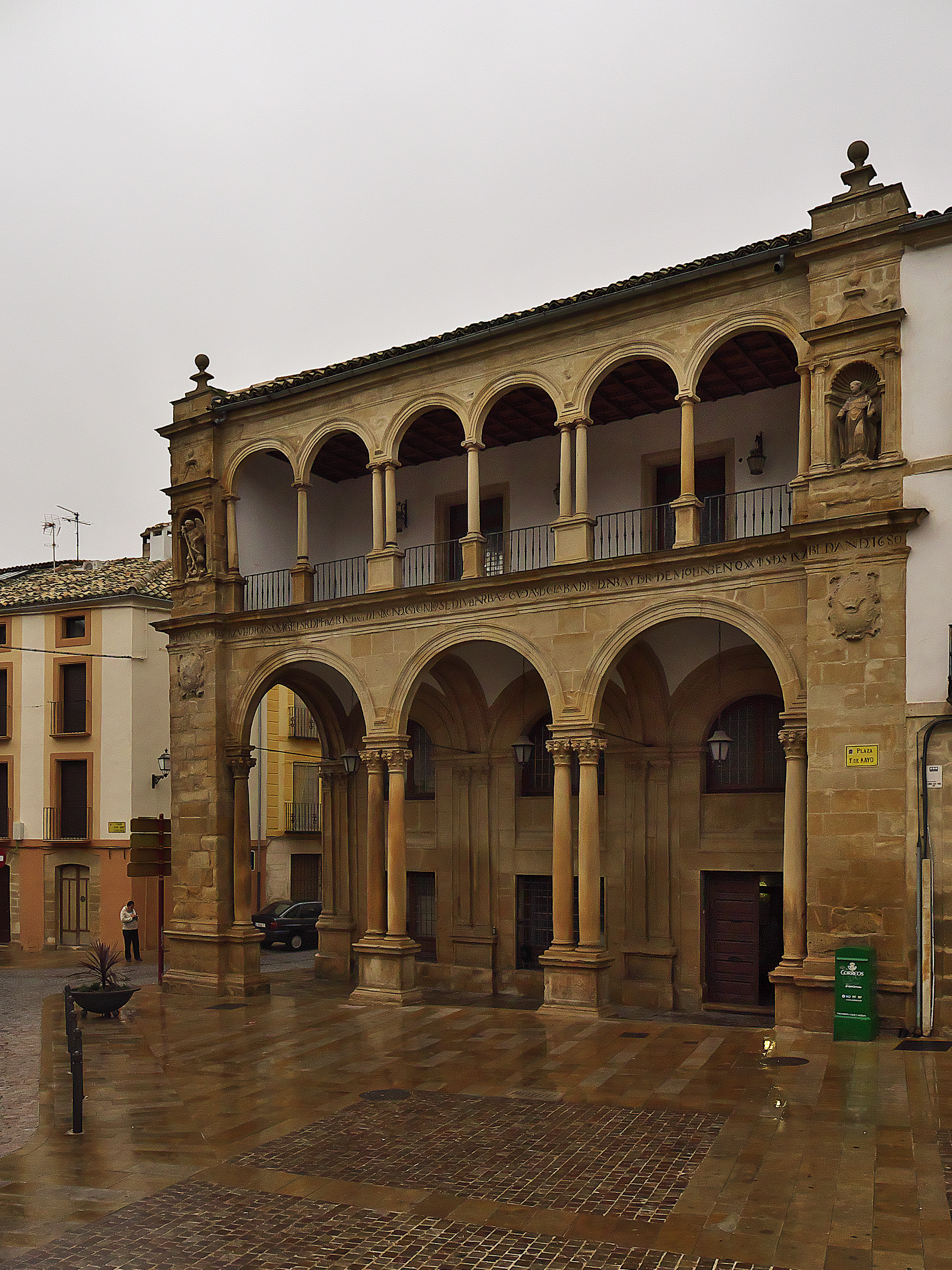
Antiguas casas consistoriales
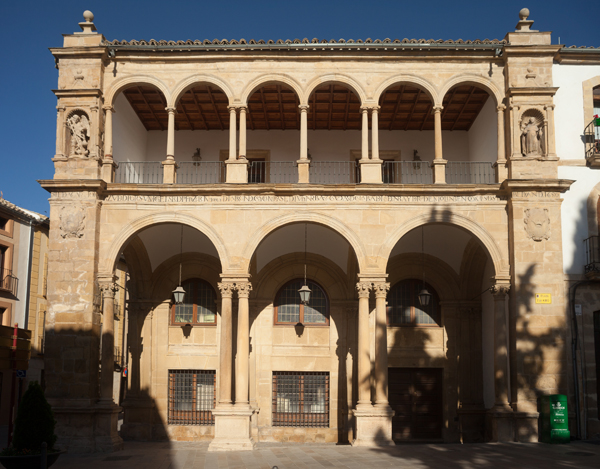
Antiguas casas consistoriales
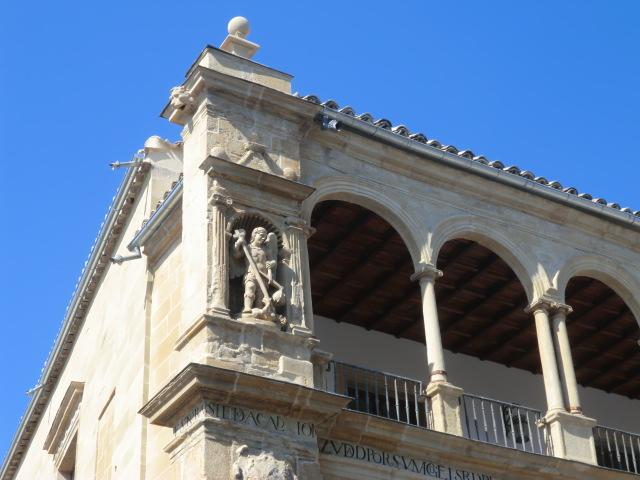
Detalle de San Miguel, patrón de Úbeda

- Convento de San Miguel y Oratorio de San Juan de la Cruz: siguiendo por la calle San Juan de la Cruz se encuentra el convento de San Miguel, de Carmelitas Descalzos, y el oratorio de San Juan de la Cruz, donde el místico llegó el 27 de septiembre de 1591 y murió el 14 de diciembre de ese mismo año. El oratorio es de estilo barroco, con bello retablo. En el interior, museo dedicado al místico con interesantes obras barrocas.[26]

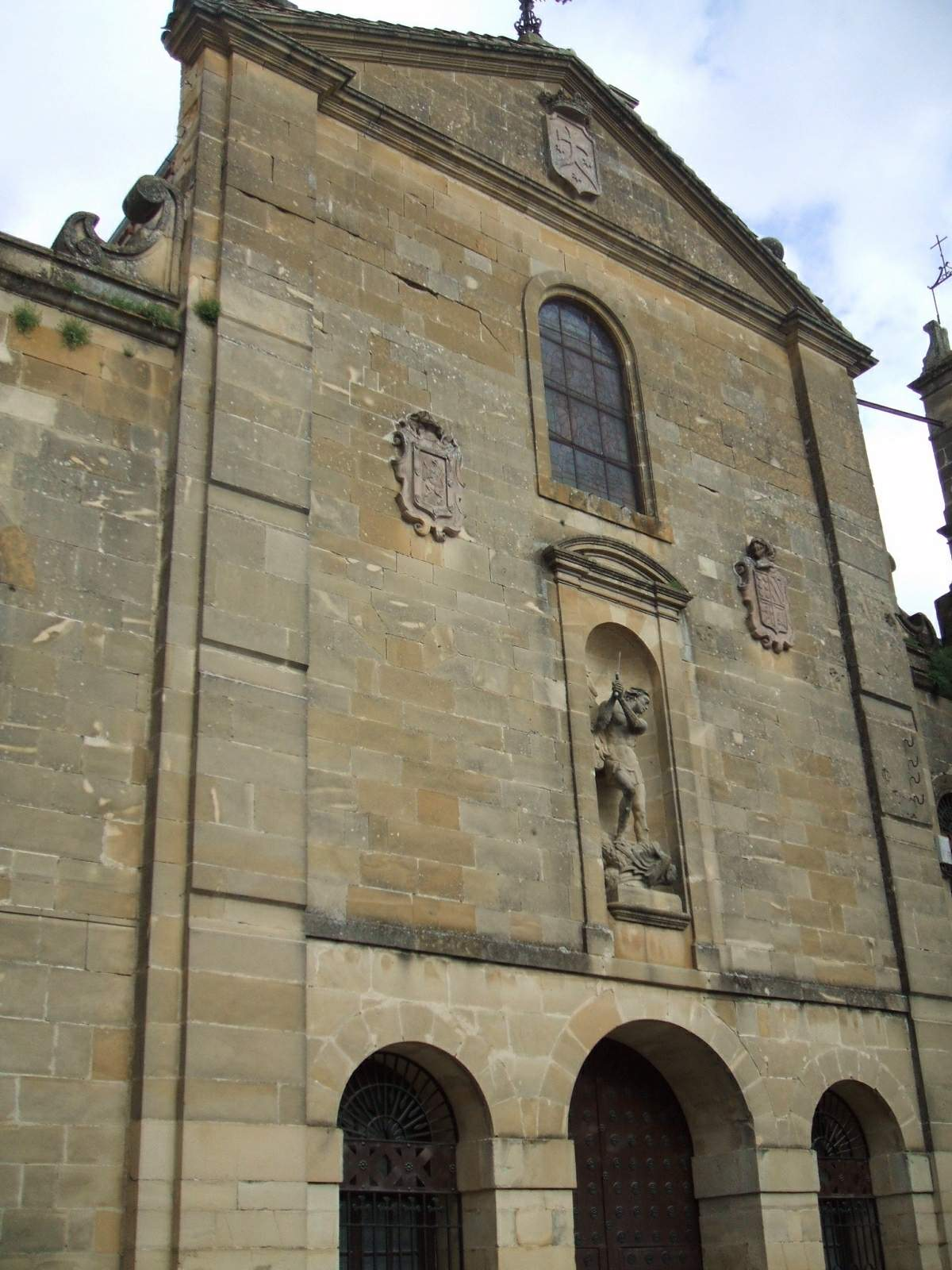
Convento de San Miguel
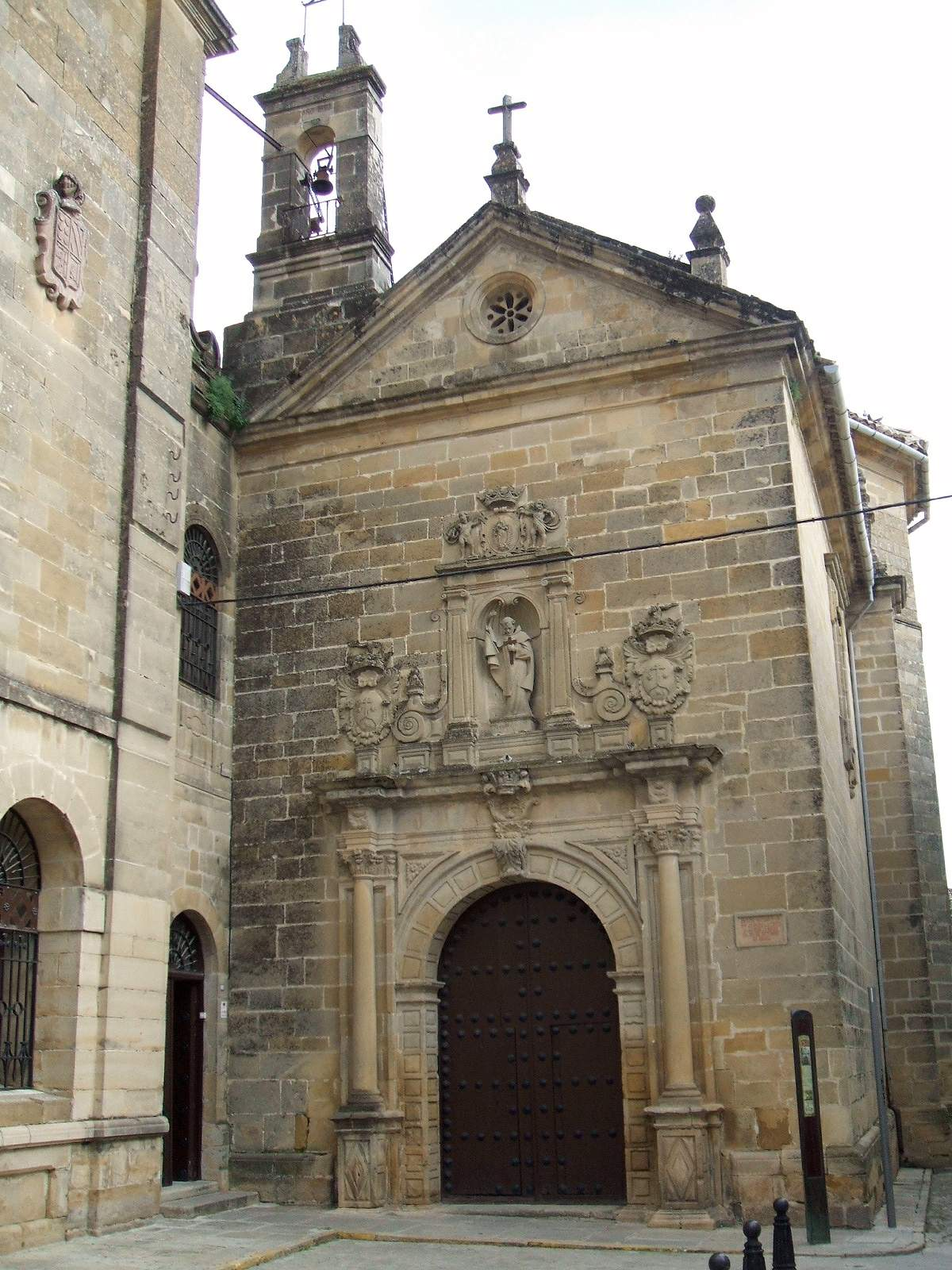
Oratorio de San Juan de la Cruz
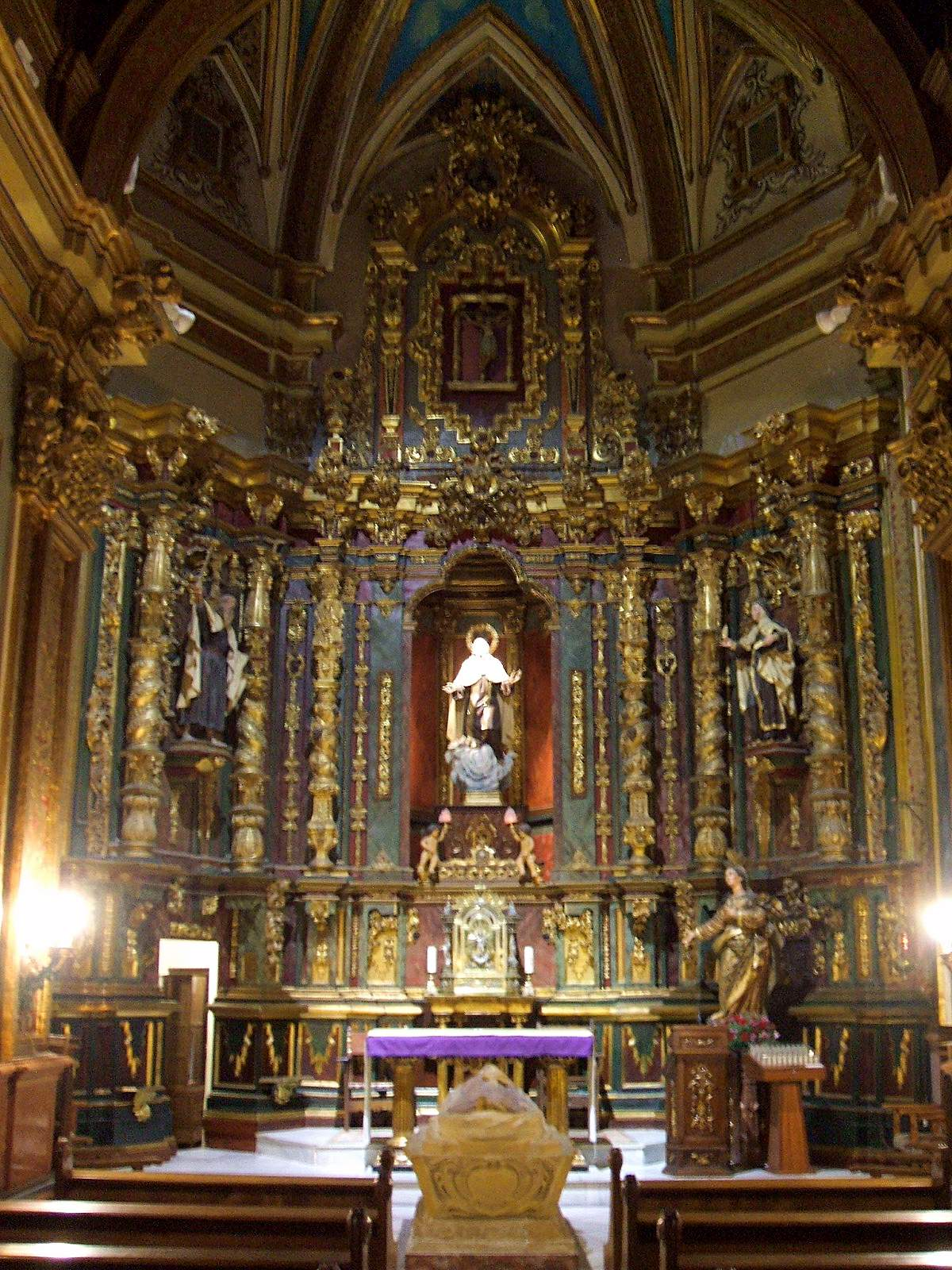
Altar mayor de la Basílica de San Juan de la Cruz en el convento de San Miguel
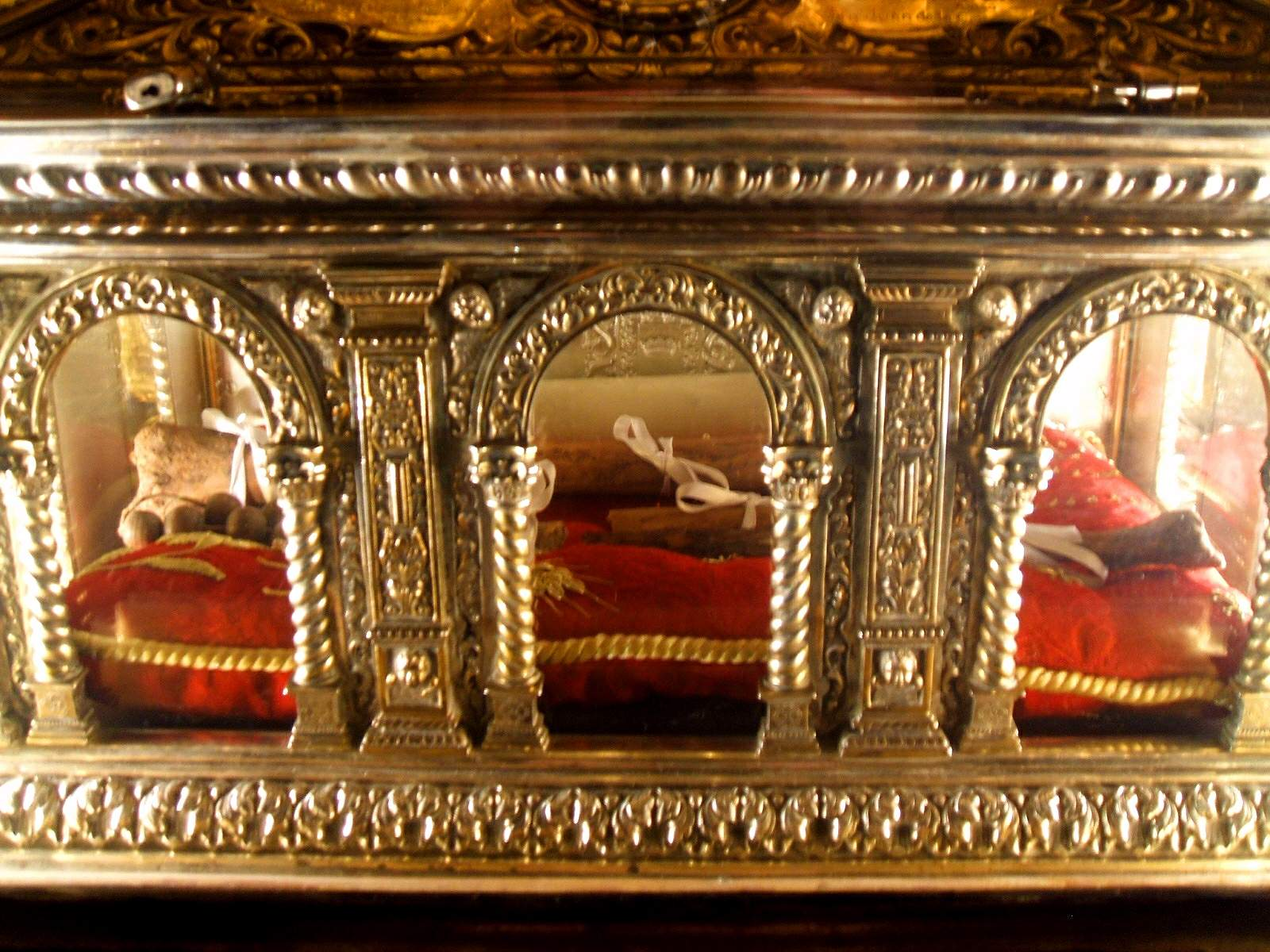
Reliquias de San Juan de la Cruz

- Casa del Obispo Canastero: casa barroca del siglo xvii. Ubicada en la Cuesta del Losal, calle estrecha que desemboca en la cabecera de San Pablo, conduce al barrio de los alfareros atravesando la famosa Puerta del Losal, llegando así a la plaza de Olleros y a la popular calle Valencia.
- Palacio Vela de los Cobos (BIC): Fue la emblemática residencia de Francisco Vela de los Cobos, regidor de Úbeda y capitán de Caballería que luchó contra los moriscos en Granada. Diseñado por Andrés de Vandelvira, donde devino con la ventana de esquina, original motivo que se repite en otros palacios ubetenses. Su parte alta la ocupa una logia. En el siglo xviii se amplió con un jardín romántico.

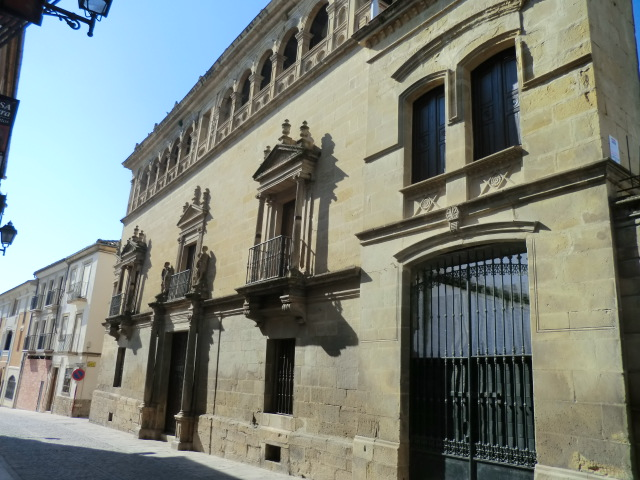
Palacio de Vela de los Cobos
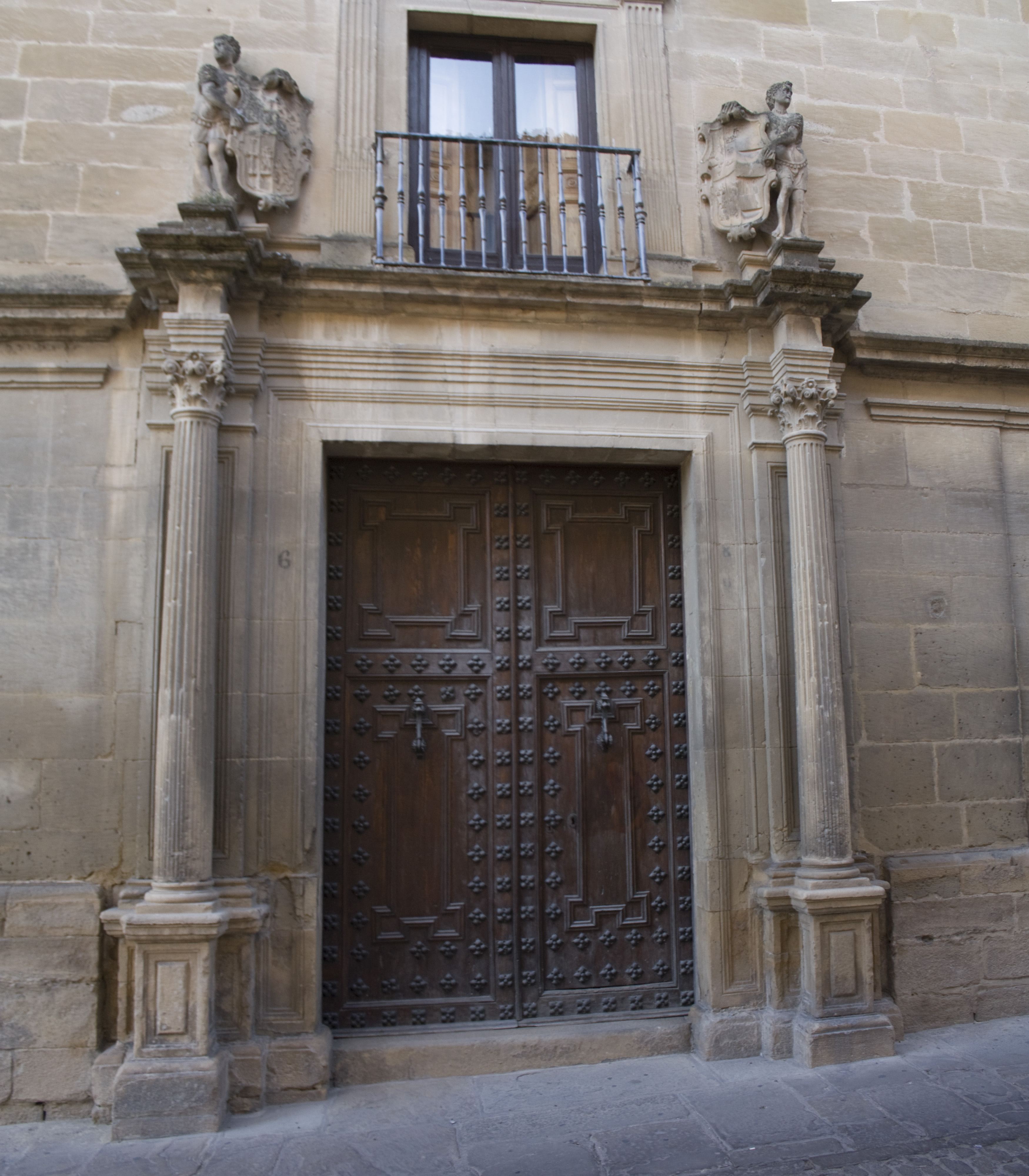
Entrada al Palacio de Vela de los Cobos
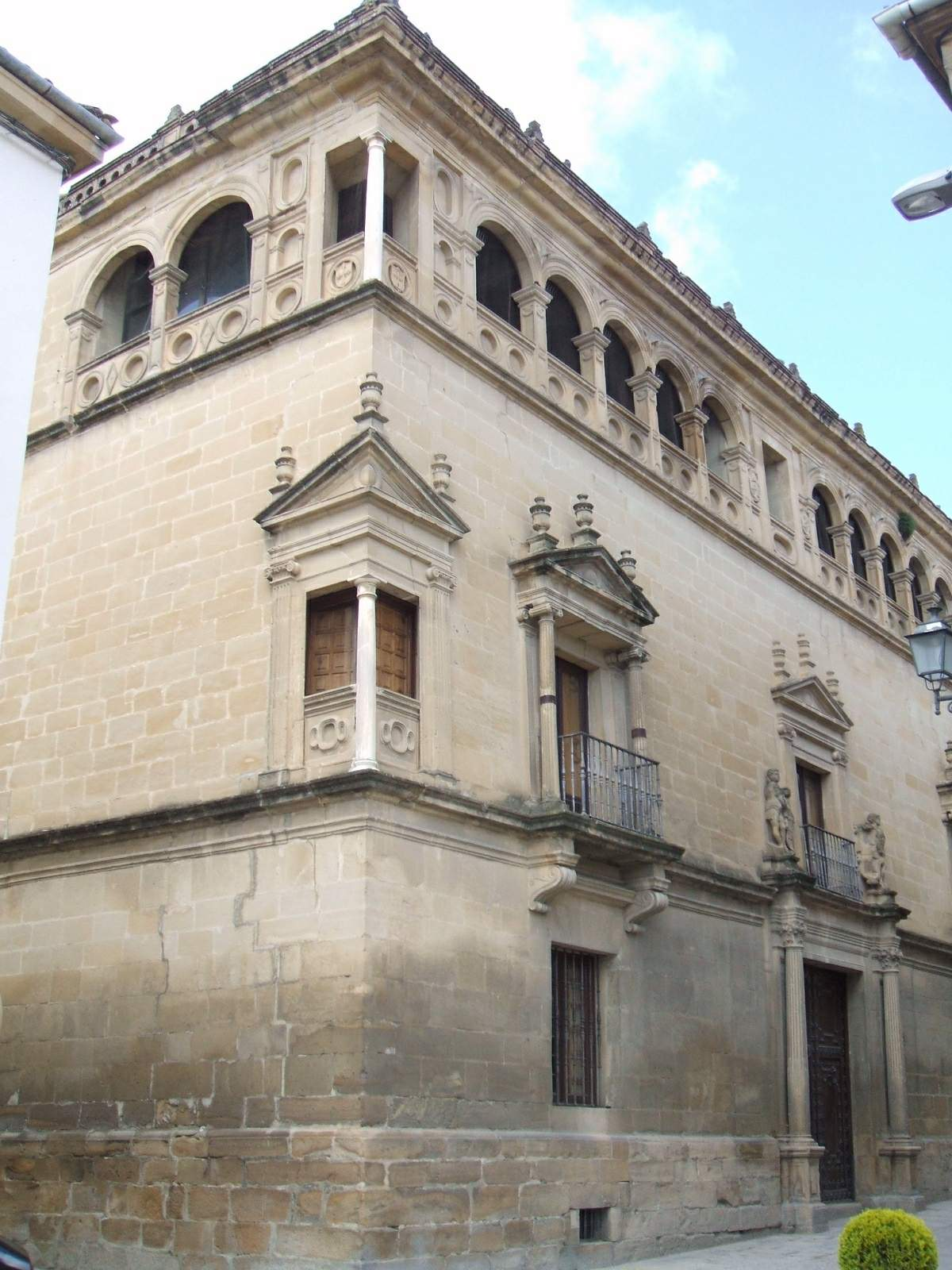
Palacio de Vela de los Cobos
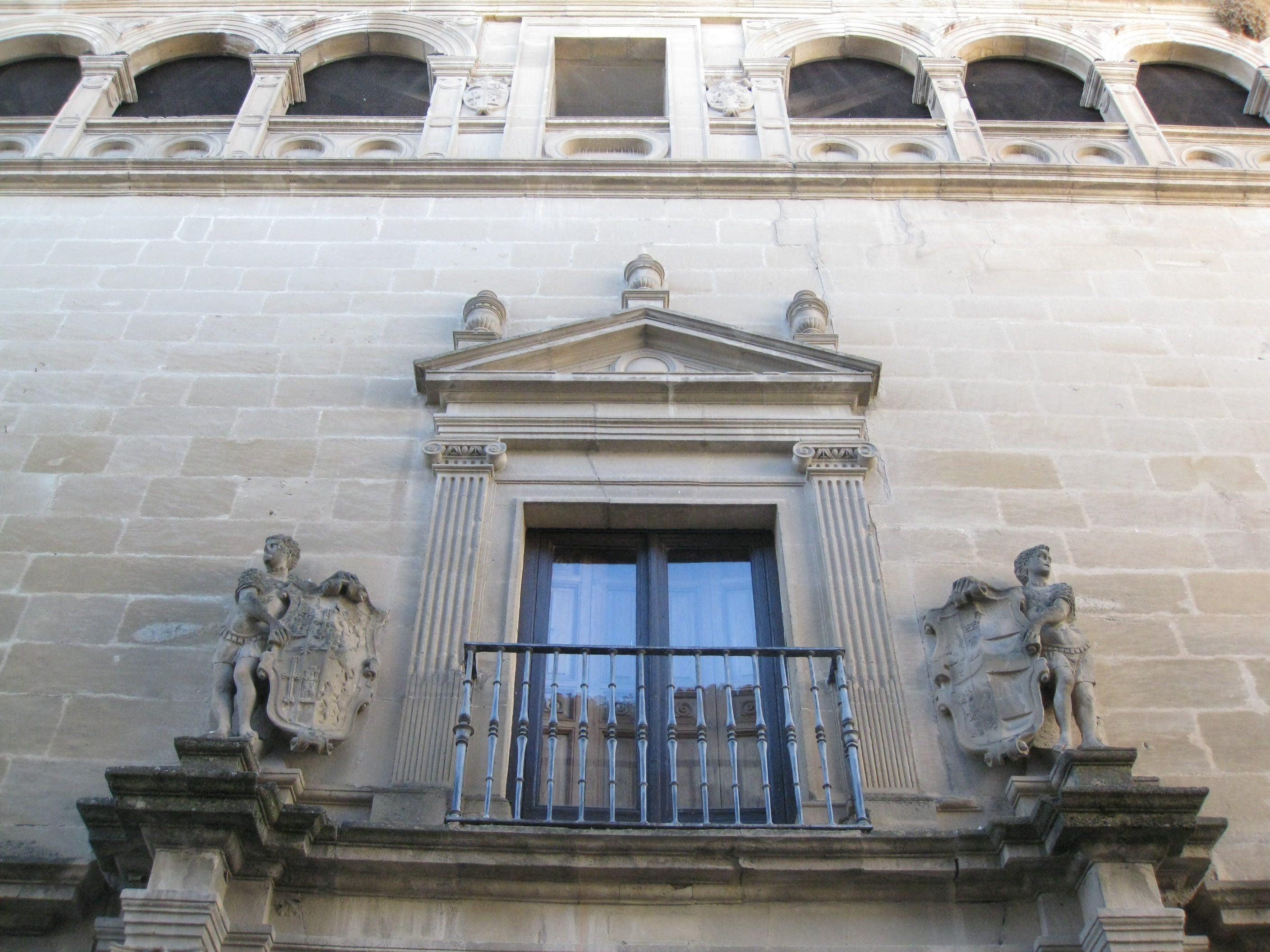
Balcón y escudos nobiliarios en el palacio de Vela de los Cobos
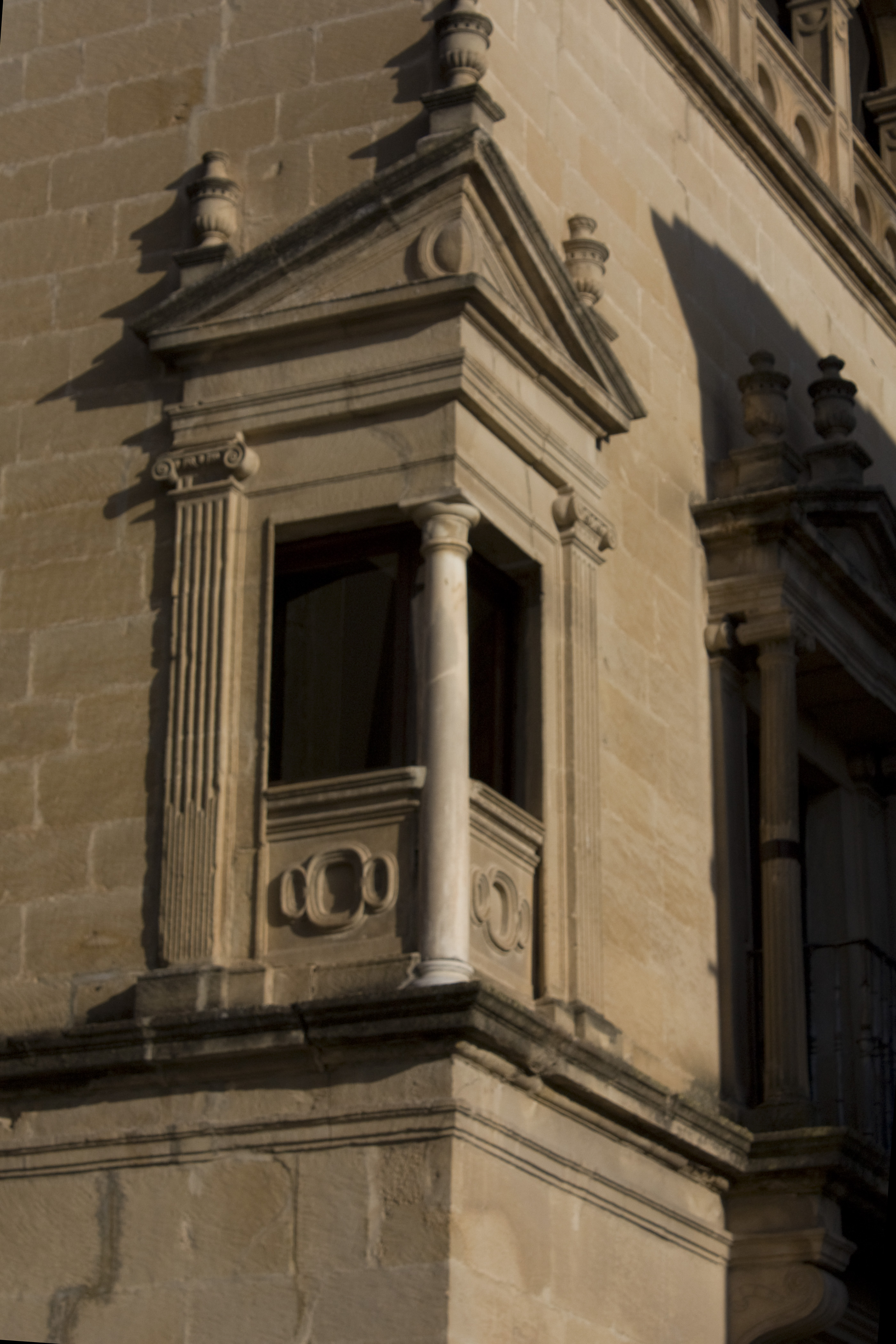
Detalle de ventana en esquina del palacio de Vela de los Cobos

- Palacio de los Condes de Guadiana (BIC): fue conocida esta mansión señorial como Palacio y Torre de Alicún hasta que Juan Luis de la Cueva y Piédrola, II conde de Guadiana, entró en posesión del inmueble. Situado en la calle Real, manierista, con torre de cuatro plantas con balcones en esquina. Actualmente alberga el primer y único hotel de cinco estrellas gran lujo de la provincia, el Hotel Palacio de Úbeda 5***** G.L.[27]

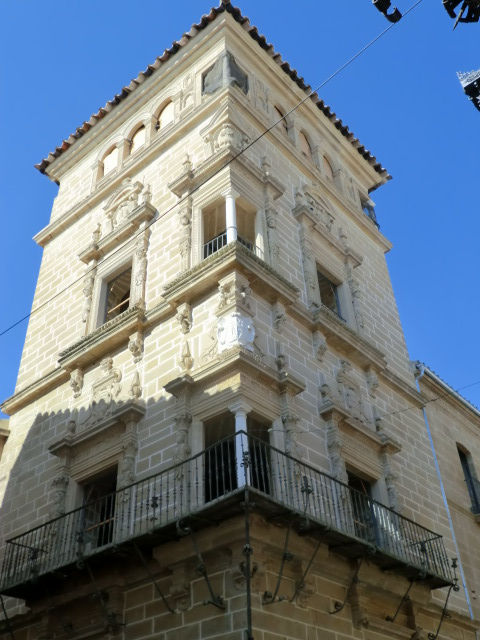
Torre del palacio de los Condes de Guadiana
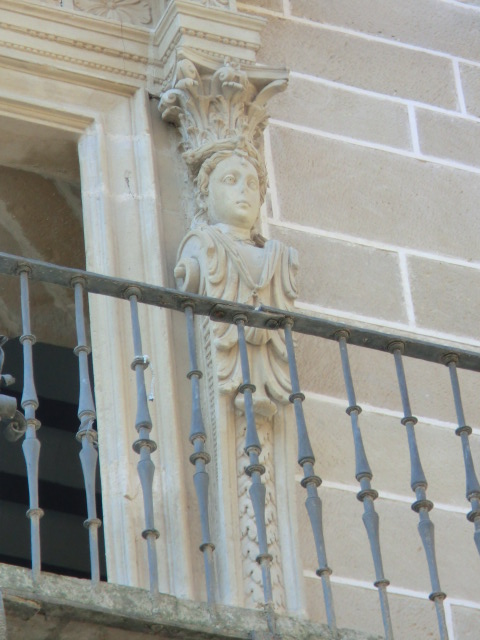
Detalle del Palacio de los Condes de Guadiana

- Iglesia de San Pedro (BIC): en origen es románica, pero con añadidos renacentistas —como la portada—.

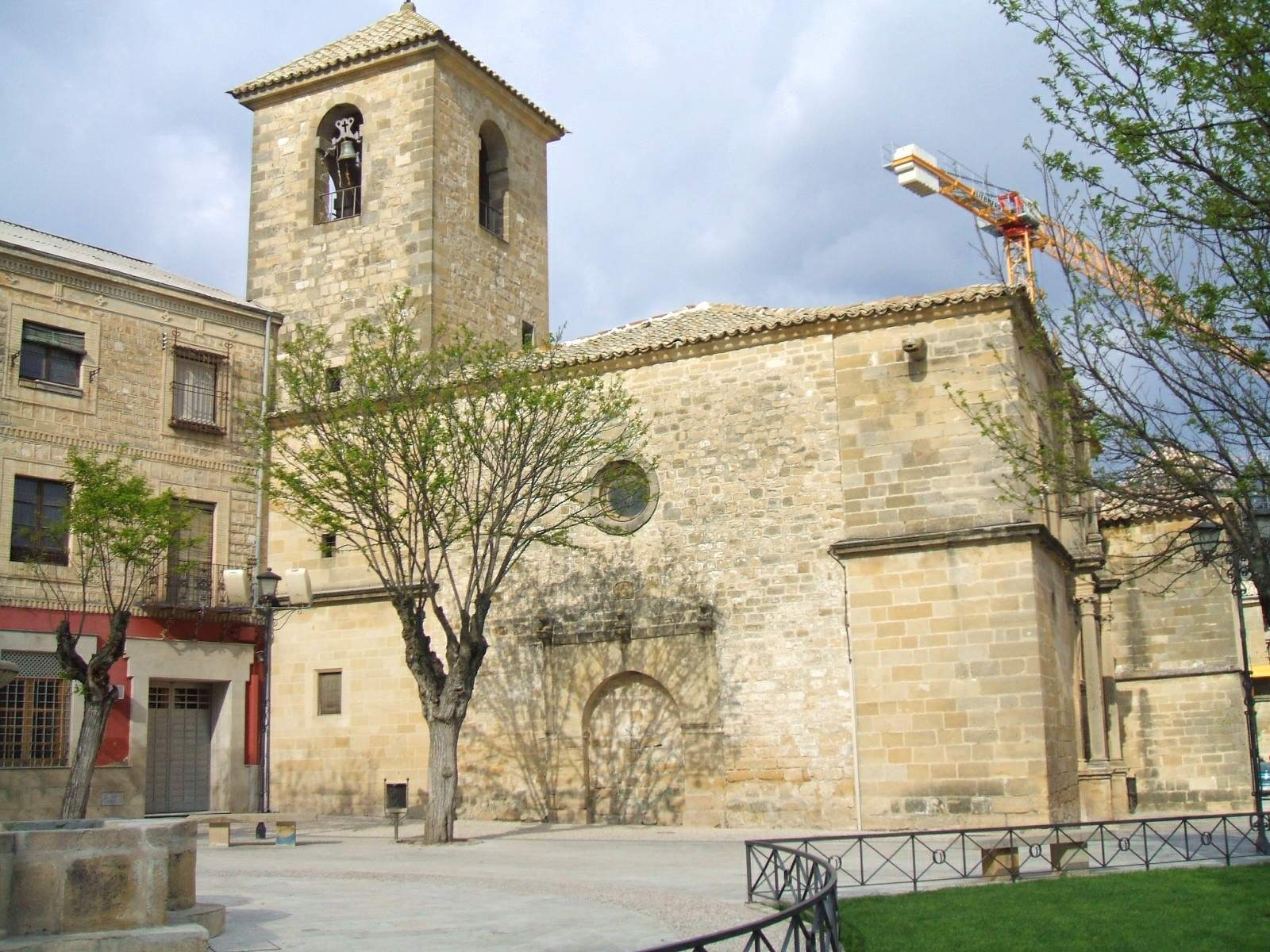
Iglesia de San Pedro
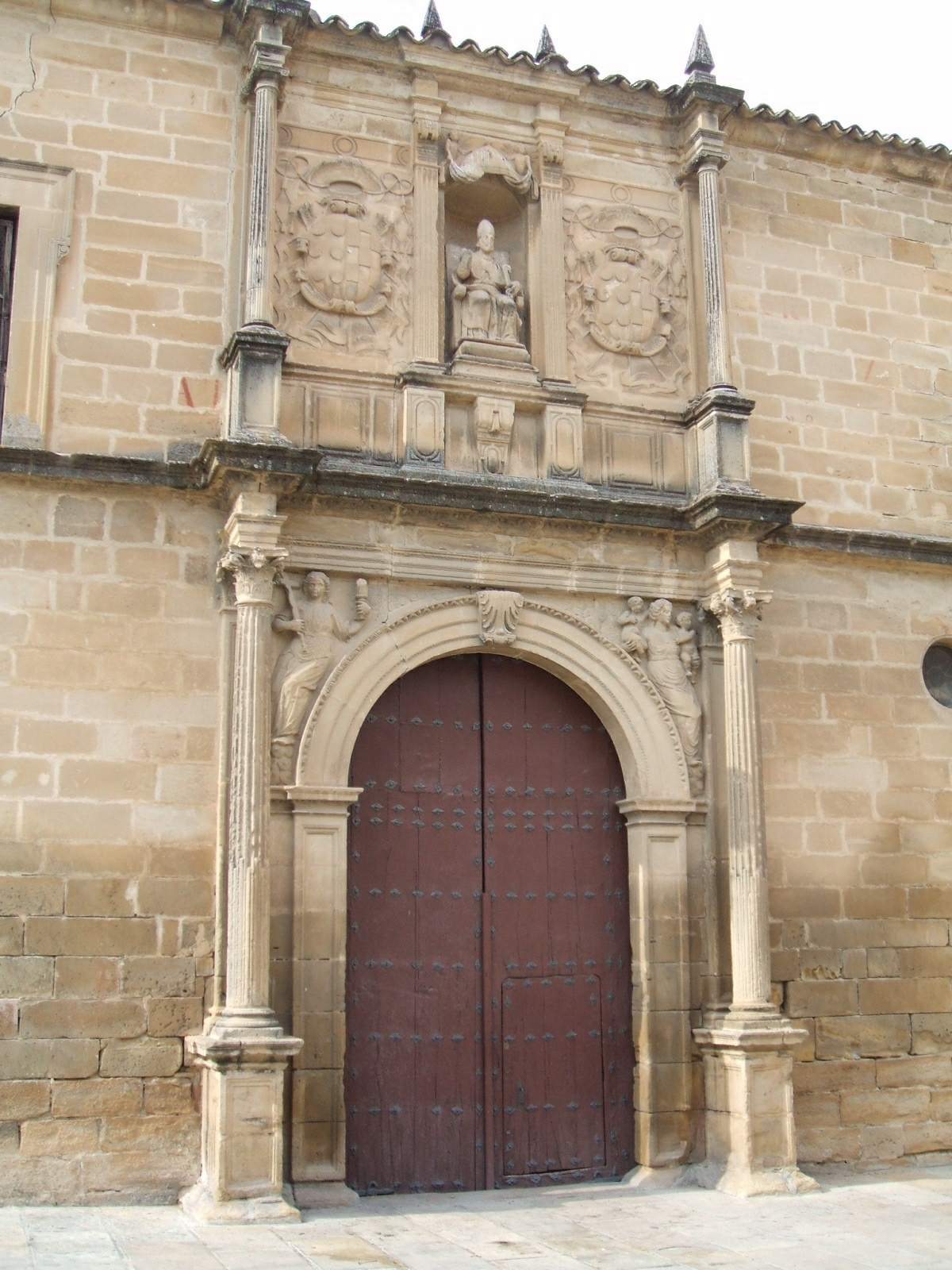
Portada de la iglesia de San Pedro
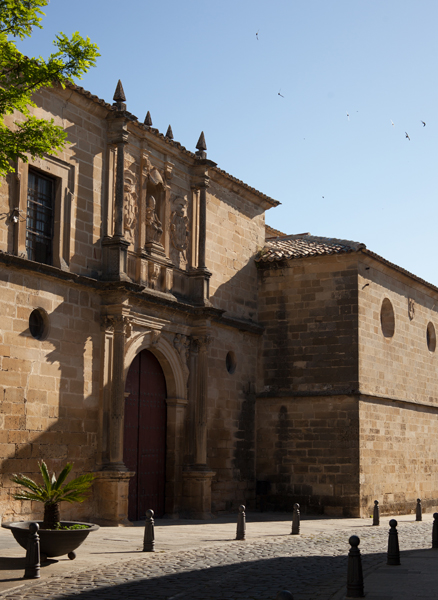
Iglesia de San Pedro

- Convento de Santa Clara (BIC): uno de los monasterios más antiguos de Úbeda, ocupado por clarisas. Tiene portada barroca con otra interior mudéjar, dos claustros —uno renacentista y otro mudéjar— y una iglesia gótica con adornos barrocos.

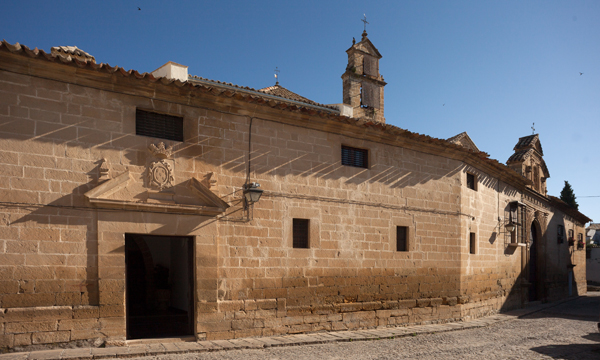
Convento de Santa Clara
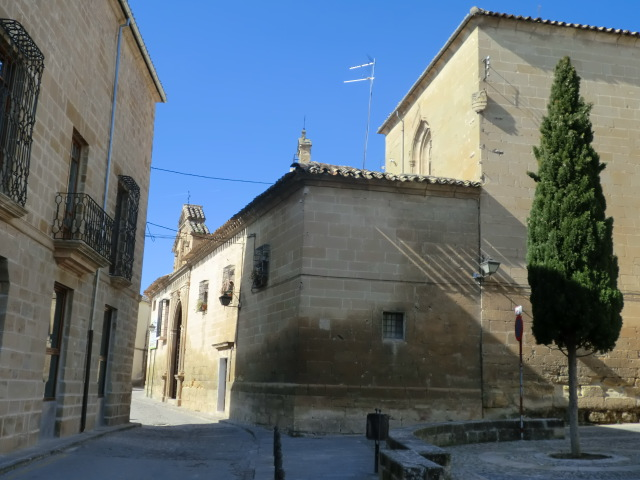
Convento de Santa Clara
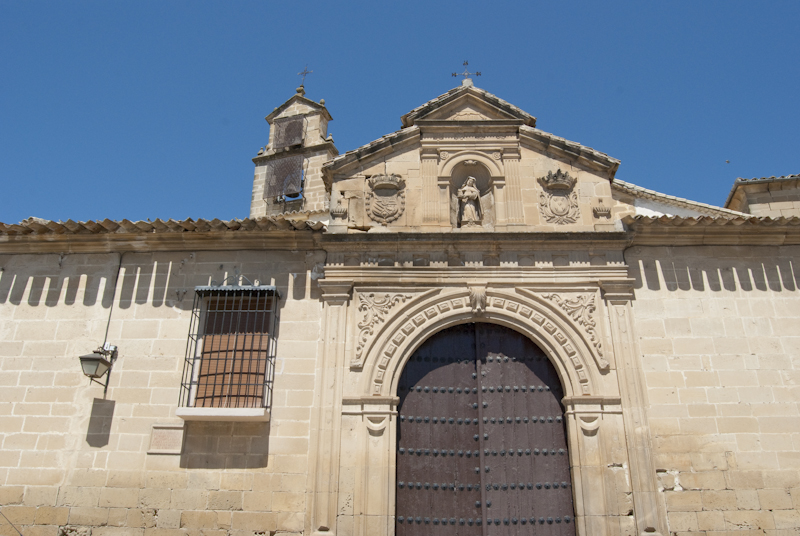
Portada del convento de Santa Clara
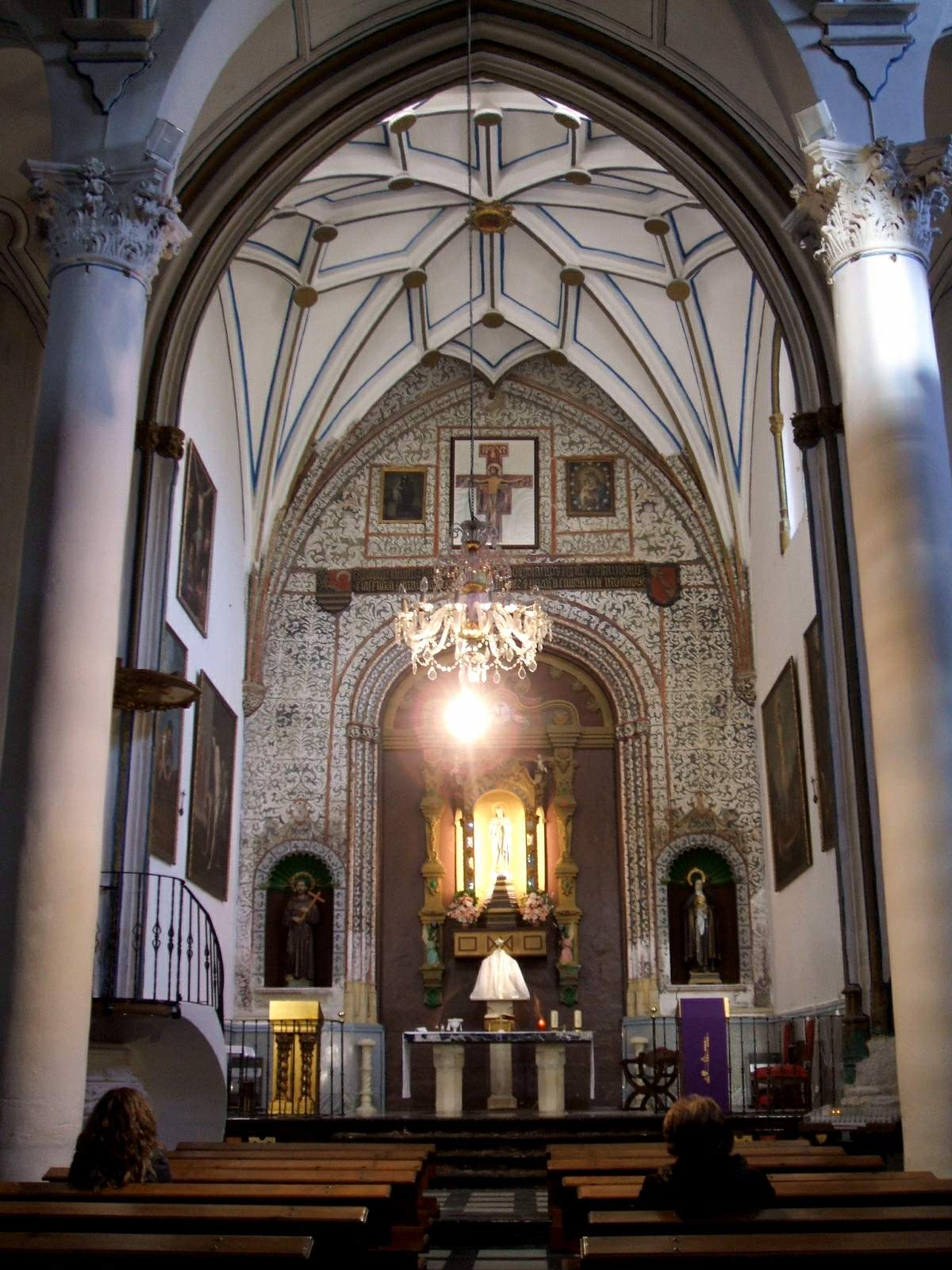
Interior de la iglesia del convento Santa Clara

- La Casa de las Torres (BIC): palacio medieval construido por el condestable Ruy Lope Dávalos, II conde de Ribadeo. Tiene una bella portada plateresca, flanqueada por dos torres que le dan nombre. En el interior, patio hispano-renacentista. Desde finales de los años 1960 alberga la Escuela de Arte Casa de las Torres.

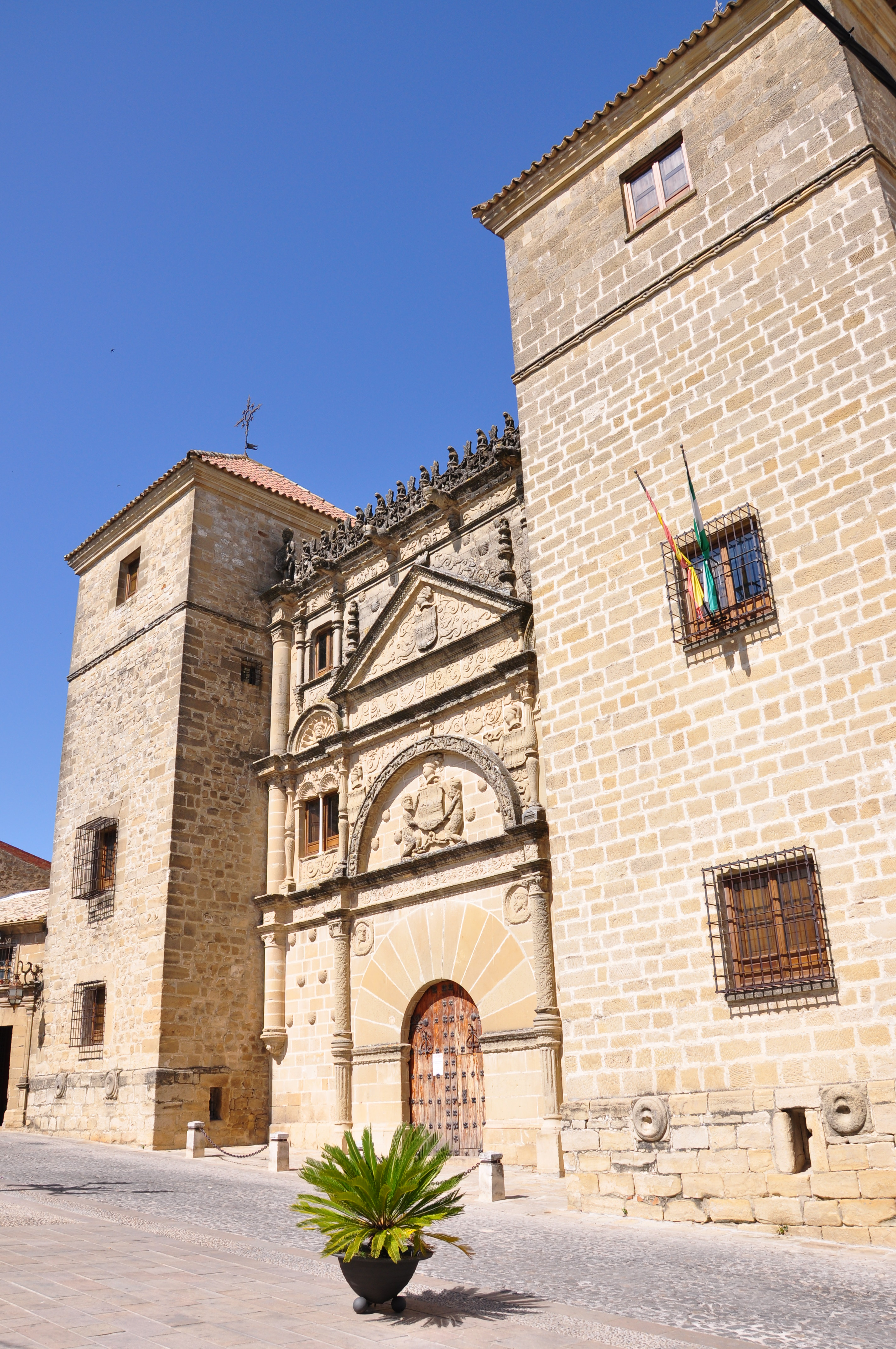
Casa de las Torres
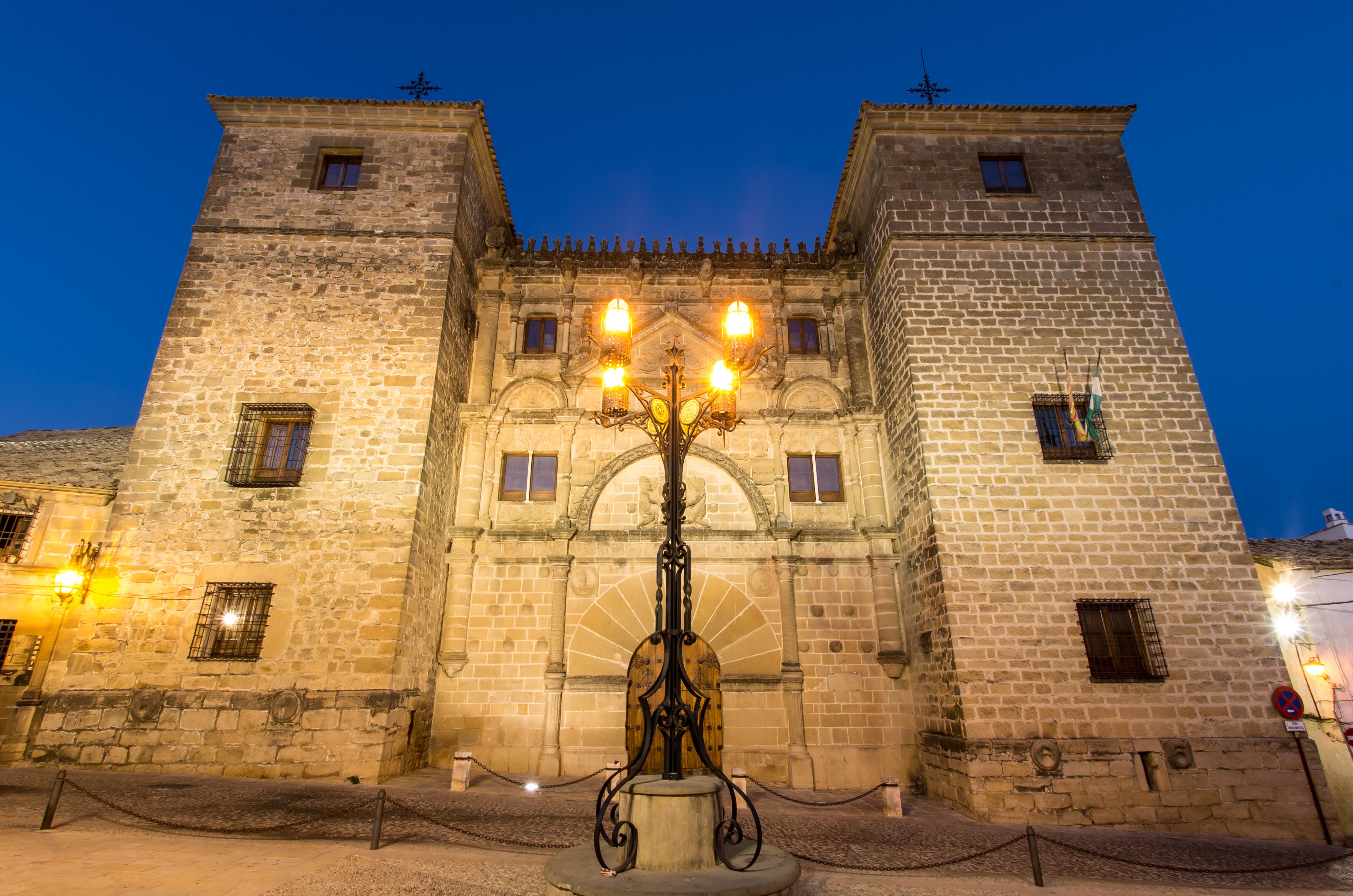
Casa de las Torres
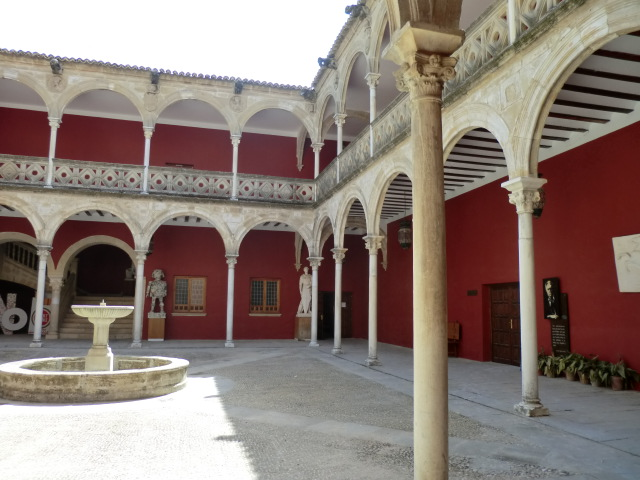
Patio interior de la Casa de las Torres
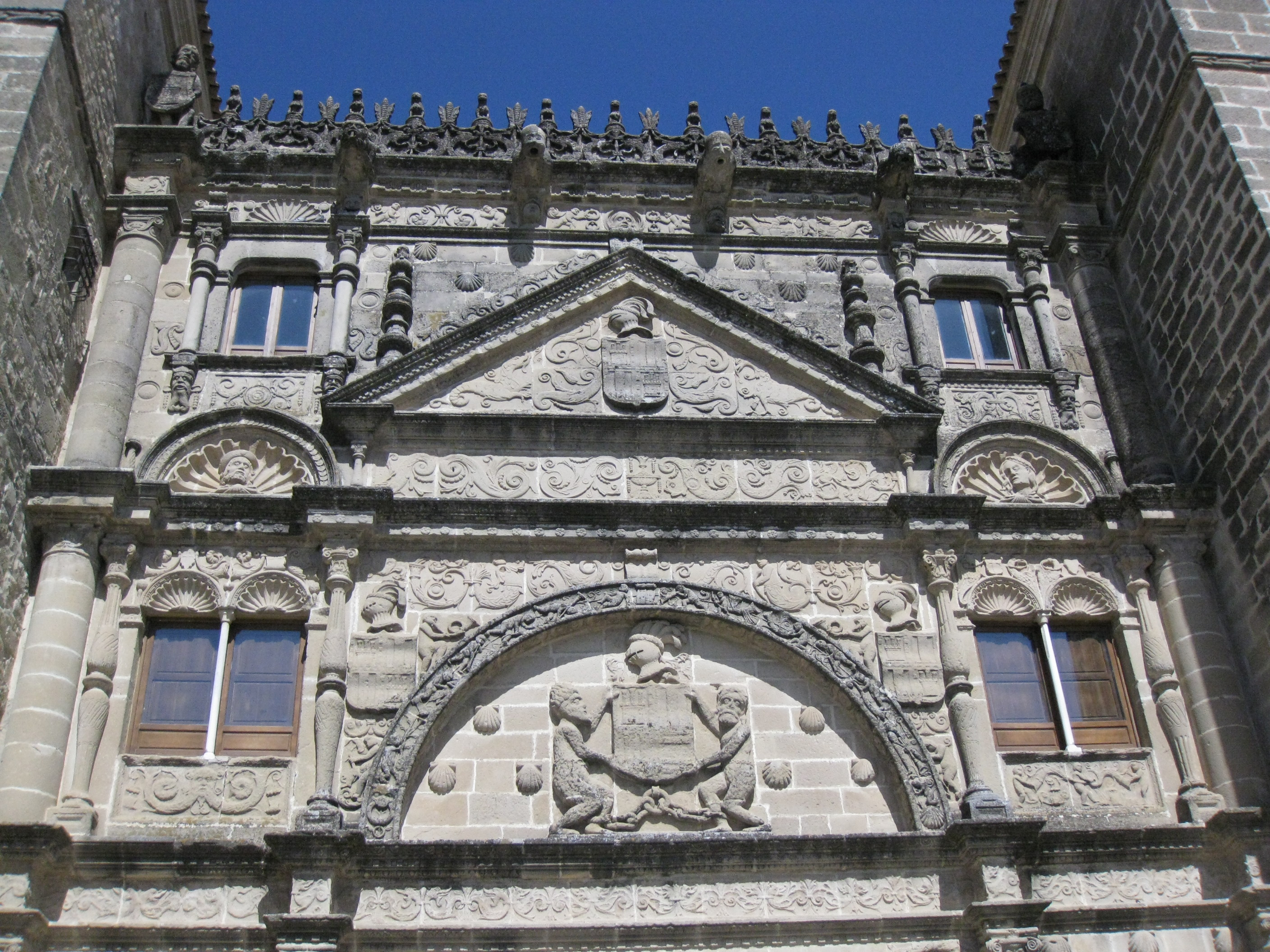
Detalle de la fachada y escudos nobiliarios de la Casa de las Torres

- Iglesia de San Lorenzo: se conocía en época medieval como de San Llorente. Abandonada y clausurada desde 1936, es renacentista. Llamativa su espadaña, que estuvo enfoscada de hiedra hasta la restauración de su fachada. En la actualidad es sede de la fundación cultural Huerta de San Antonio, y el antiguo templo es usado como espacio para eventos culturales mientras se realizan las obras de restauración en su interior.[28]

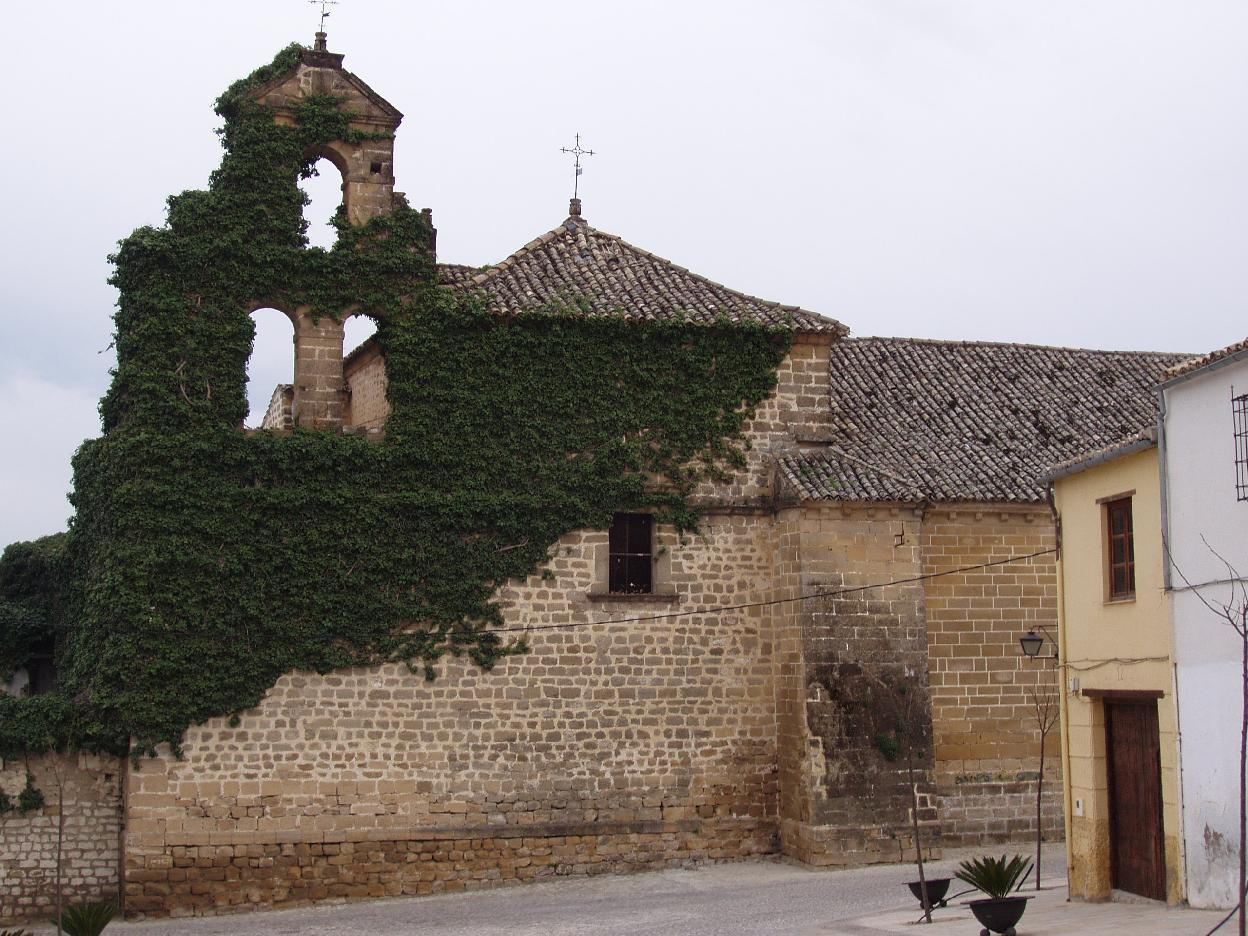
Iglesia de San Lorenzo, con la hiedra (desaparecida) cubriendo la espadaña
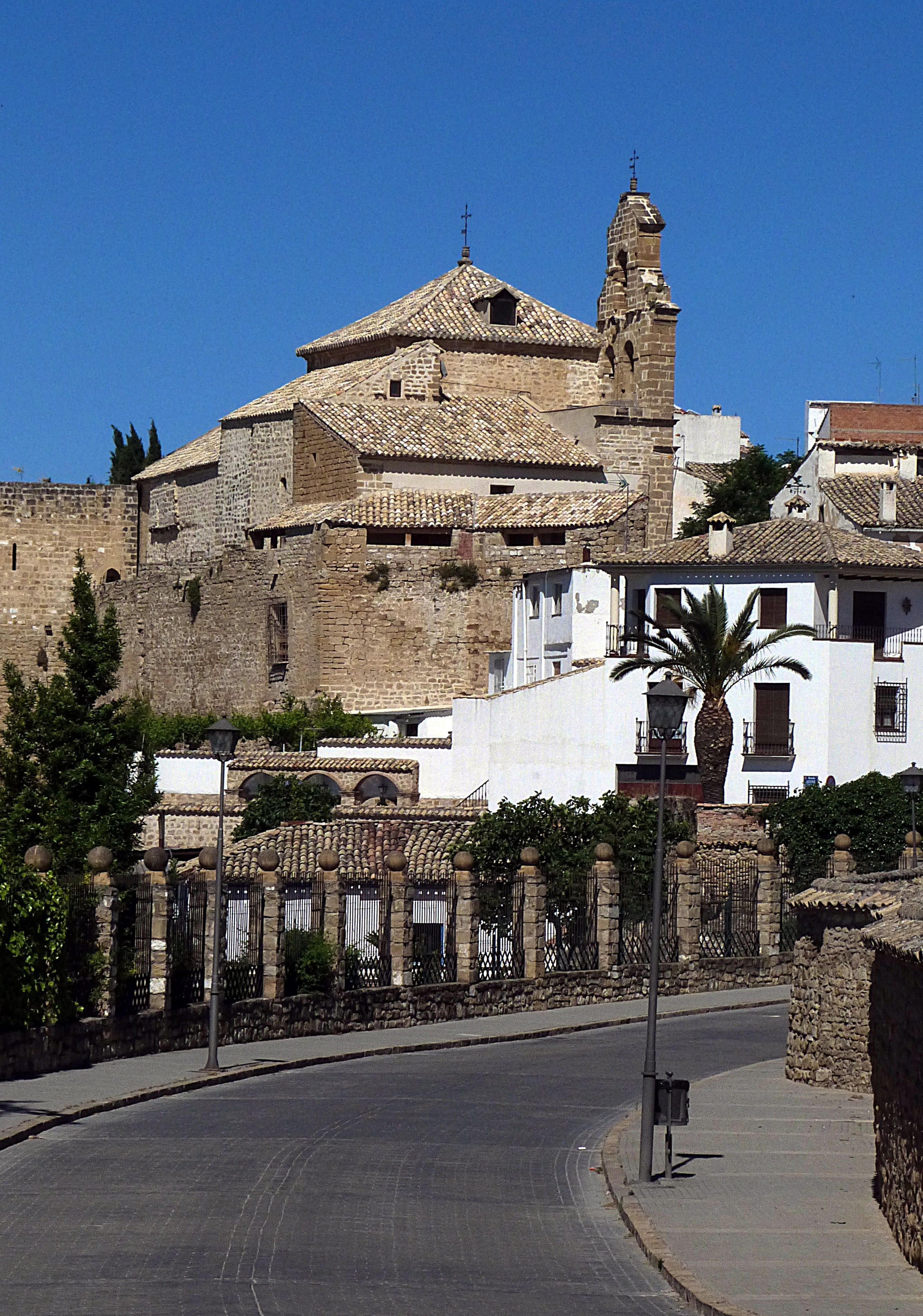
Vista de la Iglesia de San Lorenzo desde la Calle Cotrina
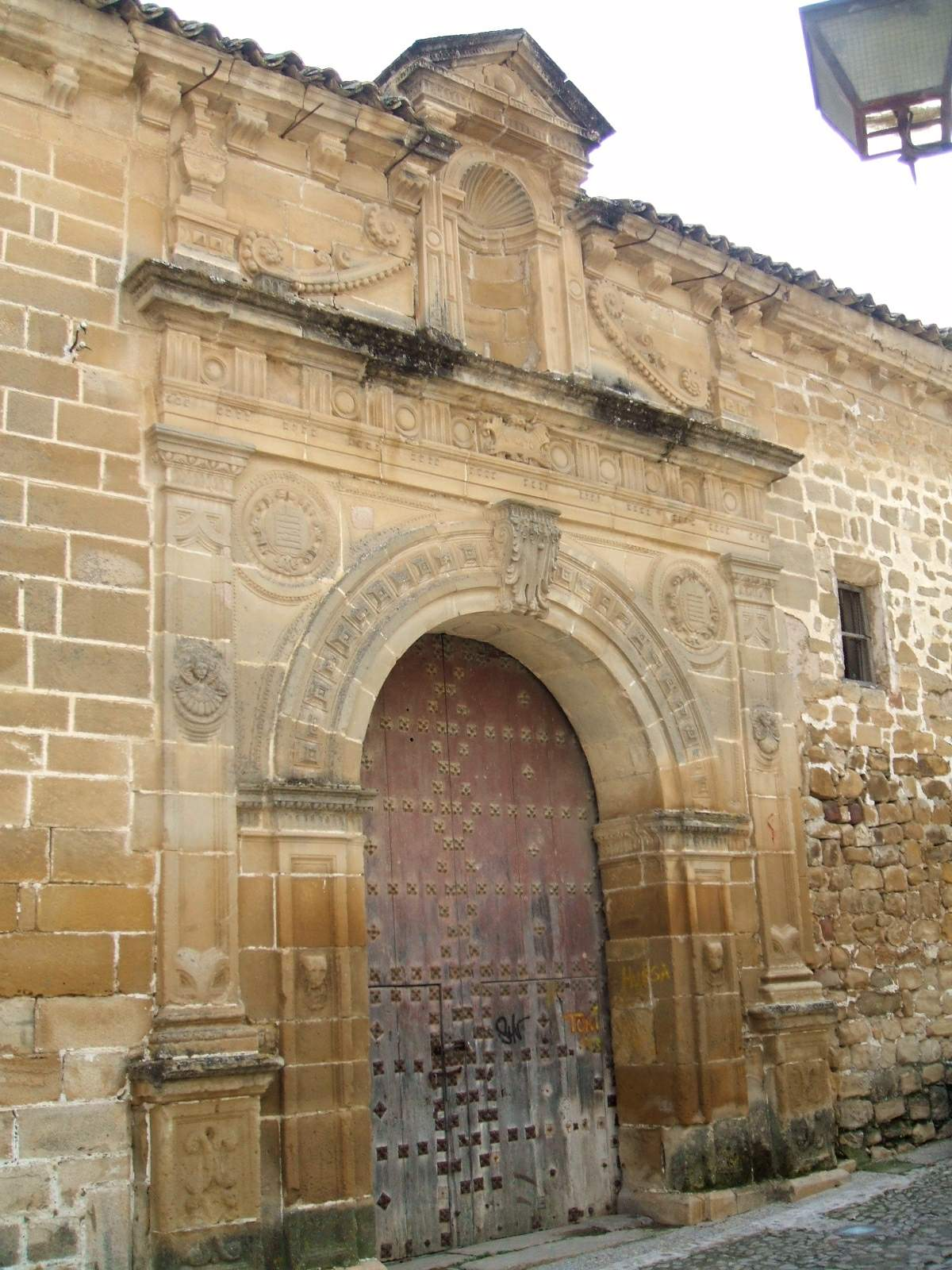
Portada de la Iglesia de San Lorenzo

- Iglesia de Santo Domingo: fue una antigua mezquita. Sus portadas son platerescas. La nave está cubierta por un espléndido artesonado mudéjar. En desuso para culto desde 1848.

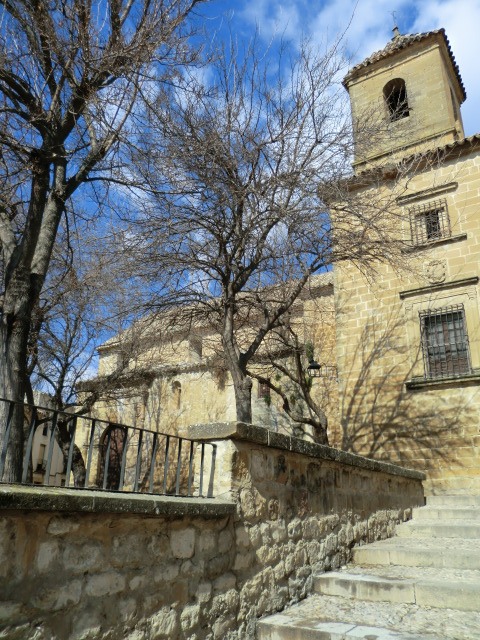
Iglesia de Santo Domingo
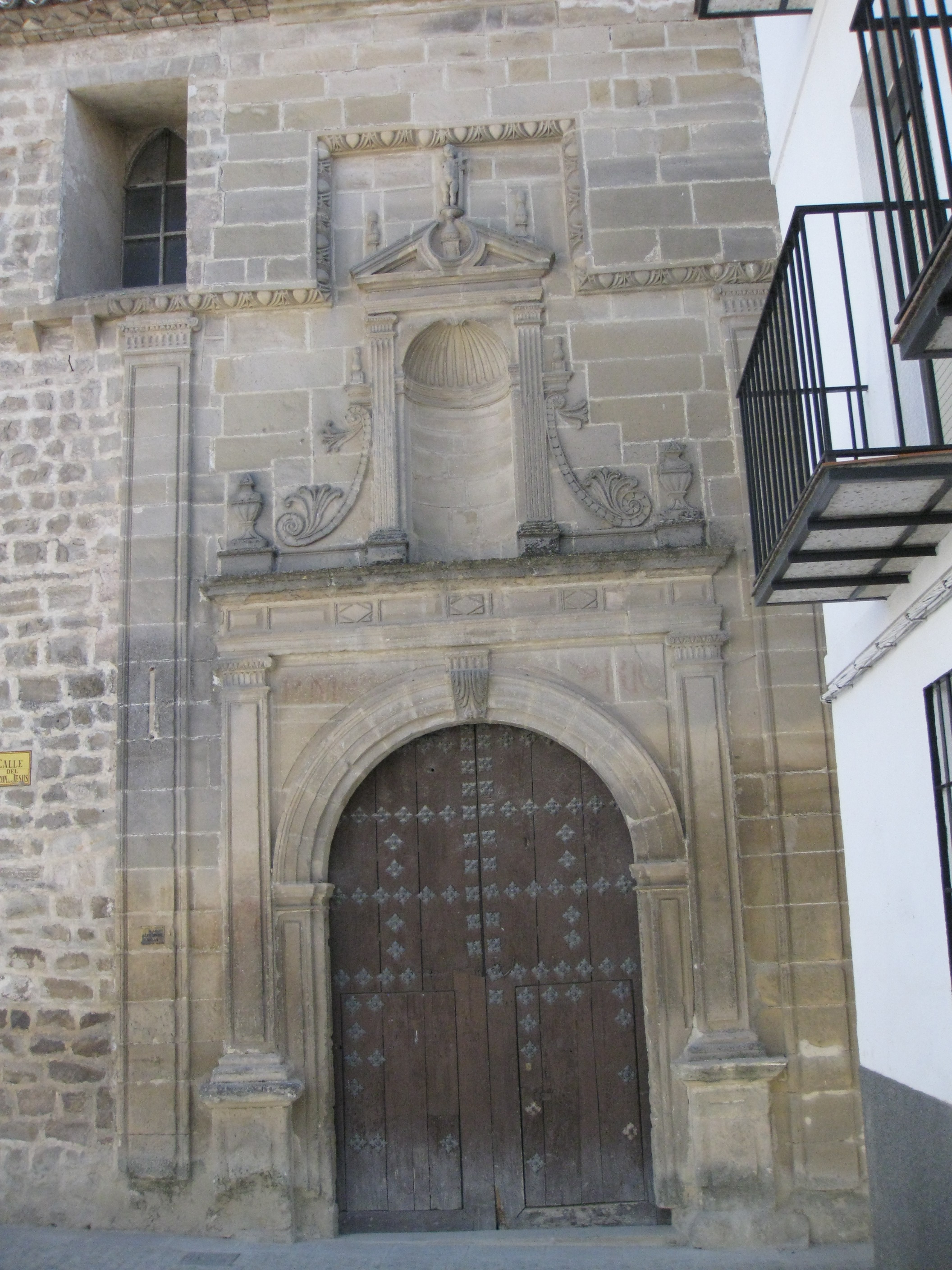
Portada norte de la Iglesia de Santo Domingo
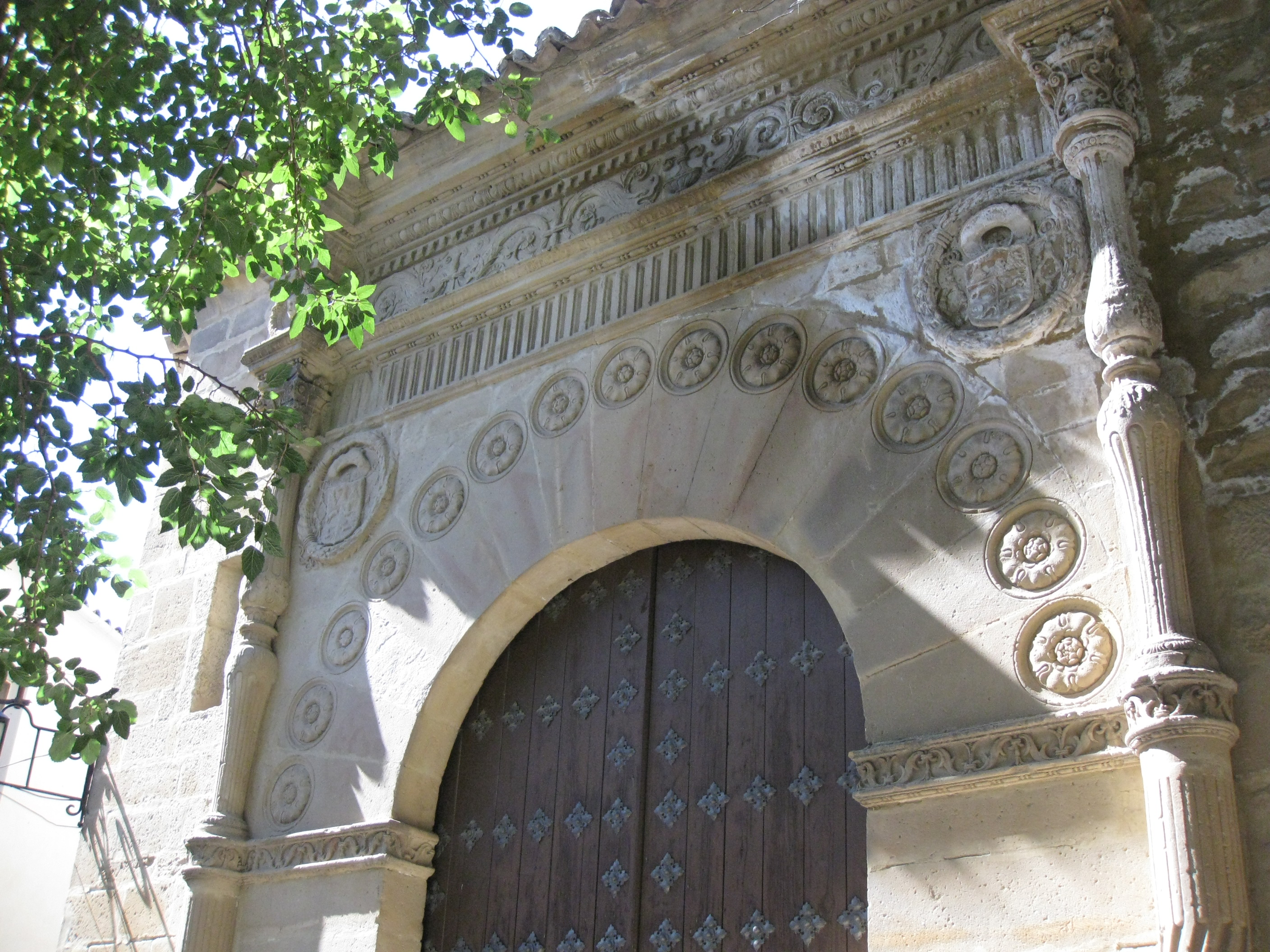
Portada sur de la Iglesia de Santo Domingo
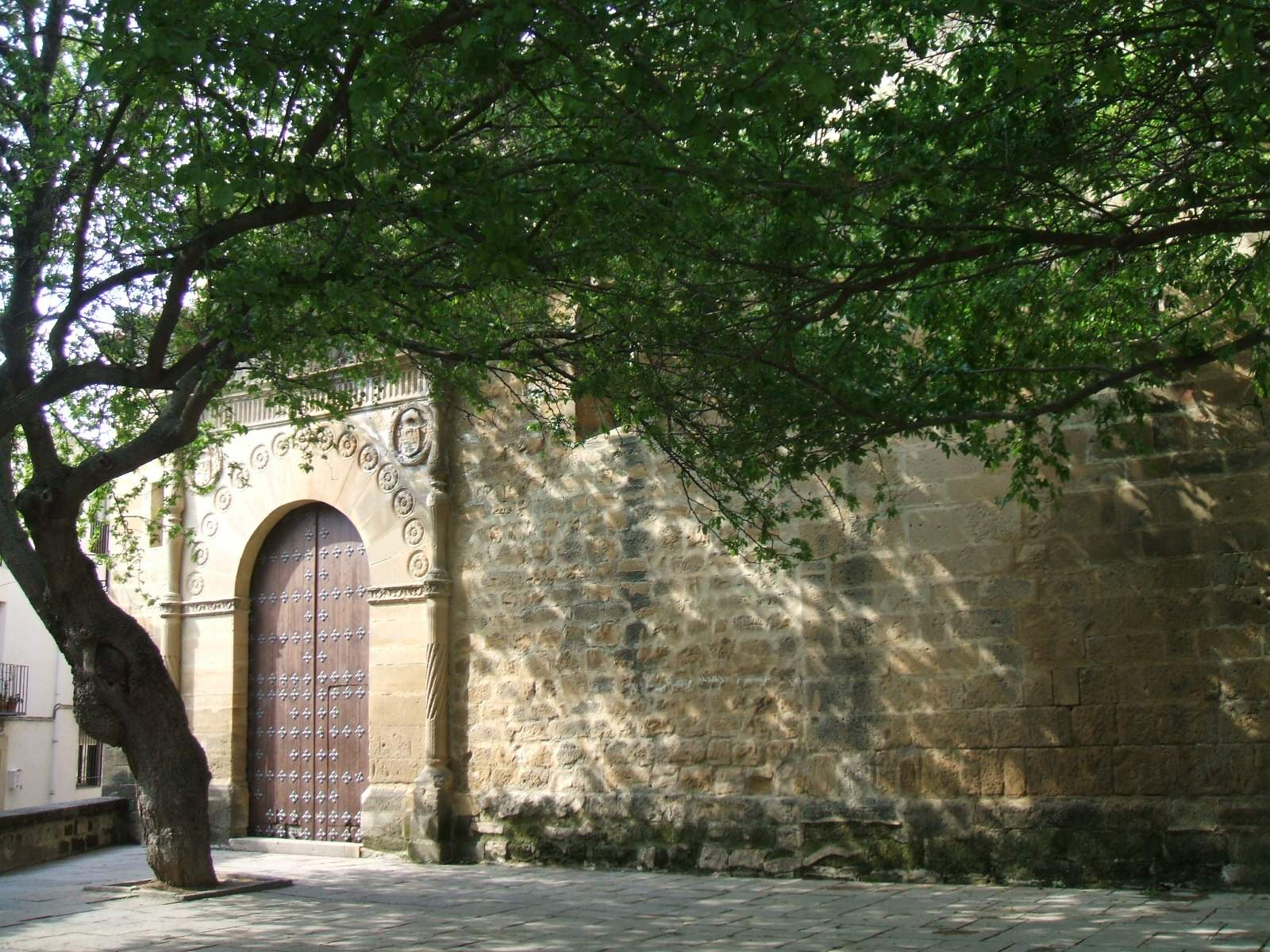
Iglesia de Santo Domingo

- Convento de la Inmaculada Concepción: convento de Carmelitas Descalzas.

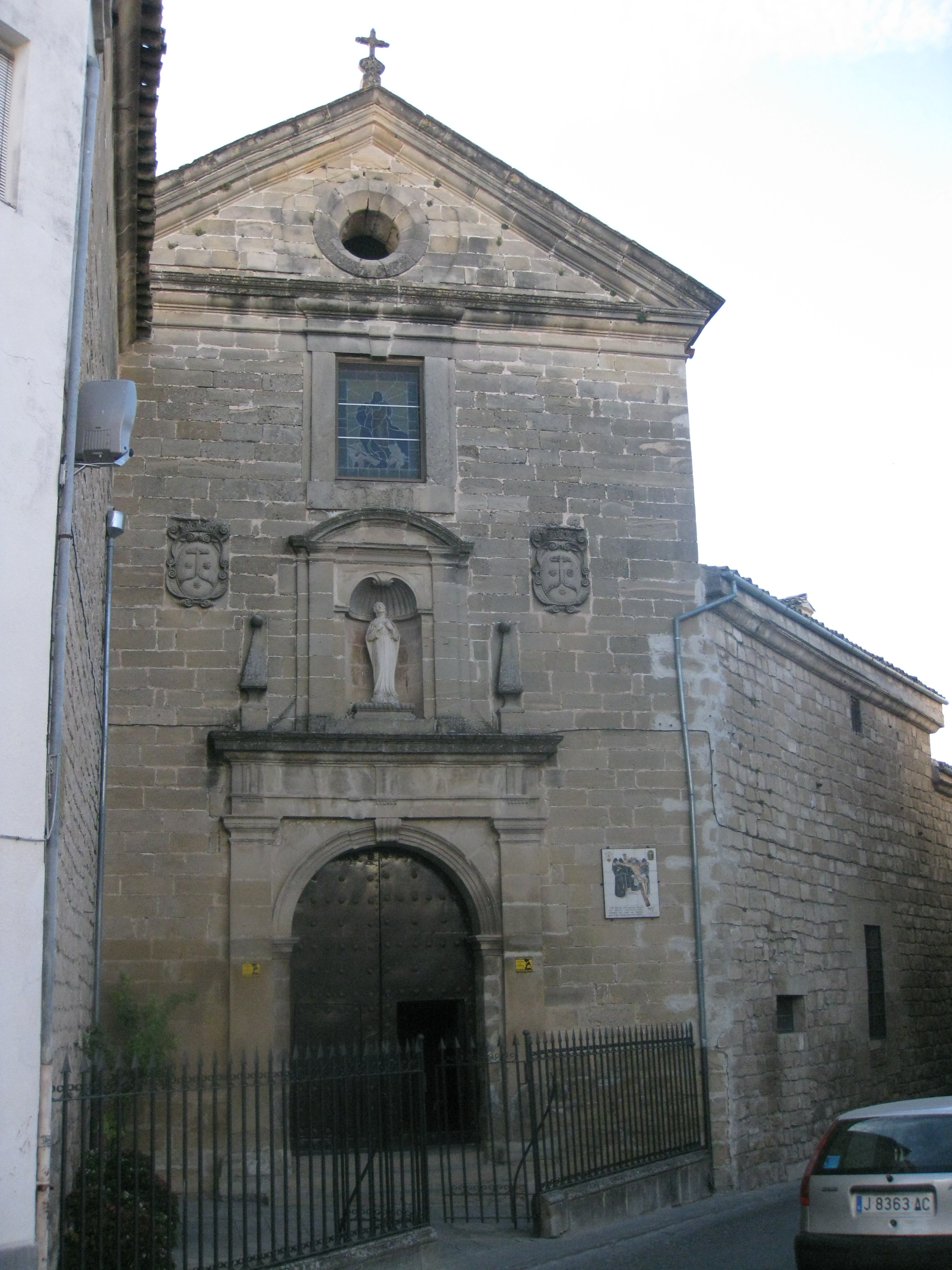
Convento de la Inmaculada Concepción

- Palacio de Don Luis de la Cueva (BIC): fue conocida como Casa de los Cueva y popularmente llamada Casa del Jodeño. Data del siglo xv. Perteneció a Luis de la Cueva. Rehabilitado como centro cultural para la ciudad. Se sitúa en la plaza Josefa Manuel.

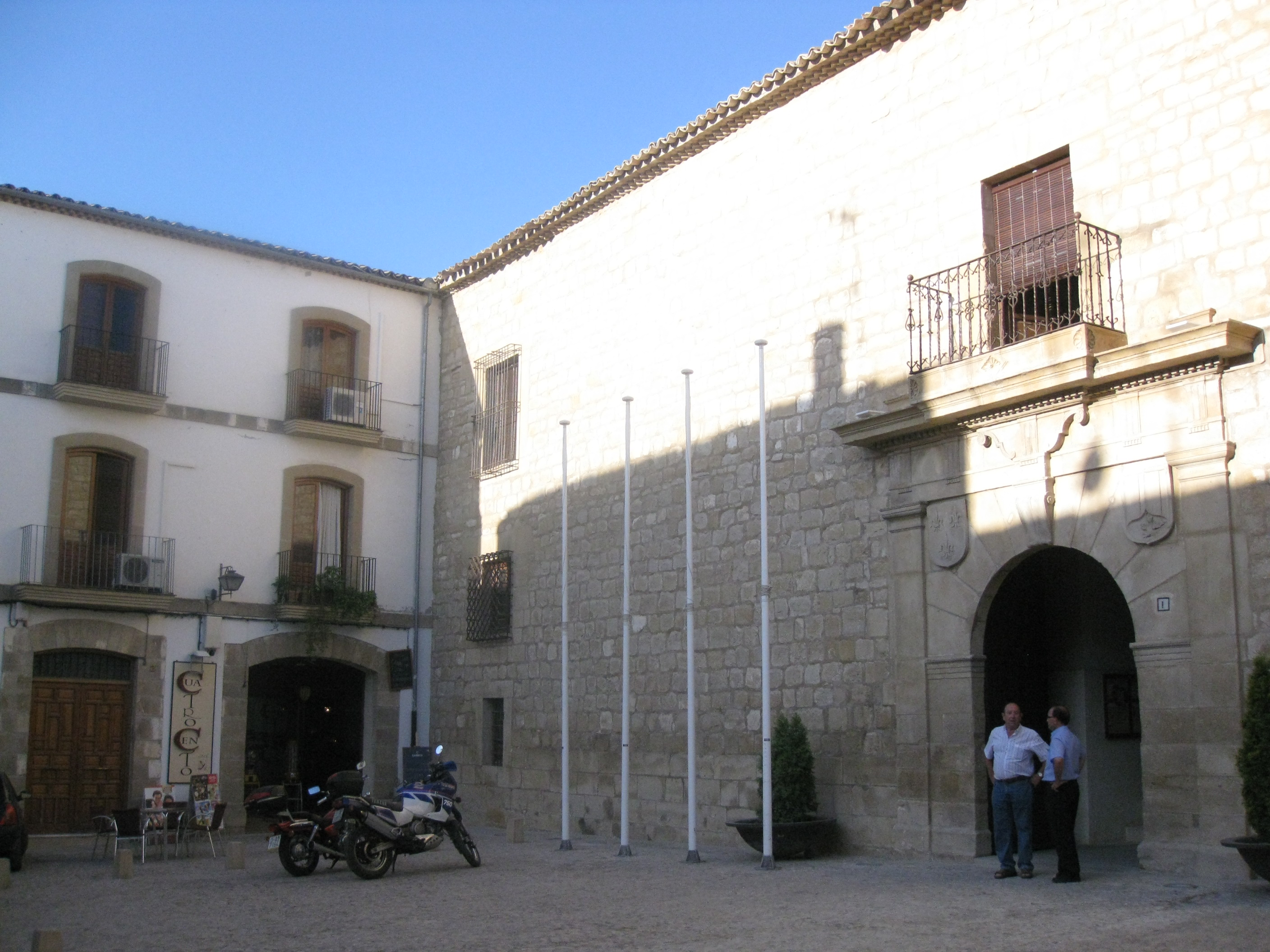
Palacio de Don Luis de la Cueva
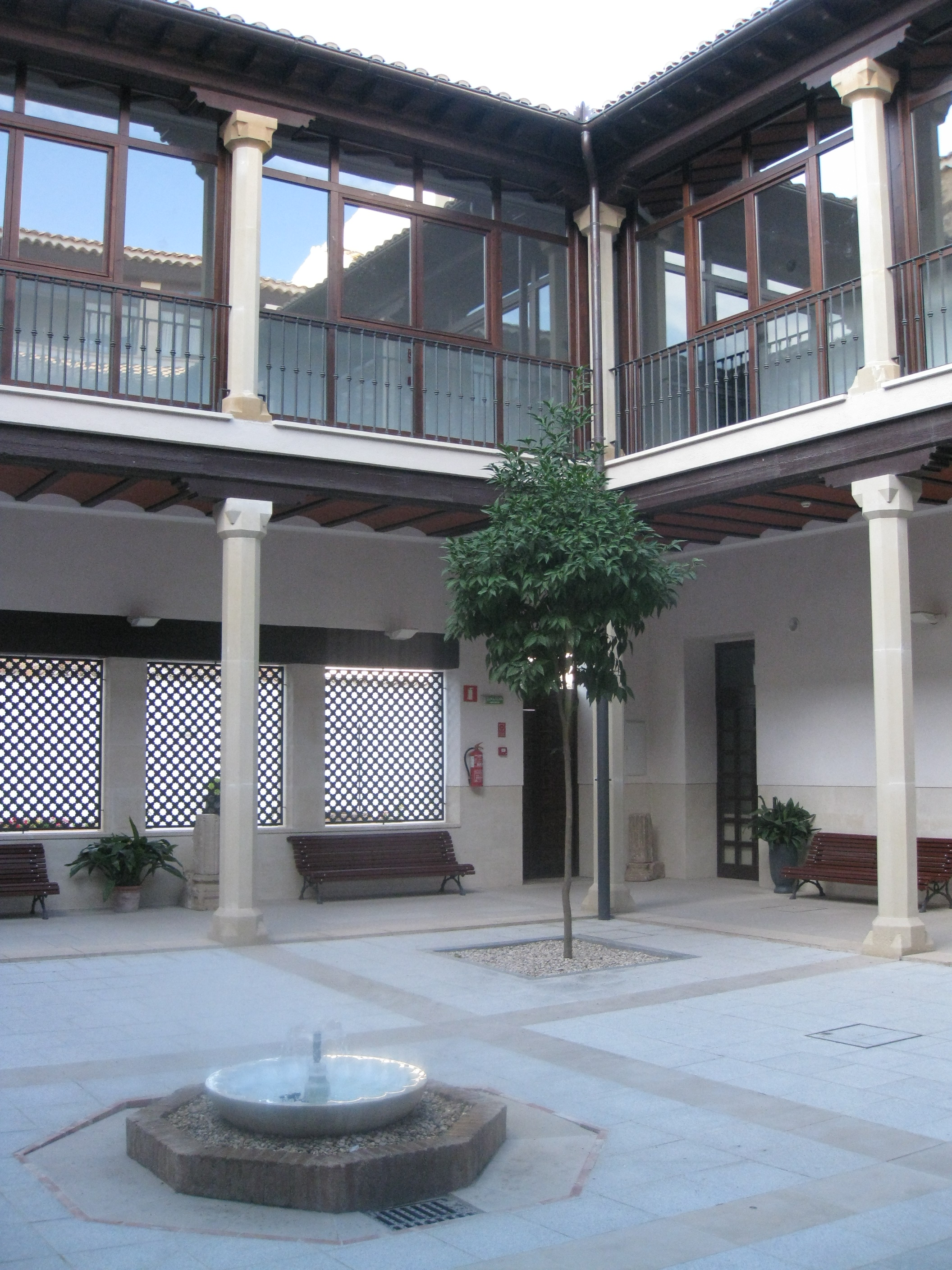
Patio interior del palacio de Don Luis de la Cueva
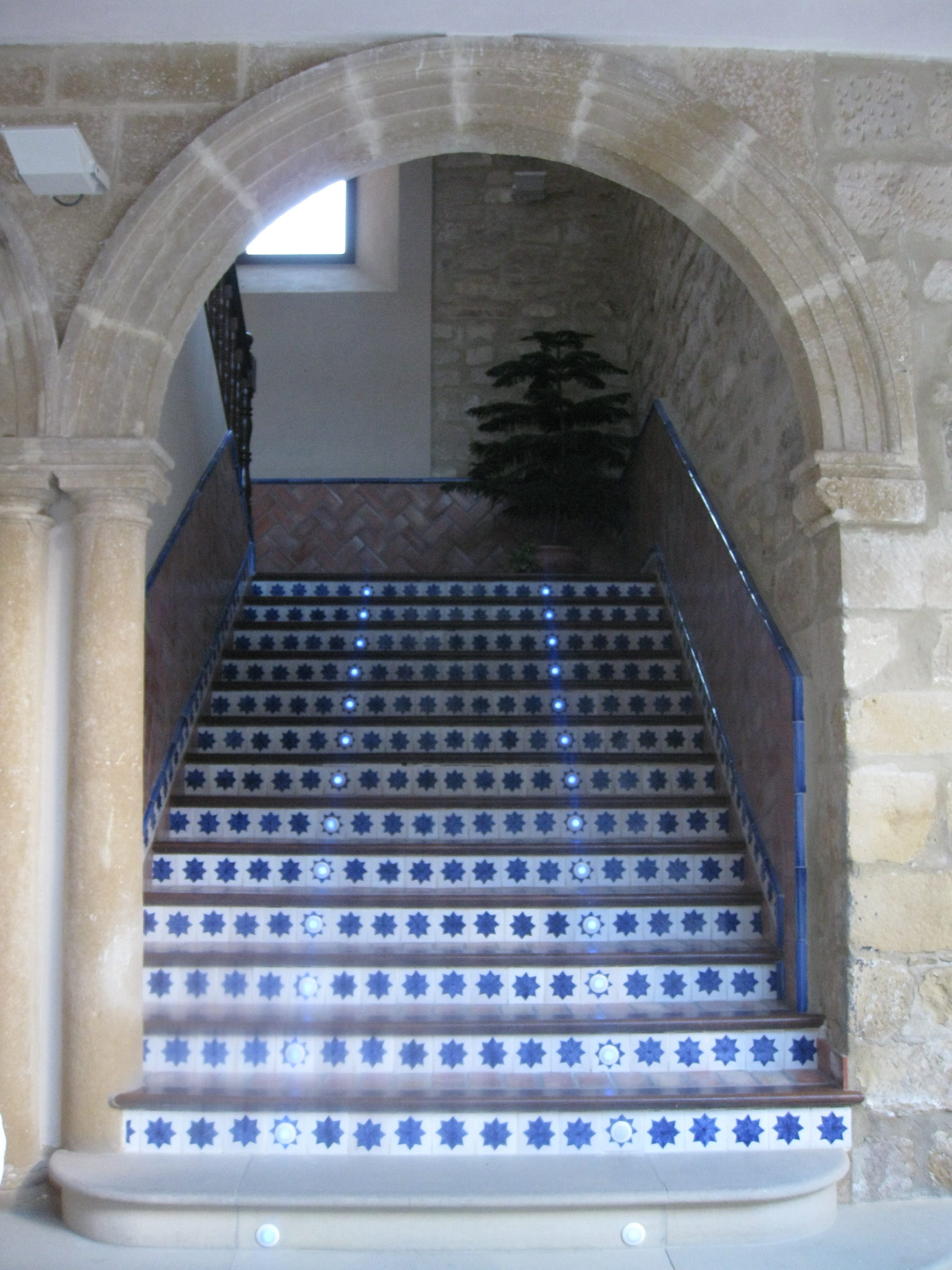
Escaleras en el patio interior del palacio de Don Luis de la Cueva

- Palacio de Francisco de los Cobos: atribuido a Luis de la Vega, con una sobria portada sorprendentemente sencilla —de hecho se conservan las marcas de los canteros, que habitualmente se borraban—, forma parte de la zona Patrimonio de la Humanidad pues es un todo con la Sacra Capilla del Salvador y el Hospital de los Honrados Viejos. El emperador Carlos V y su esposa, la emperatriz Isabel, se alojaron en este palacio con motivo de su visita a Úbeda. Sufrió un saqueo e incendio en el siglo xix, que lo dejó inhabitable y con el que perecerían la mayoría de la ingente colección de arte que atesoraba su interior. El patio y la huerta del Palacio de los Cobos se erigen sobre un antiguo cementerio hebreo. En este palacio murió Francisco de los Cobos el 10 de mayo de 1547. Actualmente sigue en restauración, para convertirse en sede de la UNED en Úbeda.
- Palacio del Marqués de la Rambla (BIC): el palacio, construido por Francisco de Molina y Valencia —otro importante caballero del linaje Cobos-Molina— se erigió adosado a un lienzo de la antigua muralla junto a la desaparecida Puerta de la Calancha; con portada diseñada por Andrés de Vandelvira y un bello patio ajardinado. Actualmente es un lujoso hotel.

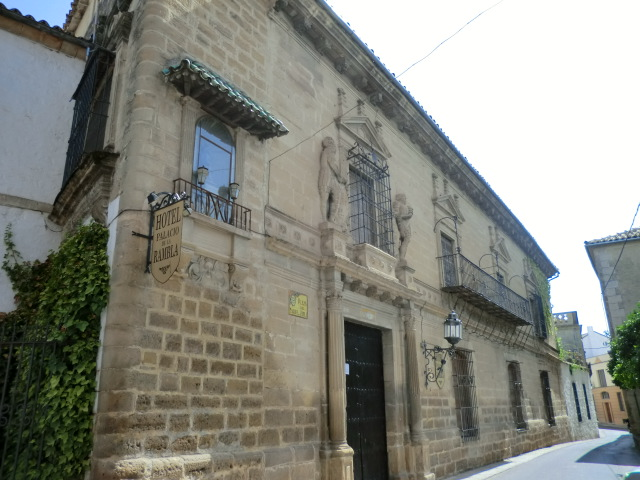
Palacio del Marqués de la Rambla
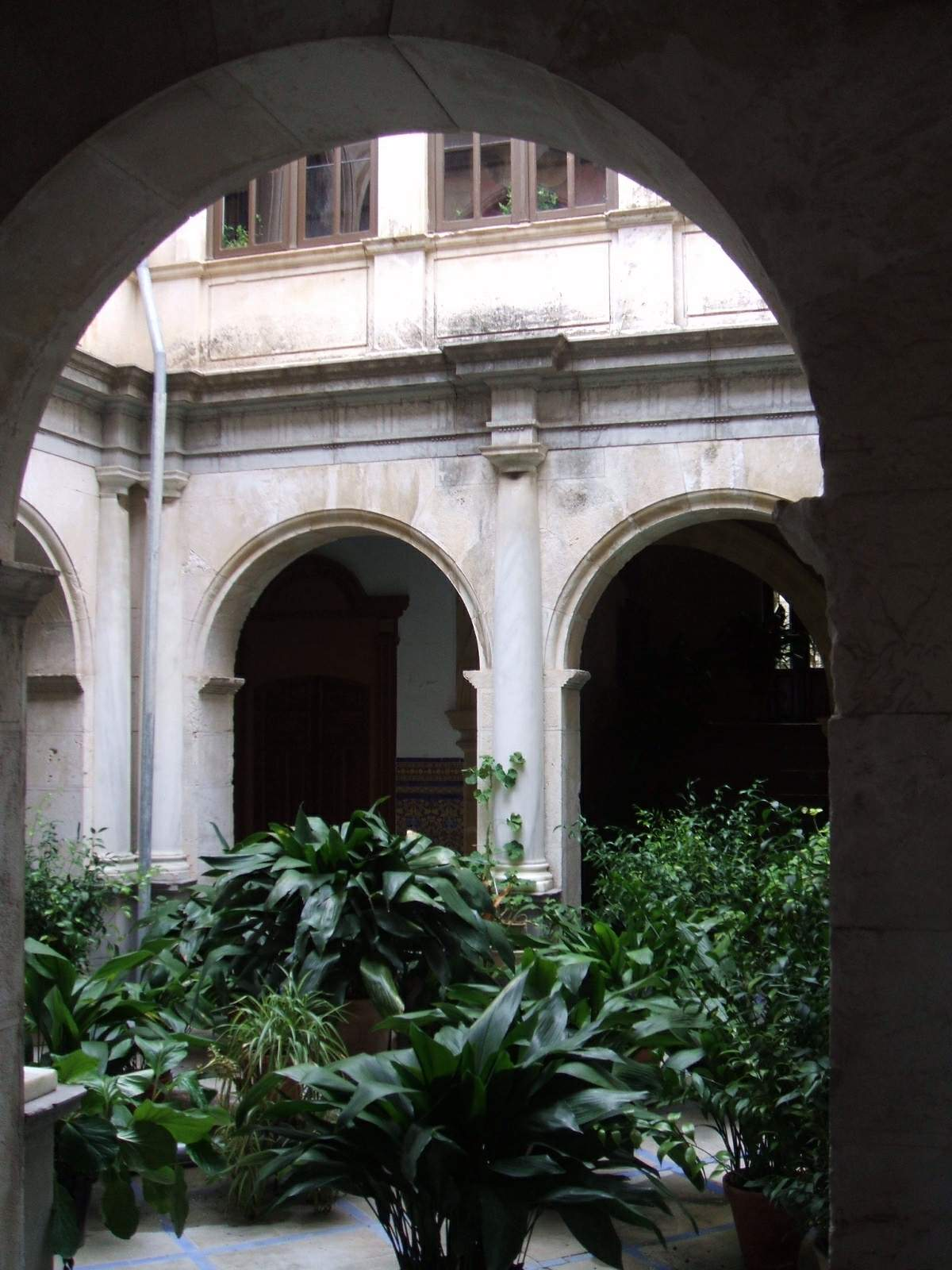
Patio interior del palacio del Marqués de la Rambla

- Palacio de los Anguís-Medinilla: fue donado a la ciudad, y alberga las oficinas municipales de urbanismo. Se localiza en la plaza de Álvaro de Torres y es de estilo manierista.

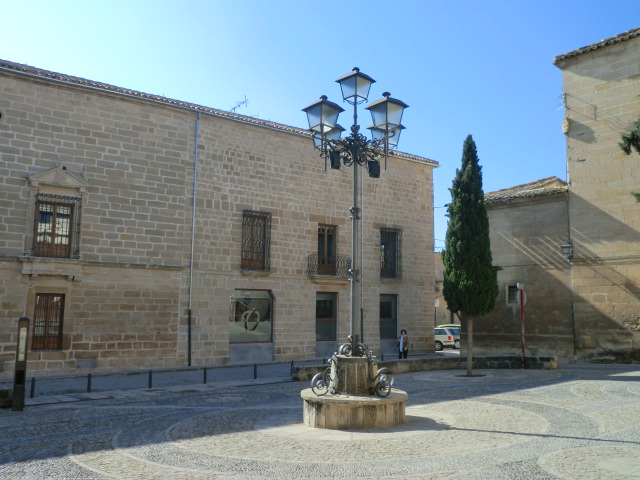
Palacio de los Anguís-Medinilla

- Palacio de los Medinilla (BIC): situado en la calle Jurado Gómez, es usado para celebraciones y eventos.

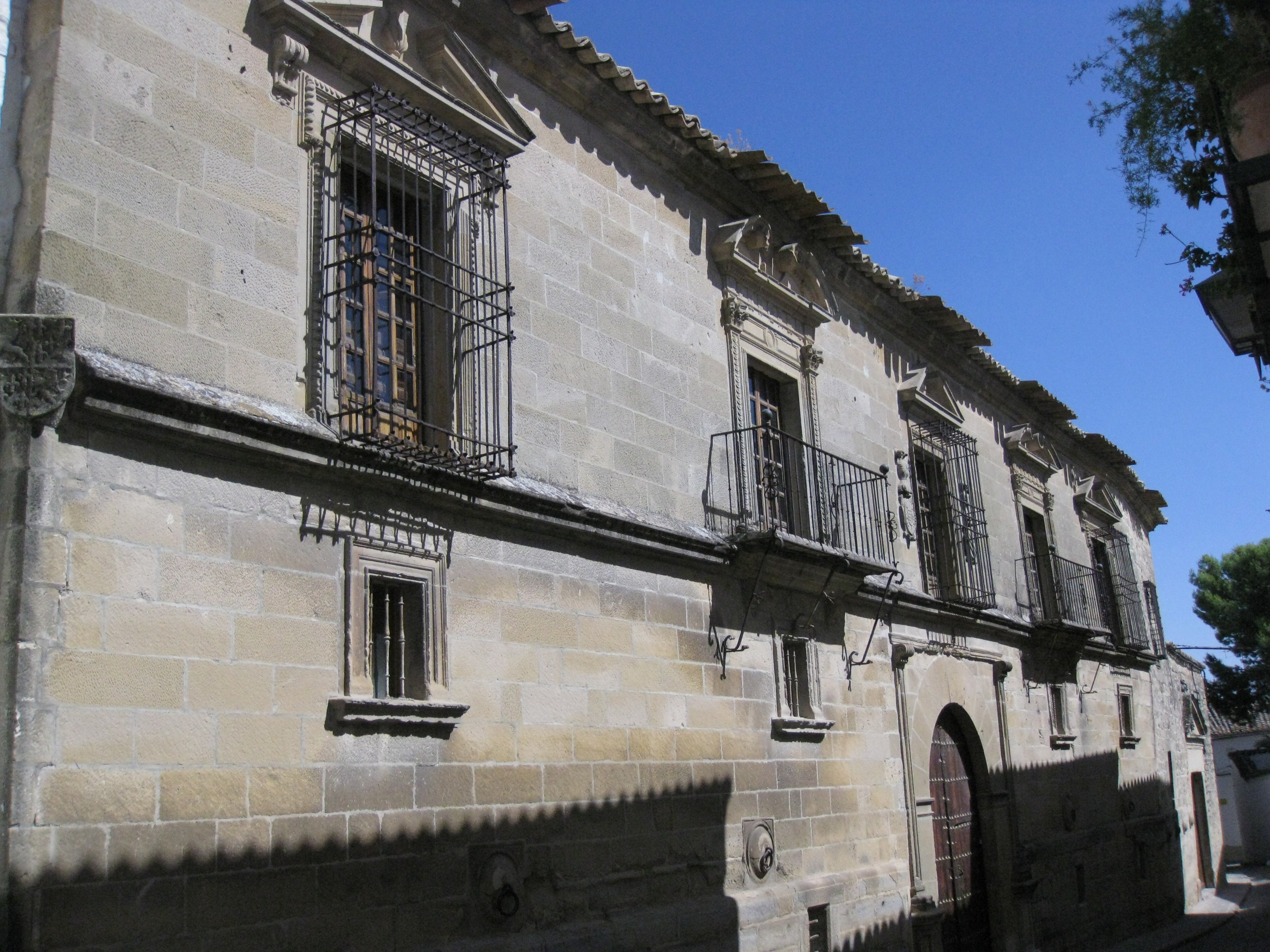
Palacio de los Medinilla

- Palacio del Marqués de Contadero, actual sede del Centro de Turismo Interior de Andalucía (CENTIA), y de la Oficina de Turismo de la Junta de Andalucía.

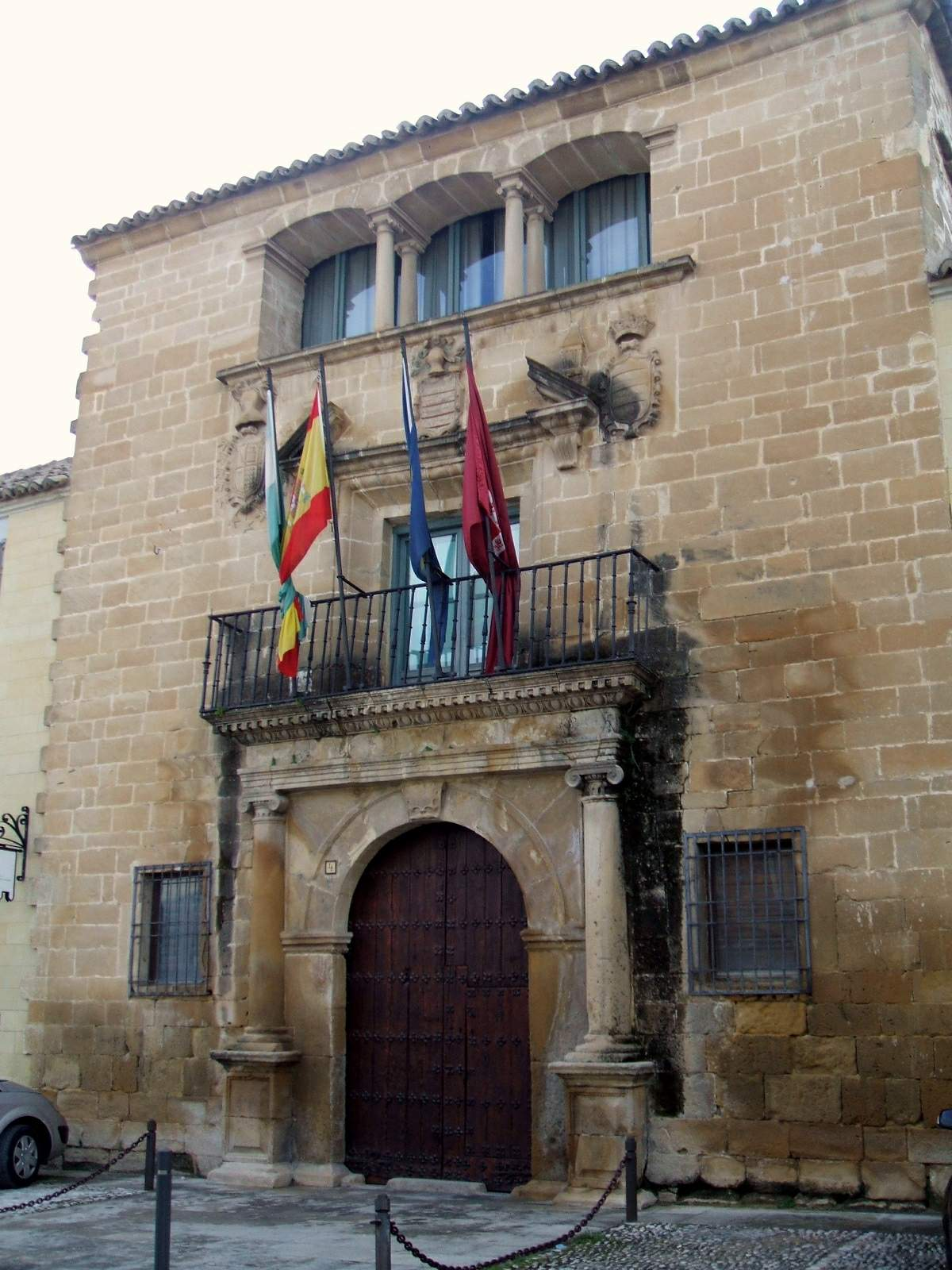
Palacio del marqués de Contadero

- El Alcázar de Úbeda —o más bien los "Reales Alcázares"— (BIC): Fortificados desde la noche de los tiempos, tras su demolición entre 1502-1507 como castigo real contra la levantisca nobleza ubetense; solo quedan los importantes restos arqueológicos y prehistóricos en su solar, sobre el que hay un proyecto de puesta en valor de las ruinas y para hacer este espacio visitable. El Alcázar formaba un segundo recinto amurallado interior, siendo más bien una ciudadela, barrio aristocrático y militar, donde se albergaban los caballeros y escuderos encargados de la defensa militar. A juzgar por los testimonios escritos, este alcázar era fortísimo, lo flanqueaban numerosas torres a distancia de 20 pasos de una a otra, incluyendo la mítica torre ciclópea de Ibiut, siendo la más elevada la del homenaje. En su recinto estuvo emplazada por un tiempo la judería, en la parte trasera de Santa María y la actual plaza de Carvajal.

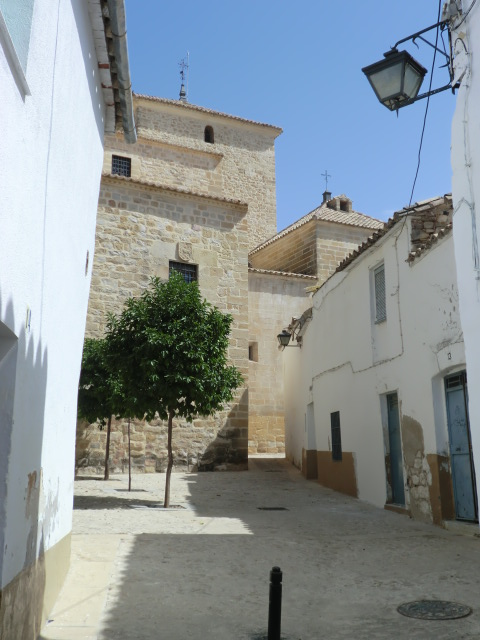
Callejón de Santa María, en el barrio del Alcázar

Otros monumentos del casco histórico son:
- Casas judías del barrio del Alcázar y de la Gradeta de Santo Tomás
- Ruinas de la antigua iglesia de Santo Tomás
- Casas de Hernán Crespo
- Casa de los Carvajales
- Casa de los Salvajes
- Casa Solariega de los Moya
- Palacio de los Orozco
- Palacio de los Porceles
- Casa de los Templarios
- Casa-palacio de los Granada–Venegas
- Casa de la Tercia, actual centro de interpretación del aceite de oliva
- Palacio de los Torrente
- Palacio de los Manueles
- Casa del Blanquillo —o casa de las bolas—
- Casa de los Seguras
- Palacio de los Morales
- Casa del alquimista de Luna y Sol
- Casa de la Inquisición
- Palacio del Conde de Gavia —conocido como Cuartel de Santa Clara—
- Casa de Juan de Valencia

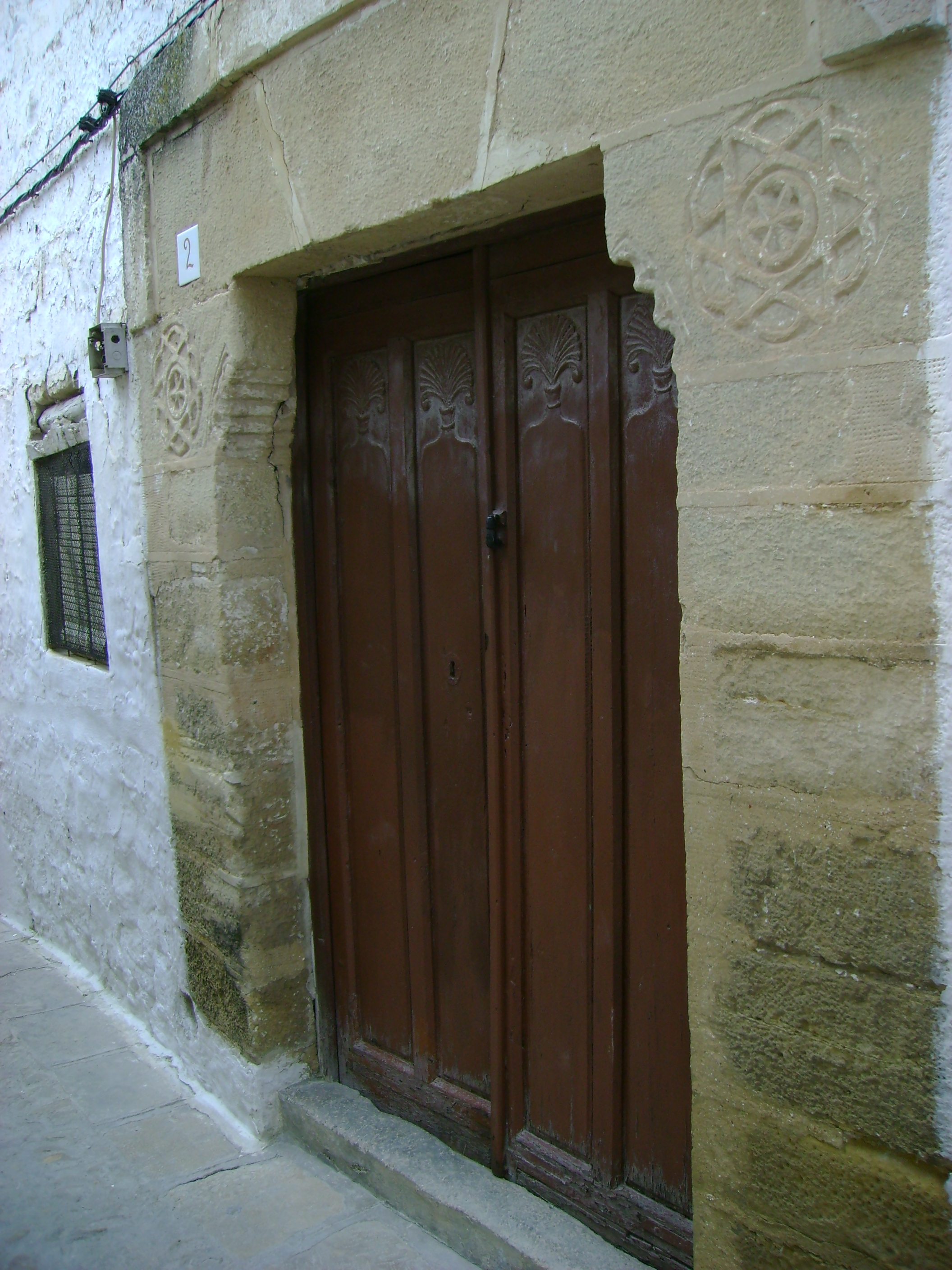
Casa judía en el barrio del Alcázar
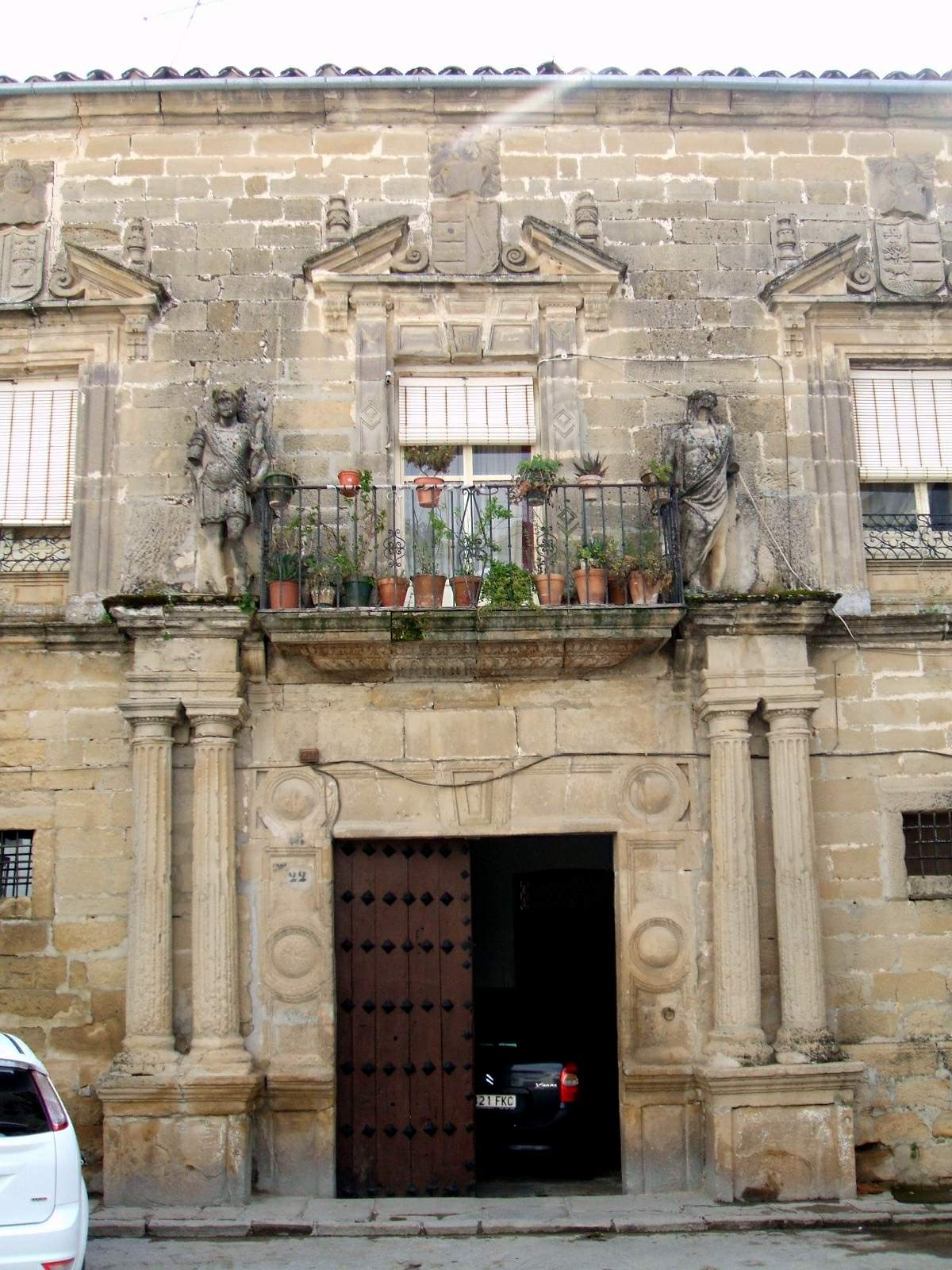
Palacio de los Porceles
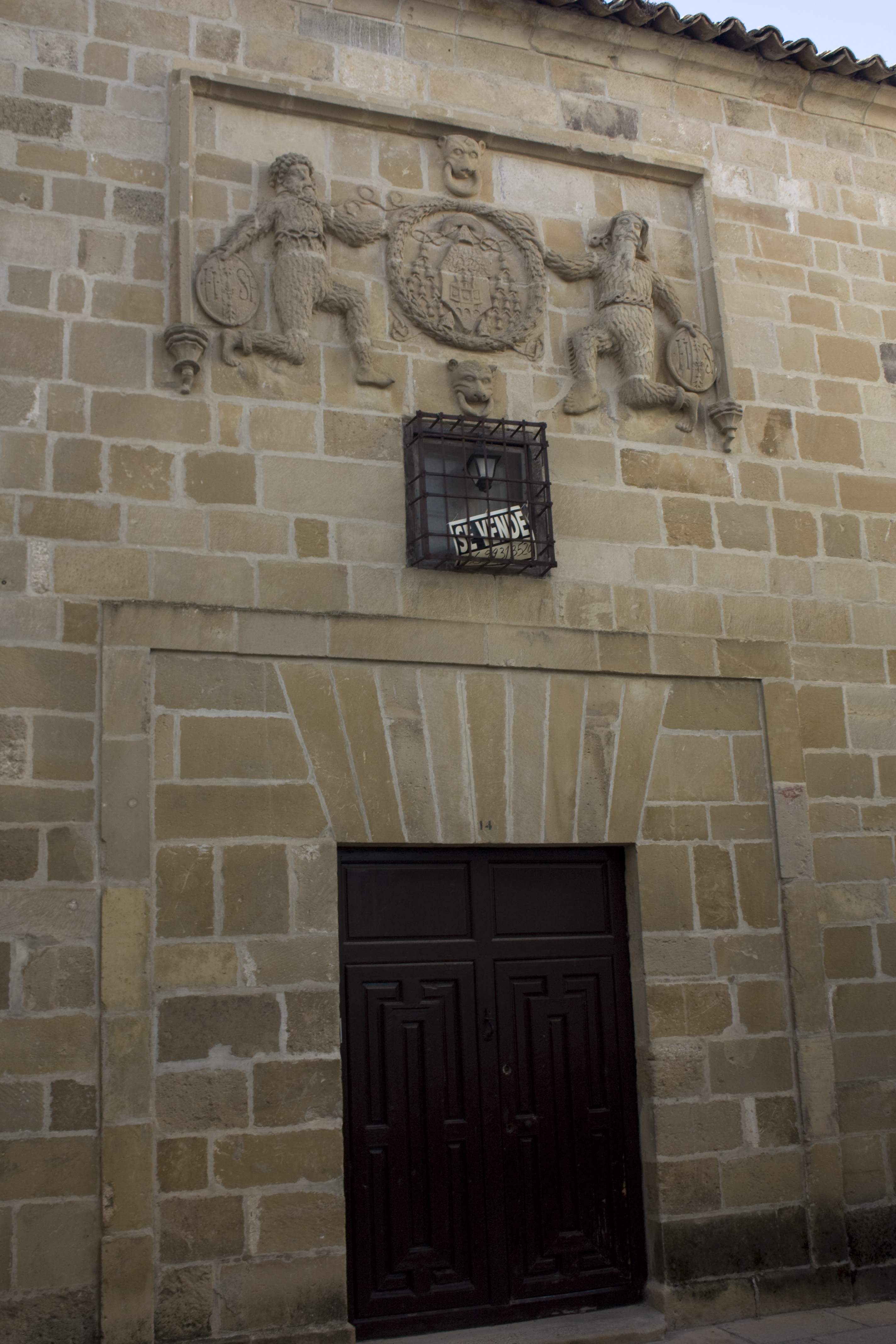
Casa de los Salvajes
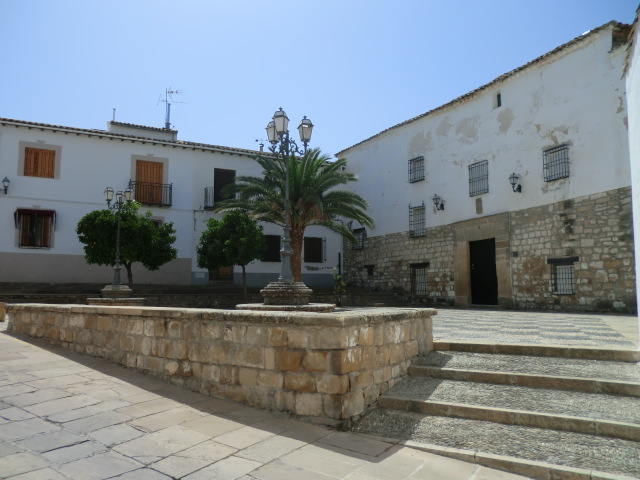
Casa de los Carvajales
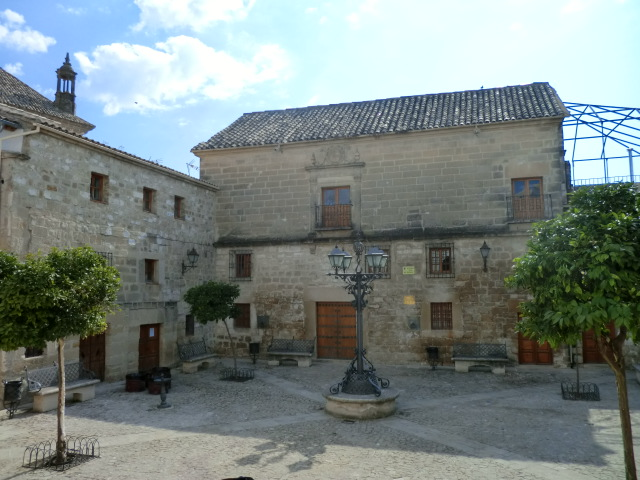
Casa de Juan de Valencia
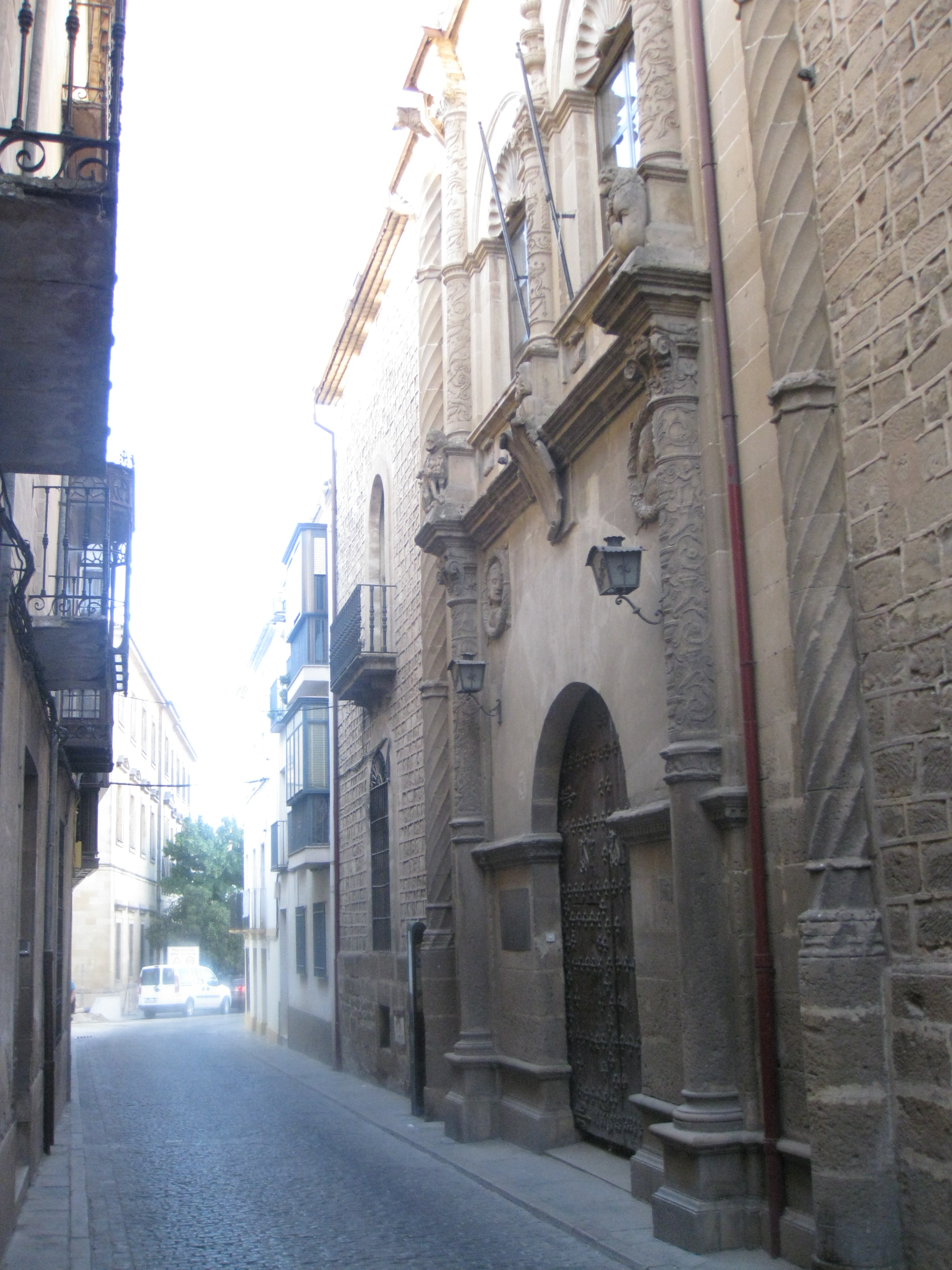
Palacio de los Torrente

Otro de los monumentos que pueden ser visitados en Úbeda es la llamada sinagoga del Agua, recientemente descubierta al hacer una excavación en una casa del casco histórico de Úbeda. Es una iniciativa de carácter privado y en la actualidad todavía no existe confirmación oficial de que fuera realmente una sinagoga judía.

### Muralla

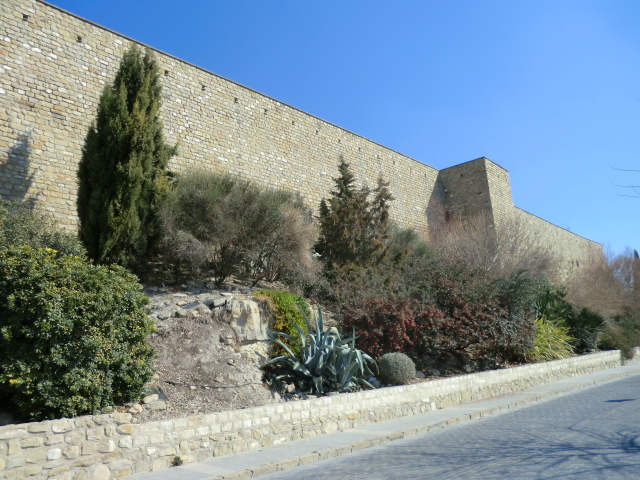
Restos de las murallas de La Saludeja

La muralla de Úbeda está declarada Bien de Interés Cultural. Propia de la importancia estratégico-defensiva que adquirió, su amurallamiento fue impresionante, como aún hoy se puede apreciar. Además de su función milenaria como bastión de defensa, después se usó como aduana frente a arrieros y comerciantes y control de las pestes.
Tras su olvido y desmantelamiento aún se conserva en gran parte, aunque desmochada y parcialmente ocupada por el caserío, destacando tres de sus antiguas puertas y bastantes torres.

#### Puertas
Las puertas principales que se conservan son:
- La Puerta del Losal: arco mudéjar del siglo xiv.
- La Puerta de Granada: daba acceso al antiguo Camino Real de Granada. También se encuentra un pilar abrevadero desde época inmemorial. La tradición dice que por esta puerta se dirigió la reina Isabel la Católica a la conquista de Baza.
- La Puerta de Santa Lucía: supuestamente la Puerta de Ibiut, de las que en 1855 se derribó la barbacana, que aún se aprecia bajo San Lorenzo.

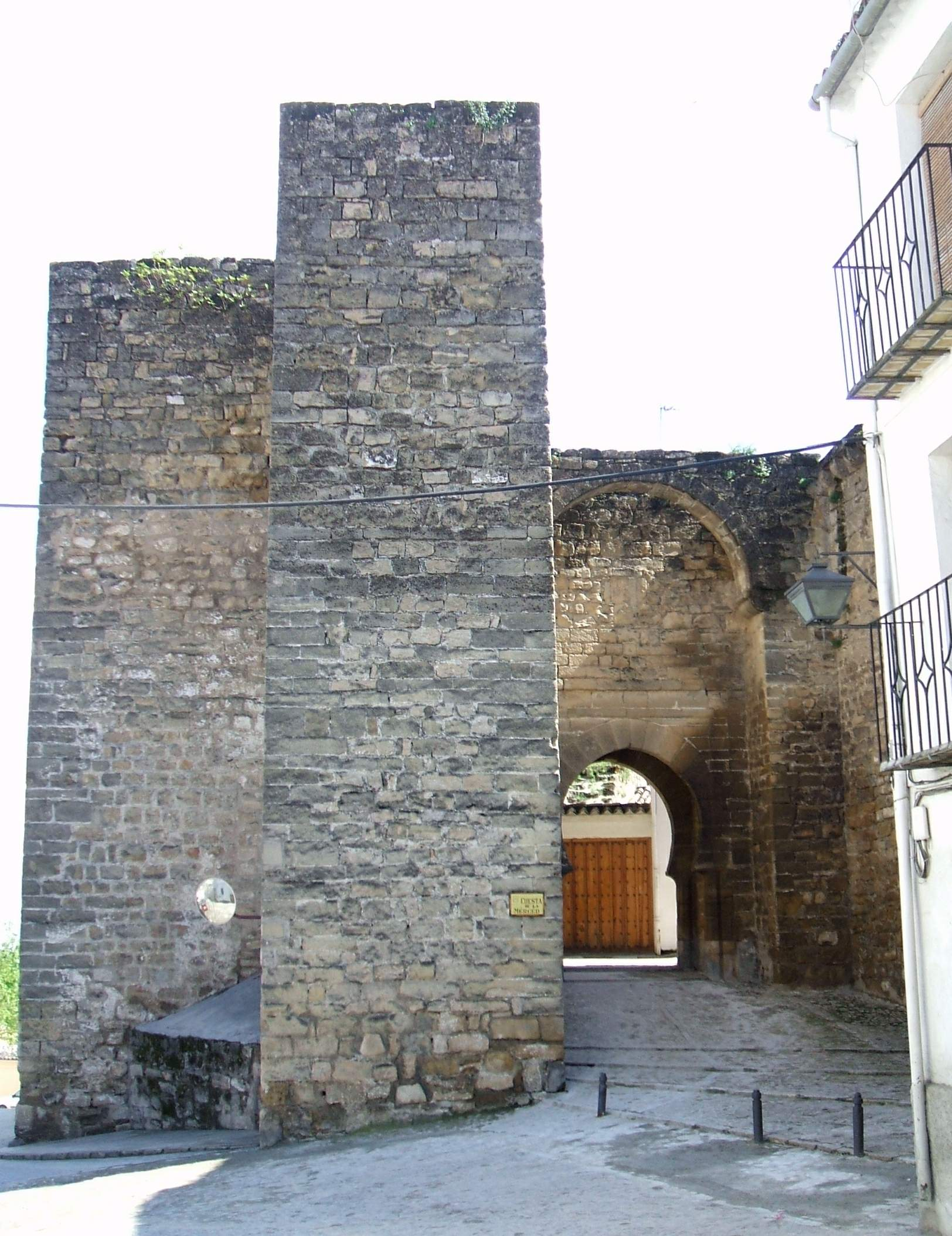
Puerta del Losal
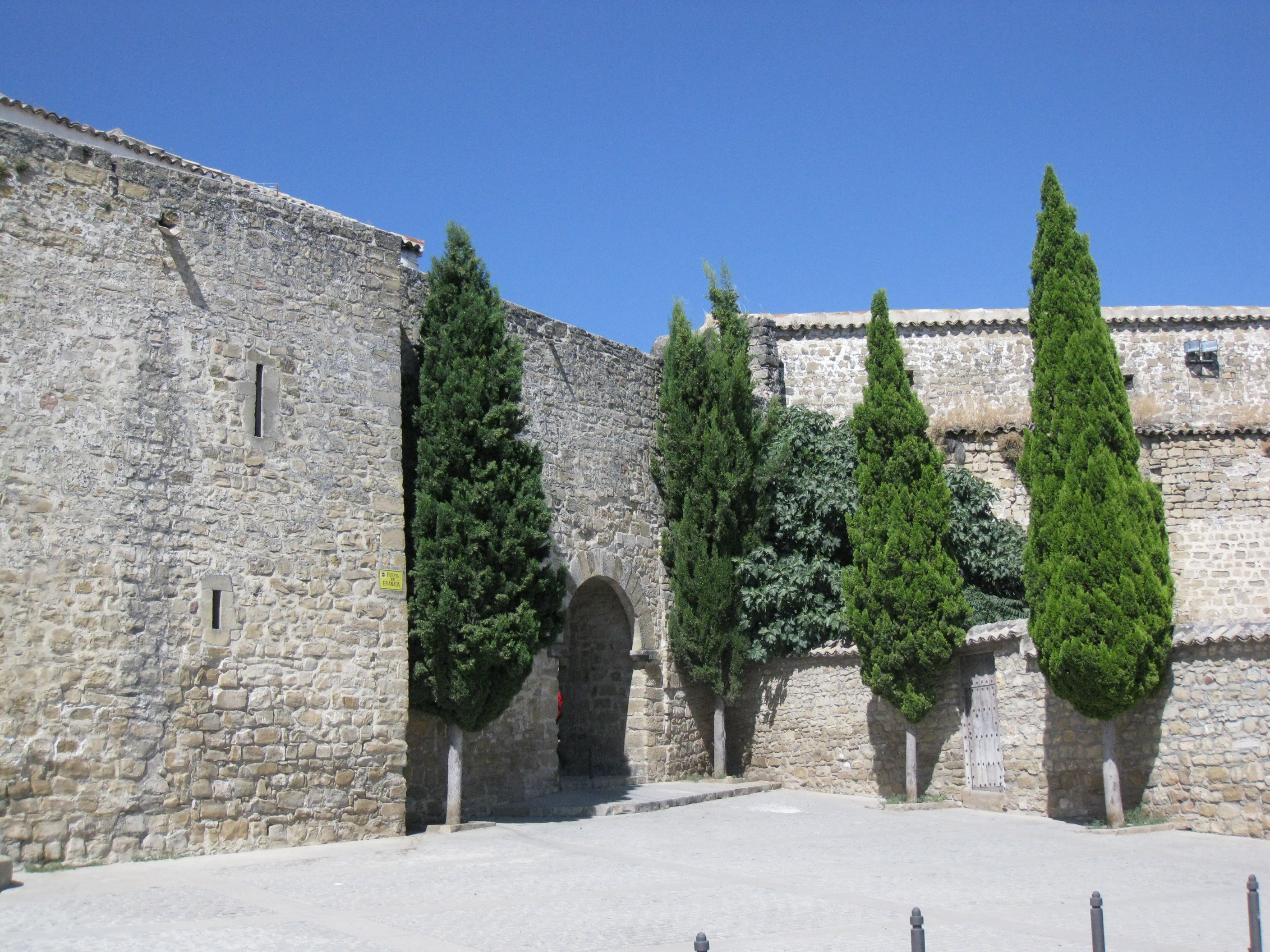
Muralla y Puerta de Granada
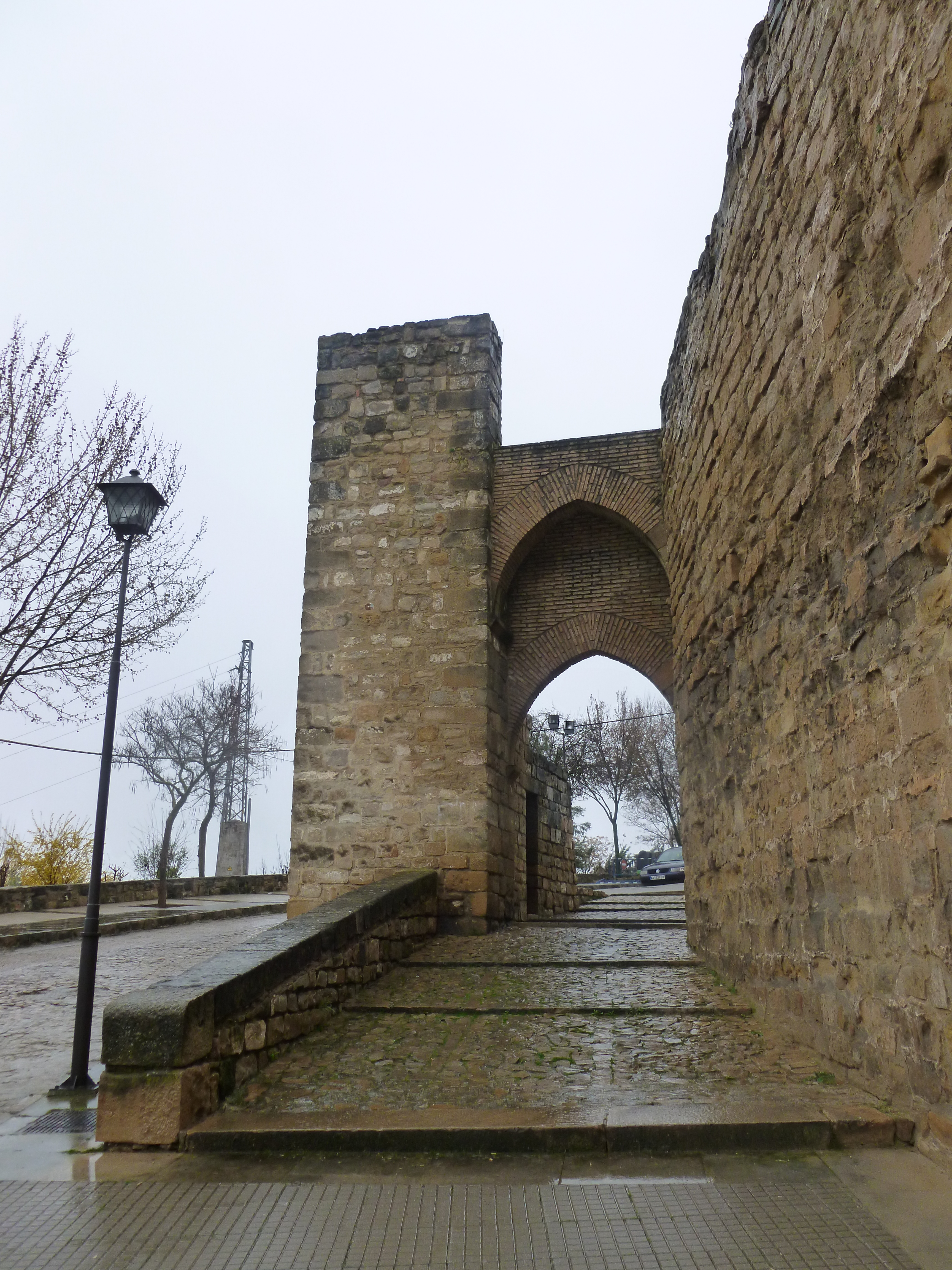
Puerta de Santa Lucía

#### Torres
En cuanto a las torres, hay que destacar:
- La Torre de las Arcas —o «El Castellón»—, en la Corredera de San Fernando, una torre albarrana de forma octogonal donde se guardaba la tesorería del Concejo municipal.
- La Torre del Reloj, su sombra marca simbólicamente el centro de Úbeda, en la plaza Vieja —actual plaza de Andalucía—; acoge el fresco ante el cual Carlos I juró los fueros, y las campanas municipales, con un bello templete superior de estilo Renacimiento.
- La Torre de los Caballeros, en la calle Cava —junto al Portillo del Santo Cristo—. Es visitable, se ha habilitado como un centro de interpretación de la muralla y la Úbeda medieval.[30]

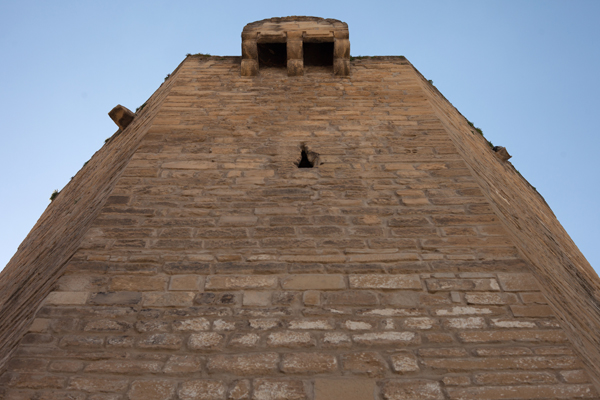
Torre de las Arcas
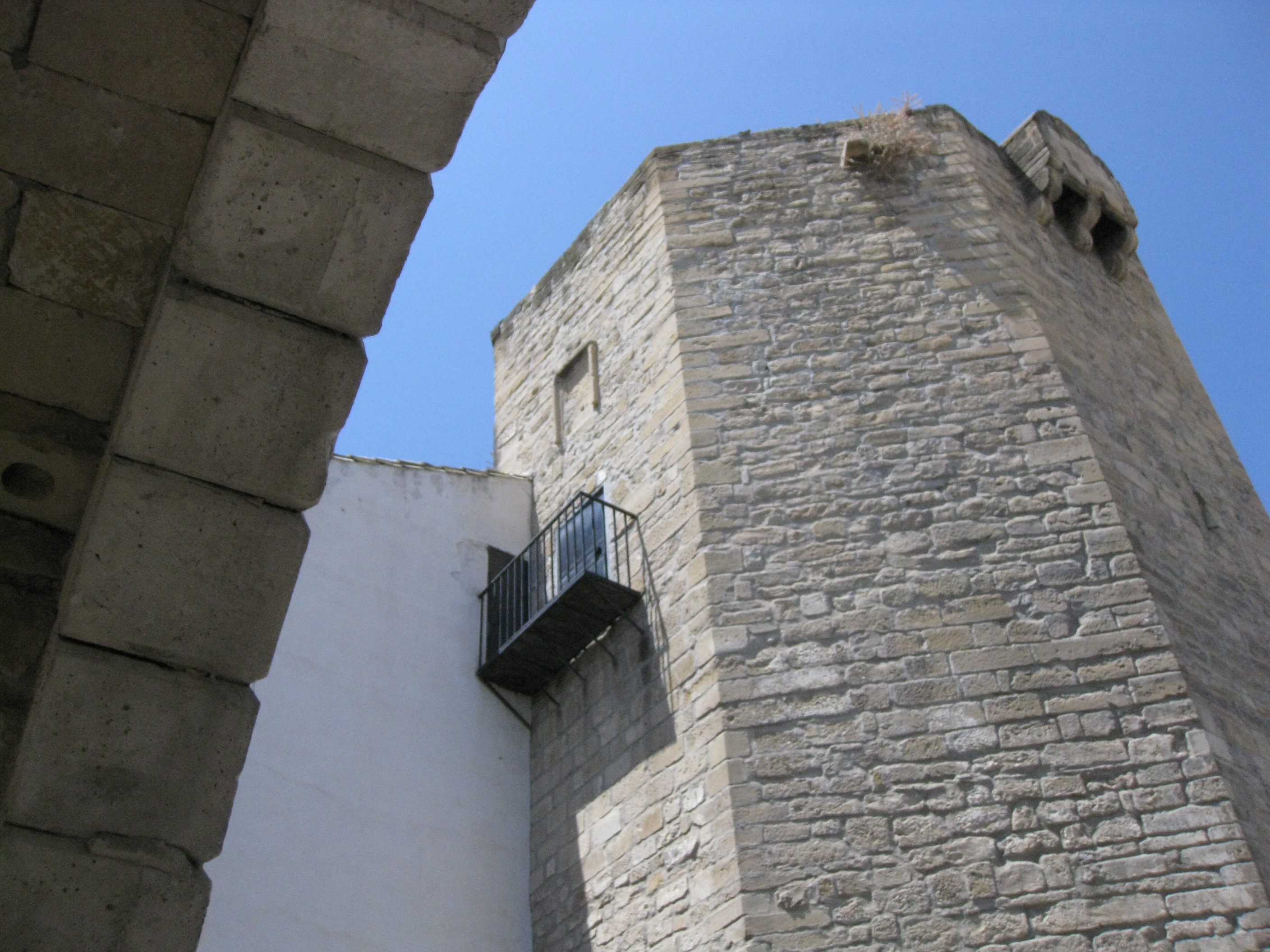
Torre de las Arcas
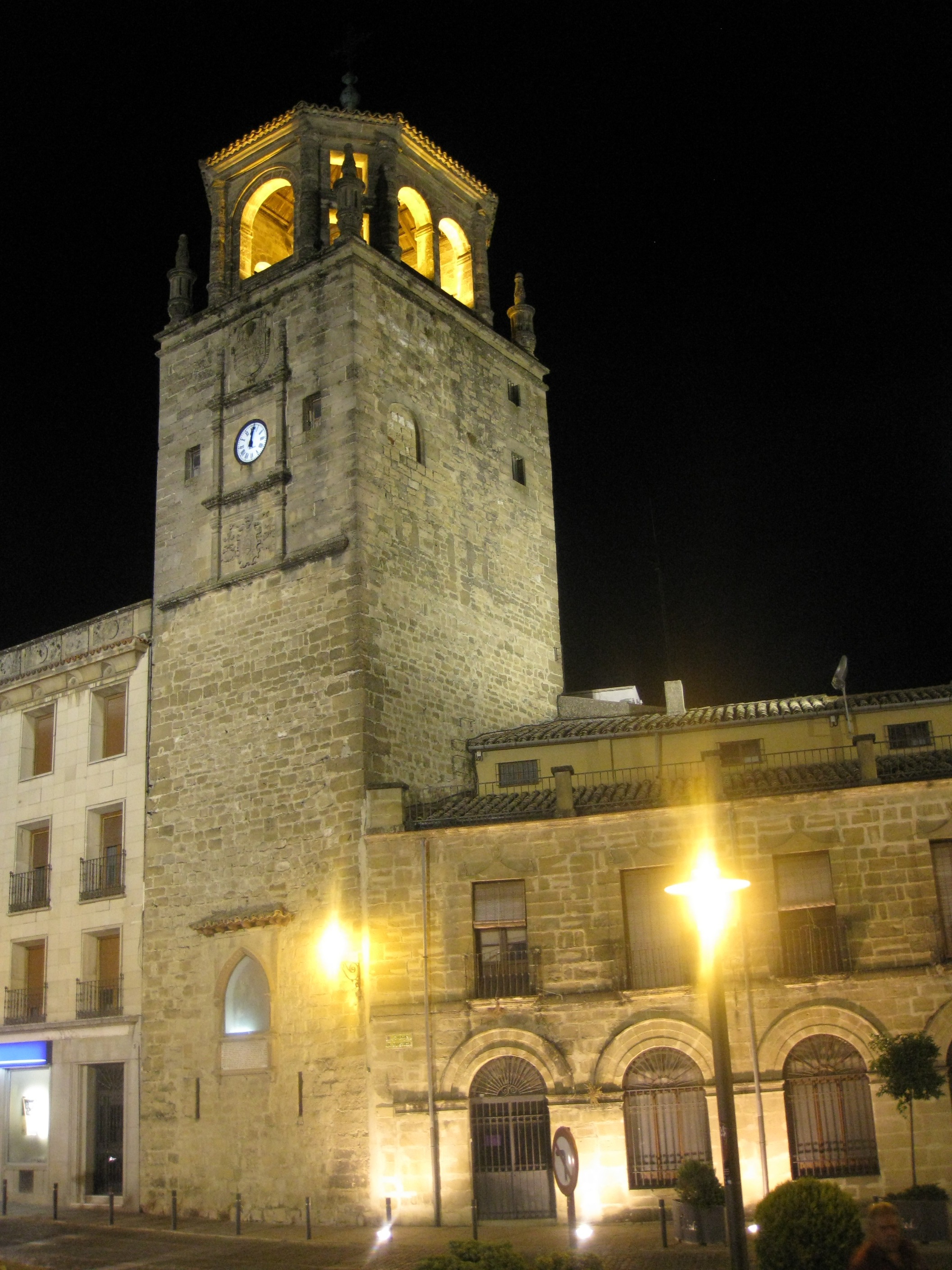
Torre del Reloj
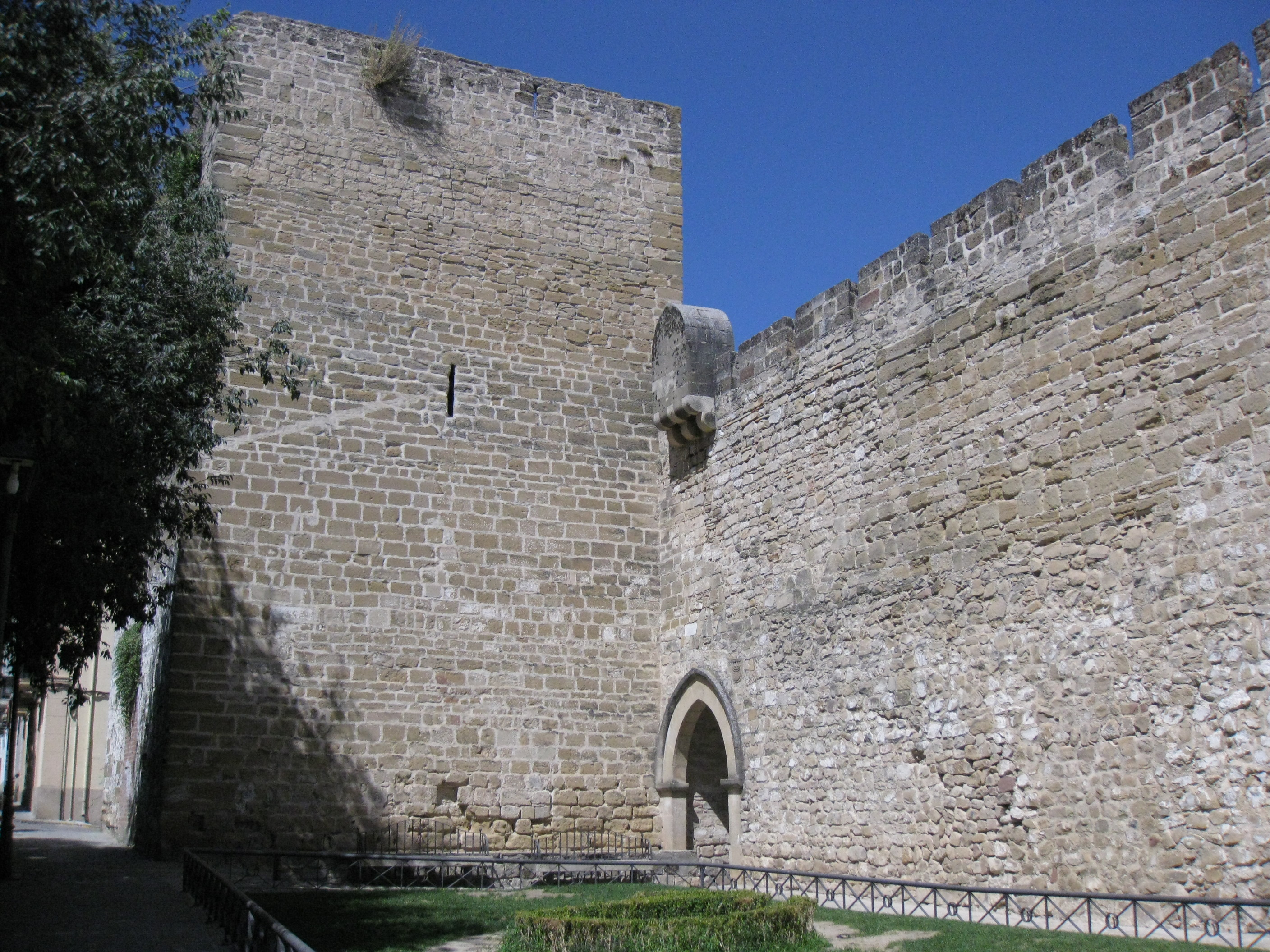
Torre y Muralla del Portillo del Santo Cristo

#### Recinto amurallado

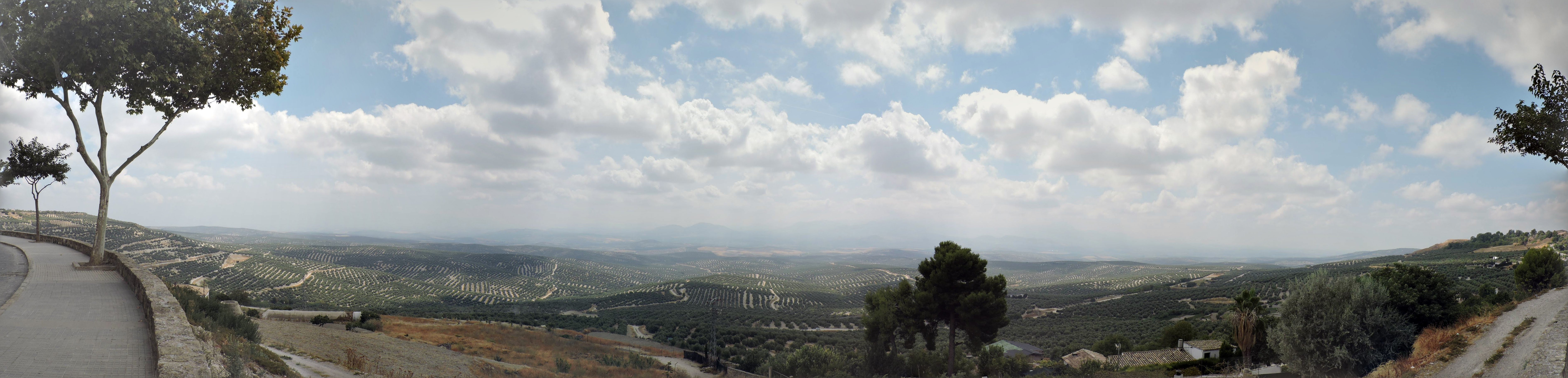
Vista de olivares desde el paseo Redonda de Miradores

- Vista de olivares desde el paseo Redonda de MiradoresPaseo Redonda de Miradores: La parte sur de la muralla se divide en el paseo Alto y el paseo Bajo, y constituye en gran parte un bello paseo, pues desde ella se contempla Sierra Mágina y la sierra de Cazorla, además del típico paisaje del «mar de olivos» alineados sobre la infinidad de pequeñas colinas del Valle del Guadalquivir.
- Huerto del Carmen: Es un lugar a destacar dentro de este recinto, junto a la Puerta del Losal, por sus pintorescas murallas y jardines en terraza. Junto a la muralla de San Millán, se encuentra una alberca que recoge el agua que mana de una galería subterránea que unía la ciudadela con extramuros.
- San Juan de los Huertos: Es la zona que se extiende por la ladera meridional desde la fuente de la Saludeja hasta San Lorenzo, antiguo barrio de labradores y huertas, conteniendo las viejas ermitas de los Sanjuanes, aún con sus cimientos visibles. Todo este lugar en su día hiciera las delicias de los ubetenses de la época romántica. La Redonda de Miradores, fue en el pasado uno de los paseos más transitados, plantado de grandes árboles y dotado de asientos de piedra de cantería labrada. Pero a partir de 1865, las penurias económicas hacen que se cedan los terrenos y se va edificando delante de las murallas del alcázar y se pierde la vieja alameda. Afortunadamente este maravilloso balcón, ha sido rescatado y embellecido, siendo uno de los rincones más hermosos y bellos de Úbeda.
- Paseo del Saltadero: Es la continuación del paseo Bajo, del que queda separado por la plazuela de la Puerta de Granada. Antes de edificar delante de la muralla que se deslizaba de la calle Cava, tenía una longitud considerable. También estaba plantado de árboles y asientos. Se le llegó a llamar el paseo de Invierno, ya que hostigado del Cierzo, el sol ampara a sus viandantes. Bajo el Saltadero, se encuentran los antiguos Huertos del Harrihuelo. Anexo al Saltadero se encuentran los Jardines de la Cava, espacio ajardinado presidido por la estatua del Alférez Rojas Navarrete que participó en la guerra de Sidi Ifni, con hermosas panorámicas.

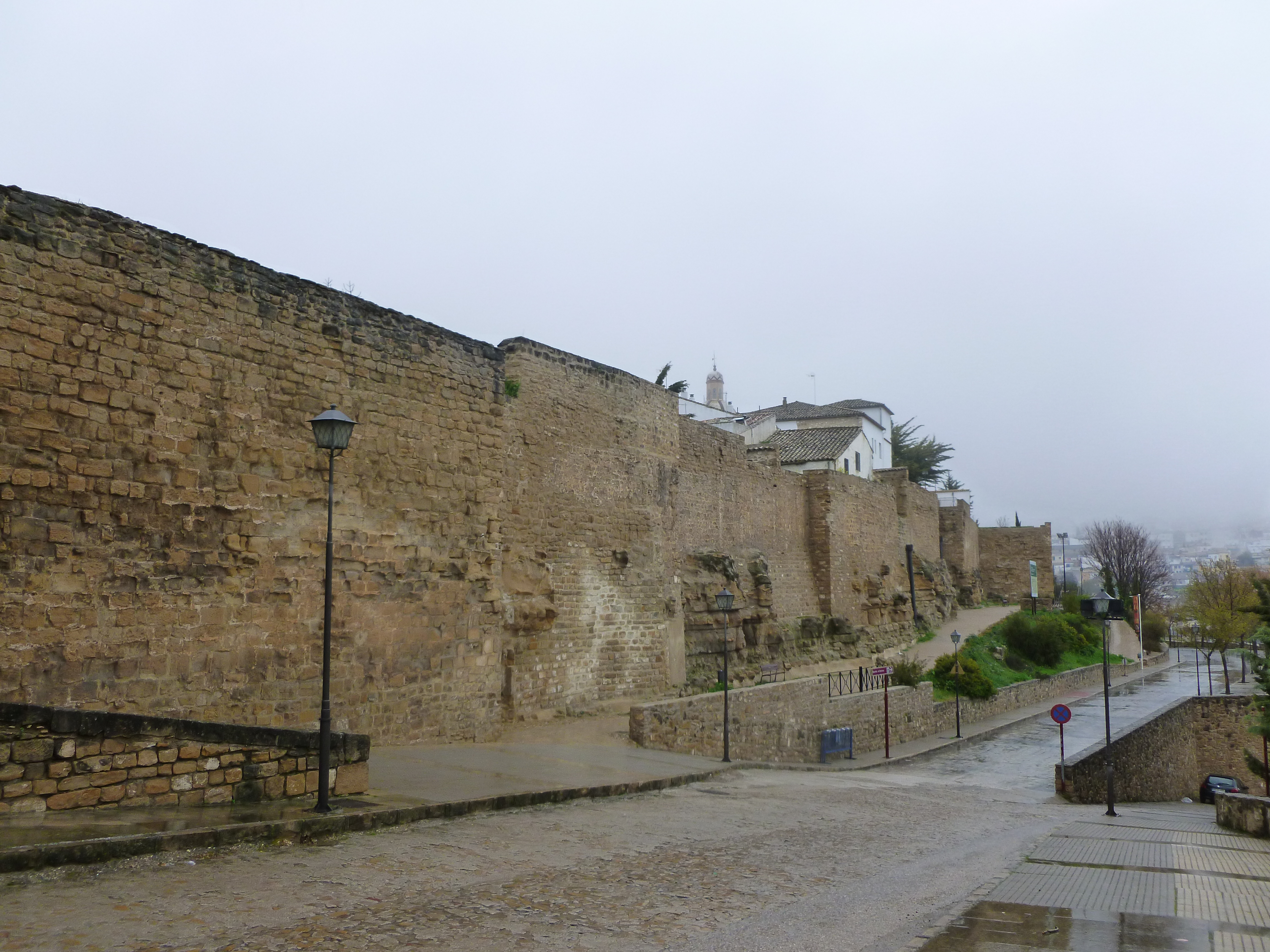
Murallas de San Millán
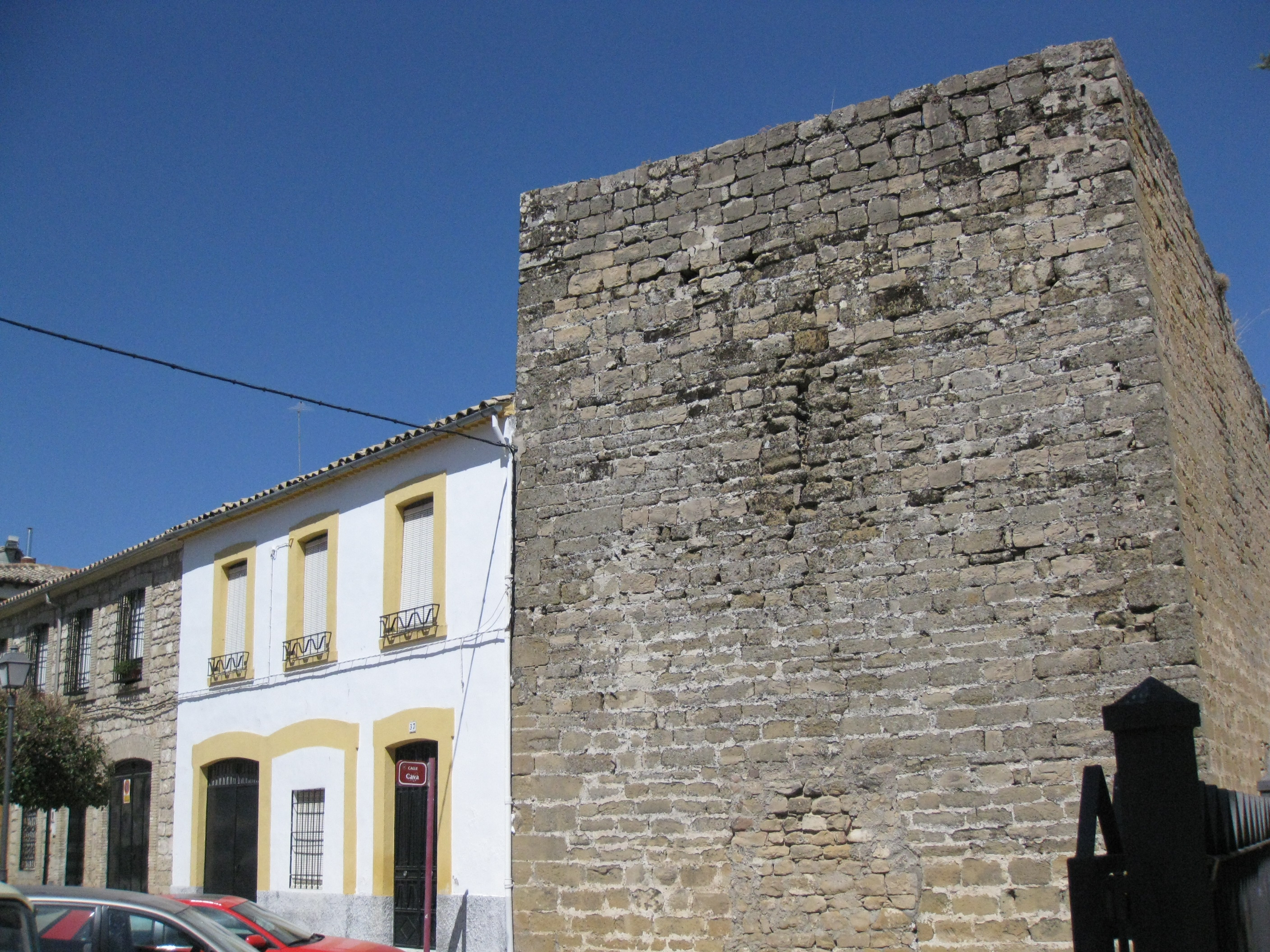
Torreón de la Cava

### Extramuros
Fuera de las murallas existen también otros monumentos importantes:
- Iglesia de San Nicolás de Bari (BIC): una bella iglesia gótica poco visitada por estar alejada de los circuitos habituales. Tiene dos portadas —una gótica y otra renacentista— obra de Andrés de Vandelvira. En su interior está la capilla del Deán con portada plateresca.

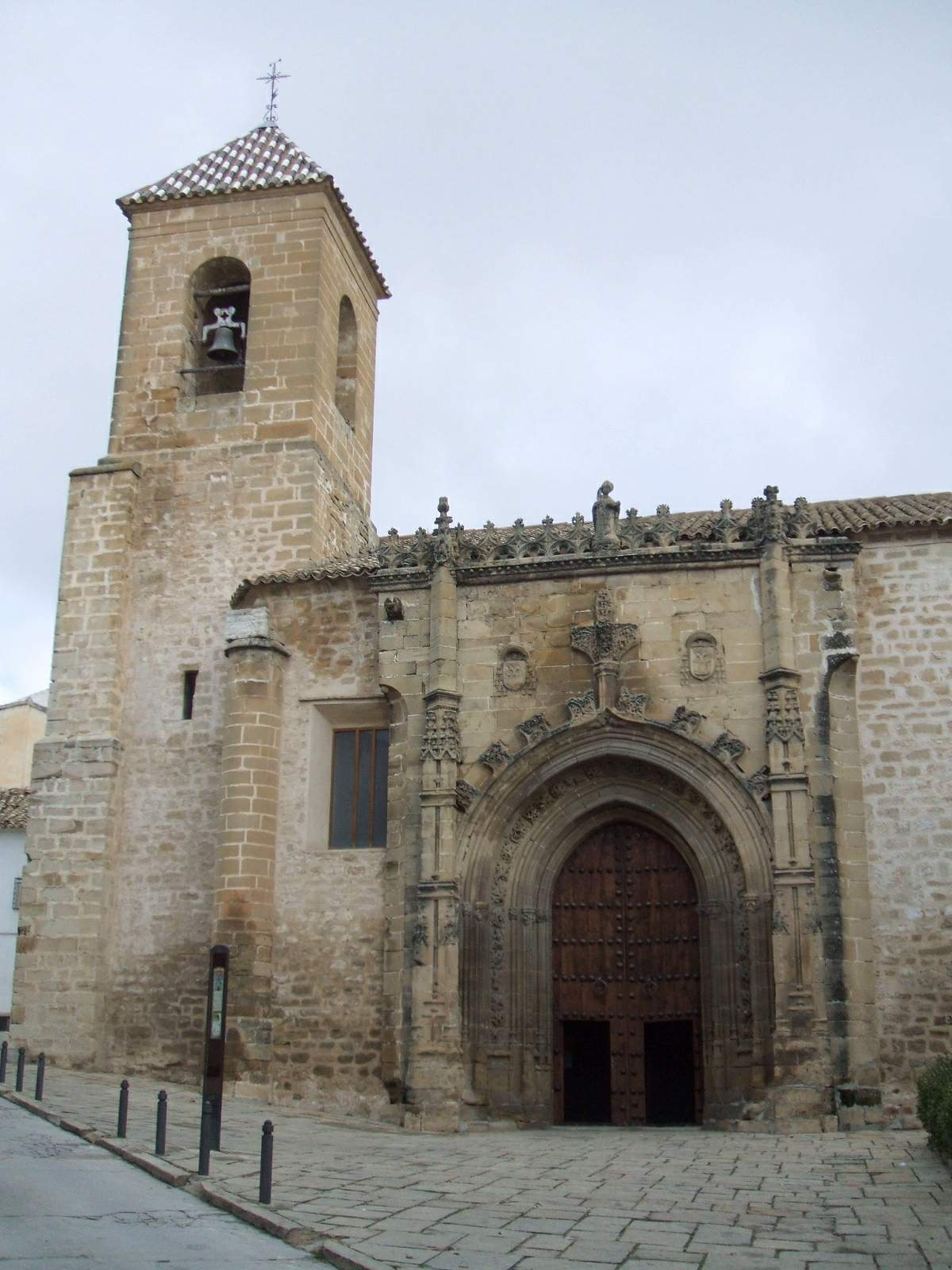
Iglesia de San Nicolás de Bari
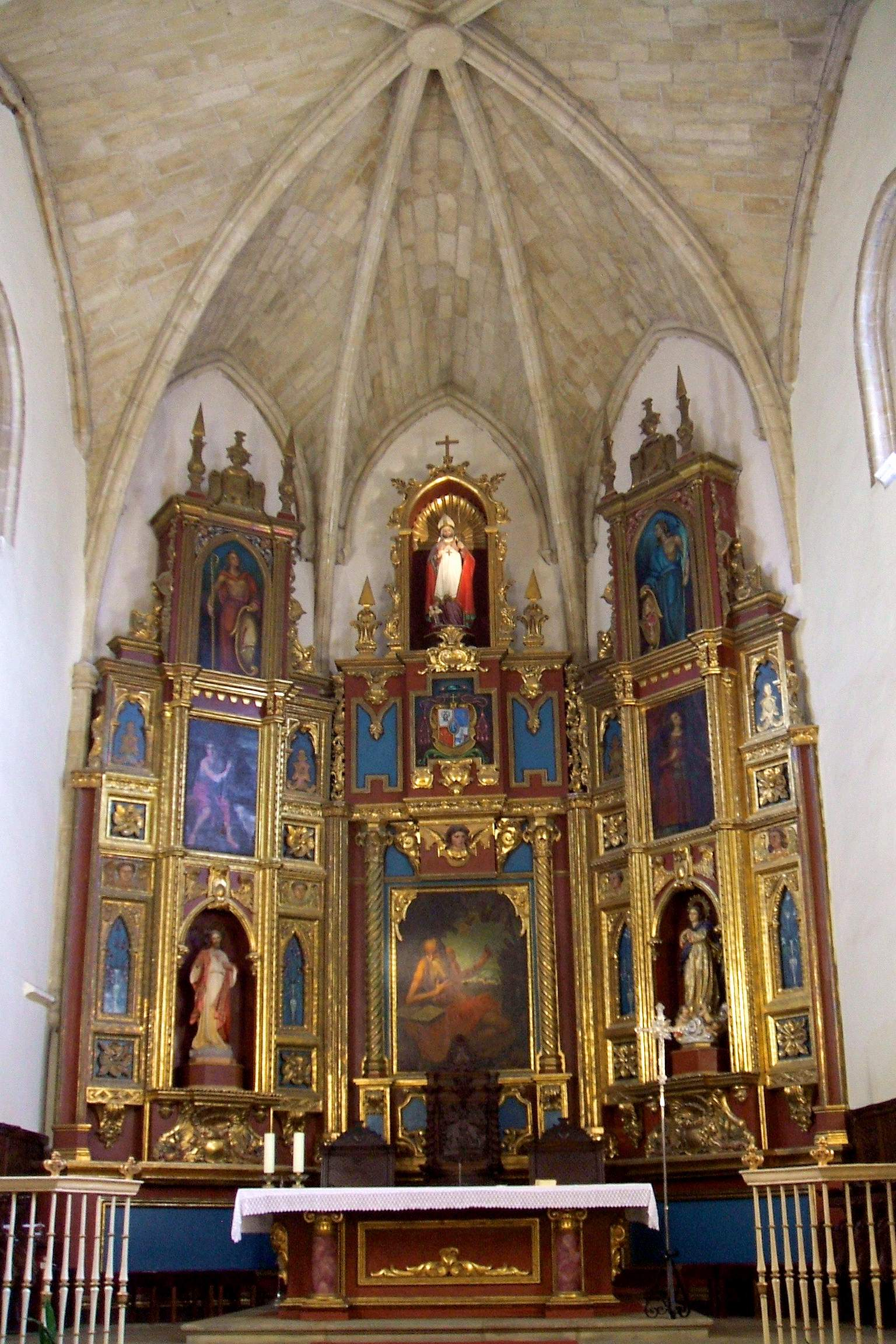
Retablo de la Iglesia de San Nicolás de Bari
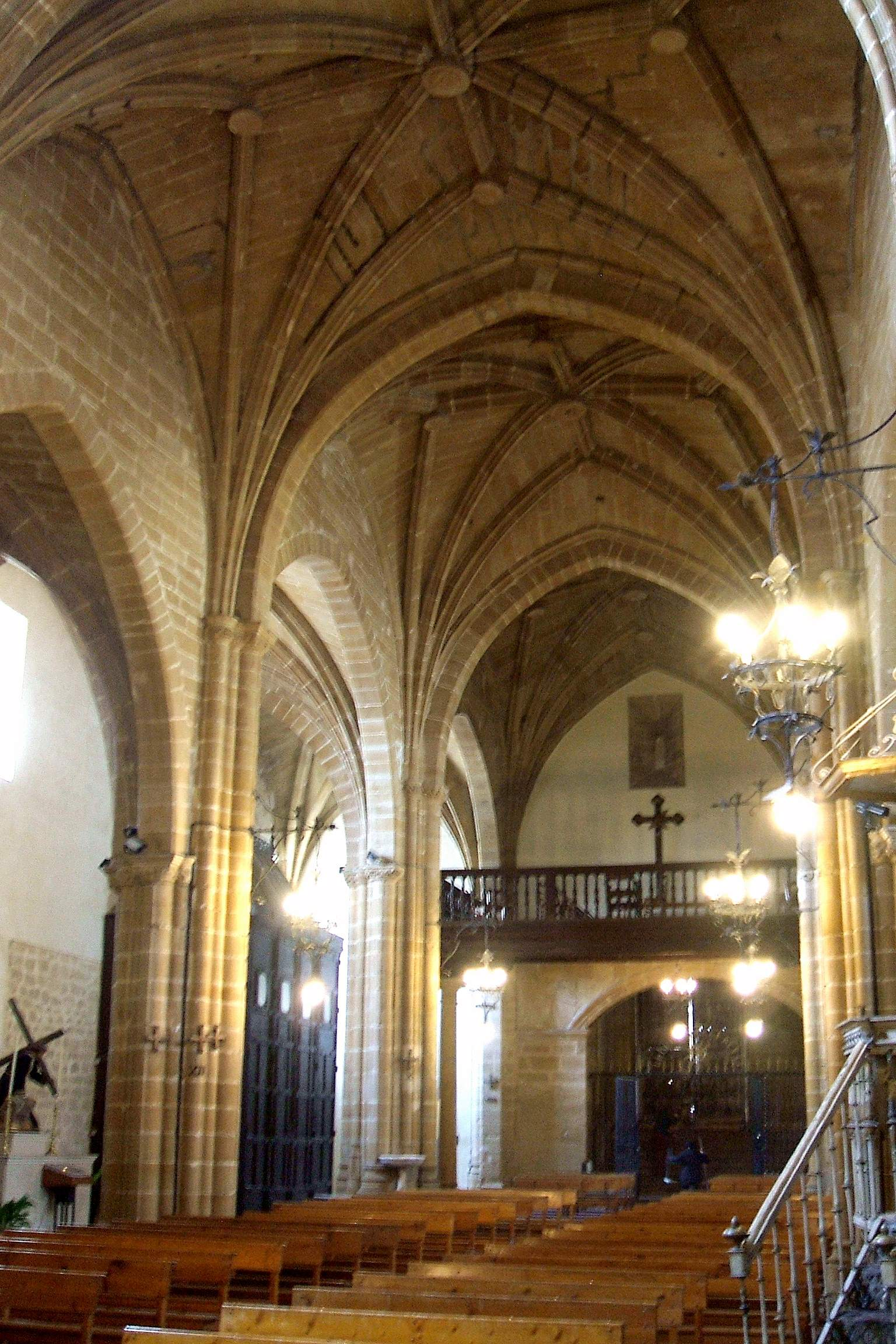
Interior de la Iglesia de San Nicolás de Bari

- Iglesia de San Millán: en un arrabal medieval. De tipo románico-mudéjar. Su rico patrimonio fue pasto de las llamas en julio de 1936.

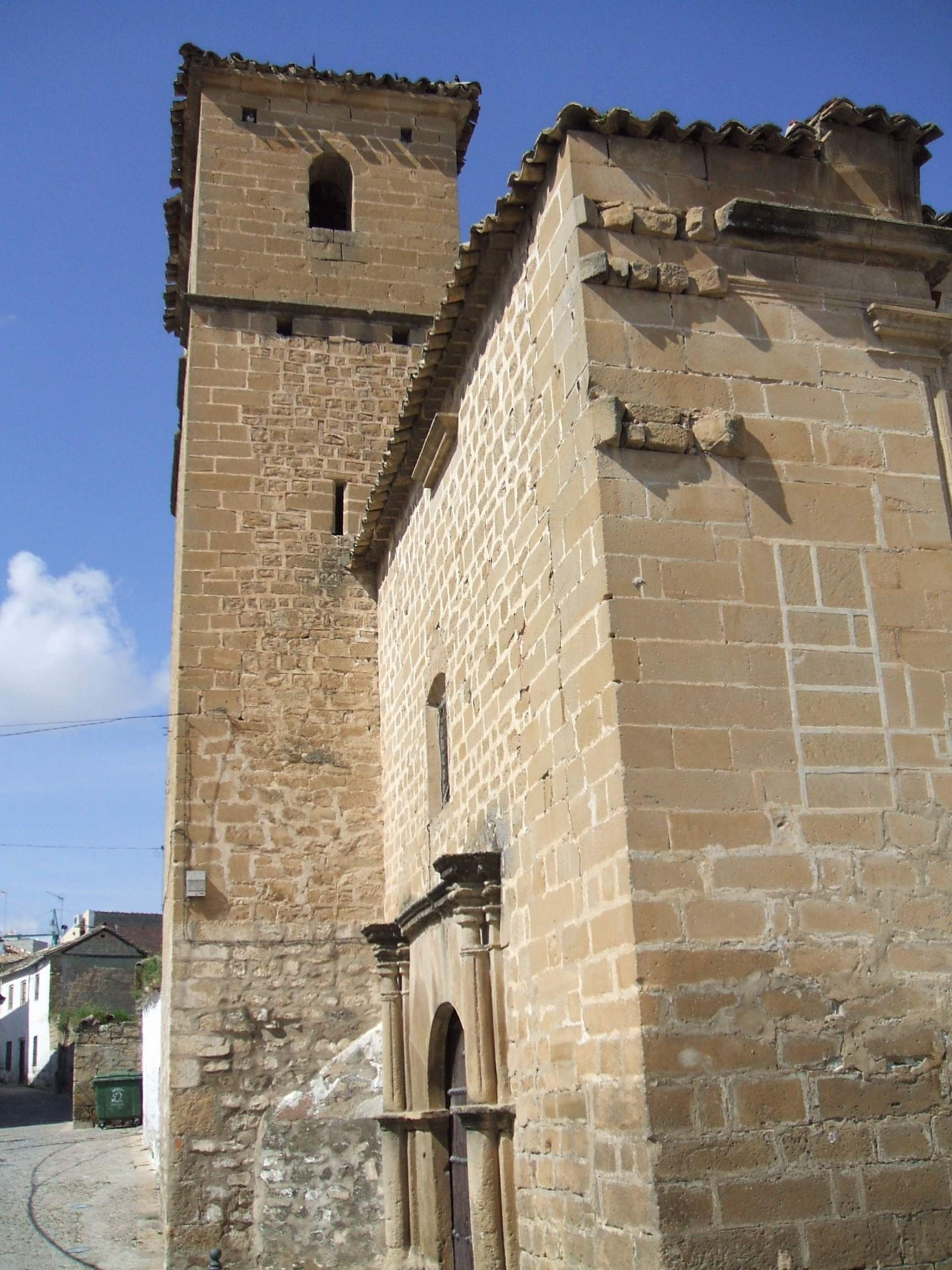
Iglesia de San Millán
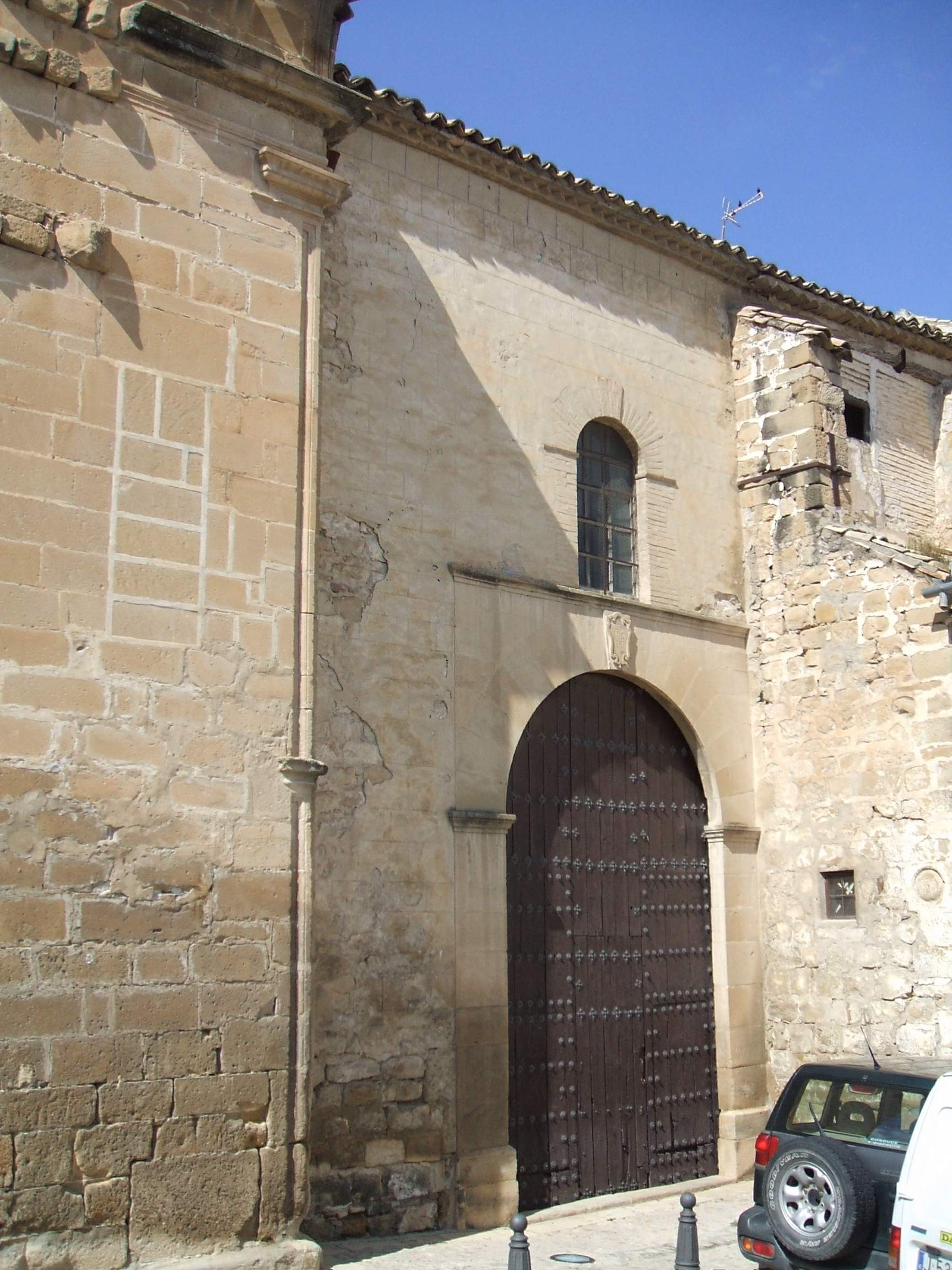
Iglesia de San Millán

- Hospital de Santiago (BIC): el otro símbolo de la ciudad junto al Salvador. Obra culminante de Andrés de Vandelvira, actualmente funciona como Centro multiservicios de congresos y exposiciones. Flanqueado por cuatro altas torres, son especialmente interesantes la capilla, con pinturas de Pedro de Raxis y Gabriel Rosales, la escalera, la sacristía y la antesacristía, los patios laterales y el gran patio central de columnas genovesas de mármol blanco pulidas en Carrara. En el patio trasero se ha construido un jardín. El Hospital se construyó en el oeste de la ciudad, en la ruta de entrada que venía por el camino de Toledo, y lo que provocó una desfiguración de la hasta entonces racional expansión urbana de la ciudad. Las motivaciones de crecer hacia el oeste, pudieron estar en la existencia de gran cantidad de mesones —calle Mesones— y nuevas construcciones —calle Obispo Cobos— que se formaron en busca de los viajeros que acudían a Úbeda por este camino, sin duda el más concurrido de la ciudad.

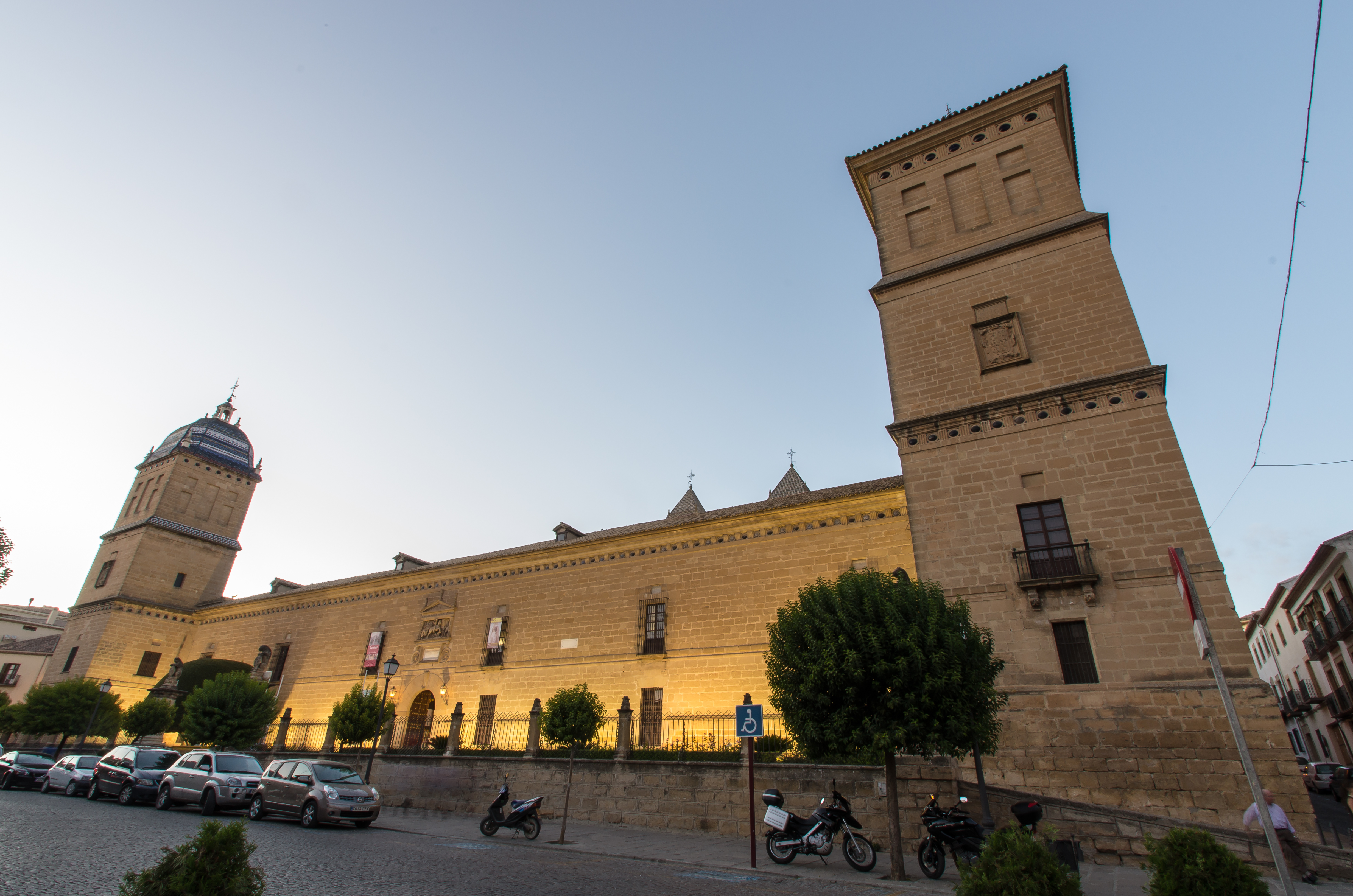
Exterior del Hospital de Santiago
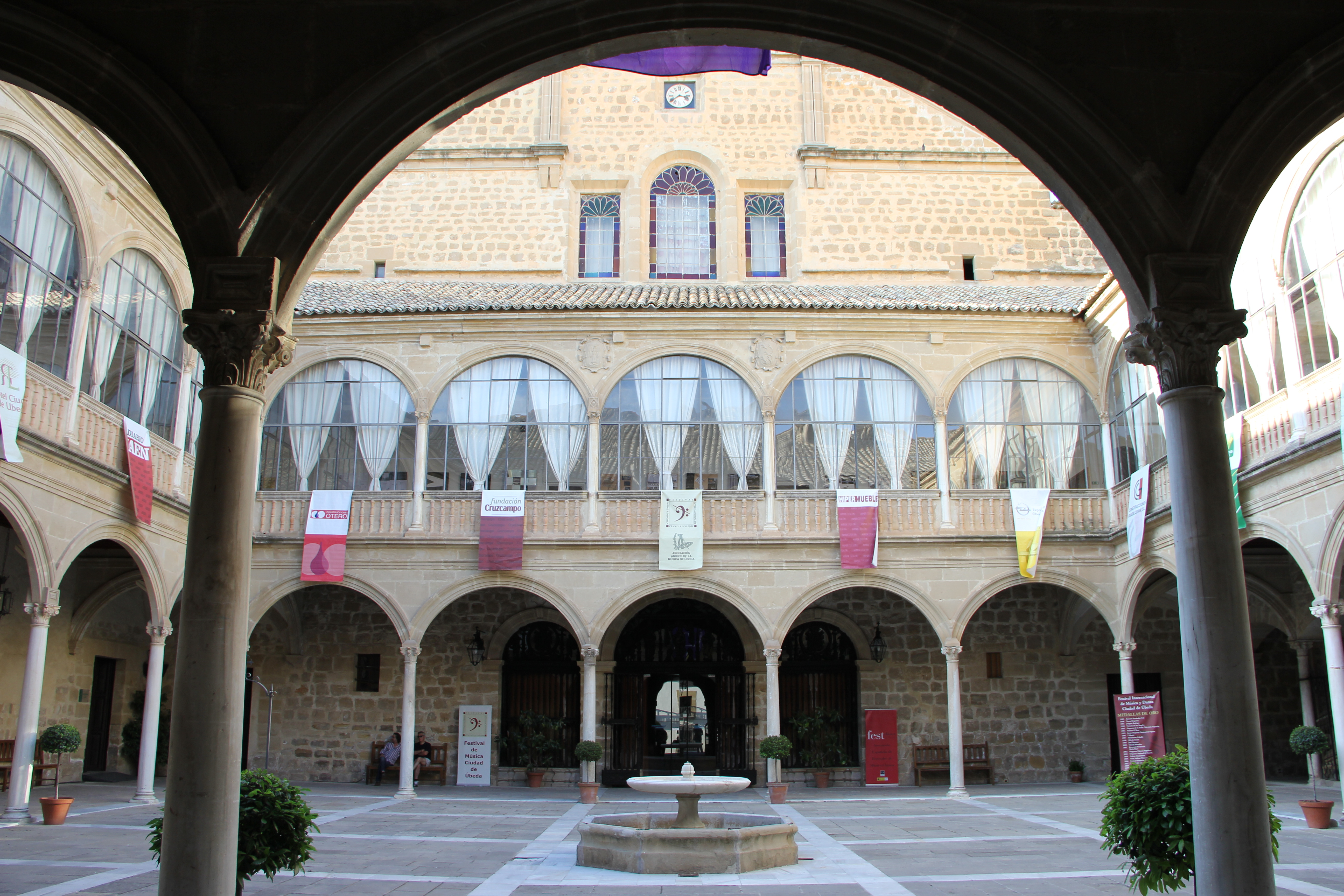
Patio principal del Hospital de Santiago
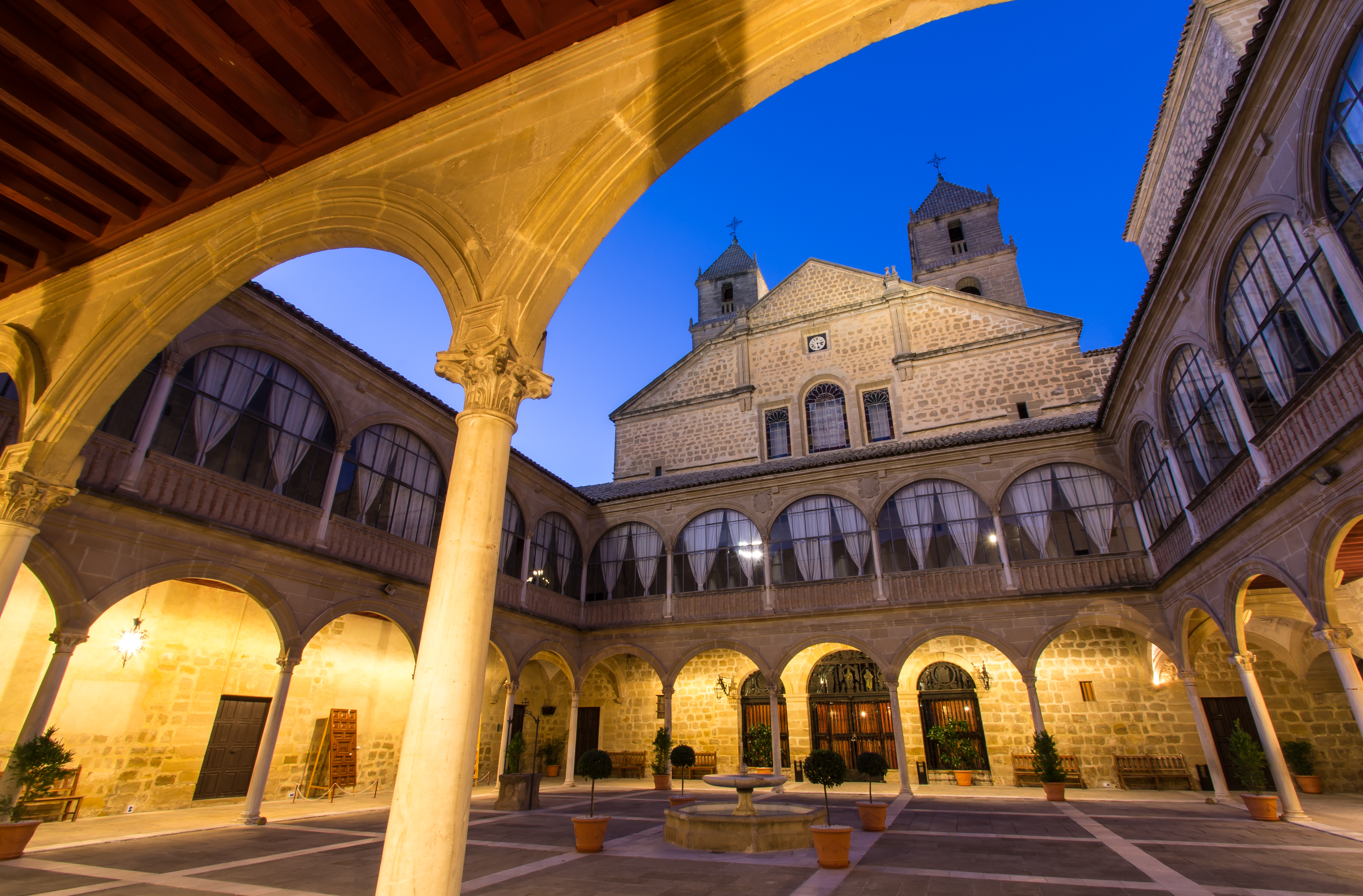
Patio principal del Hospital de Santiago
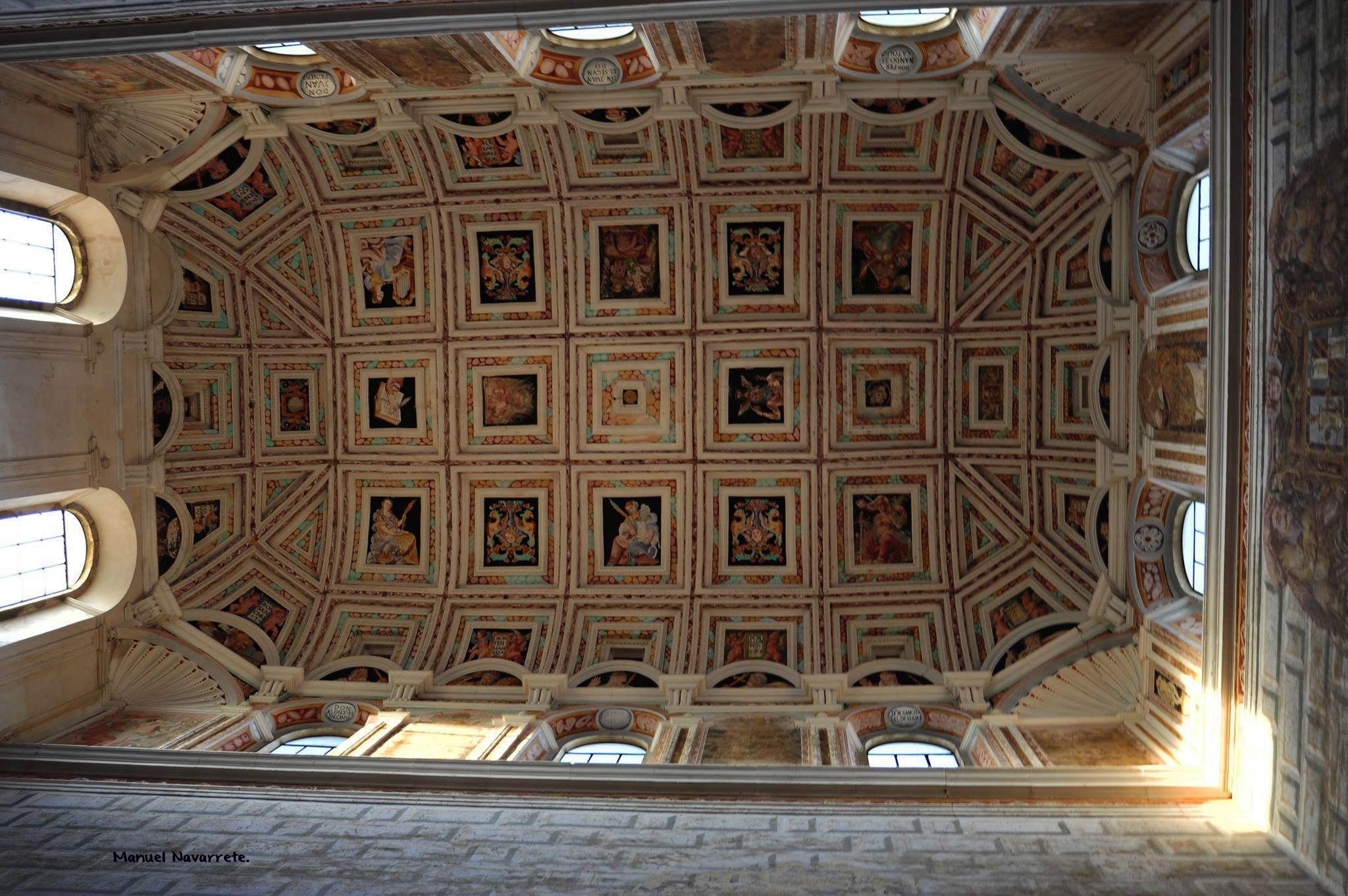
Bóveda de la escalera principal del Hospital de Santiago
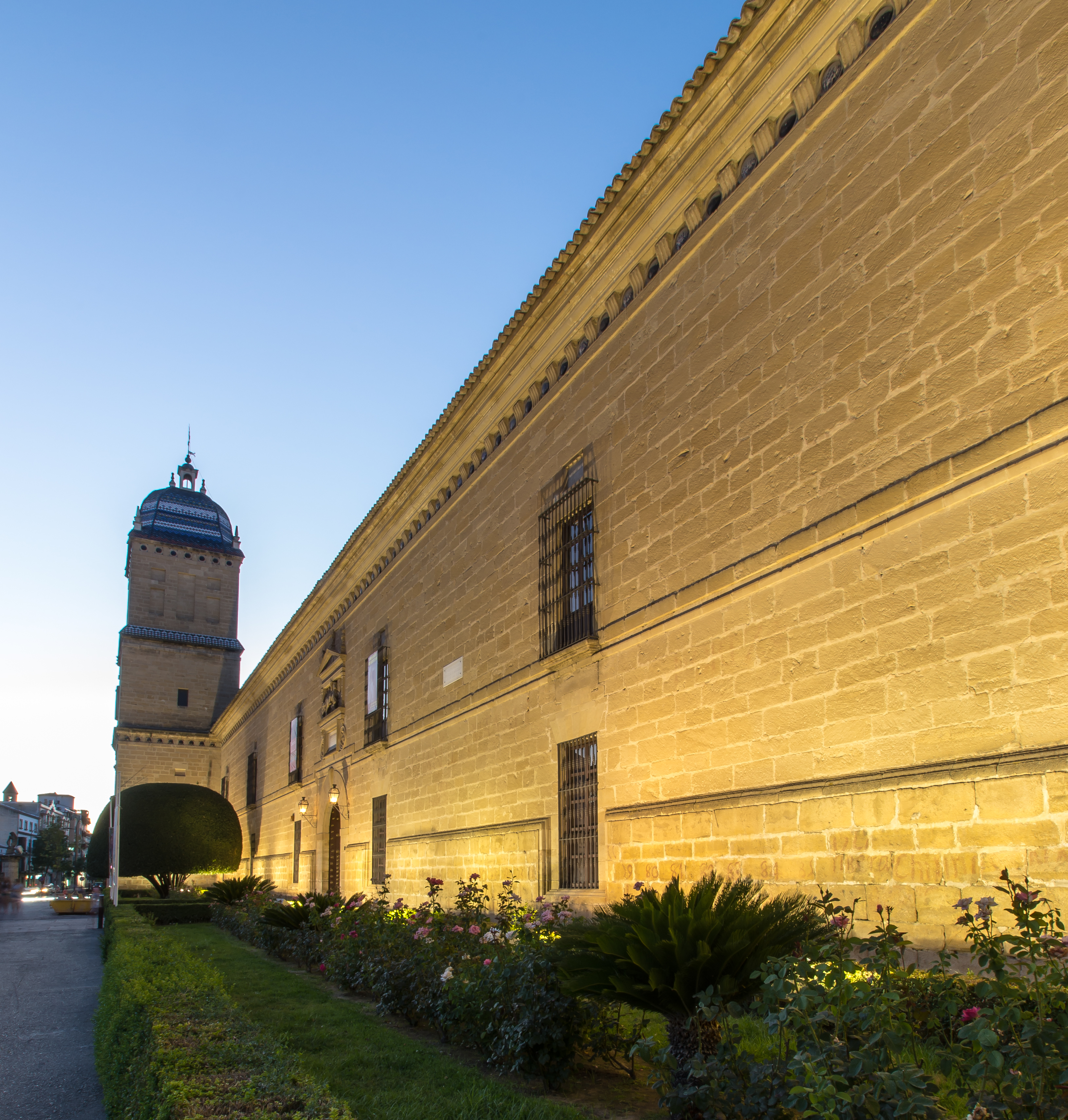
Fachada del Hospital de Santiago
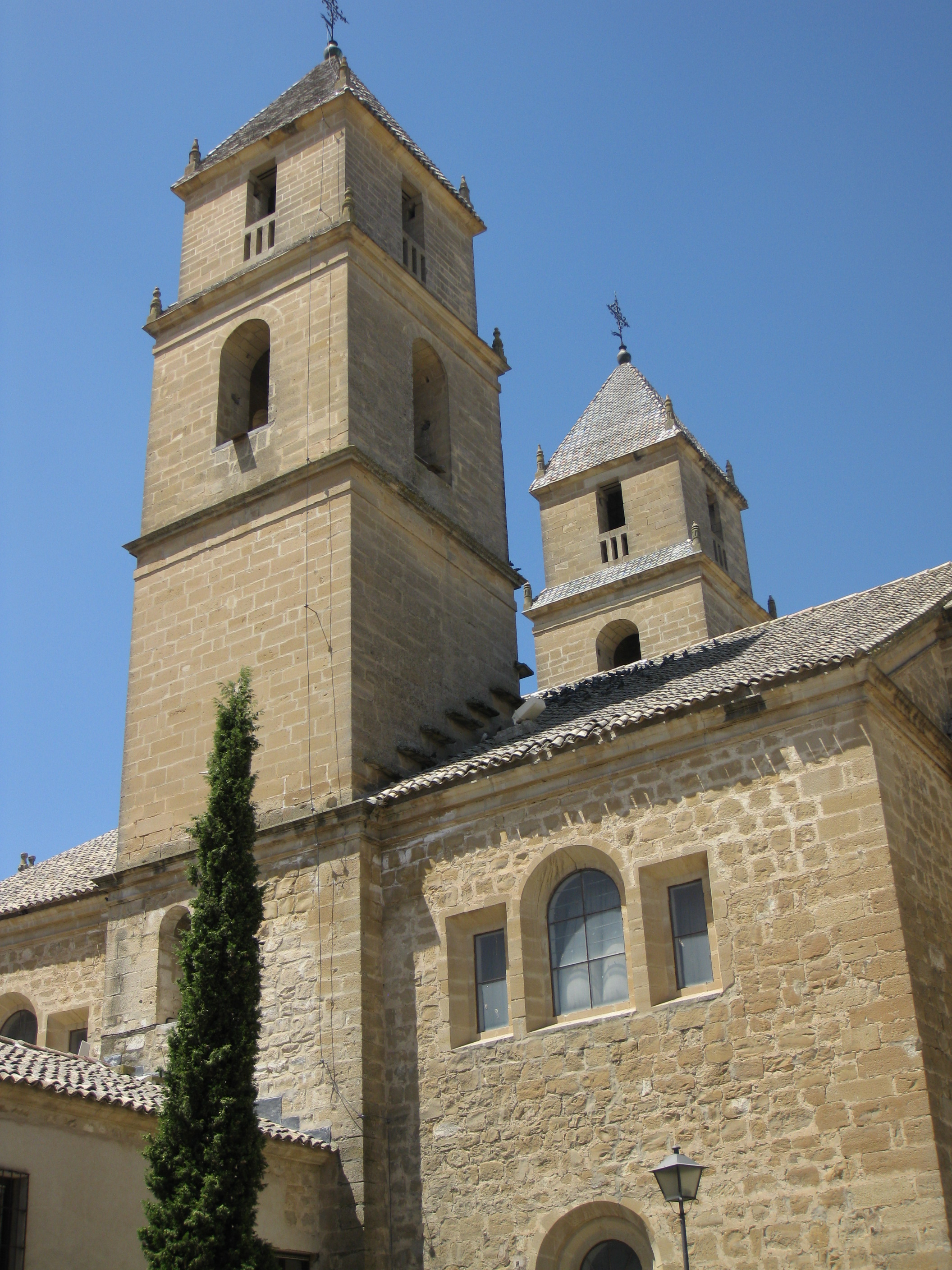
Trasera del Hospital de Santiago

- Iglesia de San Isidoro: fue una fortaleza o fuerte árabe, para defender la muralla por el Oeste. Con portadas góticas, el interior fue un arreglo renacentista de Alonso Barba —discípulo de Vandelvira—. Destaca especialmente el monumental crucero. En el lugar que ocupa la espadaña había una torre que fue la más esbelta de la ciudad, restaurada varias veces. Pero 1755 un terremoto la deterioró gravemente y en 1848, ante la amenaza de ruina y por denuncia, fue derribada y sustituida por la espadaña mencionada.

Recientemente bajo la iglesia y el solar del desaparecido convento de San Juan de Dios, se ha redescubierto un enorme refugio, construido varios siglos atrás, y que presumiblemente se utilizó como vía de escape cuando la ciudad era atacada por el invasor de turno, uniendo mediante una red de pasadizos el Hospital de Santiago, San Isidoro y continuando su recorrido hacia la Trinidad, la Torre del Reloj y demás edificios estratégicos de las distintas épocas.

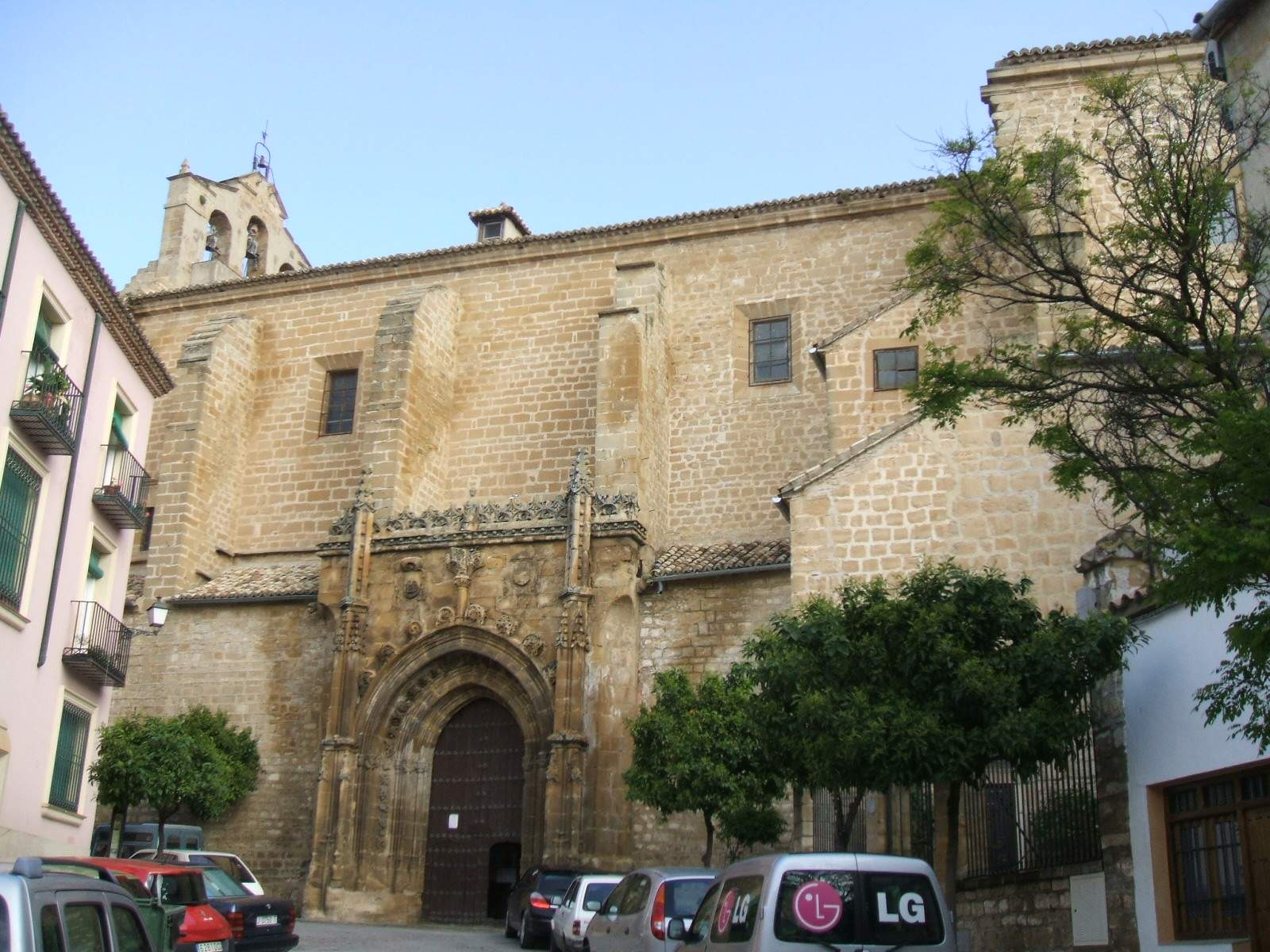
Iglesia de San Isidoro
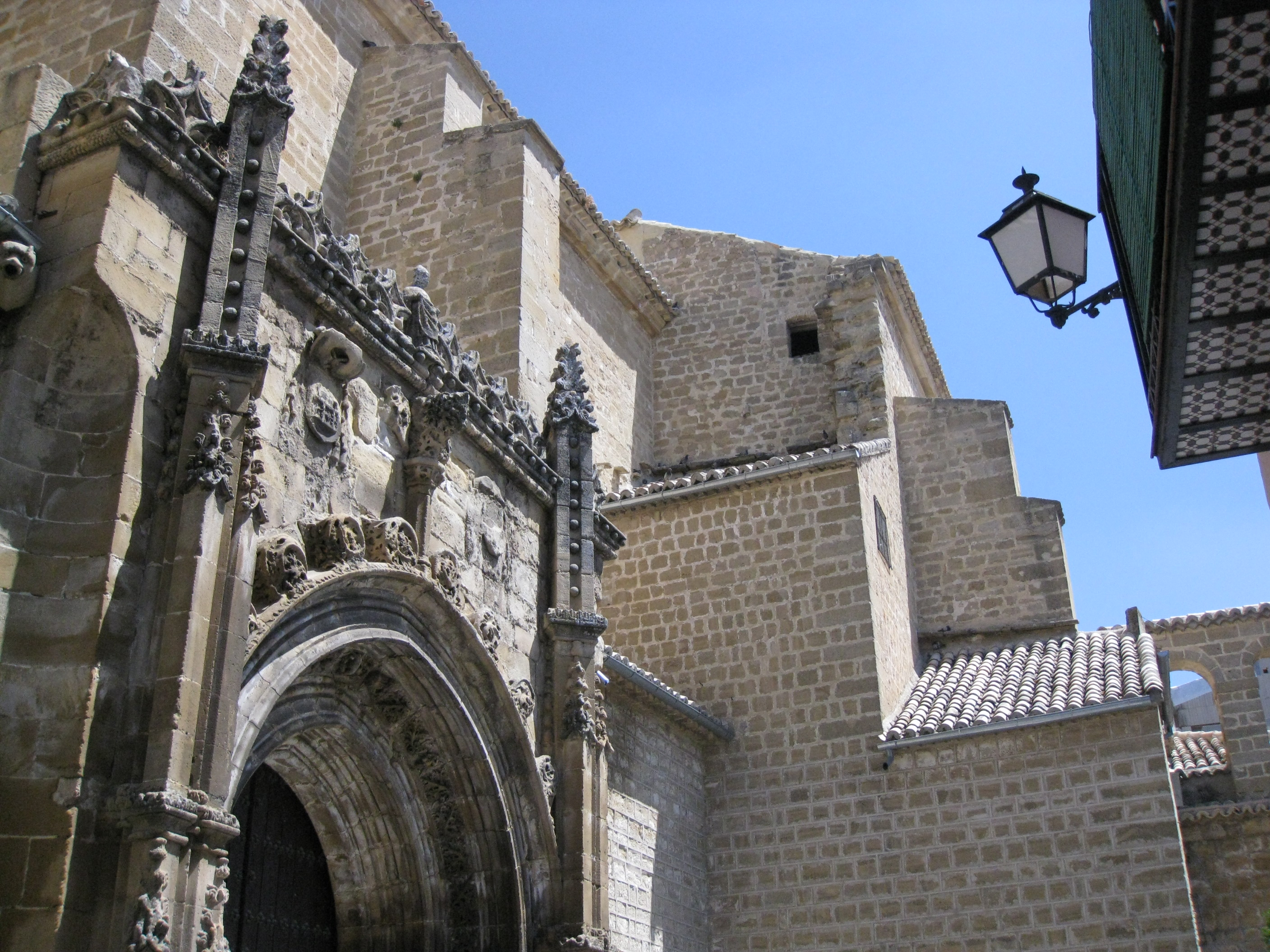
Iglesia de San Isidoro
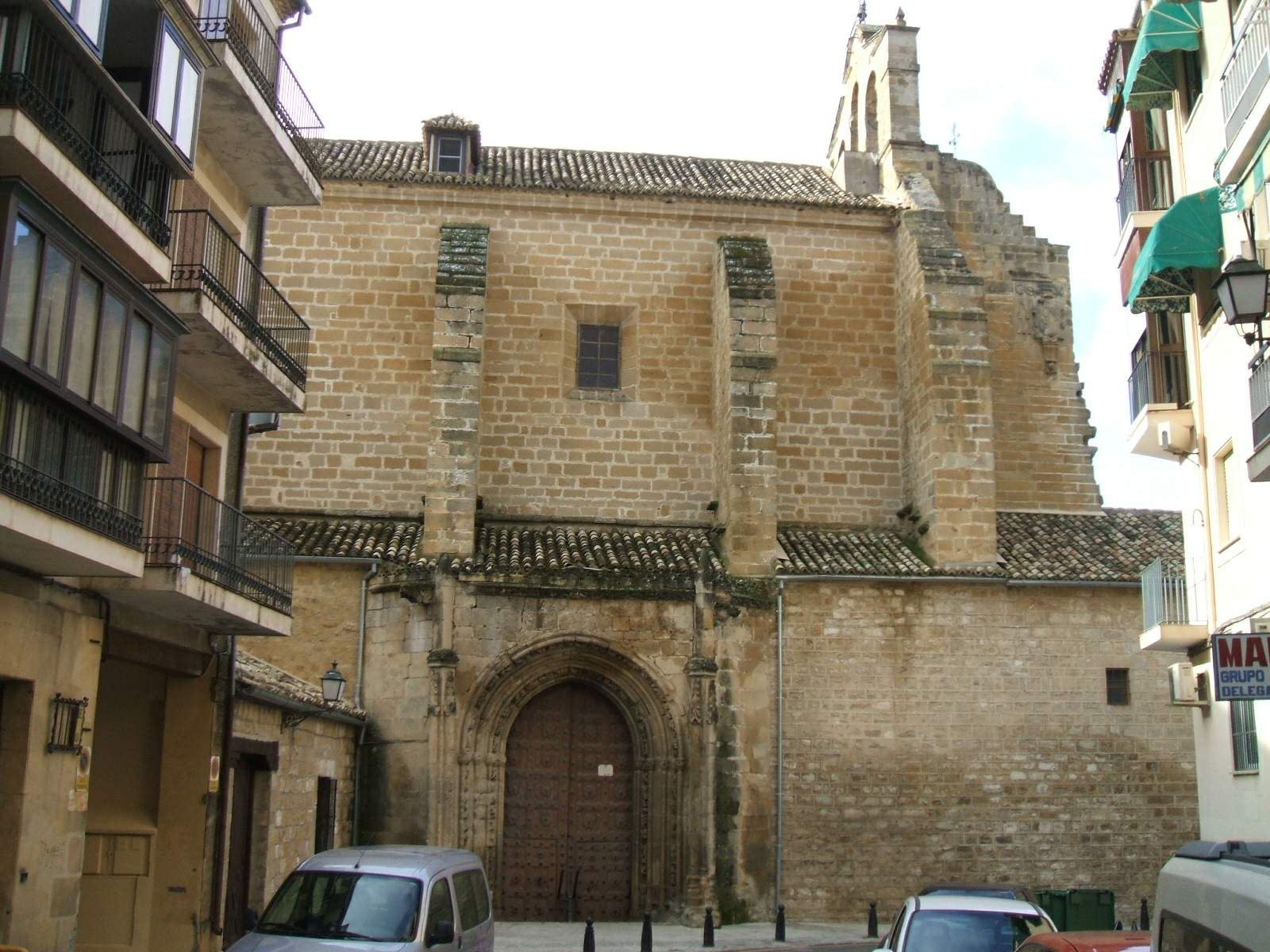
Iglesia de San Isidoro
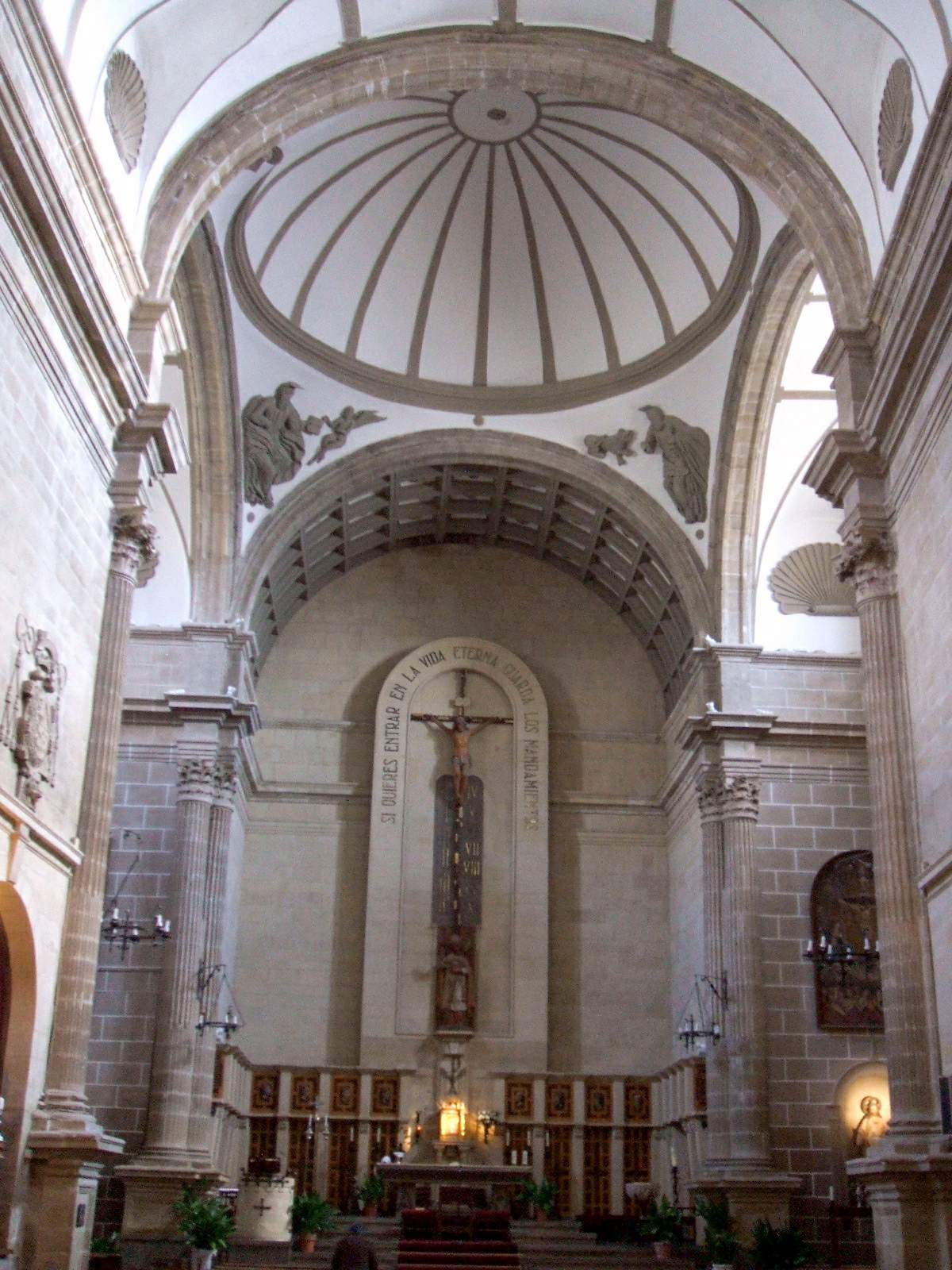
Interior de la Iglesia de San Isidoro

- Iglesia y convento de la Trinidad: uno de los pocos ejemplos de barroco que hay en Úbeda.

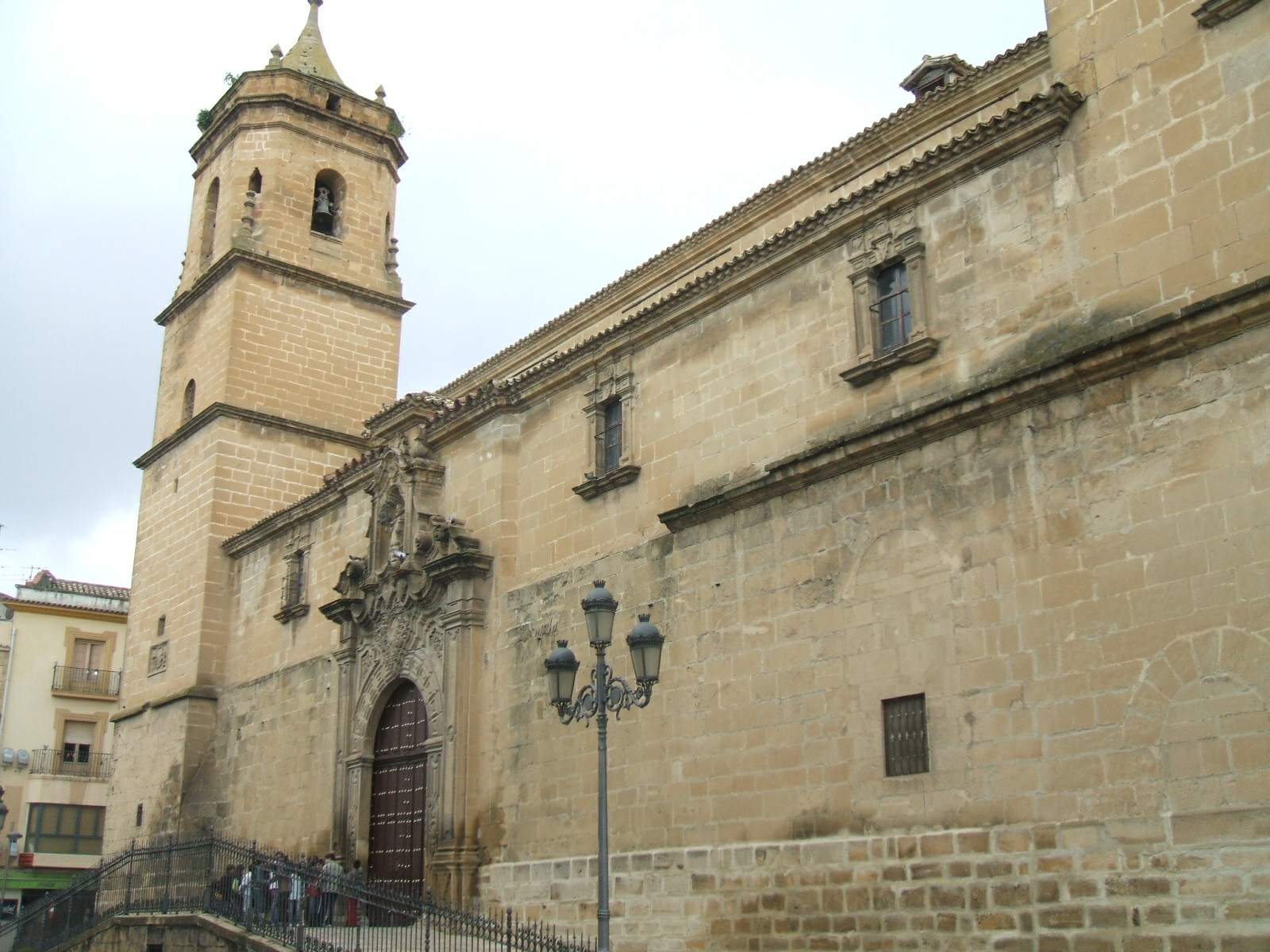
Iglesia de la Santísima Trinidad
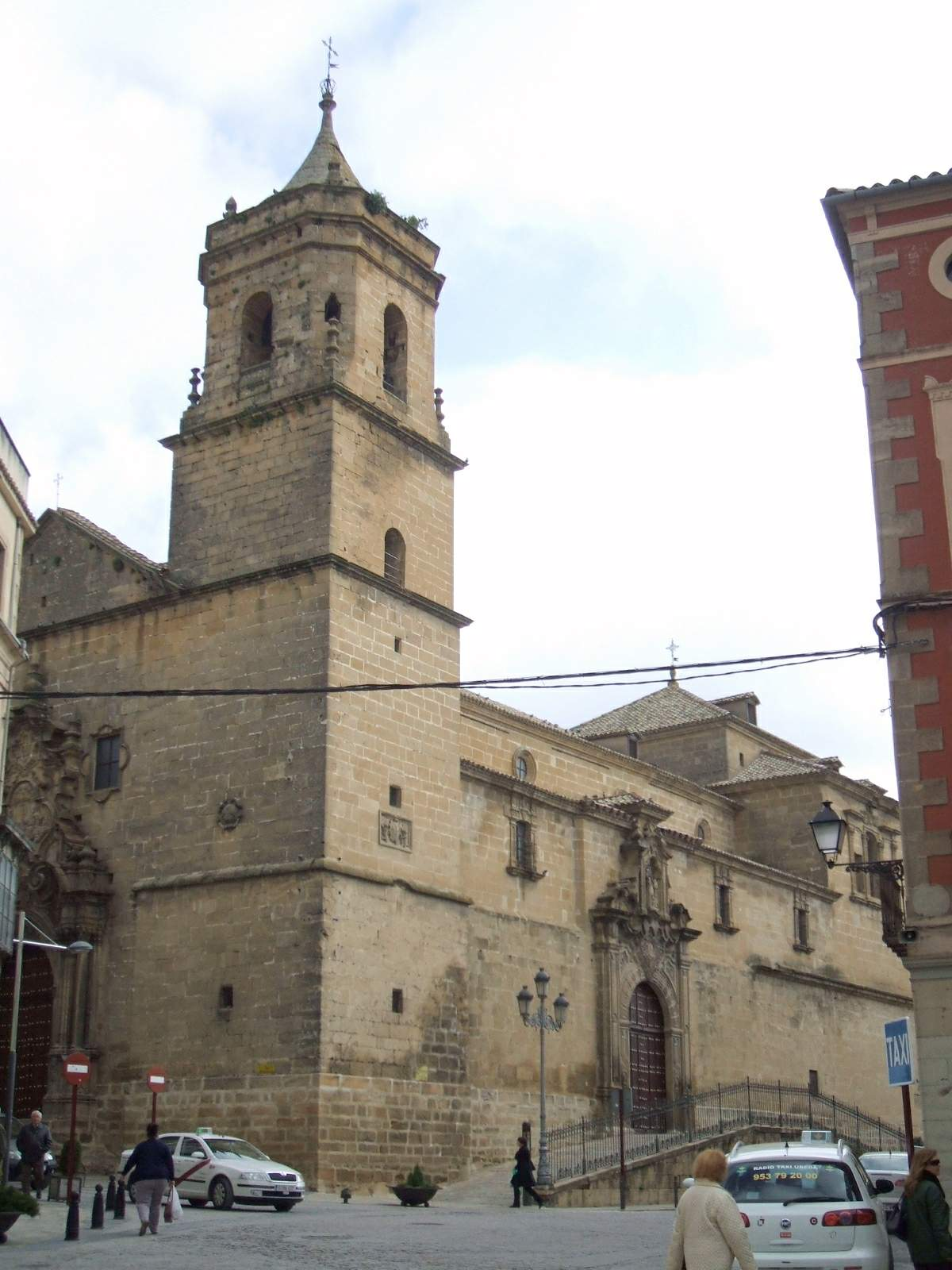
Iglesia de la Santísima Trinidad

- Palacio de los Marqueses de Bussianos: Suntuoso palacio manierista, con detalles indianos y un gran patio interior. La gran caja de escalera lateral es muy pintoresca.

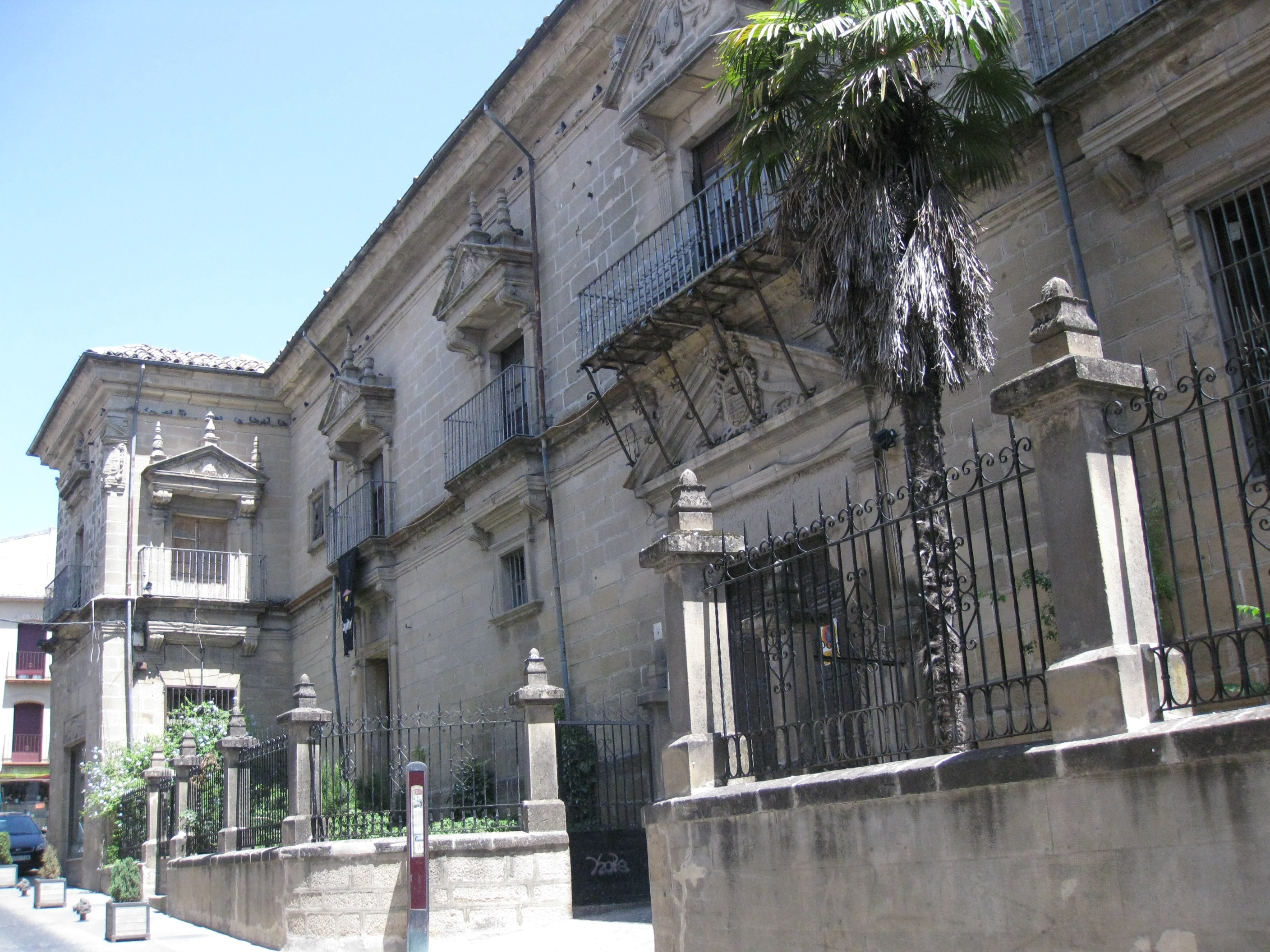
Palacio de los Marqueses de Bussianos
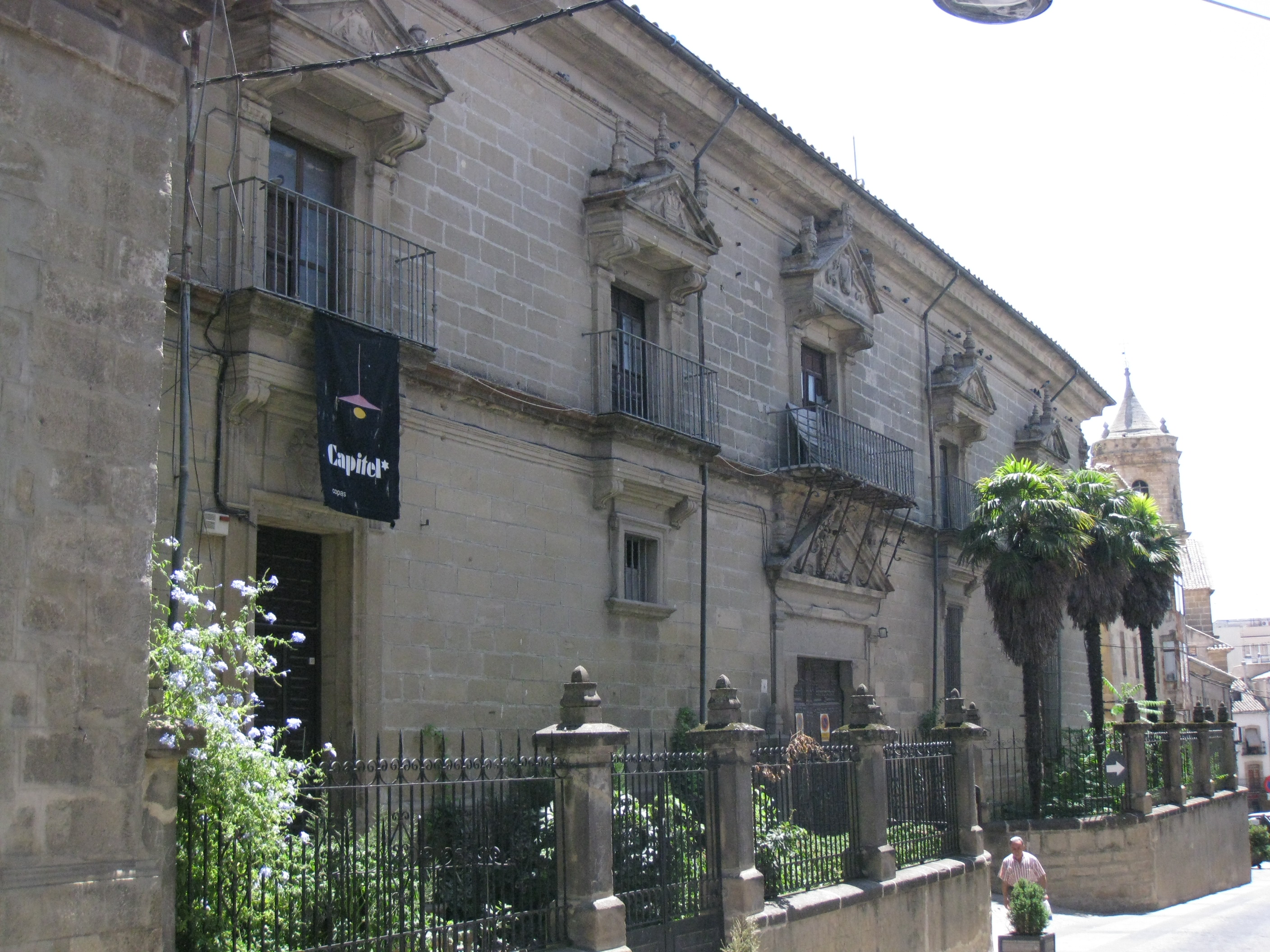
Palacio de los Marqueses de Bussianos

- Coso taurino de San Nicasio (BIC): una de las plazas de toros más antiguas de España, del año 1857. Su exterior no es del todo redondo, pues se integra en su manzana de casas. Recibe el nombre de San Nicasio, porque se usaron piedras del convento de ese nombre para su construcción. En esta plaza tomó la alternativa Rafael Molina Sánchez Lagartijo.
- Antiguo convento de la Victoria: Del siglo xvii con magnífico patio. Actual sede de Hacienda en la ciudad.

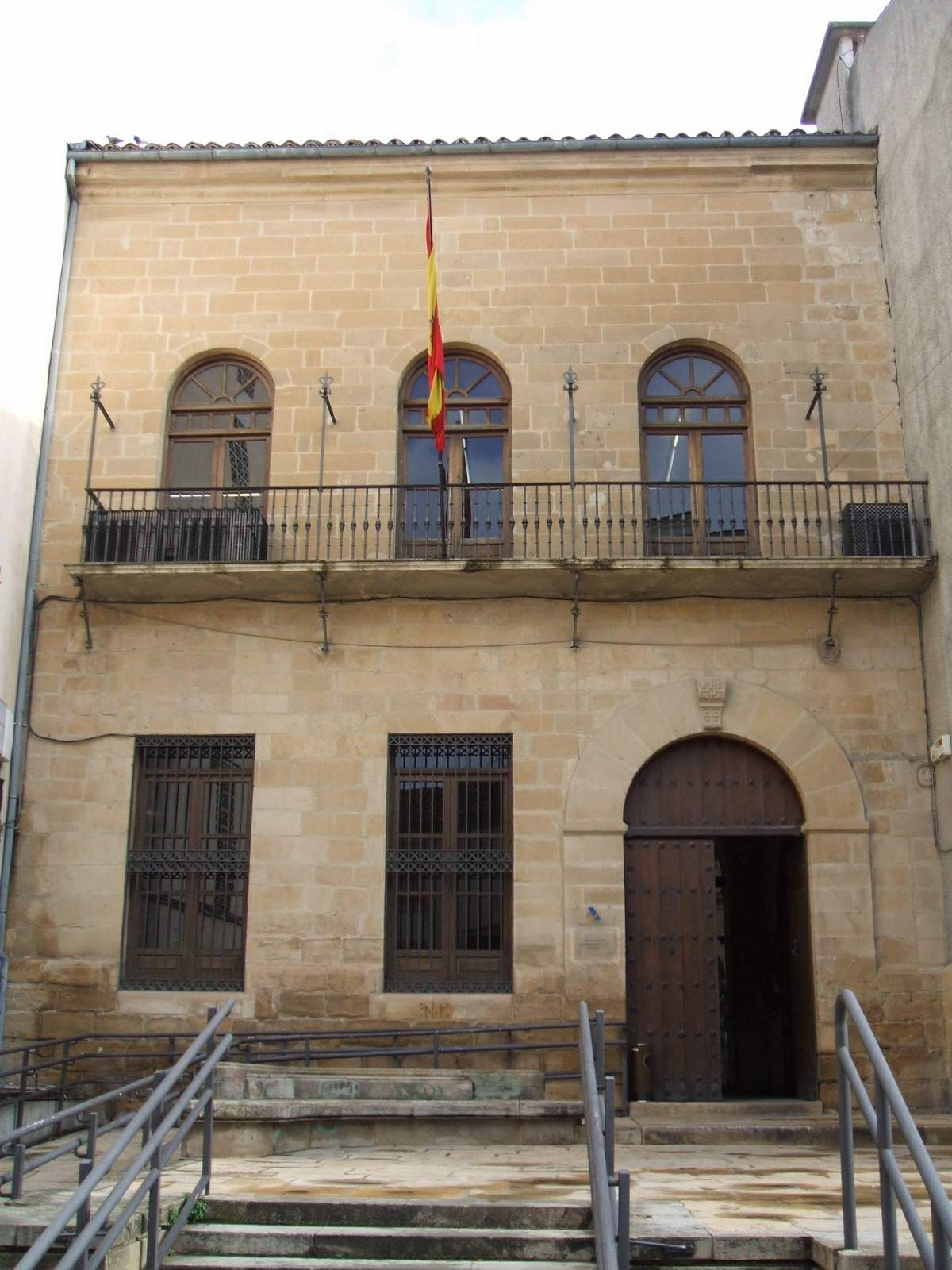
Antiguo convento de la Victoria
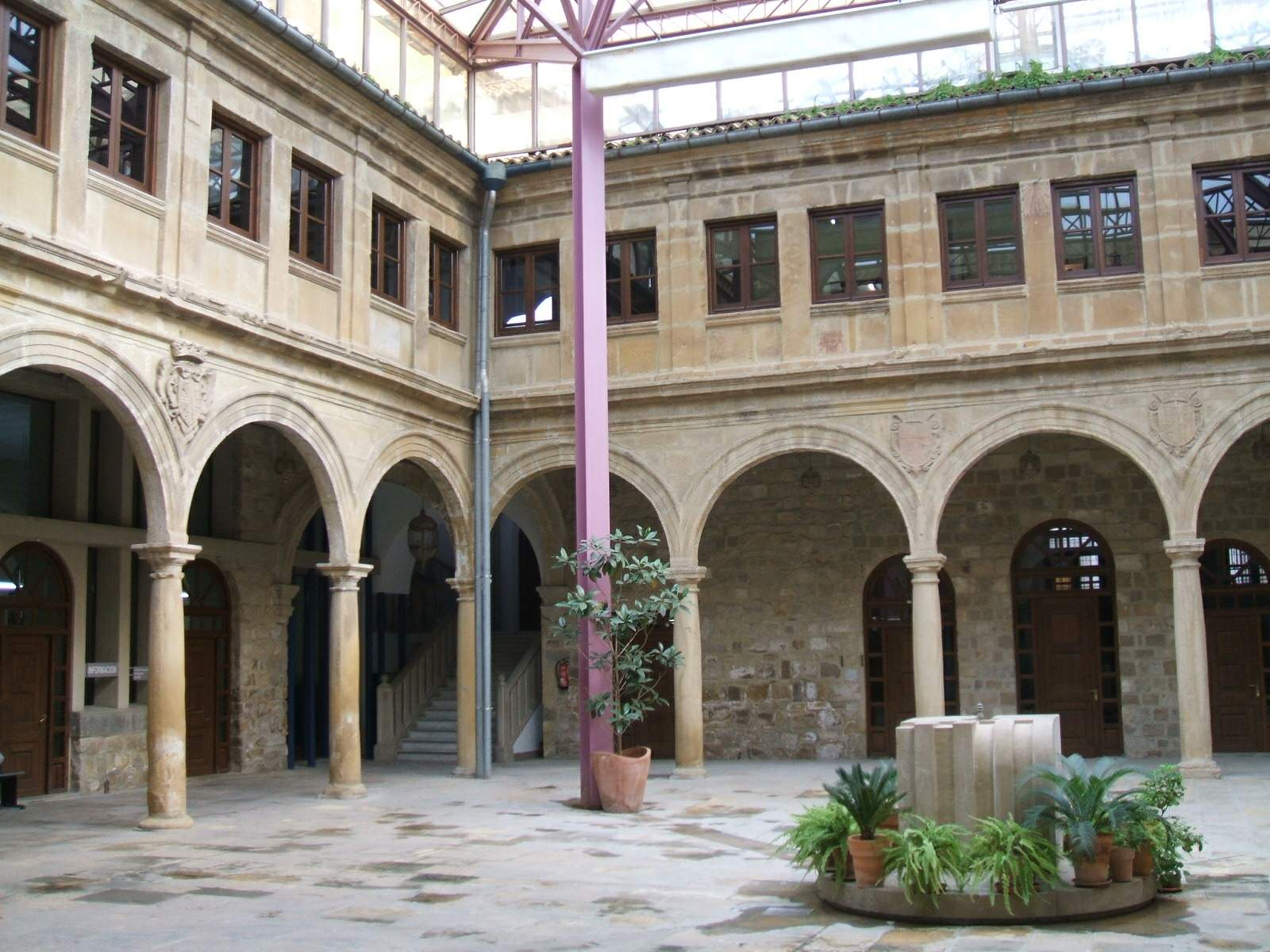
Patio del Antiguo convento de la Victoria

- Antiguas Carnicerías Altas —por oposición a las bajas que se encontraban en Santa María—: es un edificio levantado en 1885, adosado a la Torre del Reloj en la plaza de Andalucía. Fue comisaría de Policía Nacional y después de policía local. Actualmente es la oficina de turismo municipal.
- Mercado Municipal de Abastos (BIC): de los años 1930, proyectado por Luis Casanova, siguiendo el modelo del racionalismo.
- Edificio de Correos (BIC): realizado en 1964 por Alejandro de la Sota Martínez, es otro ejemplo de racionalismo.

Otros monumentos extramuros son la casa plateresca y la casa de Afán de Ribera —ambas en la calle Gradas—, la portada de la casa del Caballerizo Ortega, las ruinas del convento de la Merced —en San Millán—, restos del antiguo convento de San Francisco, el antiguo Casino de Artesanos —actual Banco Santander— o la ermita de la Virgen del Pilar —más conocida popularmente como ermita del Paje—.

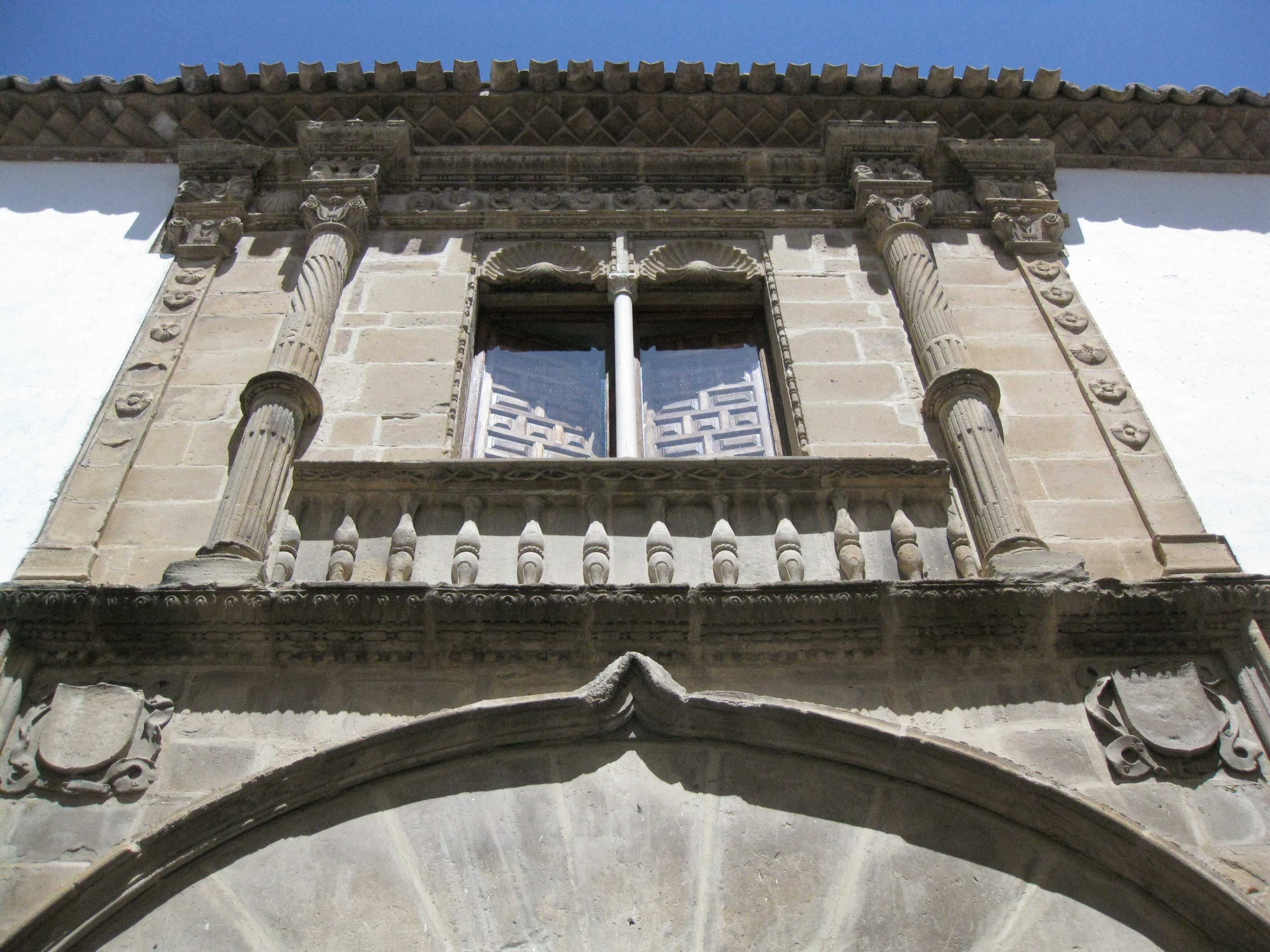
Portada plateresca de la Calle Gradas
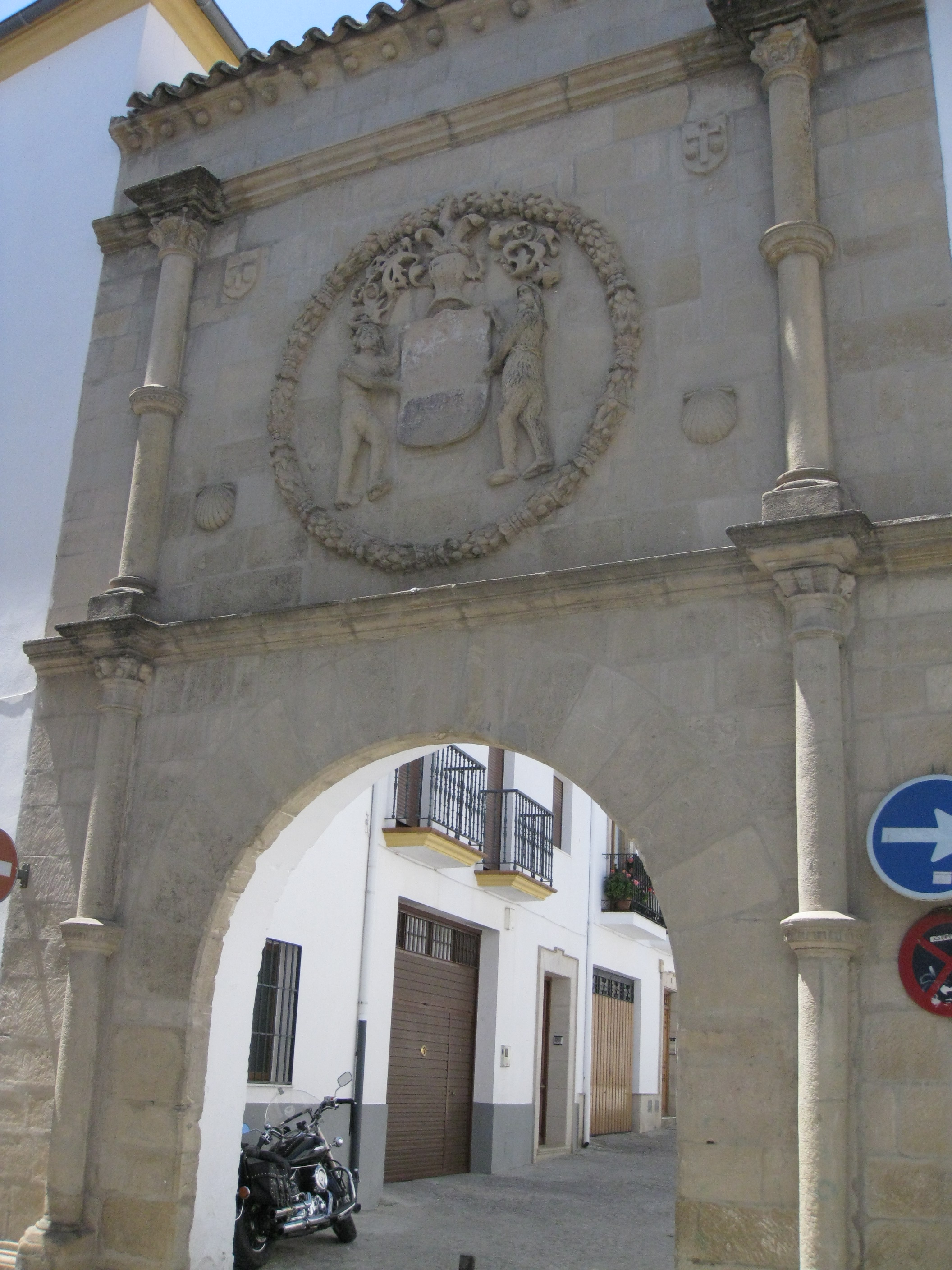
Portada de la Casa del Caballerizo Ortega

Súmanse las fachadas neorrenacentistas dispersas por la ciudad, destacando el Edificio Banesto (años 1920), o el conjunto de edificios de las Escuelas Profesionales de la Sagrada Familia, construidos a principios de los años 1940. Por último, destaca la corriente del neomudéjar, especialmente la casa mudéjar de la calle Rastro, o la Cárcel del Partido —de la que solo se conserva su fachada—.

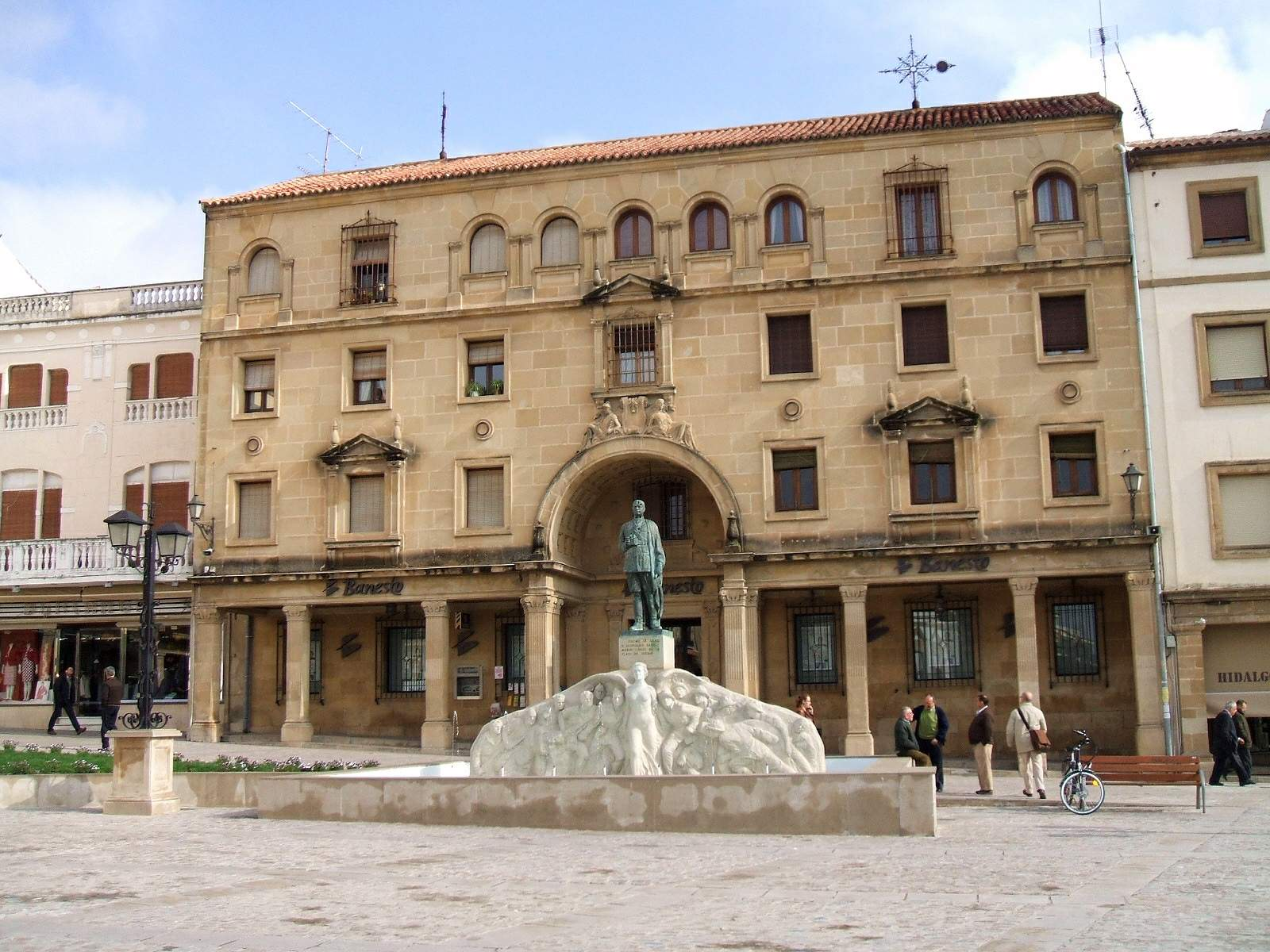
Edificio del Banco Banesto
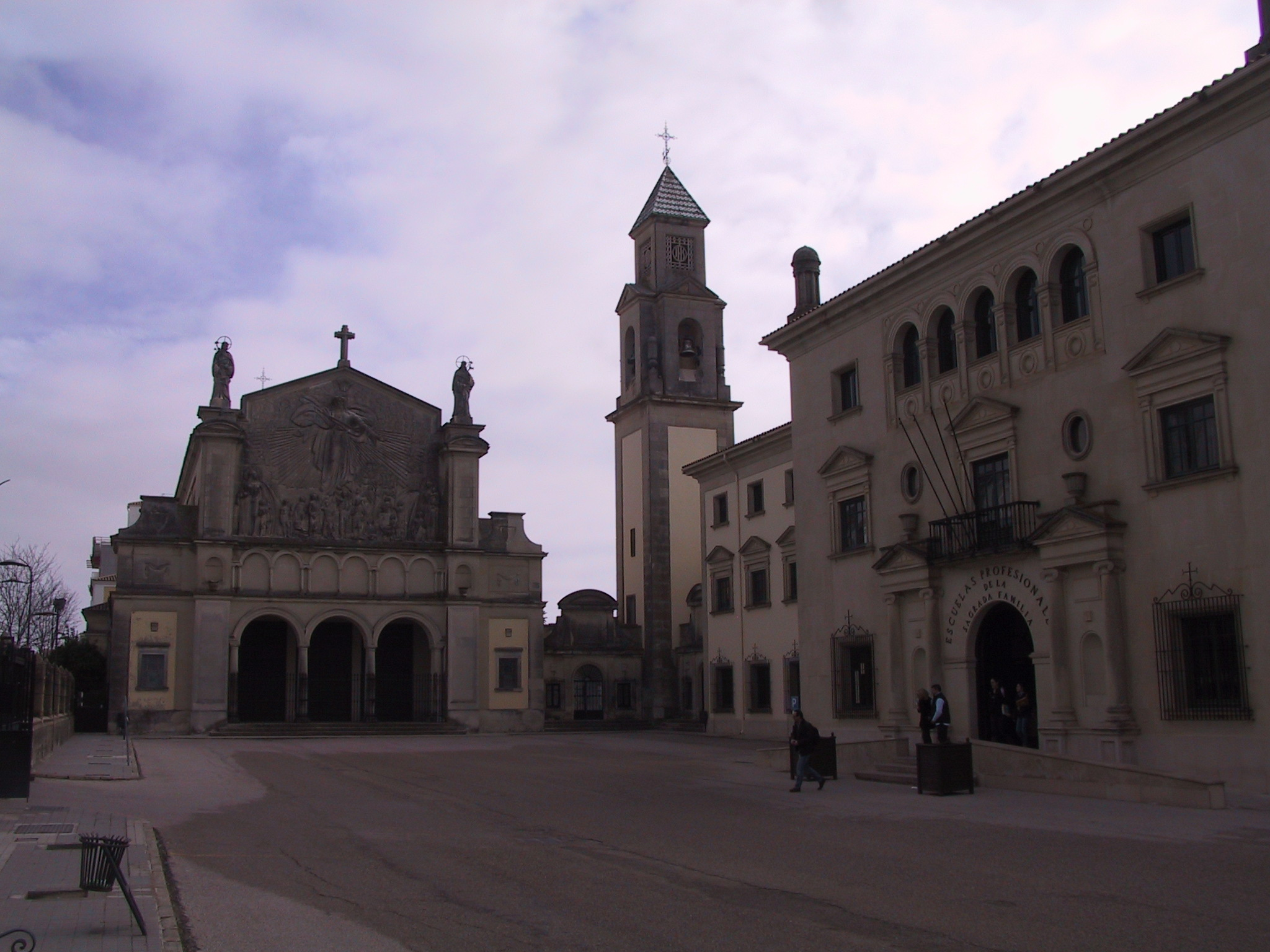
Escuelas Profesionales de la Sagrada Familia

### Fuera del casco urbano

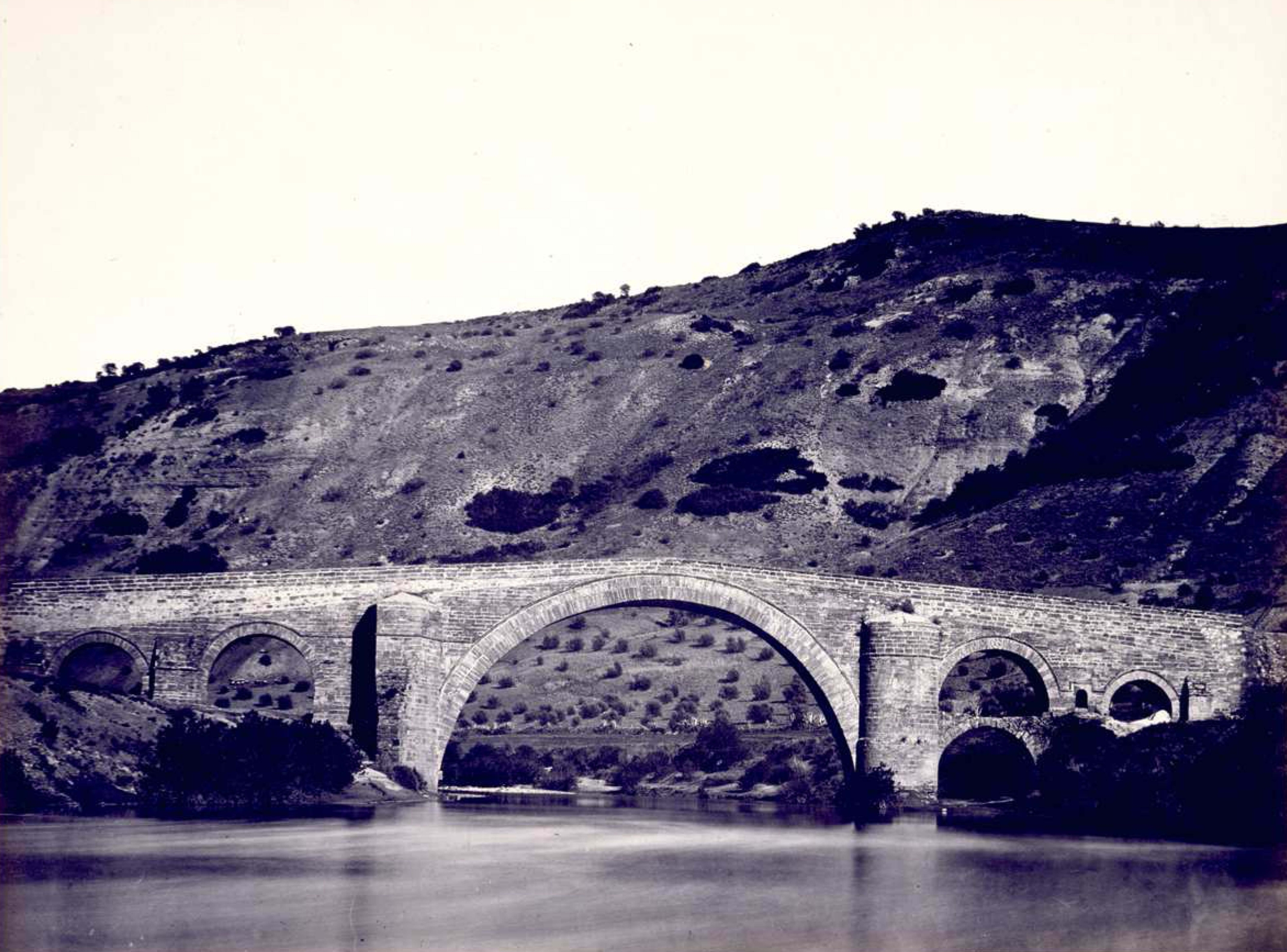
Vista del Puente Ariza antes de ser inundado (foto de 1867)

- Puente Ariza (BIC): puente sobre el río Guadalimar, ordenado construir por el Concejo de Úbeda y diseñado por Andrés de Vandelvira. Aún visible y posiblemente condenado a su destrucción tras desaparecer bajo el pantano de Giribaile, en tanto se ha olvidado el proyecto de trasladarlo piedra a piedra a Úbeda.
- Zona Arqueológica de Úbeda la Vieja —Iltiraka o Salaria— (BIC): con numerosos restos ibero-romanos y anteriores, en particular un fragmento de muro del siglo iv y restos ciclópeos. Aún sin excavar, aunque se conoce que está bastante saqueada.[31]
- Puente viejo, al pie del cerro de Úbeda la Vieja está este imponente puente medieval sobre el Guadalquivir, recompuesto en varias épocas sobre los restos del antiguo puente romano, en plena vía romana de Cástulo hacia el camino llamado «El Paso», en dirección Granada y Baza.
- Santuario del Gavellar, datado en 1381, con una hermosa columnata y también de señalado estilo renacentista.

Otros monumentos —todos ellos en mal estado o en peligro de desaparición— son la Iglesia de San Bartolomé, la Torre de Garci Fernández —sobre una muralla ciclópea—, el Dolmen del Encinarejo, las impresionantes ruinas de la ermita y hospedería de Nuestra Señora Madre de Dios del campo, el Molino-Palomo y por otro lado, la ermita de San Ginés, integrada en el decimonónico cementerio.

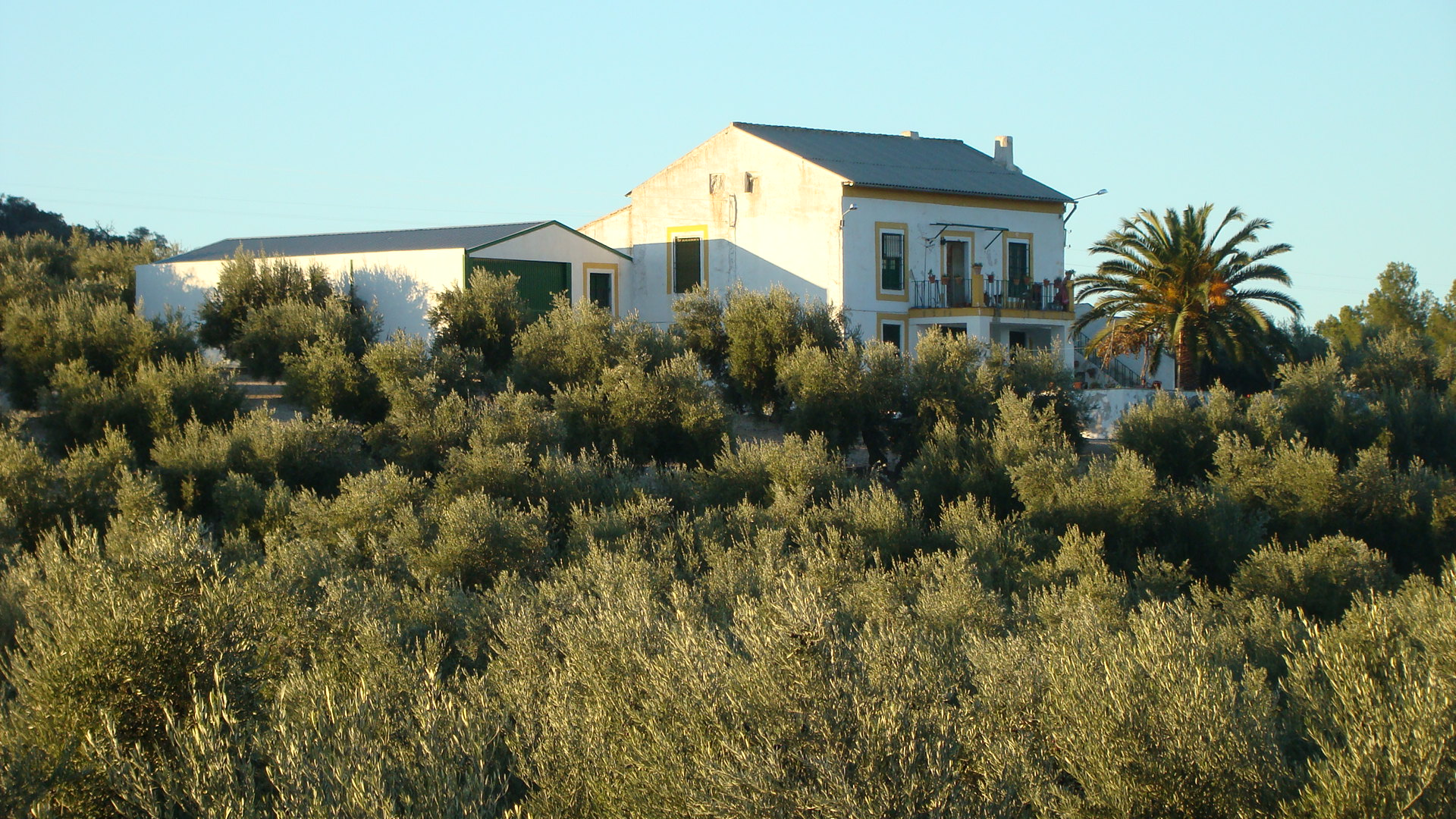
Típico cortijo con olivar

Además, otras unidades menores, como antiguas alquerías, torreones, antiguos alfares, fuentes y pilones, cortijos y haciendas de labor para la agricultura que sustentan la economía de la comarca, se esparcen diseminados en el municipio. Más de veinticinco conjuntos rurales sometidos a la normativa de protección, como la mansión-fortaleza de El Sotillo, la renacentista Casa de Monsalve, el cortijo de Teatino, Martín Ibáñez, Villatorrente, La Triviña, El Chantre, Torrubia o la Casa de Ana Prieta, Tres Cortijos, Torremochuela, Casería del Camarero.
También es destacable la extensa red de caminos agrícolas municipales que atraviesan el término de Úbeda, contando como principales vías: Camino de los Yeseros, Camino de la Vega, Camino de la Hoya del Negro, Camino de la Carralancha, Camino de Casería Monsalve, Camino de la Triviña, Camino de Santa Eulalia a Guadalupe, Camino de San Antonio, Camino de Valdejaén y Camino de Calatrava, entre otros. Muchas de estas vías se encuentran en fase de inventario, recuperación o arreglo, lo que constituye también parte del inventario municipal de bienes de naturaleza rústica.

### Desaparecidos
Entre el Hospital de Santiago y la Carrera de Baeza —en las actuales calles del Obispo Cobos y la avenida de Cristo Rey— se construyó hacia 1558 la Alameda del León, un jardín público o alameda. La Alameda de la Carrera Vieja también llamada de la Carrera de Santiago fue destruida durante la guerra contra los franceses en 1810, y pese a un intento de reconstruirla finalmente fue ocupado su espacio con edificaciones durante el siglo XIX. La alameda de Úbeda también recibió otros nombres como Carrera Vieja, paseo de Santiago o alameda del Pastor.
Quince eran los conventos eclesiásticos, tanto de mujeres como de hombres, que hasta la desamortización hubo en la ciudad; de ellos han desaparecido ocho, completamente los de San Antonio, San Nicasio, San Juan de Dios, Espíritu Santo y la Coronada. El de San Andrés se conserva la portada de la iglesia, un interesante patio y un trozo de fachada; el de San Francisco mantiene en pie dos portadas y parte de la nave de la iglesia; y por último las ruinas de la Merced cuya portada está en riesgo de caída.
Lamentablemente, en las décadas más oscuras del siglo xx algunos valiosos edificios fueron demolidos e incluso sus restos trasladados piedra a piedra a otras ciudades, como el demolido Palacio de los Aranda, sus restos fueron comprados por los Pickman y actualmente se pueden contemplar en el barrio de Santa Cruz de Sevilla en la calle Lope de Rueda, 21.
Otra portada monumental ubetense que fue expoliada al principio de siglo xx es la que puede verse hoy en una fachada de la Fundación Rodríguez Acosta de Granada.

## Servicios

### Abastecimiento

#### Agua potable
El abastecimiento de agua potable a Úbeda lo realiza el Servicio de Aguas de Úbeda, a través de Acciona Agua Servicios, perteneciente al Grupo Acciona. La empresa obtuvo en 2011 la concesión por un plazo de veinte años de la gestión del servicio municipal de abastecimiento de agua, alcantarillado y depuración de aguas residuales, distribuyéndose diariamente unos 7300 m³, lo que supone una dotación de unos 207 l/hab/día.
El agua que abastece al municipio procede fundamentalmente de las redes en alta del Consorcio de La Loma, controlado por la empresa Somajasa (Sociedad Mixta del Agua Jaén, S.A.) entidad mercantil de ámbito provincial constituida por la Diputación Provincial de Jaén y la empresa Acciona Agua. La mayor parte se suministra desde la ETAP Las Copas, planta que se abastece de tres captaciones diferentes, pantano del Aguascebas, captación Guadalquivir-Mogón y captación Guadalquivir-Santo Tomé. También del pantano del Aguascebas procede el agua que desde la ETAP Fuente del Roble abastece a las pedanías de Solana de Torralba y Veracruz.
Además existe una captación propia del municipio, el pozo maestro de San Bartolomé, que provee en torno al 15 % del agua consumida.
Existen varios depósitos de acumulación, con una capacidad total de 18 780 m³, siendo los tres principales los de Atalaya, de 6600 m³, Madre de Dios, de 10 000 m³ y Polígono de 1000 m³. Otros menores del orden de 100 m³ de capacidad son los que abastecen a cada una de las pedanías de la ciudad. La red de distribución, consta de unos 170 km de longitud total.
En cuanto a las tarifas, es aproximadamente 1,5 euros/m³, de los que el saneamiento supone un 36 % y el resto el abastecimiento. Además, de acuerdo a lo dispuesto por la Junta de Andalucía, en el recibo periódico se incluye el concepto de Canon Autonómico de Infraestructuras de Saneamiento y Depuración.

##### Depuración
El agua residual del municipio es canalizada mediante la red de saneamiento municipal hasta los puntos finales de la misma en los que son vertidos directamente a cauce público.
En la actualidad —febrero de 2017— la planta depuradora de aguas residuales de Úbeda se encuentra terminada pero aún no se ha puesto en funcionamiento, por lo que no se realiza apenas tratamiento de estas aguas, a excepción hecha de un ínfimo porcentaje en tres pequeñas plantas de tratamiento en tres núcleos diseminados del municipio, el EDAR de Solana de Torralba, El Donadío y el de Veracruz. Se espera que en 2017 entre en funcionamiento la EDAR de Úbeda, resolviendo los actuales problemas de vertido de las aguas fecales de la población.

#### Red eléctrica
El núcleo principal de Úbeda posee una subestación transformadora en Huertañalda, que garantiza las demandas eléctricas propias y que a su vez abastece a núcleos cercanos como Baeza y Torreperogil, entre otros. A esta subestación llegan dos líneas eléctricas aéreas procedentes de los pantanos de El Tranco, Doña Aldonza, y una tercera desde la subestación de Linares.
Además existen dos subestaciones secundarias o auxiliares, situadas en la carretera de El Mármol y en el embalse de Doña Aldonza.

### Gestión de residuos y basuras
Úbeda está incluido en el Consorcio de la Loma, formado por 18 municipios con una población de 97 810 habitantes y una producción de 32 998 t/año de residuos. Este consorcio dispone de una estación de transferencia en Úbeda.
En Úbeda la generación de residuos permanece estable en los últimos años, con unos valores que varían en los años 2000 entre las 9808 y las 12 883 toneladas al año, respecto a los residuos generados en el contenedor gris. Esta generación en Úbeda, supone solo el 26 % de los residuos generados en el consorcio al que pertenece y el 4,17 % de los residuos generados en la provincia y arroja una tasa de generación de 0,82 kg por habitante y día, claramente inferior a la media provincial que se sitúa en 1,3 kg por habitante y día.
La gestión de la recogida de basuras, limpieza viaria y cuidado de jardines es de la Empresa Municipal de Desarrollo Sostenible Ambiental de Úbeda (Emdesau).

#### Punto limpio
El punto limpio de Úbeda ubicado en el polígono industrial Los Cerros es una infraestructura que posee capacidad para gestionar los residuos sólidos urbanos de una población de 50 000 habitantes, con lo que pueden hacer uso de la misma tanto los residentes en la localidad ubetense como los municipios del entorno.
Está equipado para recibir y tratar 23 tipos de residuos diferentes, entre los que se cuentan maderas y muebles, escombros, electrodomésticos, aceites usados, material de fotografía y radiografía, material eléctrico y electrónico, pinturas y disolventes y otros materiales como vidrio, papel y cartón, envases y textiles.

### Cementerios
La ciudad cuenta con dos tanatorios y de un cementerio. El cementerio de San Ginés se encuentra al norte de la ciudad, y de los cuatro que se construyeron en Úbeda es el único que se conserva y en activo. Data de 1837, aunque fue en 1852 —fecha que aparece en la cancela de su puerta principal— cuando se culminó completamente y se construyó el primer patio y más adelante su capilla.

### Sanidad
Históricamente el Hospital de Santiago —actual centro cultural— fue el centro sanitario de la ciudad durante 400 años hasta que en 1975 se inaugura el Hospital San Juan de la Cruz, un centro público catalogado como hospital comarcal, que cubre la atención médica especializada del área sanitaria Norte de Jaén —comarcas de La Loma, Las Villas, Sierra Mágina, Sierra de Cazorla y Sierra de Segura— y que es gestionado por el Servicio Andaluz de Salud (SAS) de la Junta de Andalucía.
Complementan la red sanitaria en el municipio el centro de salud de Úbeda —Ambulatorio Virgen del Gavellar—, el centro de salud Úbeda Este y los consultorios auxiliares en las pedanías de El Donadío, Santa Eulalia, Solana de Torralba y Veracruz. Además la ciudad cuenta con un centro de Cruz Roja.

### Seguridad ciudadana
La seguridad en Úbeda está compuesta por un puesto de Guardia Civil —situado en la antigua Academia de Guardias—, una comisaría del Cuerpo Nacional de Policía, una de policía local, un parque de bomberos y protección civil.
Como en el resto de la Unión Europea, en Úbeda está operativo el sistema de emergencias 112, número telefónico único y gratuito para asistencia a la ciudadanía ante una situación de emergencia —sanitaria, de extinción de incendios y salvamento o seguridad ciudadana—.

### Educación
| Nombre                                     | Etapas educativas                                       | Dirección                            |
| ------------------------------------------ | ------------------------------------------------------- | ------------------------------------ |
| CEI Ciudad de Úbeda                        | Educación infantil                                      | Plaza de Palma Burgos, 1             |
| CEI Cielo Iris                             | Educación infantil                                      | Calle Colonia San Rafael, 23         |
| CEI Garabatos                              | Educación infantil                                      | Calle Bolero, 16                     |
| CEI Imagina                                | Educación infantil                                      | Calle Bétula, 13                     |
| CEI María Auxiliadora                      | Educación infantil                                      | Calle María Auxiliadora, 70          |
| CE Nido                                    | Educación infantil                                      | Calle Fuente de las Risas, 1         |
| CEI Recreo                                 | Educación infantil                                      | Calle San Cristóbal, 24              |
| CEI Recreo 2                               | Educación infantil                                      | Calle Picasso, 9                     |
| CEIP Juan Pasquau                          | Educación infantil y primaria                           | Calle Alberquilla, s/n               |
| CEIP Santísima Trinidad                    | Educación infantil y primaria                           | Calle Trinidad, 2                    |
| CEIP Sebastián de Córdoba                  | Educación infantil y primaria                           | Calle Explanada, 2                   |
| CEIP Virgen de Guadalupe                   | Educación infantil y primaria                           | Calle Maestra María José Morillas, 3 |
| Colegio La Milagrosa                       | Educación infantil, primaria y secundaria               | Calle Picasso, 16                    |
| Colegio Santo Domingo Savio                | Educación infantil, primaria y secundaria               | Calle Don Bosco, 16                  |
| EE. PP. Sagrada Familia                    | Educación infantil, primaria, secundaria y bachillerato | Avenida de Cristo Rey, 25            |
| IES Francisco de los Cobos                 | Educación secundaria y bachillerato                     | Plaza Primero de mayo, 9             |
| IES Los Cerros                             | Educación secundaria y bachillerato                     | Calle Cronista Juan de la Torre, s/n |
| IES San Juan de la Cruz                    | Educación secundaria y bachillerato                     | Avenida de Ramón y Cajal, 3          |
| Escuela de Artes Casa de las Torres        | Bachillerato y artes plásticas                          | Plaza de San Lorenzo, 7              |
| CEE Antonio Machado                        | Educación especial                                      | Carretera de Baeza, s/n              |
| CEP Alto Guadalquivir                      | Educación de adultos                                    | Calle Blas Infante, s/n              |
| Conservatorio Profesional María de Molina  | Educación musical                                       | Plaza Primero de mayo, 30            |
| Escuela Municipal de Música Joaquín Sabina | Educación musical                                       | Calle Fernando Barrios, s/n          |
| Escuela Municipal de Danza Conchita Álamos | Educación de la danza                                   | Calle Baja del Salvador, s/n         |

### Transporte

#### Carreteras
Úbeda se va a convertir muy pronto en un importante nudo de comunicaciones a nivel andaluz por tener lugar en ella la intersección de dos futuras autovías, recobrando su preeminencia como centro logístico en la provincia:
- Desde el norte: A-32/N-322 Autovía Andrés de Vandelvira (Bailén-Linares-Úbeda–Albacete), futura Autovía A-32 (Autovía de Bailén-Albacete), en servicio el tramo de Torreperogil hasta Bailén donde enlaza con la A-44 Autovía de Sierra Nevada-Costa Tropical.
- Desde el norte: A-301 (La Carolina-Úbeda) Carretera de La Carolina a Úbeda, enlaza con la A-4 Autovía del Sur en La Carolina.
- Desde el oeste: A-316 (Úbeda-Estepa) Autovía del Olivar, o Eje intermedio andaluz, en servicio desde Úbeda a Martos pero aún en construcción el tramo que va desde Martos hasta Alcaudete.
- Desde el sur: A-401 Carretera de Úbeda a Moreda, (La Carolina–Jódar–Moreda), enlaza con la A-92 en Darro a través de la A-308.

| Tipo                                          | Identificador | Denominación                        | Itinerario                                                                  |
| --------------------------------------------- | ------------- | ----------------------------------- | --------------------------------------------------------------------------- |
| Autovía —en obras— (Red Básica)               | A-32 N-322    | Autovía de Vandelvira               | Bailén E-902 A-44 - Linares - Úbeda - N-322 - Villacarrillo - Albacete A-31 |
| Autovía autonómica (Red Básica Estructurante) | A-316         | Autovía del Olivar                  | Úbeda A-401 - Baeza - Jaén - Martos - Alcaudete N-432                       |
| Red Básica de Articulación                    | A-301         | Carretera de La Carolina a Úbeda    | La Carolina A-4 - Úbeda N-322                                               |
| Red Básica de Articulación                    | A-401         | Carretera de Úbeda a Moreda         | Úbeda N-322 - Jódar - Moreda A-308                                          |
| Red Complementaria                            | A-6103        | Carretera de Úbeda a Sabiote        | Úbeda N-322a - Sabiote                                                      |
| Red Complementaria                            | A-6104        | Carretera Úbeda a Jimena            | Úbeda A-401 - Jimena A-320                                                  |
| Red Complementaria                            | A-6105        | Carretera de A-401 a Hornos de Peal | Úbeda A-401 - Estación Jódar-Úbeda - Hornos de Peal - Peal de Becerro A-315 |
| Red Provincial de Jaén                        | JA-5104       | Carretera de Úbeda a Santa Eulalia  | Úbeda - Santa Eulalia                                                       |
| Red Provincial de Jaén                        | JA-5105       | Carretera de Úbeda a El Mármol      | Úbeda N-322a - El Mármol                                                    |

#### Autobuses
El edificio de la estación de autobuses de Úbeda tuvo como primer fin la de convertirse en estación del Ferrocarril Eléctrico de La Loma de la mano de FEVE, pero no llegó a utilizarse al desmantelarse el proyecto del tranvía —cuando ya estaba culminada la renovación del trayecto e infraestructuras— y se adecuó como estación de autobuses e inaugurada en 1974. Se encuentra dentro del núcleo urbano, siendo parada habitual en líneas regionales y nacionales.

##### Autobuses urbanos
El servicio urbano de autobuses en Úbeda ha tenido periodos intermitentes. Se remonta a 1970 cuando el ayuntamiento autoriza a Marcelino Muñoz Herreros la puesta en marcha del primer servicio urbano de autobuses, con dos líneas dentro del casco urbano con un precio de billete de dos pesetas.
En 1993 se haría cargo de la gestión la empresa Grúas Ruiz. Tras veinte años de servicio el 31 de julio de 2013 cesa el servicio de autobuses urbanos, al suprimirse la subvención de 200 000 euros que Grúas Ruiz recibía del ayuntamiento como compensación para que los precios de los billetes fuesen asequibles. Al no haber acuerdo entre ambas partes no se renueva la concesión. El ayuntamiento decidió suprimir el servicio al no estar obligado a prestar ese servicio, sin embargo la presión social y de la oposición obligó a que se restableciese el servicio, adjudicando la concesión a la empresa Úbeda-Bus y entrando en servicio el 16 de agosto de ese mismo año, corriendo con todos los gastos de explotación salvo el de marquesinas. Tras parones intermitentes del servicio cesa su actividad en 2016.
En enero de 2017 se concede la prestación del servicio a la empresa Bus Madrid Almería (BUSBAM), que reanudó el servicio de autobuses el 10 de abril de 2017.
| Líneas de autobús urbano | Líneas de autobús urbano                                             | Líneas de autobús urbano | Líneas de autobús urbano | Líneas de autobús urbano      |
| Línea                    | Trayecto                                                             | Recorridos               | Horario                  | Frecuencia media (laborables) |
| ------------------------ | -------------------------------------------------------------------- | ------------------------ | ------------------------ | ----------------------------- |
| 1                        | Hospital San Juan de la Cruz - Plaza de Santa María - Puerta del Sol | Recorrido                | 07:00-16:00              | 30 minutos                    |
| 1                        | Hospital San Juan de la Cruz - Plaza de los Olleros - Puerta del Sol | Recorrido                | 16:00-20:00              | 1 hora                        |
| 2                        | Hospital San Juan de la Cruz - Puerta del Sol - Mercado de abastos   | Recorrido                | 07:15-15:15              | 1 hora                        |

##### Autobuses interurbanos
La ciudad tiene servicios regulares frecuentes con las poblaciones vecinas de la comarca, de la provincia y la Estación de Linares-Baeza. Úbeda no pertenece al Consorcio de Transporte Metropolitano del Área de Jaén, aunque sí ha solicitado su inclusión en el consorcio. Actualmente hay una línea del consorcio con origen y destino a Úbeda, pero solo se aplica al consorcio el trayecto entre Mancha Real y Jaén.
| Líneas interurbanas | Líneas interurbanas        | Líneas interurbanas     | Líneas interurbanas            |
| Línea               | Trayecto                   | Información de la Línea | Operadora                      |
| ------------------- | -------------------------- | ----------------------- | ------------------------------ |
| M3-103              | Úbeda • Mancha Real • Jaén | Recorrido y horarios    | Nex Continental Holdings, S.L. |

##### Autobuses regionales y nacionales
Cuenta con servicios regulares con las capitales provinciales de Andalucía y aeropuertos de Granada y Málaga. También con servicios regulares con Madrid, Valencia y Barcelona.

#### Ferrocarril
La ciudad de Úbeda no dispone de estación de ferrocarril en su núcleo urbano. La que dispone de más conexiones es la estación de Linares-Baeza a 26 km. El ferrocarril es la reivindicación histórica de la ciudad de Úbeda, pues lleva cerca de cien años esperando a ser conectada a la red ferroviaria tras muchas promesas rotas. Son dos las únicas estaciones de tren dentro del municipio, todas ellas alejadas del casco urbano y con apenas servicios de viajeros.
- Estación de Jódar-Úbeda (línea Linares a Almería), a 10 km dirección sur. Dispone de servicios de Media Distancia y Talgo
- Estación de Los Propios-Cazorla (línea Linares a Almería), a 20 km dirección sureste —en una zona deshabitada—. Actualmente no dispone servicios de pasajeros.

| Nombre de la estación           | Líneas de tren                                                                                             | Líneas de tren | Vías | Estructura            |
| ------------------------------- | --- | --- | ---- | --------------------- |
| Estación de Jódar-Úbeda         | | Madrid-Chamartín • Madrid-Atocha • Alcázar de San Juan • Manzanares • Valdepeñas • Vilches • Linares-Baeza • 'Jódar-Úbeda' • Guadix • Almería | 6    | Exterior semicubierta |
| Estación de Jódar-Úbeda         | Linares-Baeza • Jódar-Úbeda • Cabra del Santo Cristo y Alicún • Moreda • Guadix • Fiñana • Gádor • Almería | | 6    | Exterior semicubierta |
| Estación de Los Propios-Cazorla | - | Sin líneas disponibles | 3    | Exterior semicubierta |

##### Tren histórico de La Loma
El denominado Ferrocarril Eléctrico de La Loma (FEL) pertenecía a la compañía Tracción Eléctrica de La Loma S.A., misma titular de los Tranvías de Linares, la cual explotaba las dos redes conjuntamente —con el mismo material—. Así, la explotación era más bien de tipo tranvía interurbano.
La localidad de Úbeda se quedó al margen en el proyecto del ferrocarril Linares-Almería, sin embargo su sociedad pugnó por no quedar desconectada de la red ferroviaria. Nacía así el Tranvía de La Loma. Eustaquio Gámez, editó un razonado manifiesto que titulaba «A los Ubetenses», firmado el 9 de agosto de 1894. En este documento se hablaba, por primera vez, del necesario Tranvía de la Loma. Aunque no se sabe con certeza cuándo se iniciaron las obras se sabe en cambio, que el 1 de abril de 1904 se iniciaron las gestiones para la construcción del tractocarril. Su logro llena de satisfacción a los ubetenses, que pronto se olvidan de la existencia del ferrocarril Linares-Almería, que tan injustamente dio la espalda a la ciudad.
Esta línea tenía empalme y servicio combinado en la Estación de Baeza con la red de MZA, y en Linares con el ferrocarril de La Carolina y sus prolongaciones. Daba servicio además en Linares a las estaciones de la red de MZA y Estación de Andaluces. Había otro ramal que comunicaba Baeza con Linares por Ibros.
En 1936 el Ferrocarril Eléctrico de La Loma pasó a ser nacionalizado y explotado por el Estado. A pesar de que desde 1945 existía un proyecto de adquisición de algunos automotores eléctricos, las mejoras no se llevaban a cabo, degradándose con los años tanto el material fijo como el móvil.
Al fin, en 1957, el Estado adjudicó los nuevos automotores que se venían esperando desde 1945. Se trataba de los automotores Naval-Cenemesa del plan de ayuda del MOP. Se construyó un trazado totalmente nuevo y se potenció con una nueva electrificación más potente. Para evitar el trasbordo, se construyó una nueva estación subterránea bajo la estación de vía ancha conocida en la zona como «el Metro de Linares», con apariencia de estación de metropolitano. Pero para que los nuevos automotores Naval pudieran circular hubo que modificar y mejorar el trazado, hasta entonces previsto solo para material muy ligero. Pero cuando en 1965 se crea la compañía FEVE, a la cual son adscritos los Tranvías de Linares y el FEL, esta entidad estatal se da cuenta de que hay que cerrar muchas líneas, y entre ellas elige las de Linares-La Loma. Existen informes, suscritos por los propios ingenieros de FEVE, que desaconsejaban esa medida y proponían la continuidad del servicio sobre la base de que las obras de modernización de la línea estaban muy avanzadas. A pesar de todo, el rodillo del régimen —escudado en un curioso Informe Oficial de fecha posterior a la orden de cierre— decreta la suspensión de la línea Linares-La Loma que se ejecuta el 15 de enero de 1966. A continuación se lleva a cabo el levantamiento de todas las instalaciones con el traslado del nuevo material móvil —sin estrenar— a otras explotaciones de FEVE. El viejo e histórico tranvía a las doce de la noche, entraba en "vía muerta" y dejaba de funcionar para siempre, tras más de sesenta años de servicio. Dos años más tarde, el Ayuntamiento ubetense disponía de los terrenos de la nueva estación del paseo del León, con la idea de adaptarlos para la estación de autobuses de Úbeda, que se inauguró en 1974.
El Ferrocarril de La Loma y Úbeda constituye sin ninguna duda uno de los episodios más sorprendentes de la historia del ferrocarril español, ya que después de efectuarse grandes inversiones en los años sesenta para su modernización —se construyó en su mayor parte un nuevo trazado, se renovaron las estaciones e instalaciones y se adquirió material móvil moderno— se clausuró, cuando ya estaba a punto de inaugurarse, y el nuevo material fue vendido a los ferrocarriles catalanes.
Se han anunciado nuevos proyectos para el restablecimiento del servicio, si bien no se ha definido si mediante tranvía, tren de vía estrecha o cercanías RENFE con Linares.

##### Proyecto de ferrocarril Baeza–Utiel–Saint Girons
Se trataba de un gran corredor ferroviario proyectado y empezado a construir durante la década de 1920, a raíz de la estancia en el Ministerio de Fomento del conde de Guadalhorce. A pesar de tener gran parte de sus obras realizadas desde los años 1920-30, no llegó a ponerse en funcionamiento, debido tanto a la situación surgida de la posterior Guerra Civil y las restricciones económicas de la posguerra, como a la despoblación rural y al modelo de desarrollo importado de los Estados Unidos por el franquismo en la década de 1960, que consideraba a los ferrocarriles obsoletos frente al automóvil. Hasta el momento las administraciones públicas tampoco han recogido el guante del proyecto.
El objetivo era unir la estación de MZA de Baeza-Empalme —actual Linares-Baeza— con la población francesa de Saint-Girons, terminal de un ferrocarril ya existente que servía de unión con la línea general del Midi de Bayona a Toulouse. Es innecesario señalar la importancia económica que el proyecto habría alcanzado no solo para Úbeda y Jaén, sino para el desarrollo de todo el sur español.
Se iniciaron los trabajos en las líneas Baeza-Utiel —considerada la más prioritaria, pues por sí sola podía acortar sensiblemente el viaje del valle del Guadalquivir a Levante sin tener que pasar por Alcázar de San Juan—, Teruel a Alcañiz, algunos kilómetros al sur de Lérida y desde allí hacia el norte. El tramo de Utiel a Teruel no se llegó a iniciar, ni entonces ni después. Para que no ocurriera como con la línea de Baeza-Almería, hubo presiones políticas en los años 1920 por parte de la marquesa de la Rambla y de algún general ubetense —Franco lo llamó «el capricho del general Saro»— para que se hiciera pasar la vía más cerca de Úbeda y Baeza. Este trazado era desde luego más conveniente a efectos de servir a grandes poblaciones, pero fue muy temido desde el principio por los geólogos, que reconocieron los terrenos de la zona como bastante inestables, lo que llevó a la construcción de numerosos túneles artificiales en vez de trincheras. Llegaron a invertirse 4 millones de pesetas de la época. A falta de voluntad política para acometer la obra, hasta finales de los años 1970 se suceden las evasivas de las sucesivas Administraciones, fiándolo todo a futuros informes de viabilidad que nunca se elaboraban.
El último esfuerzo en pro de la línea del que se tiene conocimiento fue el acuerdo del Ayuntamiento de Utiel en 1982 instando al Gobierno a incluir la línea dentro de la Ley General de ferrocarriles de urgente construcción en la década 1980-90. Actualmente, solamente su conversión en Vía verde parece que pueda proporcionar una cierta utilidad al enorme desembolso realizado.

##### Tren Al-Ándalus
Es un tren turístico de lujo de estilo Belle Époque —sus vagones son anteriores a 1930 siendo cuidadosamente restaurados con todo lujo— puesto en funcionamiento en 1983 por Renfe. Desde 2015, aún sin disponer de estación de tren, Úbeda es parada del lujoso Tren Al-Ándalus en su recorrido por Andalucía. Realiza su parada en la Estación de Linares-Baeza y sus viajeros son trasladados en autobús a Úbeda realizando excursiones, visitas a monumentos y conocer la gastronomía que ofrecen los restaurantes ubetenses.

#### Taxi
Los taxis de Úbeda se caracterizan por ser blancos, con franja diagonal granate y el escudo de la ciudad en las puertas delanteras. En 2015 había una flota de 17 taxis. Se pueden encontrar paradas en la estación de autobuses, corredera de San Fernando y Hospital San Juan de la Cruz, aunque también puede ser solicitado por teléfono en un punto concreto.

#### Carril bici
La afición por el ciclismo en la ciudad de Úbeda es destacable, a lo que el ayuntamiento respondió con la construcción de carriles bici en el casco urbano, uno en la zona norte de la ciudad recorriendo la avenida Cristóbal Cantero, y otro en la zona sur en la avenida de Cristo Rey. Más tarde se comunicó los carriles bici urbanos con el carril bici que conecta Úbeda con Baeza en su totalidad, transcurriendo junto a la carretera A-401 con un trazado de 919 m y la autovía A-316, cubriendo una distancia de 8,5 km, pudiéndose viajar en bicicleta desde el centro de Úbeda hasta Baeza sin salir del carril bici.

#### Veredas históricas
Por su importancia histórica, literaria, religiosa y cultural, comparable a nivel local al Camino de Santiago, es citable el antaño famoso Camino de San Antonio; es una ruta histórica que tradicionalmente ha unido las ciudades de Úbeda y Baeza a pie. En ellas se puede sentir los ecos de Antonio Machado y San Juan de la Cruz, que plasmaron sus sensaciones al recorrerlos frecuentemente en sus obras.

## Cultura

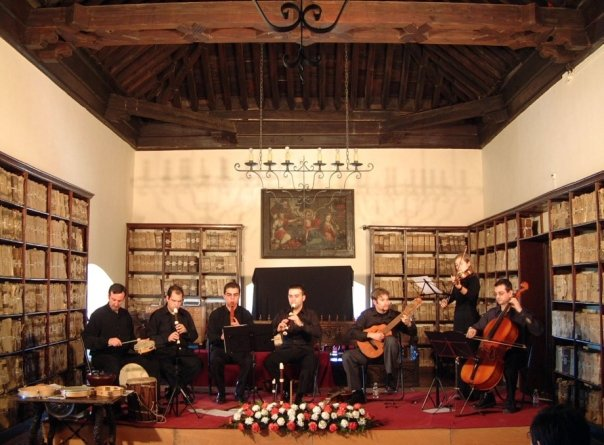
Concierto en el Archivo Histórico Ubetense durante el Festival de Música Antigua de Úbeda y Baeza

Úbeda ha ejercido y es conocida por ello, la capitalidad cultural de la comarca e incluso de la provincia en diversos ámbitos.
También como punto de encuentro del pensamiento, las instituciones educativas y artísticas, pero también como foco de difusión de la cultura teatral, festivales de música, exposiciones, conciertos multitudinarios, concursos de artes, congresos, ferias comerciales, eventos de todo tipo.
El Hospital de Santiago, como centro cultural, es el polo de atracción de toda la variada programación cultural y expositiva que ofrece la ciudad.
Algunos de los eventos más recientes que se podrían citar son el Festival de Música y Danza, el Ciclo de Música de Cámara, Festival Internacional de Música de Cine, Festival de Cuentos y Literatura de Úbeda, Festival de Música Antigua de Úbeda y Baeza, Festival de Jazz de Úbeda-Baeza, Muestra de Teatro de Otoño, Maratón de Teatro Ciudad de Úbeda, Maranatha, Festival flamenco Activo, Fiestas del Renacimiento, Jornadas de Astronomía y Astrofísica de Úbeda y Festival de música, animación y videojuegos Play-fest.
Como escenario cinematográfico, se han rodado multitud de escenas, series y películas, destacándose: Alatriste, La conjura del Escorial, El hombre que supo amar, Sonata de primavera, o la serie de televisión El pícaro.

### Semana Santa
La Semana Santa de Úbeda es una de las fiestas religiosas más populares de Andalucía, estando declarada Fiesta de Interés Turístico desde 1980 y de Interés Turístico Nacional de Andalucía desde 1997. Desde el Domingo de Ramos al Domingo de Resurrección salen 19 cofradías a la calle. De la Semana Santa ubetense se destaca el respeto al orden cronológico de la pasión, muerte y resurrección de Cristo.
- El Domingo de Ramos comienza con «el Santo Borriquillo» que escenifica la entrada de Jesús en Jerusalén.[79]
- El Lunes Santo procesionan «Nuestra Señora de Gracia»[80] y la «Hermandad de Costaleros».[81]
- El Martes Santo «la Virgen de las Lágrimas»[82] y el viacrucis de silencio de «la Noche Oscura».[83]
- El Miércoles Santo a la noche sale el grupo escultórico de «la Santa Cena»[84] y «Prendimiento».[85]
- El Jueves Santo por la mañana sale el «Cristo de la Oración en el Huerto»;[86] y por la tarde procesionan «la Columna»[87] y «la Humildad»[88] —con la banda de romanos más espectacular de toda España—; a la noche lo hace «la Buena Muerte»[89] y «la Sentencia».[90]
- Los momentos más emotivos se dan el Viernes Santo, con la salida de madrugada de «Jesús» con el toque del miserere siendo acompañado por muchos fieles,[91] y entrada la mañana «la Caída»;[92] a mediodía «la Expiración»[93] y «las Angustias»;[94] a la tarde destaca la subida de «la Soledad» por la Cuesta de la Merced.[95] En la noche, 11 cofradías, 20 pasos y más de 4000 penitentes procesionan en orden cronológico —de Domingo de Ramos a Viernes Santo— en la Magna Procesión General.[96] Cierra el Viernes Santo «el Santo Entierro»[97] que también acaba uniéndose a la Procesión General por delante de «la Soledad».
- El Sábado de Gloria no se procesiona por respeto, al tratarse de un día de luto.[98]
- En Domingo de Resurrección y cerca del mediodía procesiona «el Resucitado»[99] siendo acompañado por representantes del resto de hermandades y cofradías con sus respectivas túnicas; cerrando así la semana de pasión ubetense.

### Gastronomía
La cocina ubetense es básicamente mediterránea, con influencias manchegas y levantinas, sobre su raíz andalusí, con abundancia de legumbres, cereales, carne de caza y, por supuesto el aceite de oliva y la aceituna —de mesa, de verdeo, negra o la variedad de cornezuelo—. Algunos productos destacables son las migas, el hochío —una torta de aceite de oliva virgen extra espolvoreada con pimentón— También son muy típicos la perdiz en escabeche, los buñuelos —churros—, fritos en el aceite virgen extra de la zona y postres como el hornazo de Semana Santa —una torta de aceite con matalauva y un huevo duro en el centro— o los papajotes.
Otros platos tradicionales a destacar son el potaje de habas con berenjenas, el potaje de garbanzos con acelgas, los garbanzos mareaos o morrococo, los andrajos con bacalao o liebre, el ajilimoje, Pipirrana —patata cocida, tomate crudo, cebolla, pimentón y aceite de oliva, adornándose con una «raspa de bacalao»— y las empanadillas de la vigilia.
Destacan también los productos de la matanza del cerdo —chorizos en aceite, lomo en adobo, lomo de orza, morcilla en caldera con hochíos y habas con hochíos—.
En cuanto a la repostería y dulces, cabe indicar, además de los ochíos y hornazos, los borrachuelos, las tortas de Candelaria, los roscos de Jesús, las gachas dulces con tostones de todos los santos, los deliciosos papajotes, los picatostes y diversas tostadas. Se realiza también una variedad muy popular de sangría con melocotón, llamada cuerva.
Están proliferando los restaurantes por toda la ciudad, especializándose en rescatar las recetas del saber popular y la cultura del aceite de oliva.

#### Cultura de la tapa gratis
Los bares y cantinas son el punto de reunión tradicional de los ubetenses. En septiembre es posible asistir a la ya tradicional Feria de la Tapa. Además, Úbeda tiene su oferta de tapas propia adaptada a la gastronomía local: basada en hochíos, morcilla, picadillo, andrajos, embutido local, todo preparado con exquisito aceite de oliva.
Existen en Úbeda varias zonas en las que hay una concentración de bares donde poder degustar las tapas. La primera de ellas se encuentra en las inmediaciones al Hospital de Santiago, en la avenida de la Constitución y la calle Cronista Pasquau, también conocida como «el rincón de los bares»; la segunda zona se encuentra a lo largo de la calle Real, la cual sirve de conexión entre la ciudad monumental y la ciudad moderna; y finalmente, en los últimos años se han abierto distintos bares a los que la gente acude principalmente en verano, en la Redonda de Miradores, un magnífico balcón al valle del Guadalquivir, con increíbles vistas al parque natural de las Sierras de Cazorla, Segura y Las Villas y al parque natural de Sierra Mágina.

#### Jornadas gastronómicas del Renacimiento
La cocina del Renacimiento también tiene su lugar destacado. La ciudad celebra sus Jornadas gastronómicas del Renacimiento entre los meses de enero y marzo en restaurantes emblemáticos, cenas o almuerzos, a veces acompañados de espectáculos.
Existe la posibilidad durante todo el año de reservar cenas del renacimiento para grupos, acompañadas de teatro y música.

### Artesanía
Úbeda es famosa por su industria y artesanía desde tiempos del Al-Ándalus, así como por fabricar productos como los ubedíes —esteras de esparto tejidas y bordadas a mano—, o diversos objetos de alfarería, forja, cerámica, paños, tejidos y curtidos cuya tradición se mantiene hasta nuestros días. Ambas industrias, esparto y alfarería tuvieron una importancia capital en la economía ubetense.
Con una de las mayores concentraciones de talleres artesanales de España, los artesanos locales trabajan por mantener vivas las mejores tradiciones del pasado: Alfarería, madera, espartería, mimbre, palma, taller de piedra, forja, curtidos, vidrieras, etc.

### Danza tradicional
El folclore ubetense es muy similar al del resto de la provincia de Jaén, es decir, una fusión de danzas castellanas y andaluzas con un característico y marcado aire levantino. Son danzas sencillas y reposadas que empezaron a tomar forma a comienzos del siglo xix en las ciudades y campos jienenses. Entre ellas destaca, aparte de jotas y fandangos, el bolero. La lírica cantada, tan propia del renacimiento, también gozó de un auge formidable en toda la comarca de Úbeda.
El baile típico de Úbeda es, concretamente, el bolero de Úbeda. Dicha danza se solía interpretar en las fiestas populares de la ciudad en las cuales se participaba vistiendo el traje regional.

### Traje típico
El traje regional ubetense fue estandarizado en 1925 por deseo de la marquesa de la Rambla, la cual hizo estudiar y seleccionar los ropajes más habituales usados en las fiestas de la ciudad durante el siglo anterior. De este modo, se creó el traje tipo que lucirían las mujeres y hombres de Úbeda.
El traje de la mujer es el más característico, destacando un refajo bordado de colores cubierto con una faldilla negra, la palloleta, también de paño bordado que se cruza por el pecho, así como un mantón de seda.
El de hombre es muy similar al del resto de municipios jienenses, siendo el elemento más característico el uso del típico calañés, chaquetilla abierta y chaleco estampado.
En la actualidad, el rico folclore ubetense no goza del apoyo y la valoración que tenía antaño, y el uso del traje regional ha quedado relegado a las damas de honor de la romería de la Virgen de Guadalupe. También es usado por el servicio del Parador de Úbeda como reclamo turístico.

### Idioma
La variante dialectal más usada en Úbeda se denomina ubedí, una mezcla de dialecto manchego y andaluz, cuya palabra más característica y de calado popular es, posiblemente «inchi», que quiere decir «mira» o «vaya» según el contexto, o también la famosa expresión «ea» que se puede utilizar para afirmar algo.

### Festividades y eventos
- Enero a marzo: Jornadas Gastronómicas en el Renacimiento, tratan de mostrar el arte del buen comer a través de los restaurantes participantes que sirven menús que incluyen entrantes, primeros y segundos platos, así como postres y bebidas tradicionales de la cocina renacentista, con numerosas recetas originales de los siglos xvi y xvii.[107]
- 16 de enero: Hogueras de San Antón, «las lumbres» se celebran la víspera del día de San Antonio Abad. Antiguamente se hacía con la quema de muebles viejos y con cigarrillos de matalaúva. Actualmente, se hacen hogueras en diversos barrios, siendo típico asar sardinas, y en la pira de la plaza Primero de Mayo, saltar sobre las ascuas.[108]
- 2 de febrero: Fiestas de la Candelaria. Se crean las tortas de Candelaria, dulces de pan y aceite con forma circular y aplanada que se degustan en la ciudad con motivo de la fiesta.
- Febrero a marzo: Carnaval, fiesta en la que muchos ciudadanos se disfrazan y le cantan a Úbeda sus coplillas en el carnaval de calle. Se realiza un concurso de agrupaciones de clara influencia gaditana con varias modalidades: coros —por primera vez en 2007—, comparsas, chirigotas, cuartetos. Destaca también su cabalgata y el entierro de la sardina la semana siguiente.[109]
- Febrero - marzo. Vinculada a la tradición agrícola, la «Butifuera» es una celebración en la que participan los aceituneros al terminar la recogida de la aceituna, y en la que el dueño de las olivas organiza una comida campestre.
- Marzo: Jornadas artísticas de Úbeda, en el que la ciudad vive distintas actividades de gran importancia en torno a la técnica de la acuarela: Exposición Internacional de Acuarelistas, Mercado de Arte o el prestigioso Certamen internacional de Pintura al aire libre ‘Úbeda Patrimonio de la Humanidad’.
- Marzo - abril: Experiencia Zombi Úbeda es uno de los real game más importantes de Andalucía. Un juego de supervivencia en el casco histórico de Úbeda en el que los supervivientes deben de escapar durante la noche de los zombis, llegando a tener más de 400 participantes provenientes de toda la geografía nacional para disfrutar de un fin de semana diferente.[110]
- Marzo - abril: Semana Santa de Úbeda, desde el Domingo de Ramos al Domingo de Resurrección, participando en ella 19 cofradías y hermandades.
- Abril a mayo: Certamen/Concurso 'Flamencos Mestizos', un ciclo creado por iniciativa del cantante, compositor y productor musical Paco Ortega que recoge el testigo del antiguo Festival 'Ámonos pal flamenco, para ofrecer una ventana a los proyectos emergentes más jóvenes o más novedosos que luchan por aparecer en el panorama actual del flamenco. Flamenco puro, de los que han recogido los valores de la tradición y flamenco que se asoma al mestizaje, al intercambio de raza y de culturas.
- 1 de mayo: se celebra la Romería de la Virgen de Guadalupe, patrona de Úbeda,[111] trasladándose desde su Santuario del Gavellar, hasta la aldea de Santa Eulalia —Santolaya en dialecto local— donde se celebran diversos actos, y de ahí hasta Úbeda, donde durante el verano se le rendirá culto en su capilla de la Basílica de Santa María de los Reales Alcázares. Es conocida como la «Romería grande».
- Mayo: Coincidiendo con el primer fin de semana posterior al día 3 de mayo, festividad de las Cruces de Mayo. En diversas plazas de Úbeda se levantan cruces, generalmente florales, junto a las que se suelen instalar barras de bar, donde degustar las típicas y variadas tapas locales.
- 15 de mayo: Debido a la importancia del olivar en la ciudad, el peso secular de la agricultura, y la cantidad de recursos económicos que aporta al municipio, se celebra con ahínco la festividad de San Isidro Labrador, con una fiesta principal en la iglesia de San Isidoro, una procesión en la cual se acompaña la figura del Santo realizada por Amadeo Ruiz Olmos, por decenas de agricultores, carrozas con motivos agrícolas y ganaderos, banda de música, caballistas y tractores engalanados. Previamente, la hermandad organiza actos para toda la ciudad como verbenas, charlas coloquio sobre la agricultura y el aceite de oliva, juegos infantiles, trial de vehículos todoterreno, concursos gastronómicos, etc. Estas actividades se realizan el fin de semana antes o después al día 15 de mayo. Igualmente, se celebran las fiestas y verbenas populares en la pedanía de El Donadío.
- Mayo: ¡Cucha Primavera! Festival de Circo y Teatro de calle, que gira en torno a las disciplinas artística del circo y del teatro de calle, que se celebra en espacios públicos de la ciudad con carácter gratuito, que complementa las actividades de la Feria del Libro, con la presencia de compañías de teatro de calle nacionales e internacionales.
- Mayo a junio: Festival Internacional de Música y Danza 'Ciudad de Úbeda', considerado como uno de los Festivales de Música de mayor importancia de España, con la presencia de solistas, grupos de cámara, orquestas sinfónicas y compañías de danza de gran prestigio y excelencia.[112]
- Mayo o junio: Corpus Christi, con altares y adornos en las calles.
- Finales de junio: Festival de Cuentacuentos 'En Úbeda, se cuenta...', festival donde distintos cuentacuentos nacionales como internacionales narran historias y cuentos en plazas, calles, espacios monumentales y locales de ocio; tanto para el público infantil como solamente adulto.[113]
- Finales de junio: Úbeda Soundtrack Festival, uno de los Festivales de Música de Cine de mayor importancia de nuestro país, acoge la celebración de distintas actividades que tienen como eje de programación a la música compuesta o adaptada al séptimo arte: conciertos, conferencias, congreso para expertos en composición cinematográfica.[114]
- Primera semana de julio: Fiestas del Renacimiento, en conmemoración del nombramiento de Úbeda como Patrimonio de la Humanidad el 4 de julio de 2003.

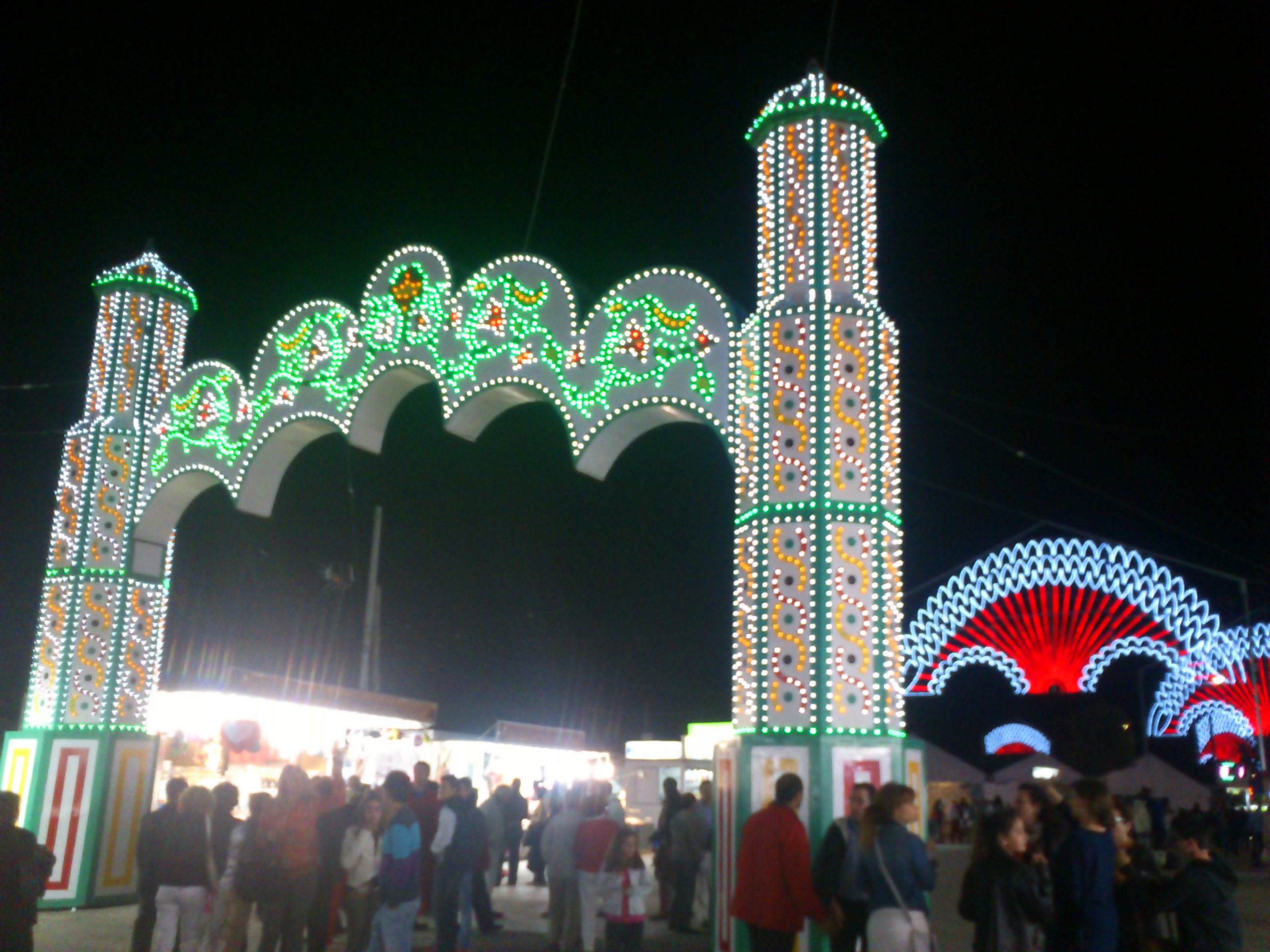
Portada de la Feria de San Miguel

- Finales de julio: Cinefan Festival, es un festival acerca del mundo cinematográfico y series de televisión, dedicando cada edición a un director de cine, a una película o a un género en concreto; incluyendo invitados —actores, directores, productores, dobladores, etc.—, conciertos de música de cine, proyecciones de películas, charlas, talleres, concentraciones y desfiles cosplay. En anteriores ediciones han sido homenajeadas la saga de Star Wars, Indiana Jones, El Ministerio del Tiempo, o el director de cine Stanley Kubrick.[115][116]
- Verano: Fiestas de los barrios y verbenas de las pedanías: Durante los meses de junio, julio y agosto se celebran más de la mitad de las fiestas de los barrios y pedanías, caracterizadas por las verbenas populares y la presencia de las tascas populares, especialmente durante los fines de semana.
- Primera mitad de septiembre: Jornadas 'Sabina por aquí', conciertos, exposiciones, talleres o cursos impartidos por la UNED, conforman la programación de las Jornadas 'Sabina por aquí', que tratan de homenajear cada año al ilustre cantante, poeta y músico ubetense Joaquín Sabina, incluyendo un original concurso para jóvenes artistas, celebrándose en la iglesia de San Lorenzo, como centro cultural de una extraordinaria riqueza patrimonial.
- 8 de septiembre: Procesión de Nuestra Señora de Guadalupe.[111] Fiesta local. El domingo siguiente, la Patrona es devuelta a su santuario del Gavellar —una cortijada situada cerca de Santa Eulalia— en la llamada «romería chica».
- Septiembre: Con carácter anual o bianual y actuando como pórtico de la Feria de Úbeda, se celebran diversas ferias comerciales de artesanía, anticuarios, Certamen Comercial de la Loma, Feria de Maquinaria Agrícola y Feria de la Tapa.
- 28 de septiembre al 4 de octubre: Feria de San Miguel, fiesta patronal de San Miguel Arcángel el 29 de septiembre, patronazgo debido a que en esa fecha fue reconquistada la ciudad por Fernando III en 1233. Además de espectáculos taurinos y actuaciones musicales de gran calidad, se ofrece la Muestra de Teatro de Otoño, recinto ferial con casetas y atracciones, siendo también numerosas las actividades infantiles, deportivas y culturales.[117]
- Finales de septiembre a inicios de diciembre: Muestra de Teatro de Otoño de Úbeda, es una de los proyectos culturales dedicados a la escena de mayor importancia de la comunidad autónoma andaluza. Compañías de teatro de extraordinaria calidad de distintas disciplinas artísticas actúan en diversos recintos escénicos como el Teatro Ideal Cinema o la iglesia de San Lorenzo, entregándose en cada edición el Premio Nacional de Teatro ‘Antero Guardia’ a distintas personalidades o entidades del teatro de relevancia nacional.[118]
- Octubre a noviembre: ¡Cucha Otoño! Festival de Clown y Circo de Úbeda, se celebra cada domingo de los meses de octubre y noviembre con la intención de mostrar al público familiar a compañías nacionales e internacionales del arte del clown y del circo.
- Primeros de noviembre: Semana Sanjuanista, un espacio cultural y religioso que los PP. Carmelitas Descalzos llevan a cabo como una iniciativa para difundir la espiritualidad de San Juan de la Cruz, el místico y poeta universal que murió en Úbeda el 14 de diciembre de 1591.
- Noviembre: Certamen Internacional de Novela Histórica Ciudad de Úbeda, presenta cada año diversas actividades culturales destinadas a la presentación de novelas y escritos que tengan como denominador común el hecho histórico. Charlas, presentaciones, mesas redondas con autores y novelistas. Son destacables los desfiles e interesantes recreaciones históricas de eventos históricos —movimiento sufragista— o antiguas batallas —romanas, medievales, Primera y Segunda Guerra Mundial, etc.— en pleno casco antiguo de la ciudad.[119]
- Noviembre: Concurso Ornitológico 'El Aviario de Úbeda', es una muestra que ha conseguido ser a lo largo de estos años un referente en la comunidad autónoma andaluza y una cita obligada para los amantes de los canarios, albergando unas 70 gamas de canarios –postura, color, exóticos, híbridos y resto de aves– y más de 1200 ejemplares.
- Noviembre - diciembre: Festival de Música Antigua de Úbeda y Baeza, nació en 1997 con el propósito de añadir un encuentro musical a los atractivos artísticos y culturales de ambas ciudades, declaradas conjuntamente Patrimonio de la Humanidad por la UNESCO. Es un evento temático, que en cada edición conmemora un aspecto concreto de la música histórica desde múltiples perspectivas, incluyendo no solo ciclos de conciertos, sino también exposiciones, conferencias divulgativas, cursos y congresos de alto nivel.[120]
- Finales de diciembre a primeros de enero: Festival de Títeres 'Ciudad de Úbeda', presenta en cada edición a importantes compañías de teatro de títeres protagonizando la actividad cultural de las navidades y destinado a un público infantil y familiar.

### Museos
- Casa Mudéjar-Museo Arqueológico de Úbeda.[121]
- Museo de Alfarería Paco Tito Memoria de lo Cotidiano[122] (Inscrito en el Registro Andaluz de Museos).
- Museo de San Juan de la Cruz.

### Medios de comunicación
Los principales diarios provinciales —Ideal y Diario Jaén— tienen corresponsalía en Úbeda, que además, editan versiones locales gratuitas de sus diarios mensualmente. A nivel comarcal se edita también Úbeda-Baeza Comarcal. Todos ellos con presencia diaria en Internet.
En Úbeda se recepcionan las principales emisoras de radio nacionales y autonómicas. A nivel local cuenta con Radio Úbeda —asociada a la Cadena SER—, y las radios musicales Los 40 Úbeda y M80 Renacimiento. que aún no transmite pero lo hará próximamente.
En cuanto a televisión, Úbeda es cabecera de demarcación de televisión digital terrestre local (TL06J), contando con dos emisoras de televisión comarcal que emiten en la comarca de La Loma, Diez TV —desde Úbeda— y 9laLoma —desde Baeza—.

### Deporte

#### Entidades deportivas
Úbeda tenía un equipo de fútbol que militaba habitualmente en el grupo IX de Tercera División, el Úbeda Club de Fútbol, hasta que en la temporada 2005-2006 descendió a la Primera División Andaluza por los problemas económicos del club. El segundo equipo de Úbeda era el Club Deportivo Úbeda Viva que ha pasado de ser el filial verde a ser el primer equipo de la ciudad, después de que el Úbeda Club de Fútbol desapareciese. El Club Deportivo Úbeda Viva milita actualmente en la Primera División Andaluza.
El deporte más popular es el fútbol, existiendo diferentes ligas locales de asociaciones y de aficionados. También existen diferentes equipos de aficionados de fútbol sala y otros deportes de base.
Otros deportes con gran afición en Úbeda son el pádel, del que se han realizado ya algunos open internacionales y varios torneos no menos importantes, y el ajedrez, existiendo el Club de Ajedrez Santa Juana de Arco.
Úbeda también tiene varios clubes de atletismo, utilizando los mismos las infraestructuras del complejo polideportivo municipal Antonio Cruz Sánchez. Desde la reforma de las pistas de atletismo, Úbeda acoge grandes pruebas y campeonatos de atletismo a nivel regional y nacional.
Es necesario señalar también el gran interés levantado durante los últimos años por el rugby, interés plasmado en el nacimiento en el año 2010 del Úbeda Atlantes Club de Rugby, militando este en la liga provincial y participando activamente en la formación de jugadores de categorías inferiores para el Jaén Rugby, club que a su vez ha aportado experiencia y medios al equipo local. Es de igual modo destacable la controversia surgida en torno a este deporte, debido principalmente a la falta de un campo de entrenamiento en la ciudad y la negación constante del Club Deportivo Úbeda Viva para conseguir una definitiva solución al conflicto.
La fuerte afición al ciclismo en la ciudad, y con el apoyo de asociaciones y peñas, se organizan periódicamente actividades, marchas, pruebas y quedadas ciclistas.
Otra afición deportiva destacable es la cría de buchón jiennense, donde cuenta con la Asociación de Colombicultura Los Cerros de Úbeda cuyos miembros compiten en diversos concursos a nivel provincial y autonómico, obteniendo importantes premios. En marzo de 2016 se celebró la vigésimo sexta edición del Campeonato nacional de palomos de Raza en Úbeda.

#### Instalaciones deportivas
En cuanto a infraestructuras, en estos momentos, la ciudad tiene grandes carencias. Por ejemplo, carece de una ciudad deportiva completa. De las instalaciones deportivas municipales el más importante dentro del Estadio Municipal del San Miguel, es el complejo polideportivo municipal Antonio Cruz Sánchez, donde se realizan los entrenamientos y partidos del Club Deportivo Úbeda Viva. Cuenta con un campo de césped artificial de fútbol 11, un campo de césped natural de fútbol 11, un campo de césped artificial de fútbol en pista cubierta, una pista de pádel, una pista de atletismo, una pista de voleiplaya, dos circuitos de trial bici, un foso de saltos de longitud y gimnasio. Además de vestuarios, duchas, oficinas, escuelas deportivas, etc. El complejo polideportivo municipal El Viejo cuenta con un pabellón de deportes y de varias pistas exteriores anexas de tenis, pádel, baloncesto, una polideportiva y una pista de patinaje. Además el recinto cuenta con piscina municipal con zonas ajardinadas y de recreo.
Estaba prevista la construcción de un campo de golf y de turismo de alto nivel en las cercanías de la ciudad.

## Administración y política

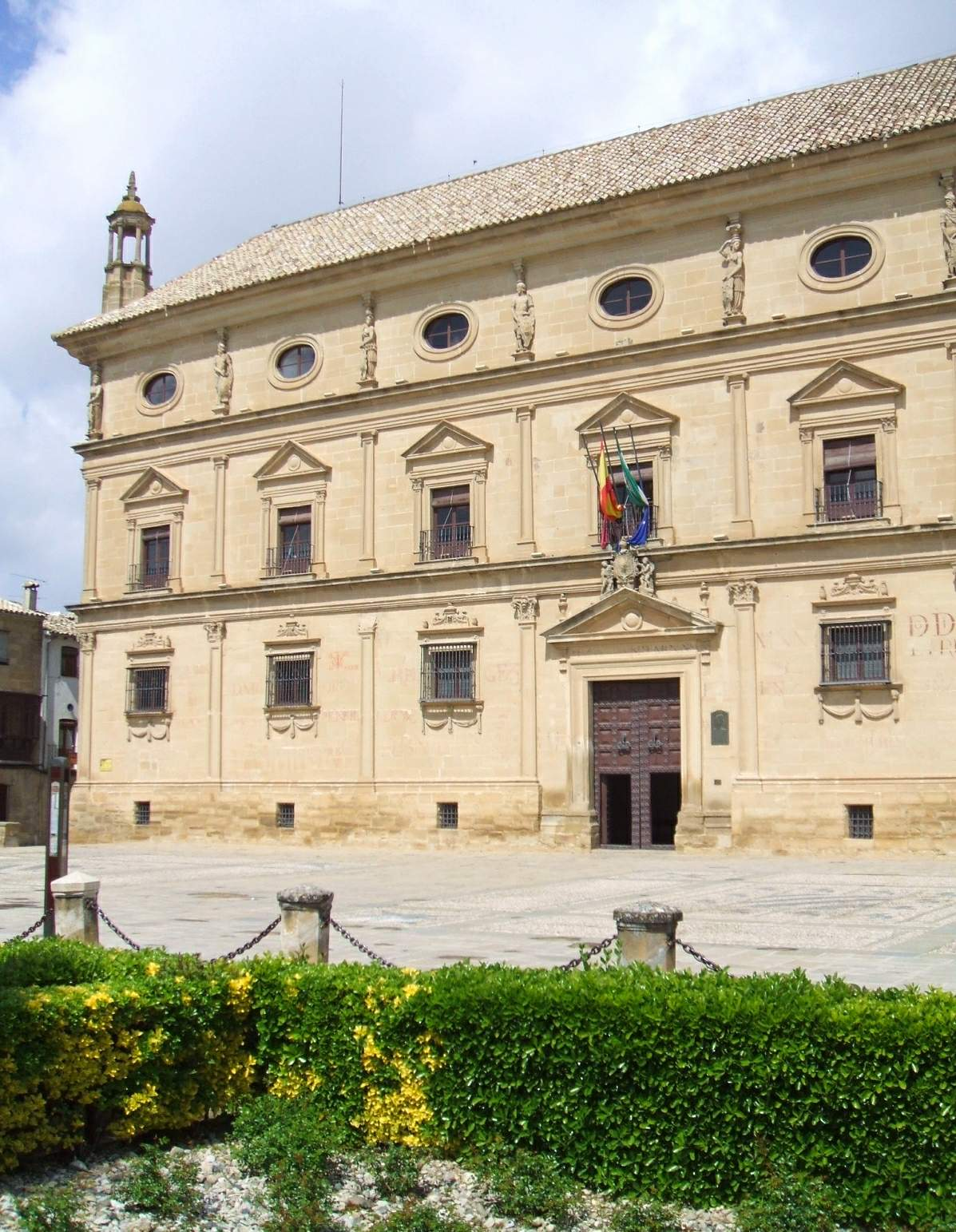
Ayuntamiento de Úbeda

### Gobierno municipal
La administración municipal es llevada a cabo por el ayuntamiento de Úbeda, institución que gobierna el municipio y cuyos miembros son elegidos cada cuatro años por sufragio universal desde las primeras elecciones municipales tras la reinstauración de la democracia en España, en 1979. Al consistorio ubetense le corresponden 21 concejales, según lo dispuesto en la ley orgánica del Régimen Electoral General, que establece el número de concejales elegibles en función de la población del municipio. El censo electoral está formado por los residentes mayores de 18 años empadronados en el municipio, ya sean de nacionalidad española o de cualquier país miembro de la Unión Europea.
| Periodo   | Nombre                    | Partido | Partido                                  |
| --------- | ------------------------- | ------- | ---------------------------------------- |
| 1979-1983 | José Gámez Martínez       |         | Partido Socialista Obrero Español (PSOE) |
| 1983-1991 | Arsenio Moreno Mendoza    |         | Partido Socialista Obrero Español (PSOE) |
| 1991-1995 | Juan José Pérez Padilla   |         | Partido Socialista Obrero Español (PSOE) |
| 1995-1999 | Juan Pizarro Navarrete    |         | Partido Popular (PP)                     |
| 1999-2003 | Marcelino Sánchez Ruiz    |         | Partido Socialista Obrero Español (PSOE) |
| 2003-2007 | Juan Pizarro Navarrete    |         | Partido Popular (PP)                     |
| 2007-2011 | Marcelino Sánchez Ruiz    |         | Partido Socialista Obrero Español (PSOE) |
| 2011-2015 | José Robles Valenzuela    |         | Partido Popular (PP)                     |
| 2015-act. | Antonia Olivares Martínez |         | Partido Socialista Obrero Español (PSOE) |

| Partido político | Partido político                                                    | 1979   | 1983   | 1987   | 1991   | 1995   | 1999   | 2003   | 2007   | 2011   | 2015   | 2019   | 2023   |
| Partido político | Partido político                                                    | Ediles | Ediles | Ediles | Ediles | Ediles | Ediles | Ediles | Ediles | Ediles | Ediles | Ediles | Ediles |
|                  | Partido Socialista Obrero Español (PSOE)                            | 11     | 14     | 11     | 11     | 7      | 9      | 9      | 10     | 7      | 12     | 16     | 12     |
|                  | Alianza Popular (AP)-Partido Popular (PP)                           | —      | 5      | 5      | 6      | 9      | 9      | 9      | 8      | 9      | 7      | 5      | 7      |
|                  | Vox                                                                 | —      | —      | —      | —      | —      | —      | —      | —      | —      | 0      | 0      | 1      |
|                  | Partido Comunista de España (PCE)-Izquierda Unida (IU)              | 4      | 2      | 4      | 3      | 4      | 2      | 1      | 2      | 2      | 1      | 0      | 1      |
|                  | Ciudadanos (CS)                                                     | —      | —      | —      | —      | —      | —      | —      | —      | —      | 0      | 0      | —      |
|                  | Podemos                                                             | —      | —      | —      | —      | —      | —      | —      | —      | —      | —      | 0      | —      |
|                  | Andaluces por Úbeda (AxÚ)                                           | —      | —      | —      | —      | —      | —      | —      | —      | —      | —      | 0      | —      |
|                  | Iniciativa Popular Ubetense (IPU)                                   | —      | —      | —      | —      | —      | —      | —      | —      | 2      | 0      | 0      | —      |
|                  | Partido Andalucista (PA)-Espacio Plural Andaluz (EP-And)            | —      | —      | —      | 1      | 1      | 1      | 2      | 1      | 1      | 1      | —      | —      |
|                  | Úbeda Quiere (ÚQ)                                                   | —      | —      | —      | —      | —      | —      | —      | —      | —      | 0      | —      | —      |
|                  | Unión Democrática Ubetense (UDU)                                    | —      | —      | —      | —      | —      | —      | —      | —      | 0      | 0      | —      | —      |
|                  | Solidaridad y Autogestión Internacionalista (SAiN)                  | —      | —      | —      | —      | —      | —      | —      | 0      | 0      | —      | —      | —      |
|                  | Unión Progreso y Democracia (UPyD)                                  | —      | —      | —      | —      | —      | —      | —      | —      | 0      | —      | —      | —      |
|                  | Úbedad Ciudad Habitable (RH)                                        | —      | —      | —      | —      | —      | —      | —      | —      | 0      | —      | —      | —      |
|                  | Los Verdes 2007                                                     | —      | —      | —      | —      | —      | —      | —      | 0      | —      | —      | —      | —      |
|                  | Falange Española                                                    | —      | —      | —      | 0      | 0      | —      | —      | —      | —      | —      | —      | —      |
|                  | Unión de Centro Democrático (UCD)-Centro Democrático y Social (CDS) | 4      | —      | 1      | 0      | —      | —      | —      | —      | —      | —      | —      | —      |
|                  | Grupo Independiente de Úbeda (GIÚ)                                  | 0      | —      | —      | —      | —      | —      | —      | —      | —      | —      | —      | —      |

### Organización territorial
La ciudad se compone de distintos barrios o barriadas, unos oficiales y otros divididos popularmente. Los antiguos tienen su raíz en las viejas collaciones: San Pedro, San Pablo, San Nicolás, San Lorenzo, Santo Tomás, la Trinidad, San Isidoro, Santo Domingo, San Marcos, la Cuesta del Gallo, y el barrio medieval de El Alcázar o el barrio del Carmen. El más popular barrio ubetense es el de San Millán —o barrio de la Algarabía—, el cual ha sido siempre un arrabal extramuros casi independiente, residencia de los núcleos mozárabes y posteriormente mudéjares.
Los barrios más modernos son: Las Canteras, Puerta del Sol, La Alameda, El Alamillo, la Guita, La Explanada, San Pedro (nuevo), la Torrenueva, El León, El Egido de San Marcos, de El Comendador —o Ávilas Rojas—, la Atalaya y parque Norte, y las barriadas de Las Vaguadas, y Federico García Lorca.
Otros núcleos
Además de en la ciudad de Úbeda, el municipio ubetense acoge a casi 1000 habitantes residentes en otros núcleos, como las pedanías de Santa Eulalia —conocida como Santolaya—, Solana de Torralba, Veracruz, San Miguel y El Donadío.
Las urbanizaciones del municipio constituyen grupos vecinales situados a una relativa distancia del casco urbano de Úbeda. Suelen tratarse de chalés residenciales. Los principales son:
- Urbanización Bétula: situada a un kilómetro al oeste del casco urbano, su principal acceso es la carretera N-322,
- San Bartolomé: situada a escasos kilómetros al este del casco urbano, en dirección a Torreperogil, su acceso es por la carretera N-322,
- El Campillo: al este por la N-322, frente a San Bartolomé, en dirección a Torreperogil.
- Huertañalda: al norte del casco urbano por la JV-6043.

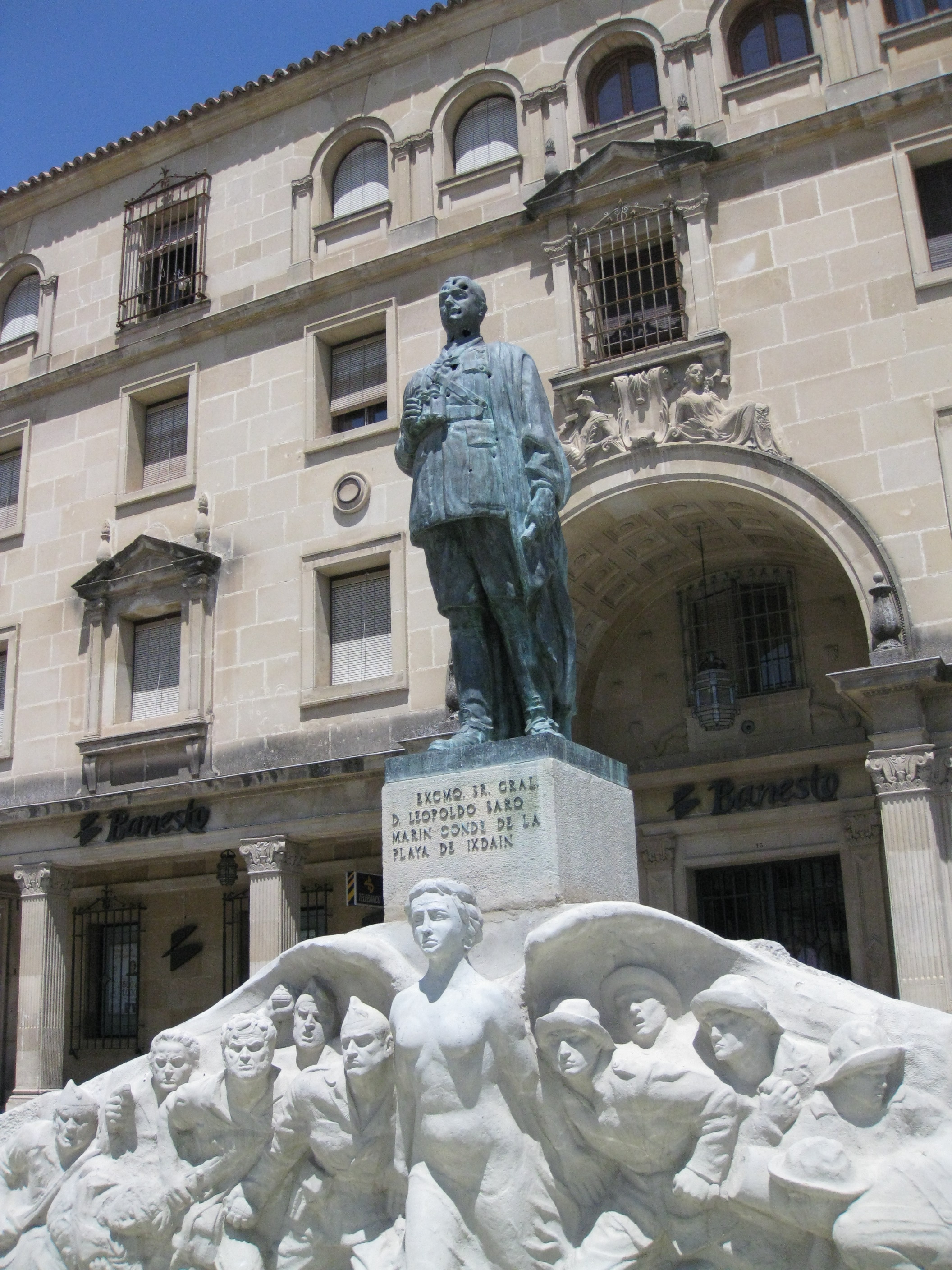
Monumento al General Saro

## Ciudades hermanadas
- Lège-Cap-Ferret (Francia)
- Chiclana de la Frontera (España)
- Baeza (España)
- Fontiveros (España)
- Ciudad de Ciego de Ávila (Cuba)
- Arzúa (España)